# المسيحية في الولايات المتحدة
المسيحية في الولايات المتحدة هي الديانة الأكثر انتشارًا في البلاد؛ نحو 73.7% من الأمريكيين عرفوا أنفسهم بأنهم مسيحيون حسب دراسة لمؤسسة غالوب في عام 2016. منذ منتصف 1990 والولايات المتحدة تضم أكبر عدد من السكان المسيحيين على وجه الأرض مع 224 مليون مسيحي.
رسمياً وبحسب الدستور الولايات المتحدة دولة علمانية؛ ويكفل التعديل الأول لدستور الولايات المتحدة حرية ممارسة الأديان، ويمنع إنشاء أي حكم ديني. في دراسة لعام 2002، قال 59% من الأمريكيين أن الدين يلعب «دوراً هاماً جدًّا في حياتهم» وهي نسبة أعلى بكثير من أي بلد غني.
حسب دراسة مؤسسة غالوب في عام 2016 مثَّل البروتستانت 48.9%، في حين تمثل الكاثوليكية 23.0% من السكان، وهي أكبر فئة فردية. وحسب دراسة تعود لمركز بيو للأبحاث لعام 2014 تعد البروتستانتيَّة الإنجيلية السكان أكبر مجموعة دينية في البلاد مع حوالي 25.4% من السكان؛ وتقدر دراسة أخرى الإنجيليين من جميع الأعراق بنسبة 30-35%. في حين تمثل كنيسة يسوع المسيح لقديسي الأيام الأخيرة (المورمون) 1.6% وهي رابع أكبر كنيسة في الولايات المتحدة، وأكبر كنيسة ناشئة في الولايات المتحدة.
دخلت المسيحيَّة إلى الأمريكتين لأول مرة مع المستوطنين الأوروبيين وذلك منذ بداية من القرن السادس عشر والسابع عشر، وغالبًا ما يعود تاريخ البروتستانتيَّة في البلاد إلى الآباء الحجاج الذين دفعتهم معتقداتهم الدينيَّة إلى الانتقال من إنجلترا إلى العالم الجديد. استقرَّ هؤلاء المنشقين التطهيريين الإنجليز فيما أصبح مستعمرة بليموث. غالبًا ما يتم تأكيد التراث الكالفيني للولايات المتحدة من قِبل العديد من الخبراء والباحثين والمؤلفين، مما دفع البعض إلى القول أن الولايات المتحدة «تأسست على المذهب الكالفينيّ»، مع التشديد أيضاً على أساسها الإستثنائي كدولة ذات غالبية بروتستانتية. كانت البروتستانتية الأمريكية متنوعة من البداية حيث كانت أعداد كبيرة من المهاجرين الأوائل من الأنجليكان والإصلاحيين واللوثريين وأيضاً من القائلين بتجديدية العماد. في القرون القادمة، تنوعت البروتستانتيَّة أكثر مع الصحوة الكبرى في جميع أنحاء البلاد. تتمتع البروتستانتية الأمريكية بحيويَّة خاصة، حيث تقدم مجموعة واسعة من الفروع والتي يُمكن القول أنها أكثر تنوعًا من أي بلد آخر. ويعود حضور المذهب الكاثوليكي في الولايات المتحدة إلى الإستعمار الأسباني والفرنسي للأمريكتين، وكذلك إلى مستعمرة ميريلاند الإنجليزية. ونمت في وقت لاحق بسبب الهجرة الأيرلندية والإيطالية والبولندية والألمانية والهسبانيَّة. وتُعد ولاية يوتا هي الولاية الوحيدة حيث المورمونية هي دين غالبية السكان، يتضمن ممر المورمون أيضاً ولاية وايومنغ وأيداهو وجزء من نيفادا وكاليفورنيا وأريزونا. ويعود وجود الكنائس المسيحية الأرثوذكسية داخل الحدود الحالية للولايات المتحدة إلى عام 1794، عندما وصلت مجموعة صغيرة من المبشرين الروس إلى بلدة كودياك في ألاسكا، لتبشير سكانها بالمسيحيَّة على مذهب الأرثوذكسية. استمر عمل البعثات التبشيرية الروسيَّة خلال القرن التاسع عشر، ولكن معظم نمو الكنائس الأرثوذكسيَّة في الولايات المتحدة يعود إلى أواخر القرن التاسع عشر وأوائل القرن العشرين مع الهجرة من بلدان أوروبا الوسطى والشرقية والشرق الأوسط وشمال أفريقيا.
اليوم ينتمي معظم مسيحيي الولايات المتحدة إلى الكنائس البروتستانتية التي تنقسم بين تقاليد الخط الرئيسي والإنجيلية، والكنيسة الرومانية الكاثوليكية. وتُعد الكنائس البروتستانتية أكبر تجمع ديني مسيحي في الولايات المتحدة، حيث تمثل حوالي نصف مجموع الأمريكيين. ويُشكل أتباع الكنيسة المعمدانية أكبر فرع من البروتستانتية الأمريكيَّة مع حوالي 15.4% من السكان، وتشمل الجماعات البروتستانتيَّة الأخرى كل من الكنيسة المشيخية والأبرشانيَّة والأسقفيَّة والميثودية واللوثرية وجمعية الأصدقاء الدينية والأدفنتست، ويعتبر ثلثي البروتستانت الأمريكيين أنفسهم مولودين من جديد. يُشكل المذهب الكاثوليكي ثاني أكبر المذاهب المسيحية في البلاد، تليها كنيسة يسوع المسيح لقديسي الأيام الأخيرة. تضم البلاد مجموعات مسيحية أصغر وهي وشهود يهوه والتوحيدية وكنيسة الوحدة وجماعة العلم المسيحي ومسيحيين بلا طائفة.
تتضمن الحياة العامة والثقافة الشعبية للولايات المتحدة العديد من المُثُل المسيحية على وجه التحديد حول الفداء والخلاص والضمير والأخلاق. ومن الأمثلة على ذلك هواجس الثقافة الشعبيَّة التي تتضمن الاعتراف والمسامحة، والتي تمتد من تلفزيون الواقع إلى برنامج الاثنتي عشرة خطوة. وتستمد الولايات المتحدة العديد من مناسبتها الرسميَّة من الأحداث في التاريخ الأمريكي والتقاليد المسيحية. ويشير مصطلح الحزام الإنجيليّ إلى المناطق في جنوب الولايات المتحدة حيث البروتستانتية الإنجيلية المحافظة اجتماعياً هي جزء مهم من الثقافة وحيث التردد على الكنائس أعلى عموماً من مُتوسط الأمة. على النقيض من ذلك، يلعب الدين دور أقل أهمية في نيو إنجلاند وولايات الغرب الأمريكية.

## تاريخ

### العصر الاستعماري المبكر

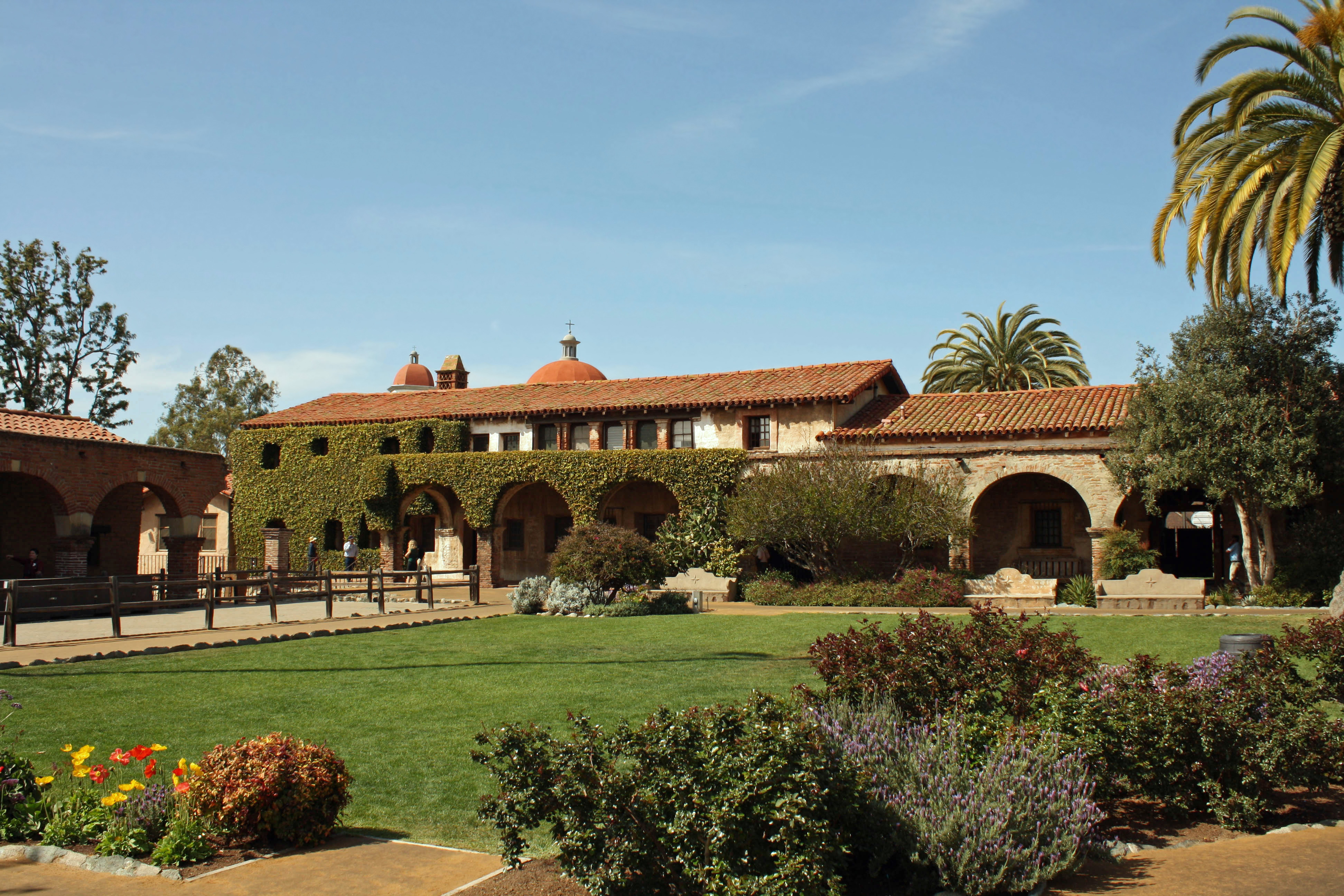
بعثة سان خوان كابيسترانو في كاليفورنيا، أنشأت في 1775 من أجل التبشير في المسيحية بين شعوب المنطقة.

في عام 1492، وصل المستكشف الإيطالي كريستوفر كولومبس بموجب عقد مع الملكية الأسبانية إلى العديد من جزر البحر الكاريبي، والذي يعد أول اتصال مع السكان الأصليين. في اليوم الثاني من شهر أبريل عام 1513، وصل الكونكيستدور الأسباني خوان بونسي دي ليون إلى ما دعاه حينها «لا فلوريدا» وهو أول وصول أوروبي موثق لما أطلق عليه لاحقاً الولايات المتحدة. تبعت المستوطنات الإسبانية في المنطقة مستوطنات أخرى في جنوب غرب الولايات المتحدة، والتي دفعت بالآلاف نحو المكسيك. أقام تجار الفراء الفرنسيون نقاطاً تجارية تابعة لفرنسا الجديدة حول منطقة البحيرات العظمى؛ كما سيطرت فرنسا على الكثير من المناطق الداخلية في أمريكا الشمالية وصولاً إلى خليج المكسيك.
وصلت الكاثوليكية أولاً إلى الأراضي التي تشكل الولايات المتحدة حاليًا قبل البعثات البروتستانتية وذلك في عام 1517 مع وصل الغزاة والمستوطنين الإسبان في فلوريدا الحالية في عام 1513. عقد أول قداس مسيحي في الولايات المتحدة الحالية من قبل الكنيسة الكاثوليكية في بينساكولا، فلوريدا. وأقامت البعثات الكاثوليكية الإسبانيَّة العديد من الكنائس في جورجيا وكارولينا. في نهاية المطاف، أنشأت إسبانيا بعثات كاثوليكيَّة في ما هي الآن تكساس ونيو مكسيكو وأريزونا وكاليفورنيا. كما أسس جونيبيرو سيرا في عام 1784 عدد من البعثات الكاثوليكية في ولاية كاليفورنيا والتي أصبحت فينا بعد مؤسسات اقتصادية وسياسية ودينية مهمة. وتم إنشاء طرق من نيو مكسيكو والتي أدت إلى استعمار سان فرانسيسكو في عام 1776 ولوس انجليس في عام 1781. في الأراضي الفرنسية، وصلت الكاثوليكية مع إنشاء المستعمرات والحصون في ديترويت، وسانت لويس، وموبايل، وبيلوكسي، وباتون روج، ونيو أورليانز. في أواخر القرن السابع عشر، أنشأت البعثات الكاثوليكية الفرنسية، والتي تضمنت أهدافا سيادية ودينية وتجارية، موطئ قدم على نهر المسيسيبي وساحل الخليج.

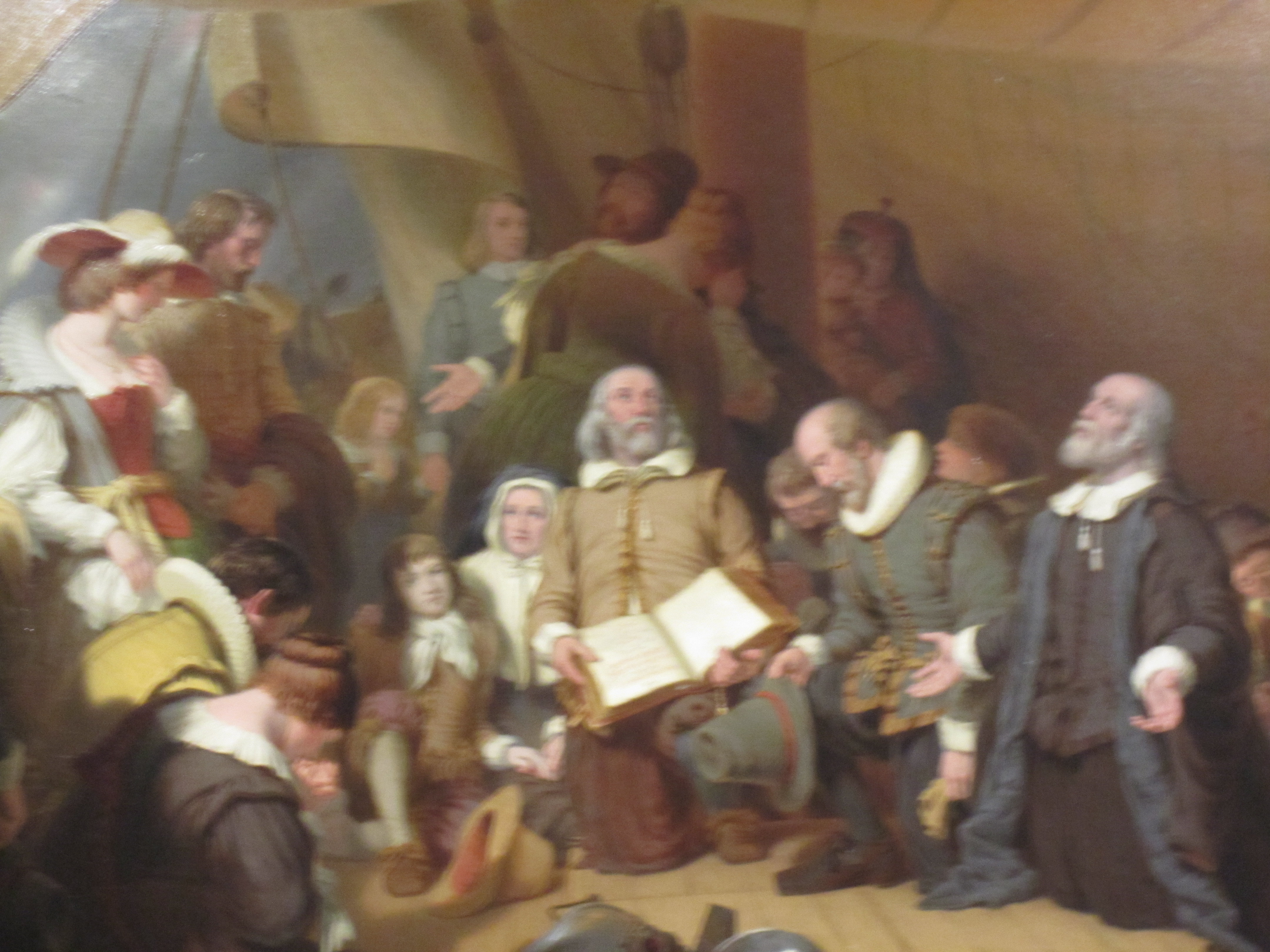
انطلاق الحجاج، للفنان الأميركي روبرت وير والتر في متحف بروكلين، في مدينة نيويورك.

تعد مستعمرة فرجينيا أول استيطان إنجليزي ناجح في جيمستاون في عام 1607، بالإضافة إلى مستعمرة بلايموث في عام 1620. أسفر استئجار مستعمرة خليج ماساشوستس في عام 1628 إلى موجات من الهجرة، وفي عام 1634، استوطن نحو 10,000 من البيوريتانيين نيو إنجلاند هربًا من اضطهاد تشارلز الأول ملك إنجلترا وكانت قد سبقهم موجة عام 1620 هربًا من اضطهاد جيمس الأول ملك إنجلترا، وحمل المهاجرون أموالهم إلى العالم الجديد، وعدوا أنفسهم شعب الله المختار، وأنّ عليهم أن يتمموا رسالة العبرانيين القدماء، ونظروا إلى دولتهم في نيو إنجلاند على أنها إسرائيل الجديدة، وفيها تقوم أورشليم الجديدة. ابتداءً من عام 1614، استقر الهولنديون على ضفاف نهر هدسون بما في ذلك نيو أمستردام التي تقع في جزيرة مانهاتن. أسسّ البيوريتانيين والذين أطلق عليهم الآباء الحجاج أولى المستعمرات الأوروبية، شكلت مستوطنات البيوريتانيين مهد الولايات المتحدة وأثّر البيوريتانيين في الفكر الدستوري الديمقراطي وفي الممارسة السياسية في أمريكا. فقد أكدوا على كرامة الإنسان واستقلال ضميره. وتركوا للحكام في المراحل المبكرة حرية الاجتهاد، إلا أنه اقترب من الديمقراطية بتأكيده الفردية، وإقامة نظام للتعليم العام، وحق مقاومة انحراف الحكام، وسيادة القانون، والتقيّد بالنصوص التشريعية فيما يتعلق بشؤون الحكم.
ان رفض البيوريتانيين للحماسة، وتفضيلهم للعقل كوسيلة لعرض العقيدة الدينية، والتعريف بها، أكدّ حاجتهم إلى نظام تعليمي حكومي، كشرط لإقامة حكومة حرة عندما يكون الناخبون على قدر من الوعي والثقافة. ومن الصفات التي تميز بها البيوريتانيين، ميلهم إلى التسوية في القضايا الخلافية. وان التسوية كوسيلة لتوازن العلاقات بين البشر يمكن إرجاعها إلى البيوريتانيين في نيو إنجلاند.
بعض الباحثين ربط بين البيوريتانيين وهم من الكالفينين في الاقتصاد والرأسمالية في الولايات المتحدة الاميركية. فقد حثت تعاليمهم على أن يكونوا منتجين بدلاً من مستهلكين ويستثمروا أرباحهم لخلق المزيد من فرص العمل لمن يحتاج وبذلك تمكنهم في المساهمة في بناء مجتمع منتج وحيوي. ومن الآثار المهمة للحركة التطهرية، بسبب تأكيدها حرية الفرد، ظهور برجوازية جديدة، فالحرية الفردية وما رافقها من نجاح في مجال الصناعة، جعل أتباع البيوريتانية يهتمون بالثروة والمتعة وحب التملك بدلاً من البحث عن خيرات الأرض بالسعي والجد. كذلك كان لهم تأثير في التعليم إذ كانوا متعلمين ويعرفون القراءة والكتابة.

### الاستقلال

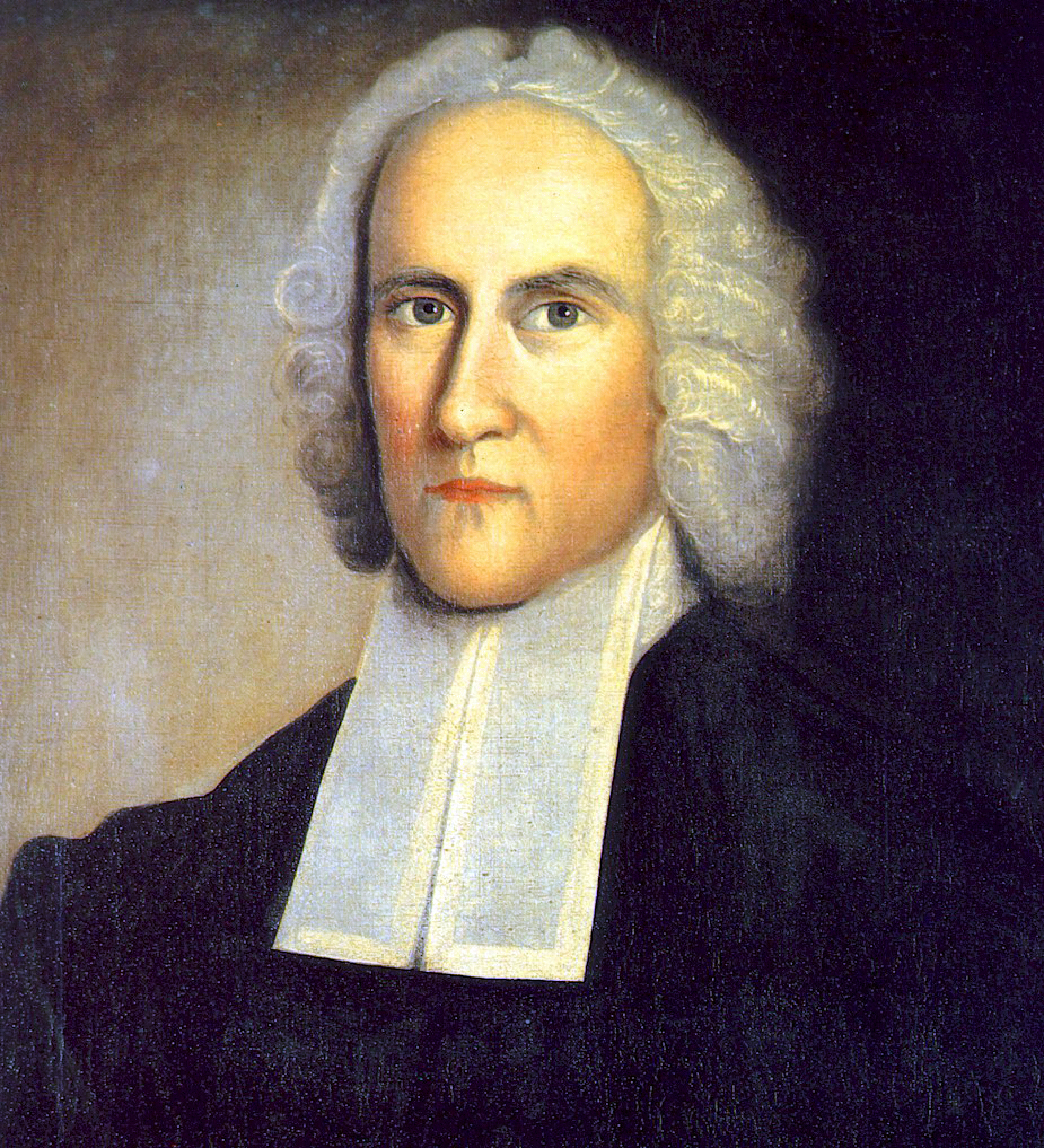
جوناثان إدواردز، من أبرز أعلام حركة الصحوى الكبرى.

اجتاحت أوروبا البروتستانتية وأمريكا البريطانية من 1730 حتى عام 1740 حركة إحياء ديني بروتستانتي دُعيت باسم الصحوى الكبرى. وهي حركة إنجيلية نشطة، تركت تأثير دائم على الحياة البروتستانتية الأمريكية. ونتج عنها مفهوم الوعظ القوي الذي أعطت المستمعين شعور الشخصي العميق من أجل الخلاص من قبل يسوع حسب إيمانهم، وأشعلت اهتمام الناس بالدين والحرية الدينية. كما وانحرفت الصحوة الكبرى عن الطقوس التقليديَّة والتسلسل الهرمي الكنسي، وجعلت المسيحية ديانة شخصية من خلال تعزيز الشعور العميق بالاقتناع والخلاص الروحي، ومن خلال التشجيع على التأمل والالتزام بمعيار جديد من الأخلاق الشخصية. كانت حركة الصحوى الكبرى حدثًا اجتماعيًا هامًا في نيو إنجلاند، وقد تحدت الحركة السلطة القائمة وحرضت على الانقسام بين البروتستانت التقليديين، الذين أصروا على استمرار أهمية الطقوس والعقيدة، والإحيائيين الذين شجعوا على الانخراط العاطفي. كما وكان لها تأثير في إعادة تشكيل الكنيسة الأبرشانيَّة، والكنيسة المشيخية، والكنيسة المصلحة الهولندية، وعززت من حضور الكنيسة المعمدانية والميثودية. بالمقابل كان لها تأثير ضئيل على الأنجليكان، واللوثريين، والكويكرز، والمسيحيين من غير البروتستانت. في جميع أنحاء المستعمرات، وخاصةً في الجنوب الأمريكي، زادت حركة الإحياء الديني من قبل العبيد الأفارقة والسود المحررين الذين تحولوا بعد ذلك إلى المسيحية.
أدى التوتر بين المستعمرين الأمريكيين والبريطانيين خلال الفترة الثورية في ستينات وأوائل سبعينات القرن الثامن عشر إلى حرب الاستقلال الأمريكية، والتي دارت أحداثها بين عامي 1775-1781. في اليوم الرابع عشر من شهر يونيو عام 1775، أسس المؤتمر القاري الثاني الذي عقد في فيلادلفيا جيشاً قارياً بقيادة جورج واشنطن. أعلن المؤتمر أن «كل الناس قد خلقوا متساوين» ووهبوا «بعض الحقوق غير القابلة للتغيير»، كما اعتمد المؤتمر إعلان الاستقلال الذي صاغه توماس جيفرسون في الرابع من شهر يوليو 1776. يحتفل بذاك التاريخ سنوياً كونه عيد استقلال أمريكا.

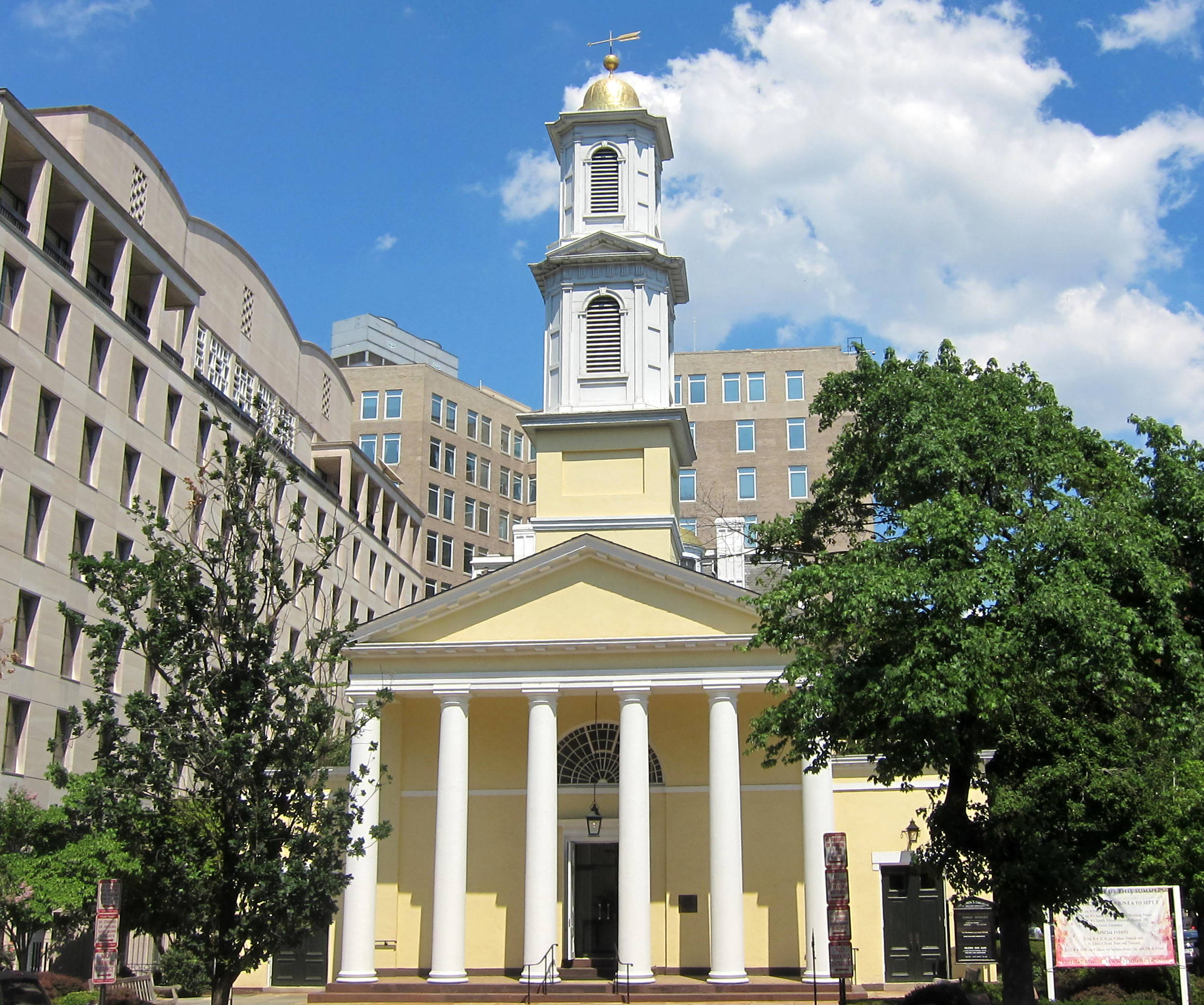
كنيسة القديس يوحنا الأسقفية، والتي بنيت في عام 1816 في واشنطن العاصمة، والمعروفة باسم «كنيسة الرؤساء» بسبب تعبد العديد من الرؤساء الأمريكيين فيها.

في عام 1777، أسست مواد الاتحاد الكونفدرالي حكومة اتحادية ضعيفة ظلت قائمة حتى عام 1789. بعد هزيمة بريطانيا من قبل القوات الأمريكية بمساعدة من فرنسا وإسبانيا، اعترفت بريطانيا باستقلال الولايات المتحدة وسيادتها على الأراضي الأمريكية الواقعة غرب نهر المسيسبي. عقد بعد ذلك مؤتمر دستوري في عام 1787 من قبل أولئك الذين يرغبون في إقامة حكومة وطنية قوية لها سلطات ضريبية. تم التصديق على دستور الولايات المتحدة في عام 1788، وتسلم أول مجلس شيوخ ونواب ورئيس (جورج واشنطن) للولايات المتحدة مهامهم في عام 1789. جرى تبني وثيقة الحقوق في عام 1791، والتي تمنع تقييد الحريات الشخصية وضمان الحماية القانونية. بحسب الموسوعة البريطانية فقد تأثر الآباء المؤسسون للولايات المتحدة عند كتابة دستور الولايات المتحدة من تعاليم الكتاب المقدس والقيم المسيحية؛ دينيًا انتمى غالبية الآباء المؤسسين إلى المسيحية البروتستانتية، خصوصًا المنتمين إلى الكنيسة الكنيسة الأنجليكانية والمشيخية والأبرشانية، وهم ممن سيعرفون فيما بعد بالواسب.
عقب استقلال الولايات المتحدة من بريطانيا عام 1783. رغم إنها انفصلت كنيسة الولايات المتحدة الأنجليكانية عن الكنيسة الام في إنكترا إلا أنها ظلت تتمسك بالإيمان الأنجليكاني وحافظت على الأنجليكيين في أمريكا، ودعيت بالكنيسة الاسقفية. واعتبرت نفسها كنيسة بروتستانتية وأصبحت فيما بعد عضواً في الكنائس الأنجليكانية وأصبحت أكبر الكنائس وأكثرها انتشاراً، وأصبح لكل ولاية أمريكية أسقف وكل اسقف ولاية يزعم الكنائس الموجودة في مقاطعات الولاية. تاريخ كنيسة الاسقفية طويل وعرفت بأنها من أقدم الكنائس وأشهرها في تاريخ الولايات المتحدة كما أن الآباء المؤسسون للولايات المتحدة كان أغلبهم من أبناء الكنيسة الاسقفية مثل جورج واشنطن وبنجامين فرانكلين وغيرهم. كان لاحتضان هذه الكنيسة رموز الوجود البريطاني في المستعمرات الأميركية، مثل النظام الملكي، والاسقفيه، وحتى لغة كتاب الصلاة، أثر هام على نفوذ أتباعها إذ بسبب كونهم ورثة أصحاب الأملاك والثروات من الإنجليز فقد حافظوا على موقعهم الاجتماعي كأبناء طبقة مرفهة وثرية وذات نفوذ. بالإضافة إلى نفوذهم السياسي. خلال هذه الفترة انبثق عن البيوريتانيين الكنيسة المشيخية والأبرشانيون، وهم أيضًا حافظوا على مكانتهم الاجتماعية العالية بالرغم من استقلال الولايات المتحدة، خلال هذه الفترة قدم من فرنسا عدد كبير من الهوغونوت، وهم بروتستانت ينتمون إلى المذهب الكالفيني المشيخي، وكان أغلبهم من الملاك والاثرياء أو أبناء الطبقة الوسطى، وحمل الهوغونوت أموالهم وثرواتهم إلى الولايات المتحدة. وظهرت عدد من عائلات الهوغونت فاحشة الثراء مثل أسرة دي بونت. وبالتالي شكلت الكنيسة الأسقفية والمشيخية أو الكالفينية والأبرشانيّة القاعدة الرئيسية للمؤسسة البروتستاتية.

### القرن التاسع عشر

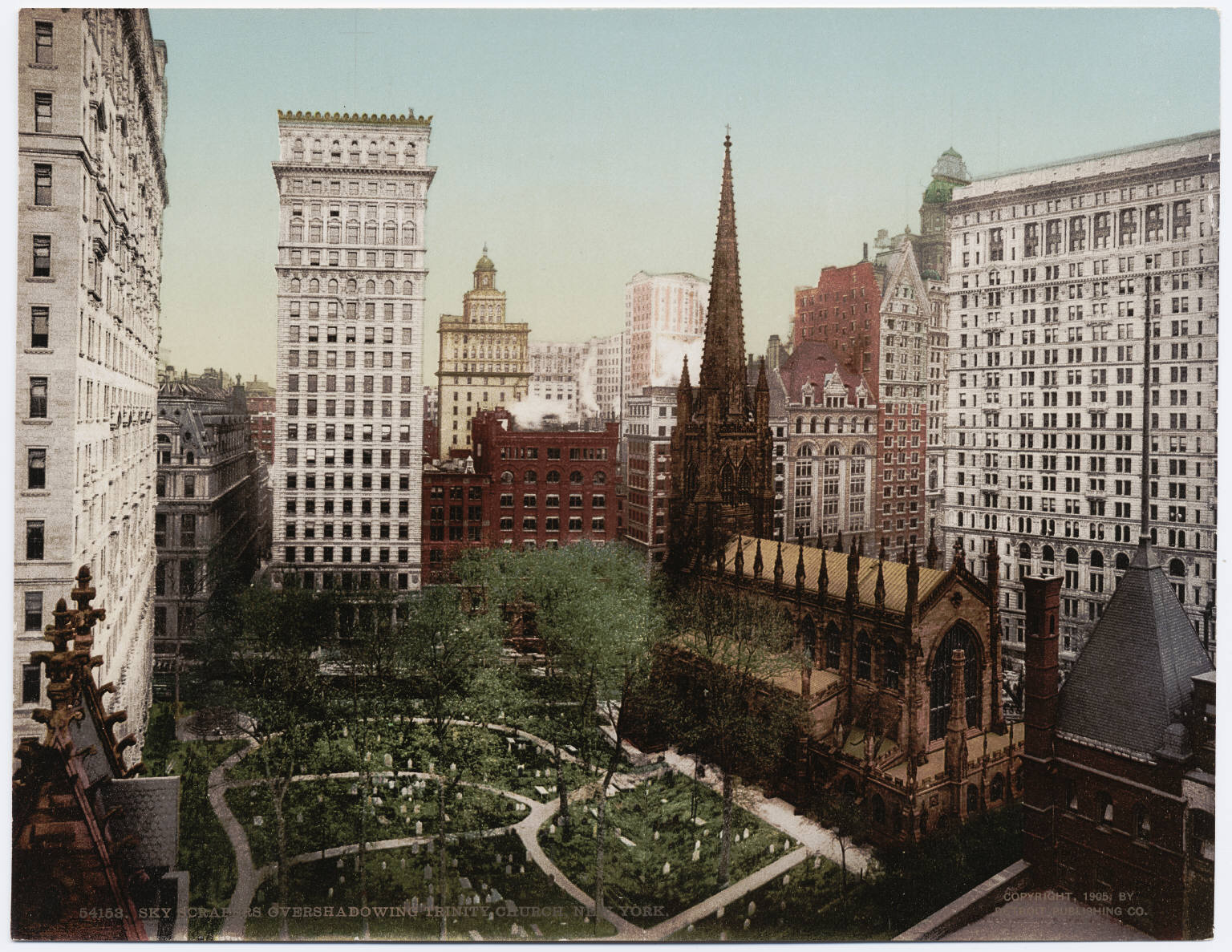
كنيسة ترينيتي في مانهاتن، لعبت الكنيسة دور اجتماعي وثقافي في الحياة الاجتماعية في مدينة نيويورك.

تعتبر أخلاق العمل البروتستانتية كقيم الموثوقية، والادخار، والتواضع، والصدق، والمثابرة والتسامح، أحد أسباب نشأة الثورة الصناعية. وظهر في هذا العصر مصطلح المال القديم. خلال الأعوام 1830 انقسمت طبقة المؤسسة البروتستانتية إلى قسمين الطبقة العليا العلوية والطبقة العليا السفلى، فالطبقة العليا العلوية كانت من عائلات غنية تقليديًا. بينما الطبقة العليا السفلى هم من كسبوا أموالهم من الاستثمارات والأعمال التجارية بدلًا من الميراث. وعلى النقيض من الأثرياء الجدد، كان أبناء عائلات الطبقة العليا العلوية ينظر إليهم على أنهم أبناء طبقة «شبه ارستقراطية». إذ عاشوا من الميراث المتوارث بدلًا من الثروة المكتسبة. كذلك في القرن التاسع عشر اتسعت الفوارق الاقتصادية بين السكان وفقًا لانتمائهم الديني،، فمثلًا في المجتمع البروتستانتي أعتبر الأسقفيون والمشيخيين والأبرشانيين والكويكرز المجموعة الأكثر ثراءً وعماد الطبقة الثريَّة، بينما شكل أتباع المذهب اللوثري وميثودي أغلبية أبناء الطبقة الوسطى، ويندرج أتباع الكنيسة المعمدانية والخمسينية ضمن الطبقات الأكثر فقرًا. كذلك الأمر بالنسبة للكاثوليك واليهود حيث انتمى أغلبهم إلى الطبقات الوسطى والفقيرة في ذلك الوقت. لا تزال هذه الفوارق موجودة بالنسبة للمجتمع البروتستانتي. في القرن التاسع عشر كان أتباع الكنيسة الاسقفية الكنيسة المجموعة الدينية الأكثر نجاحًا من ناحية النفوذ السياسي والاقتصادي، مما دعى عدد من الأثرياء الجدد إلى التحول للكنيسة الاسقفية من أجل المكانة الاجتماعية. كذلك كان للواسب عن طريق الحزب الجمهوري الفضل في تبني السياسات التي أفضت إلى تحرير الأميركيين من أصل أفريقي من العبودية حيث أن فكرة تأسيس الحزب انبثقت من تحرير العبيد في القرن التاسع عشر. يذكر انه في أواخر القرن السابع عشر بدأت الطوائف البروتستانتية مثل القائلون بتجديد عماد في انتقاد الرق. العديد من الانتقادات المماثلة وجهت أيضًا من قبل جمعية الأصدقاء الدينية، المينونايت، والاميش ضد الاسترقاق، لعلّ كتاب هيريت ستاو «كوخ العم توم»، والذي كتبته «وفقًا لمعتقداتها المسيحية» في عام 1852، أحدث صدىً عميقًا في انتقاد الرق. وكانت جمعية الأصدقاء الدينية من أولى المؤسسات الدينية المناهضة للعبودية، كما لعب أيضًا جون ويسلي، مؤسس الميثودية، دورًا في بدء حركة التحرير من العبودية كحركة شعبية.

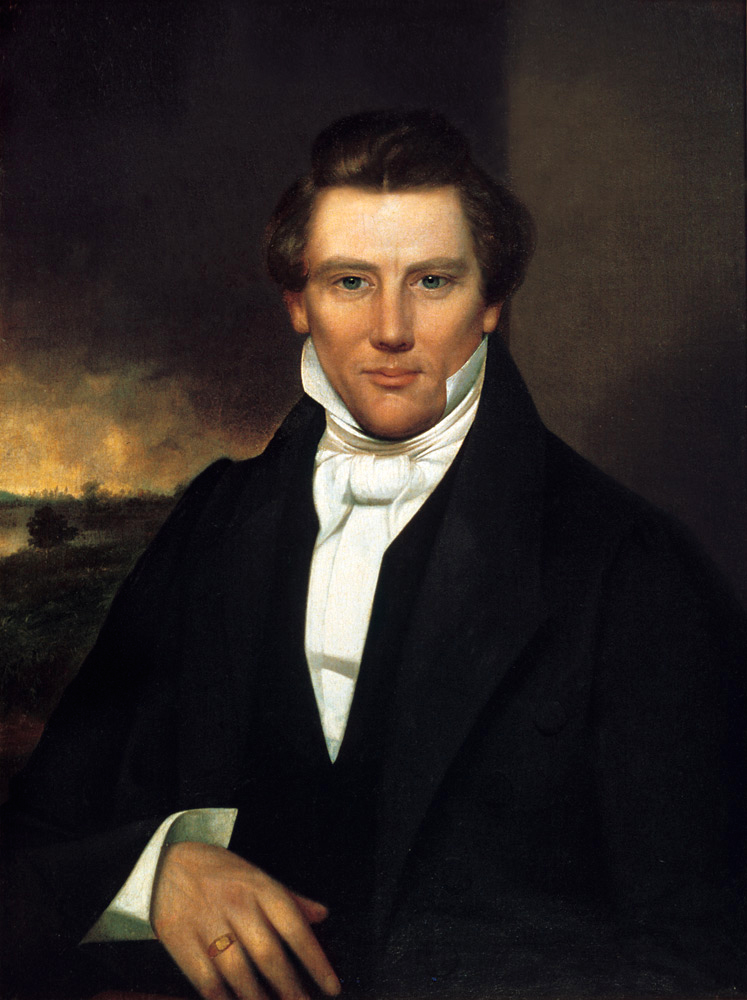
جوزيف سميث، مؤسس كنيسة يسوع المسيح لقديسي الأيام الأخيرة.

جعلت الصحوة الكبرى الثانية التي بدأت عام 1800 تقريباً من الإنجيلية قوة خلف العديد من الحركات الإصلاحية الاجتماعية المختلفة مثل إلغاء العبودية، وأنتشرت الصحوة الكبرى الثانية بشكل خاص بين أتباع الكنيسة المعمدانية والميثودية. وكانت هذه الصحوة عبارة عن ردة فعل مسيحية على التوجه العلماني لعصر التنوير الذي شمل جميع أنحاء الولايات المتحدة وخصوصا في الغرب. من الأحداث الكبرى في ما سُمي بفترة «الصحوة الكبرى الثانية»، الاجتماع الكبير الذي عقد عام 1801 في كاين ريدج في كنتاكي والذي أظهر المشاركون فيه بعض الممارسات الدينية التي كانت تركز على العلاقة الشخصية بين الخالق والمخلوق مثل الرؤى الدينية و«كارزماتا» والتي يكمن تعريفها بهبة ذات طابع روحاني يمنحه الخالق لإنسان ما والتفوه أو الهمهمة بكلمات غير مفهومة ولا تعود إلى اية عائلة لغوية يعتبرها مرددها لغة إلهية أو لغة ملائكة. هذه النوعية من الطقوس الدينية كانت متعارضة مع رأي المسيحية التقليدية المقتنعة ان فترة الهبات الروحانية والرؤى والوحي قد انتهت مع موت تلاميذ المسيح.
في عام 1832 صرّح جوزيف سميث بان ملاكا أخبره بمكان ألواح المورمون الذهبية وإنه شاهد بلورات تنتظم في شكل كبير على هيئة صخرتين ذات انحناء فضي أعده الخالق لسميث ليساعده في ترجمة الألواح الذهبية. أوائل الرجال والنساء الذين جاؤوا إلى تشكيل ما أصبح يعرف في هذا اليوم بكنيسة يسوع المسيح لقديسي الأيام الأخيرة كان لهم أفكار مشتركة مع الحركات الدينية السائدة آنذاك والمنادية بالصحوة والعودة إلى جذور المسيحية حسب عقيدتهم. بالرغم من أن هذه الحركات الايمانية كانت بحاجة إلى «استعادة الكنيسة الحقيقية» ولكن المورمون أيضًا كانوا مقتنعين أن وجود صلاحية مباشرة من الخالق يُتعبر أمرا ضروريا لشرعية الكنيسة الناشئة. واستمر في نشاطه في المناطق المحيطة به، وقد اعتبرته المذاهب الأخرى مرتدًا، وقد نشب عدد من الاضطرابات بين أتباعه وباقي المذاهب المسيحية، وقد كان أشدها في عام 1844 والتي هاجم فيها الأهالي جوزيف سميث فسجنوه وشقيقه ثم قتلوهما دون محاكمة، وقد تابعوا أعمال الشغب بعد ذلك فأحرقوا كنائس المورمون، وقتلوا العديد من أتباعه وأحرقوا منازلهم ومتعلَّقاتهم وأعمالهم، وأدى هذا إلى هجرة قسم كبير منهم إلى الغرب الأمريكي.
كانت بدايات شهود يهوه على يد مؤسسها تشارلز تاز رسل، وهو إيرلندي الأصل ولد عام 1852، في بنسلفانيا الأمريكية. درس الأديان المسيحية واليهودية والإسلام، لكنه رفضها جميعًا، فأرّقته فكرة العذاب الأبدي للمخطئين. وتأثر بأفكار جماعة «الأدفنست» أو ما يعرف بـ«السبتيين»، ورئيسها جوناس ويندل، وتقوم عقيدتها على الإيمان بفناء النفس والروح بعد الموت، وإنكار وجود الجحيم والإيمان بالدينونة. قال أتباع هذه العقيدة بأن يسوع سيحضر إلى الأرض عام 1874، وأن قيامة الأموات ستحدث بشكل غير مرئي وستنتهي عام 1878، وفي العام 1914، سيكون نهاية الأزمنة لجميع الأمم. وكانت أول مجلة يصدرها عام 1879، تحت اسم «برج مراقبة صهيون وبشير حضور المسيح». وعام 1909، حذفت منها كلمة صهيون. ثم تحولت التسمية عام 1939 إلى «برج المراقبة وبشير مملكة المسيح». ثم «برج المراقبة تعلن ملكوت يهوه»، بحسب كتاب شهود يهوه.

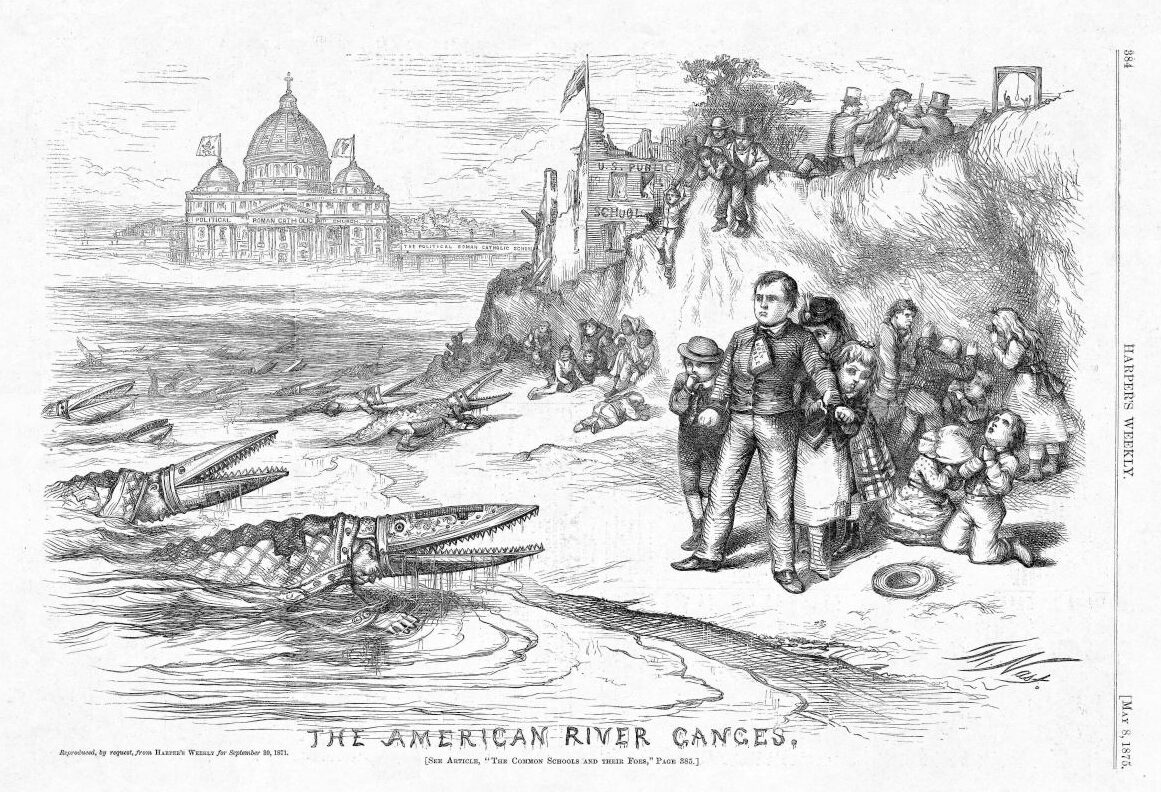
رسم عام 1876 الكاريكاتوري المعادي للكاثوليك بريشة توماس ناست.

تم نقل مقر أبرشية أمريكا الشمالية للكنيسة الروسية الأرثوذكسية من ألاسكا إلى كاليفورنيا في منتصف القرن التاسع عشر. لتنقل مرة أخرى في الجزء الأخير من نفس القرن، إلى نيويورك. وتزامن هذا النقل مع حركة تبشيرية كبيرة للكنيسة الأرثوذكسية في شرق الولايات المتحدة. وبسبب هذه الحركة، ازدادت أعداد المسيحيين الأرثوذكس في أمريكا. وبحلول عقد 1850 أصبح الرومان الكاثوليك أكبر طائفة مسيحيَّة في البلاد. بين عامي 1860 وحوالي 1890 ازدادت أعداد السكان الكاثوليك في الولايات المتحدة ثلاث مرات من خلال الهجرة؛ وبحلول نهاية العقد وصلت أعداد الكاثوليك إلى سبعة ملايين. وجاءت هذه الأعداد الهائلة من الكاثوليك المهاجرين من أيرلندا وجنوب ألمانيا وإيطاليا وبولندا والإمبراطورية النمساوية المجرية. وهاجرت الملايين من الأسرة الكاثوليكية الأيرلندية إلى الولايات المتحدة بسبب الأوضاع الاجتماعية والاقتصادية والتمييز، وبدأت الهجرة مع المجاعة الأيرلندية الكبرى في أواخر 1840، وقد سبّب ذلك إلى انخفاض عدد السكان بنسبة تزيد على النصف في القرن التالي بسبب الموت من الجوع والمرض، فضلًا عن الهجرة التي بدأت بعد ذلك. أدّى هذا التدفق في نهاية المطاف إلى زيادة السلطة السياسية للكنيسة الرومانية الكاثوليكية وزيادة الوجود الثقافي الكاثوليكي، كما وأدّى في الوقت نفسه إلى تزايد الخوف من «الخطر» الكاثوليكي حيث ازدادت المشاعر المعادية للكاثوليك من قبل السكان البروتستانت المحليين. لكن بحلول القرن التاسع عشر تضائل على العداء، حيث أدرك البروتستانت الأمريكيين أن الرومان الكاثوليك لم يحاولوا السيطرة على الحكومة. ومع ذلك، استمرت المخاوف حتى القرن العشرين من أنّ هناك الكثير من «التأثير الكاثوليكي» على الحكم.

### القرن العشرين

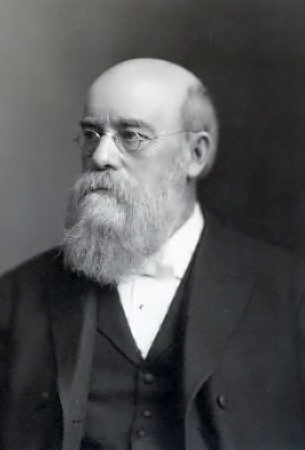
واشنطن غلادن؛ أحد رواد حركة الإنجيل الاجتماعي.

ازدهرت حركة الإنجيل الاجتماعي من عام 1890 إلى عام 1920 من خلال الدعوة إلى تطبيق الأخلاق المسيحية على المشاكل الاجتماعية، وخاصًة قضايا العدالة الاجتماعية مثل عدم المساواة الاقتصادية والفقر وإدمان الكحول والجريمة والتوترات العرقية والأحياء الفقيرة والنظافة السيئة وعمل الأطفال والمدارس الفقيرة وخطر الحرب. تبنّت الحركات الإنجيل الاجتماعي مهمة نشر والتوعية عن النظافة الشخصية، وذلك من خلال عقيدة النظافة من الإيمان، ومنها حركات الإنجيل الإجتماعي التي ظهرت داخل الكنائس البروتستانتية، ولعلّ أبرز هذه الحركات «جيش الخلاص» الذي شكَّله الزوجين وليم وكاثرين بوث، وقد كان لهم دور في نشر والتوعية عن النظافة الشخصية ونقلًا عن كتاب الصحة والطب في التعاليم الانجيلية، كان أحد شعاراتهم الأبكر: «الصابون، الحساء، والخلاص». فضلًا عن تشديدهم على الإستحمام خاصًة عشية يوم السبت ويوم الأحد تحضيرًا للقداس وتقديمهم وإنتاج منتجات خاصة بالنظافة الشخصيّة. ولعب التفسير الحرفي للتوراة عند بروتستانت الولايات المتحدة دورًا هامًّا في تثبيت ختان الذكور في هذا البلد، وتعد الولايات المتحدة حالياً أكبر أمة مسيحيَّة تمارس ختان الذكور على أطفالها على نطاق واسع.
من القضايا الجدلية الحديثة نسبيًا حول علاقة المسيحية والعلم، خاصًة الحركات الانجيلية، والتي تؤمن في نظرية الخلق وتحارب من أجل تدريسها في المدارس الحكومية، وشكلت محاكمة المدرس جون سكوبس ذروة الصراع بين الداروينين وأتباع الكنائس الانجيلية، وتركزت هذه القضية التي وقعت في دايتون بولاية تنيسي عام 1925، على اتهام مدرس يسمى جون توماس سكوبس بخرق قانون الولاية الذي كان يحرّم تدريس نظرية النشوء والارتقاء في المدارس العامة. ما أثار جدلًا عنيفًا وبخاصة أن هذه النظرية تعتبر مخالفة للتعاليم الدينية بحسب المتدينين.
في الحرب العالمية الأولى، ساد قلقٌ حيال الحرب يتعلق بواقع شركات البيض البروتستانت. بالرغم من ذلك فقد حصل مثلًا جون بيربونت مورجان على 30 مليون دولار كعمولة لصفقة مباشرة أجراها الحلفاء بقيمة 3 مليارات دولار، وكسب ملايين عدة على قرض أنغلو فرنسي بقيمة 500 مليون دولار. ظهرت نزعات تخص الجانب العنصري واستحداث قومية أمريكية وهويتها بروتستانتية أنجلو-ساكوسنية من خلال رسم مواصفاتها من قِبَل الطبقة الثرية الحاكمة، فأُغلقت الأبواب في وجه السلافيين والإيطاليين الكاثوليك واليهود بين عامي 1921 و1924. خلال الأعوام 1901 و1933 و1974 وصلت إلى رئاسة الولايات المتحدة عدد من أسر البروتستانت الفاحشة الثراء مثل أسرة فورد وروزفلت، بلغت عملية توزيع الثروة قمة كبيرة جدًا من عدم المساواة، عندما كانت الهوة بين الأغنياء والفقراء أوسع منها في أي وقت آخر من القرن العشرين وقد اتخذت أيضًا منحى طائفي. في عام 1929 وقعت الأزمة المالية مسببة بانهيار الأسواق المالية. حتى بعد الخروج من الأزمة عادت عملية انتقاد الطبقة الثرية وشحذ السكاكين للهجوم على 60 عائلة بروتستانتية كبيرة لأنها بالغت في تأثيرها في إدارة البلاد والهيمنة عليها. وقد ساعد الرئيس فرانكلين روزفلت وهو سليل أسرة نافذة من الواسب التقليل من نفوذ تلك العائلات وإدخال الطبقى الوسطى لتصبح من العناصر السياسية الاحترافية في الطبقة الحاكمة. وحدث انعطاف شديد منذ أيام الرئيس ثيودور روزفلت في التسامح عن طريق إدخال غير البروتستانت الأنجلو-ساكوسن إلى دائرة النخب الإدارية والحاكمة، حتى لو كانوا كاثوليك أو يهود أو أميركيين من أصل أفريقي. مع تقلص نفوذ الطبقة البروتستانتية الثرية ظهر بالمقابل على الساحة السياسيّة أفراد وأسر سياسية من غير البروتستانت الأنجلو-ساكوسن ولعل أشهر تلك العائلات عائلة كينيدي الكاثوليكية ذات الأصول الإيرلندية لتكسر احتكار الواسب للسياسية الأمريكية، وكان لتولي جون كينيدي رئاسة الولايات المتحدة منذ 1961 وحتى اغتياله في 1963 منعطف هام في تقلص النفوذ البروتستانتي الأنجلو-ساكوسني في السياسية الأمريكية، وقبلها كان يمثل ولاية ماساتشوستس من 1947 وحتى 1960 بداية كعضو في مجلس النواب ولاحقًا في مجلس الشيوخ. انتخب لرئاسة أمريكا كمرشح عن الحزب الديمقراطي وعمره في ذلك الوقت 43 عامًا وذلك في انتخابات عام 1960 والتي واجه فيه خصمه الجمهوري ريتشارد نيكسون، وقد ربح في تلك الانتخابات بفارق ضئيل. وهو الرئيس الأمريكي الكاثوليكي الوحيد.

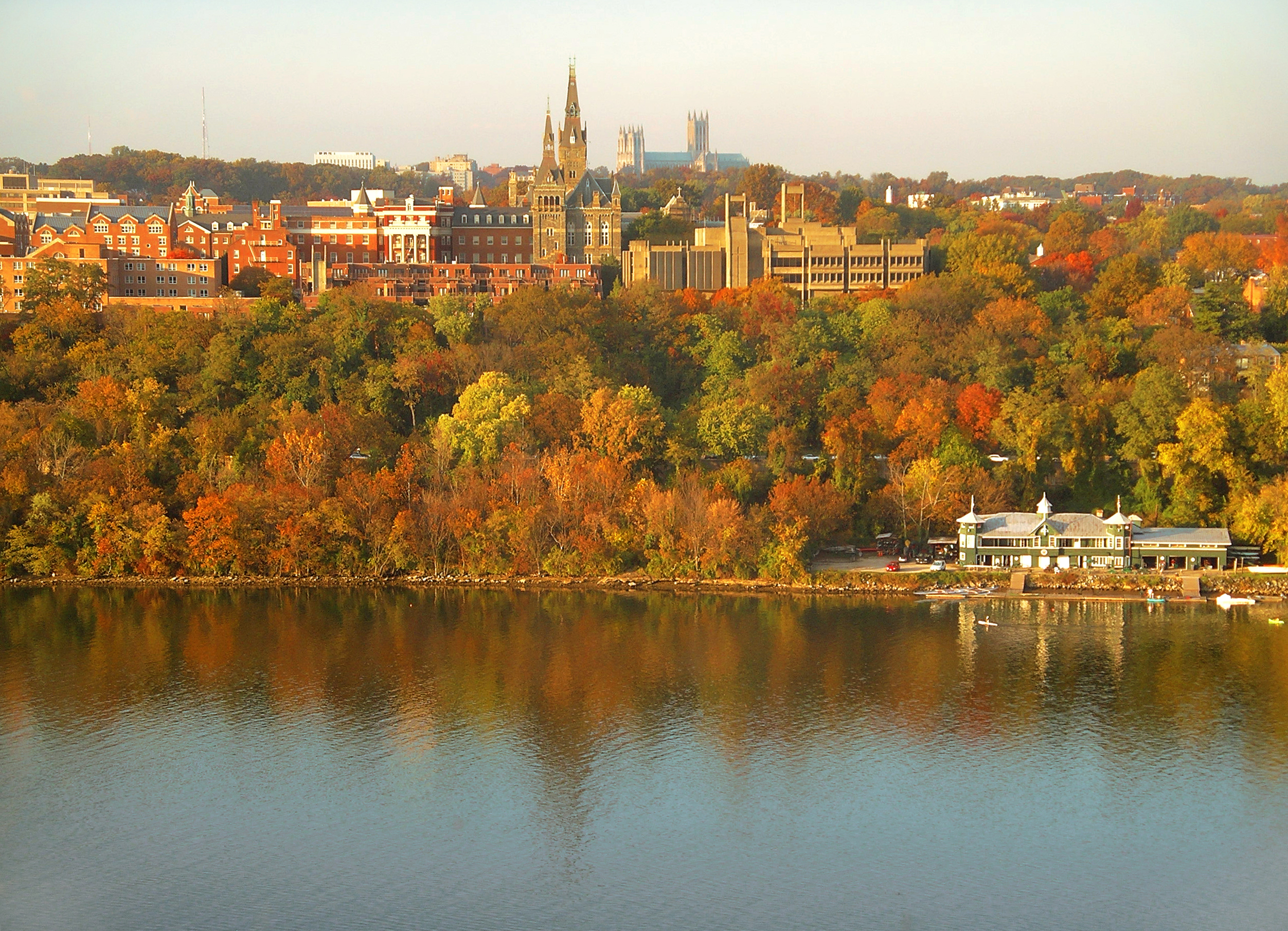
جامعة جورجتاون؛ وهي واحدة من أهم الجامعات الكاثوليكية في الولايات المتحدة.

قبل وخلال الحرب العالمية الثانية كان الأنجلو-ساكوسن البروتستانت القوة المهيمنة على السياسة الأمريكية والمجموعة المحتكرة للاقتصاد الأميركي، لكن مع نهاية الحرب العالمية الثانية بدأت الامتيازات لصالح البروتستانت بالتقلص وفتحت أبواب السلطة لأبناء الأقليات لدخول نادي النخبة السياسيَّة والاجتماعيَّة. اعتمدت الأقليات لتحسين أوضاعها الاجتماعية والاقتصادية من خلال تطوير نظامها التعليمي بعيدًا عن مدارس وجامعات النخبة البروتستانتية البيضاء. فمثلًا طوّر الكاثوليك شبكة كبيرة من المدارس والجامعات الكاثوليكية خاصًة من خلال رهبانيّة اليسوعيين، وتحظى الجامعات الكاثوليكية في الولايات المتحدة بسمعة حسنة وتُعرف بمستواها العالي فمثلًا جامعة جورجتاون، والتي حسب التصنيف الأكاديمي تحتل بين أفضل 100 جامعة في العالم، وجامعة النوتردام وتعتبر إحدى أفضل وأعرق جامعات الولايات المتحدة. وكلية بوسطن وغيرها. وأدّت المؤسسات التعليمية الكاثوليكية إلى رفع مستوى الاقتصادي واجتماعي لأبنائها فأصبح الكاثوليك من الأصول الإيطالية والأيرلندية بعدما كانوا يُعتبرون جاليات فقيرة، أصبحوا اليوم يشكلون جزءًا هامًا من النخبة الثرية والمتعلمة ويحتلون مراتب عالية في متوسط الثروة الصافية، تبرز نجاحات المؤسسات والمجتمعات الكاثوليكية في الآونة الأخيرة، فمثلًا جامعة جورجتاون الكاثوليكية، أظهرت نجاحًا قويا خصوصًا في وزارة الخارجية، بعد عام 1945. كما وقدمت جامعة جورجتاون جهد منظم لوضع الخريجين في المسارات المهنية الدبلوماسية.

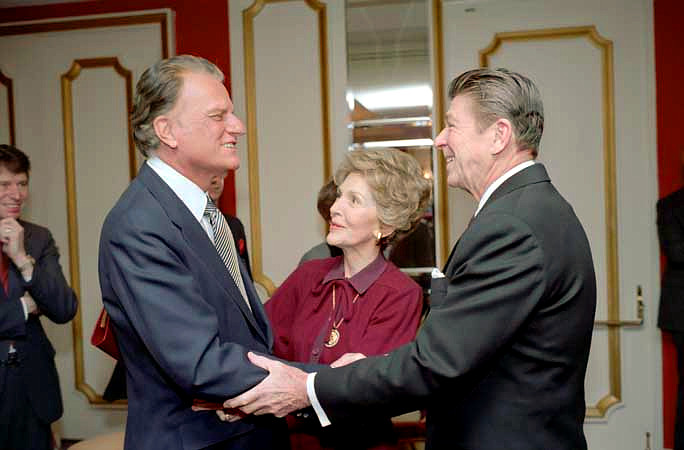
المبشر الإنجيلي بيلي غراهام خلال لقاءه مع رونالد ريغان الرئيس الأربعين للولايات المتحدة وزوجته نانسي ريغان في عام 1981.

شهد القرن العشرين ارتفاعًا ملحوظًا في أعداد أتباع الجناح الإنجيلي من الطوائف البروتستانتية، وخاصةً تلك الأكثر محافظة وأصوليَّة، وانخفاض مماثل في الكنائس الليبرالية السائدة. شهدت عقد 1950 ازدهار في الكنيسة الإنجيلية في أمريكا. كان للازدهار الاقتصادي بعد الحرب العالمية الثانية في الولايات المتحدة أيضا آثاره على الكنيسة. أقيمت مباني الكنيسة بأعداد كبيرة، ونمت أنشطة الكنيسة الإنجيلية جنبًا إلى جنب مع هذا النمو. في جنوب الولايات المتحدة، شهدت الحركة الإنجيلية، بروز قادة أمثال بيلي غراهام، وتشاك كولسون، وفيرنون ماكجي، أو حتى المؤسسات الأكاديمية الإنجيلية مثل غوردون كونويل اللاهوتية في بوسطن أو مدرسة الثالوث الإنجيلية لللاهوت في شيكاغو. وعلى الرغم من وجود تنوع في المجتمع الإنجيلي في جميع أنحاء العالم، الأ أن العلاقات التي تربط جميع الإنجيليين. كما نشأت الخمسينية وتطورت في القرن العشرين. وتعود جذور الحركة إلى الاجتماعات المسيحية في عام 1906 في شارع أزوسا في لوس انجليس، حيث ادت حركة الإحياء الديني في شارع أزوسا، بقيادة ويليام ج. سيمور، وهو داعية أميركي من أصول أفريقي، إلى نهضة دينية بتجارب روحية نشيطة ومصحوبة بالتحدث في اللغات، وخدمات العبادة الدرامية، والاختلاط بين الأعراق. كان هذا المحفز الرئيسي لظهور حركة الخمسينية، وكما انتشر من قبل أولئك الذين عانوا ما يعتقدون أنه تحركات خارقة من الله هناك.
بالإضافة إلى المساعدة في التحرير من العبودية من قبل الطوائف البروتستانتية والكاثوليكية، فقد بذل عدد من المسيحيين مزيد من الجهود نحو تحقيق المساواة العرقية، والمساهمة في حركة الحقوق المدنية. فمنظمة الأميركيين الأفارقة تذكر الدور الهام للحركات الاحيائية المسيحية في الكنائس السوداء التي لعبت دور هام وأساسي في حركة الحقوق المدنية. ولعل أبرز المسيحيين ممن لعبوا دور في حركة الحقوق المدنية مارتن لوثر كينغ، وهو قس في الكنيسة المعمدانية، وزعيم حركة الحقوق المدنية الإميركية ورئيس مؤتمر القيادة المسيحية الجنوبية، وهي منظمة مسيحية تنادي بالحقوق المدنية، وقد حاز على جائزة نوبل للسلام عام 1964.

### القرن الواحد والعشرين

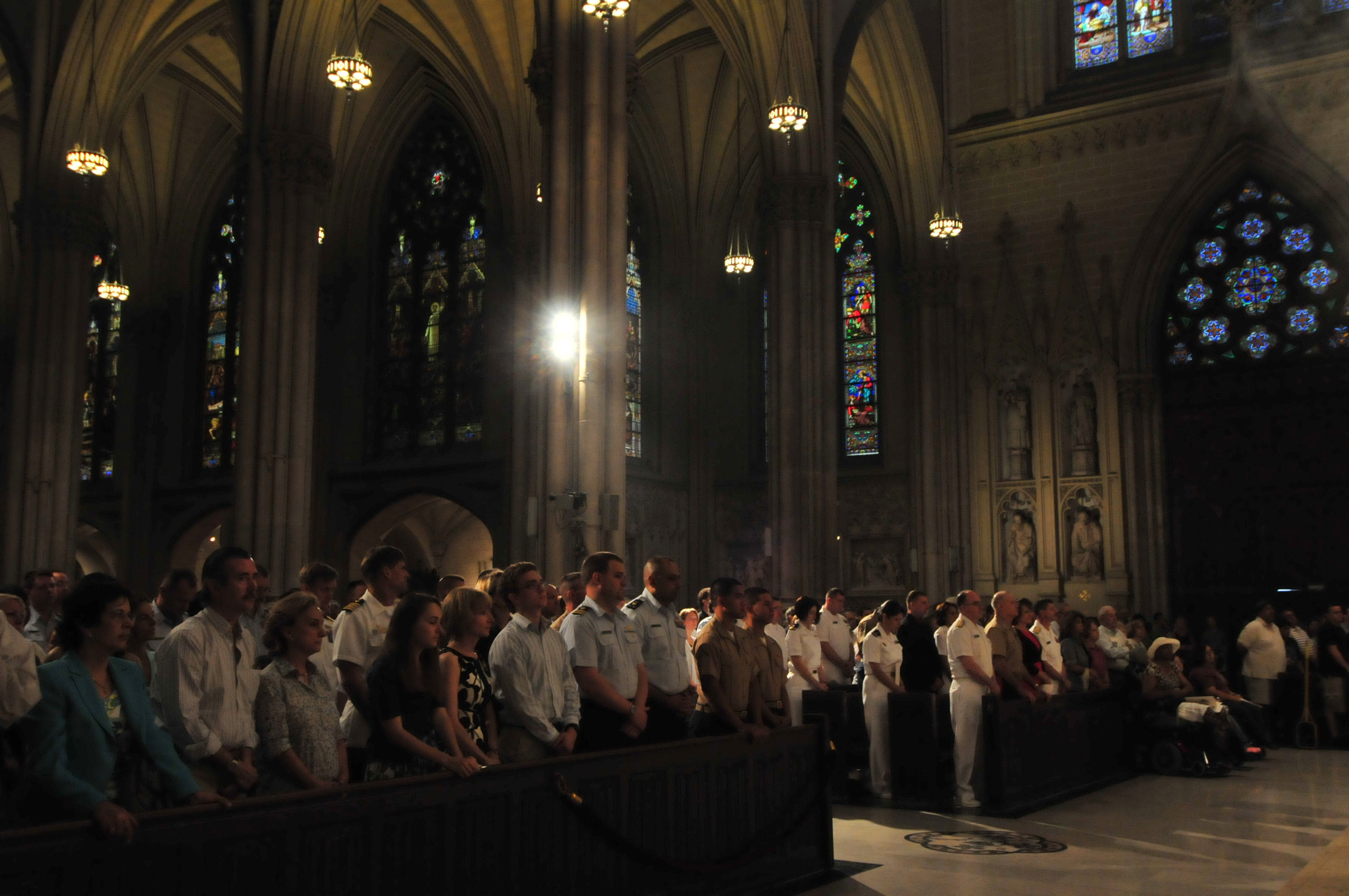
مسيحيين يؤدون الصلوات في كاتدرائية القديس باتريك؛ يُعتبر مسيحيي الولايات المتحدة واحدة من أكثر المجتمعات المسيحية تديناً في العالم الغربي.

بدأ التبشير الإنجيليّ كظاهرة أمريكيّة، والتي نجمت عن ثقافة وسائل الإعلام في الولايات المتحدة حيث يقع مقر أكبر خمس تكتلات إعلامية في العالم في الولايات المتحدة، وينتجون الكثير من وسائل الإعلام التي يتابعها الأمريكيون. في الواقع تمتلك هذه التكتلات الخمس شبكات التلفزة الأربعة الكبرى وخمسة من استوديوهات السينما الكبرى الستة. يعد الأمريكيون أكثر متابعي التلفاز في العالم. وهو ما أتاح لعدد كبير من المسيحيين الأمريكيين أن يكون قادرًا على توفير التمويل اللازم للتبشير التلفازي. من أبرز الشبكات التلفزيونية في الولايات المتحدة شبكة البث المسيحية وشبكة التلفزيون المسيحي وشبكة الثالوث للبث وقناة الله والتي يتابعها حوالي 951 مليون شخص حول العالم حسب إحصائية القناة، والتي تصل إلى 262 مليون منزل حسب إحصائية القناة. وإلى جانب البرامج ذات المحتوى الديني تشمل برامج شبكات التلفزة المسيحيَّة العديد من الأفلام والمسلسلات التلفزيونية والبرامج ذات المحتوى الديني الموجهة للأسرة.
في عام 2012 وصلت نسبة البروتستانت إلى أقل من خمسين بالمائة وفقًا لدراسة أجرتها مركز بيو للأبحاث، وهي المرة الأولى منذ الحقبة الإستعمارية التي لا تكون فيها الولايات المتحدة ذات أغلبية بروتستانتية. ويُعتبر مسيحيي الولايات المتحدة واحدة من أكثر المجتمعات المسيحية تديناً في العالم الغربي حيث قال 47% من المسيحيين الأمريكيين عام 2014 أنهم ترددوا على الكنيسة مرة واحدة في الأسبوع على الأقل أو كل الأسبوع تقريبًا، وترتفع النسبة في يوتا إلى حوالي 70%. والولايات المتحدة هي موطن لأكبر عدد من الشباب المسيحي في العالم، فبحسب مركز بيو للأبحاث عام 2010 وصلت أعداد شباب الولايات المتحدة المسيحيين بين سن 15 إلى 29 سنة حوالي 47 مليون (72%) من أصل 65.4 مليون شاب أمريكي. وفي عام 2010 كان هناك حوالي 47.6 مليون مسيحي أمريكي تقل أعمارهم عن الخمسة عشرة، وحوالي 16.9 مليون مسيحي أمريكي تزيد أعمارهم عن الخمسة والسبعين. في العقود الأخيرة شهدت الولايات المتحدة تدفقاً كبيراً من المهاجرين القادمين من المكسيك وأمريكا اللاتينية وآسيا، وأثرّ ذلك على المسيحيين الأمريكيين حيث أصبحوا أكثر تنوعاً من ناحية العرق والإثنيَّة والثقافة، وتراجعت نسبة البيض بين المسيحيين الأمريكيين في حين زادت نسبة ذوي الأصول الهسبانيَّة والأقليات العرقية والإثنية الأخرى، ووفقاً لمركز بيو للأبحاث ازدادت نسبة الأعراق غير البيضاء من 29% في عام 2007 إلى 34% في عام 2014.

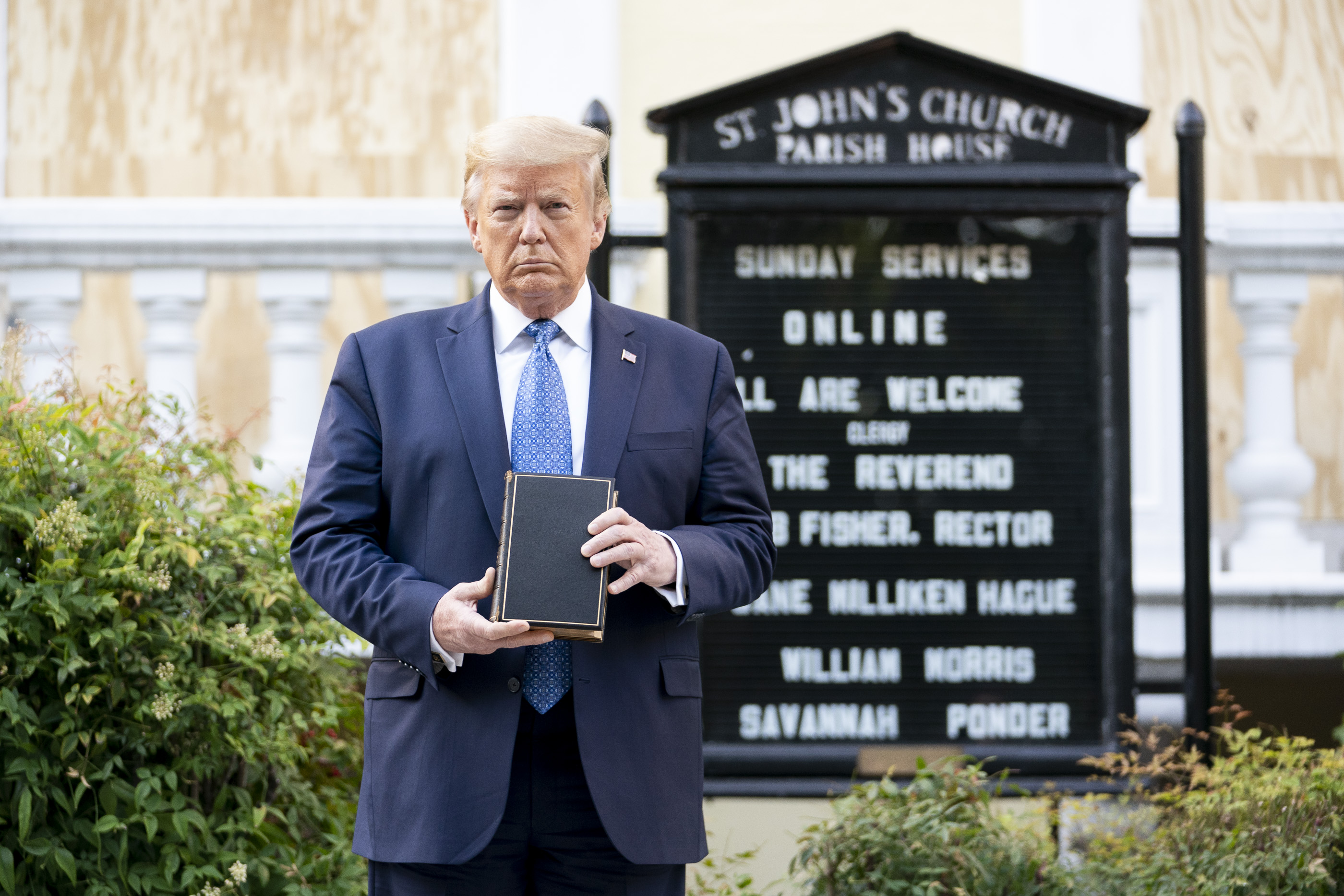
محاولة ترامب أخذ صورة له في كنيسة القديس يوحنا الأسقفية.

ظل اليمين المسيحي في الولايات المتحدة لفترة طويلة جدًّا حركة اجتماعية مشغولة بعددٍ من القضايا الاجتماعية والثقافية، مثل: معارضة الإجهاض، ومعارضة المثلية الجنسية؛ ومع انتخاب دونالد ترامب في عام 2017 تصاعد تأثير القومية المسيحية في البلاد. تملك حركات اليمين المسيحي والقومية المسيحية شبكة كثيفة ومترابطة من مراكز الفكر، وجماعات المناصرة، والمنظمات الرعوية المتضمنة، ووسائل الإعلام الحديثة، والتي يتم تمويلها من قبل عدد من رجال الأعمال والجهات المانحة الغنية والمؤسسات الأسرية وجماعات الضغط. خلال الانتخابات الرئاسية الأمريكية 2016 دعمت القاعدة الإنجيلية البيضاء دونالد ترامب، وعلى الرغم من أنَّ نمط حياته ليس أرثوذكسيًا، الا أنه حصل على دعم أغلبية البيض الإنجيليين، ووفقاً للباحث فيليب غورسكي من جامعة ييل دعم الإنجيليين البيض ترامب ببساطة «لأنهم أيضًا قوميين مسيحيين بيض وأن الترامبية هي، من بين أمور أخرى، نسخة رجعية من القومية المسيحية البيضاء»، وبسبب معارضته للإجهاض والمثلية الجنسية، ومواقفه بالنسبة للمهاجرين غير الشرعيين، ومكافحة اضطهاد المسيحيين في الشرق الأوسط، والإعتراف بالقدس كعاصمة لإسرائيل، ووضع الرموز المسيحية في الحيز العام، ودعمه سعي الزعامات الإنجيلية المسيحية إلى التأثير على الحياة العامة. إلى جانب تعيين «الإنجيليين في المحاكم الأمريكية» والذين «كرسوا حياتهم المهنية لتأييد المرشحين السياسيين وقضاة المحكمة العليا الذين سيعيدون ما يعتقدون أنه الجذور اليهودية المسيحية للبلاد».
تُنادي الترامبية المسيحية بالاستثناء المسيحي الأمريكي، ولاهوت الرخاء، مع الاعتقاد بأن هي السرد الذي دعا الله الولايات المتحدة إلى الاستناد عليه. تعرضت الترامبية والقومية المسيحية للنقد من قبل العديد من رجال الدين المسيحيين، جيث انتقدوا تجنييد المسيحية لخدمة أيديولوجية سياسية. وجه زعماء للبروتستانت والكاثوليك في الولايات المتحدة انتقادات لاذعة محاولة ترامب أخذ صورة له في كنيسة القديس يوحنا القريبة من البيت الأبيض في عام 2020، حيث رفضوا استغلال الكتاب المقدس والمسيحية لأجندة ترامب السياسية. خلال الانتخابات الرئاسية الأمريكية 2020 صوت الإنجيليون البروتستانت البيض بكثافة لدونالد ترامب، في حين دعم الكاثوليك والبروتستانت الليبراليين والمسيحيين من أصول أفريقية وهسبانية جو بايدن، والذي أصبح في عام 2021 ثاني رئيس روماني كاثوليكي للبلاد (بعد جون كينيدي). على الرغم من ذلك عارضت الكنيسة الرومانية الكاثوليكية لاحقاً سياسة جو بايدن حول مواضيع كالإجهاض ووسائل منع الحمل وزواج المثليين.

## الطوائف المسيحية

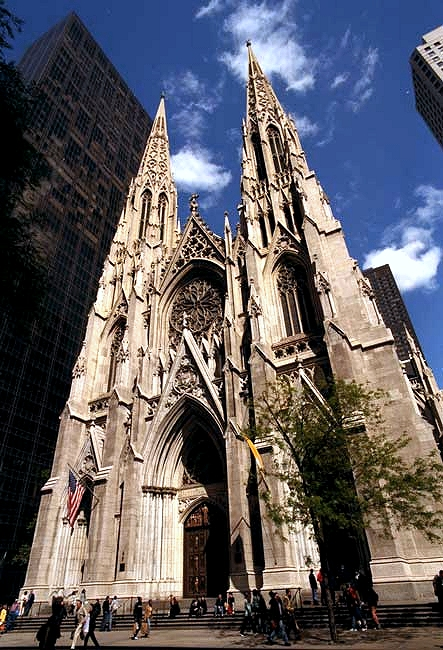
كاتدرائية القديس باتريك في مدينة نيويورك.

تنقسم عادًة الطوائف المسيحية في الولايات المتحدة في ثلاث مجموعات كبيرة وهي البروتستانتية الإنجيلية، والبروتستانتية الخط الرئيسي أو البروتستانتية التقليديَّة والكاثوليكية. بالإضافة إلى الطوائف المسيحية التي ترتبط مع الأقليات العرقية، مثل مختلف الطوائف الأرثوذكسية الشرقية والكنائس المسيحية الشرقية المختلفة. في مسح أجري عام 2014 من قبل مركز بيو للأبحاث وجد أن النسب المئوية لهذه المجموعات كانت على التوالي 25.4% ينتمون إلى المذاهب الإنجيلية، وحوالي 20.8% ينتمون إلى الكنيسة الرومانية الكاثوليكية، وحوالي 14.7% إلى الكنائس البروتستانتية التقليدية.

### البروتستانتية
يعود تاريخ البروتستانتيَّة في البلاد إلى الآباء الحجاج الذين دفعتهم معتقداتهم الدينيَّة إلى الانتقال من إنجلترا إلى العالم الجديد. استقرَّ هؤلاء المنشقين التطهيريين الإنجليز فيما أصبح مستعمرة بليموث. غالبًا ما يتم تأكيد التراث الكالفيني للولايات المتحدة من قِبل العديد من الخبراء والباحثين والمؤلفين، مما دفع البعض إلى القول أن الولايات المتحدة «تأسست على المذهب الكالفينيّ»، مع التشديد أيضاً على أساسها الإستثنائي كدولة ذات غالبية بروتستانتية. كانت البروتستانتية الأمريكية متنوعة من البداية حيث كانت أعداد كبيرة من المهاجرين الأوائل هم من الأنجليكان والإصلاحيين واللوثريين وأيضاً القائلين بتجديدية العماد. في القرون القادمة، تنوعت البروتستانتيَّة أكثر مع الصحوة الكبرى في جميع أنحاء البلاد. أصبحت الولايات المتحدة أكبر دولة وأمَّة بروتستانتيَّة في العالم، وفقاً لمركز بيو للأبحاث عام 2010 قدرّت أعداد البروتستانت بحوالي 160 مليون نسمة.
تتمتع البروتستانتية الأمريكية بحيويَّة خاصة، حيث تقدم مجموعة واسعة من الفروع والتي يُمكن القول أنها أكثر تنوعًا من أي بلد آخر. وتنقسم البروتستانتية إلى مجوعتين الأولى هي البروتستانتية الإنجيلية والثانية هي البروتستانتية التقليدية أو البروتستانتية الخط الرئيسي ويبلغ عددهم ما يقارب 26,344,933 مليون أمريكي مقابل 39,930,869 بروتستانتي انجيلي. بعض الطوائف الأمريكية الأفريقية تاريخياً تُصنف أيضاً باسم الكنائس السوداء. وشهدت البروتستانتيَّة تطوراً غير مسبوق على الأراضي الأمريكية، حيث تنوعت إلى فروع متعددة، وطوائف وحركات متعددة. ومنذ ذلك الحين توسعت جميعها على نطاق عالمي من خلال العمل التبشيري.
وجدت دراسة المشهد الديني عام 2014 من قِبل مركز بيو للأبحاث أنَّ حوالي 33% من مجمل البروتستانت الأمريكيين أعضاء في الكنيسة المعمدانية، وحوالي 13% أعضاء في كنائس بروتستانتية مسيحية لا طائفية، وحوالي 10% أعضاء في الكنيسة الميثودية، وحوالي 10% أعضاء في الكنيسة الخمسينية، وحوالي 8% بروتستانت من دون انتماء لأي مذهب، وحوالي 8% أعضاء في الكنيسة اللوثرية، وحوالي 5% أعضاء في الكنيسة المشيخية، وحوالي 4% أعضاء في كنائس استعادية، وحوالي 3% أعضاء في الكنيسة الأسقفية الأمريكية أو الأنجليكانية، وحوالي 2% أعضاء في كنائس حركة القداسة، ويشكل أعضاء كل من الكنيسة الأبرشانية والأدفنتست وتجديدية العماد وجمعية الأصدقاء الدينية (الكويكرز) والتقوية حوالي 1% من مجمل البروتستانت الأمريكيين. وجدت دراسة المشهد الديني عام 2014 من قبل مركز بيو للأبحاث أنَّ حوالي 30% من الأمريكيين من المتجددين. وفقاً للدراسة تتصدر الكنيسة المعمدانية الجنوبية كبرى الطوائف البروتستانتية، تليها الكنيسة الميثودية المتحدة والكنائس المعمدانية الأمريكية.
تستعرض المعطيات التالية أكبر المذاهب البروتستانتية في الولايات المتحدة وذلك حسب دراسة لجامعة مدينة نيويورك عام 2007:
| الكنيسة المعمدانية        | 38,662,005 | 25.3% |
| خمسينية                   | 13,673,149 | 8.9%  |
| لوثرية                    | 7,860,683  | 5.1%  |
| مشيخية/ الكنيسة الإصلاحيَّة | 5,844,855  | 3.8%  |
| ميثودية                   | 5,473,129  | 3.6%  |
| أنجليكانية                | 2,323,100  | 1.5%  |
| أدفنتست                   | 2,203,600  | 1.4%  |
| حركة القداسة              | 2,135,602  | 1.4%  |
| جماعات أخرى               | 1,366,678  | 0.9%  |

#### البروتستانتية الإنجيلية

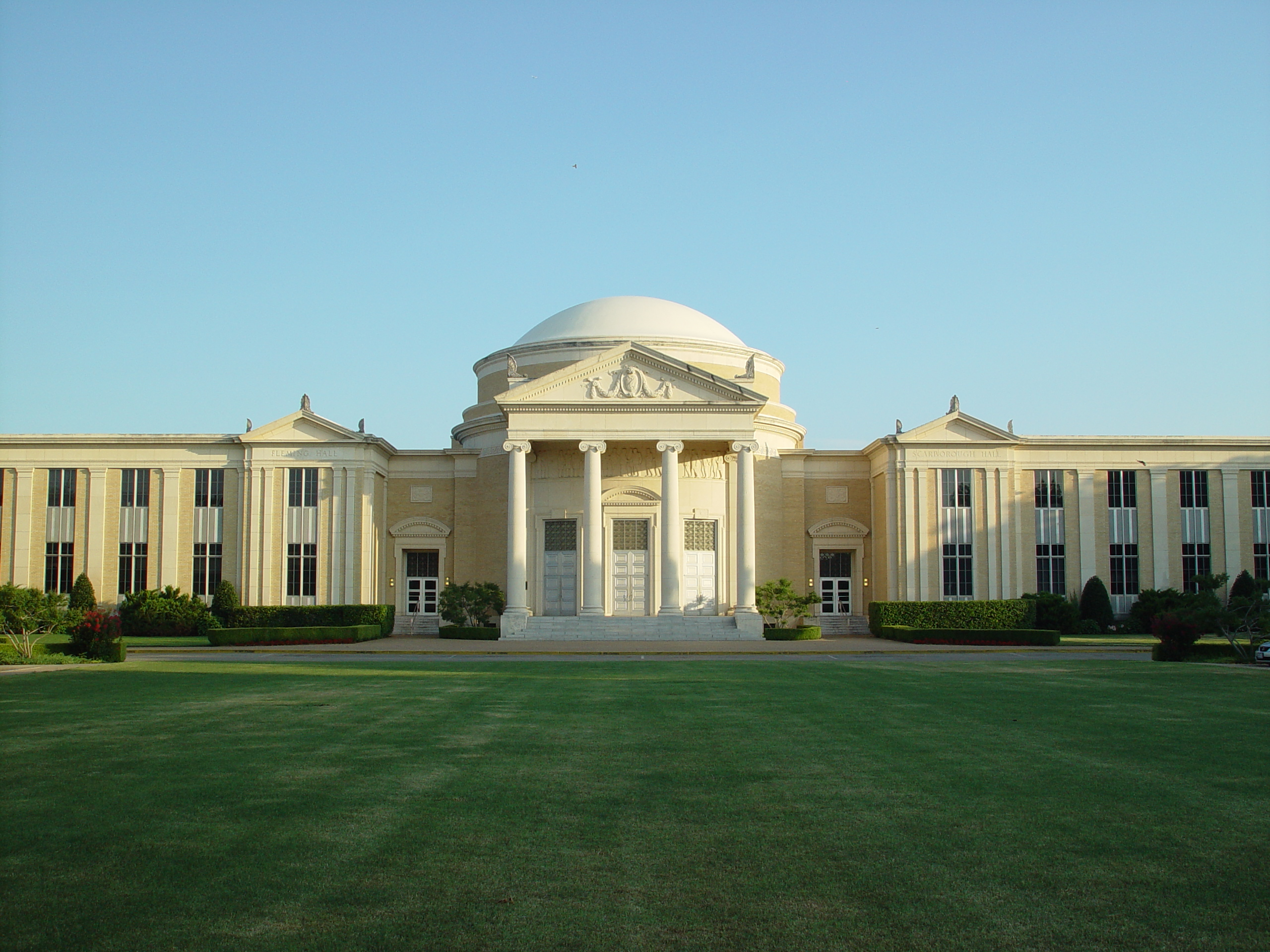
كلية اللاهوت، التابعة للكنيسة المعمدانية الجنوبية.

تعود جذور الكنائس الإنجيلية التبشيرية والمنتمون إليها إلى حركة النهضة البروتستانتية في القرن الثامن عشر، وهي فترة تميزت بازدياد النشاط الديني، خاصًة في الولايات المتحدة وبريطانيا. وظهرت تسمية «الإنجيلية» كتمييز للكنائس الأكثر تشدداً من بين الكنائس البروتستانتية، وفي فترة لاحقة ومع تصاعد حركة الاستقلال والتحرر الأمريكية تحوّلت الإنجيلية إلى عامل توحيد لسكان المستعمرات الأمريكية في مواجهة المستعمرين الإنجليز، بحيث باتت ديانة مُوحِّدة للأمريكيين ومميزة لهم. وفي القرن التاسع عشر، جاءت «الصحوة الكبرى الثانية»، في الفترة الممتدة من عام 1800 إلى عام 1840، وذلك مع سيطرة الإنجيليين على المؤسسات الثقافية والتعليمية، بما فيها المدارس والجامعات، ولاحقاً امتد النفوذ الإنجيلي إلى الإعلام. ولعبت دورا كبيرا في تشكيل المفاهيم الديموقراطية في الولايات المتحدة الأمريكية. كما لعبت الحركة الأنجيلية سنة 1740 تحت تأثيرها دورا بارزا في الأعداد للثورة الأمريكية مما عجل بسياسة فصل الدين عن السياسة. ويؤكد الإنجيليون التبشيريون على التجربة الدينية الشخصية والاهتداء الفردي ودراسة الكتاب المقدس (بعهديه القديم والجديد) ودور جمهور المؤمنين من غير رجال الدين في نشر المعتقدات الدينية وضرورة ممارسة الأخلاق الحميدة المرتكزة إلى العقيدة الدينية في الحياة العامة، يركز الإنجيليون على العهد القديم ويتقيدون ببعض شرائعة فيختنون ذكورهم وغيرها من التقاليد المأخوذة من التراث اليهودي المسيحي. وفقًا للدراسات، فإن الأمريكيين الإنجيليين والمورمون لديهم أعلى معدلات ختان الذكور بين الطوائف المسيحية في الولايات المتحدة.
تملك الكنائس الإنجيلية في الولايات المتحدة شبكة واسعة من وسائل الإعلام المرئية والسمعية منها بين 250 إلى 300 محطة تلفزيون دينية وبين 1,200 إلى 1,600 إذاعة وحوالي 2,000 مكتبة، ومن أبرز الشبكات التلفزيونية الإنجيلية الأمريكيَّة قناة الله، وشبكة البث المسيحية، وشبكة الثالوث للبث والتي تُعتبر أكبر شبكة تلفزيونيَّة دينيَّة في العالم. وظهر في العصر الحديث ثلاثة مبشرين نقلوا مسرح دعوتهم إلى التلفاز فصاروا يعرفون بهذا الاسم، واشتهر منهم بيلي غراهام وأورال روبرتز وركس هامبرد. ويُعتبر أكثر مُبشري التلفاز أصوليين أو أصوليين جُدد، ولكن هناك أمثال جيمي سويغارت ممن يُصنّف في طريقة البنتكوستل. وتملك الكنائس الإنجيلية شبكة واسعة من المدراس والجامعات والمتاحف ومراكز الأسرة والمدن الترفيهيّة بالإضافة إلى حوالي 300 كليّّة إنجيليَّة.

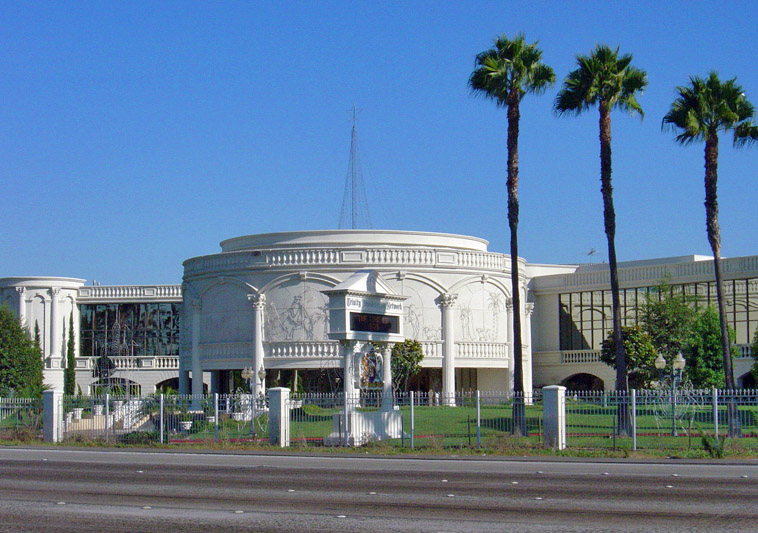
مقر شبكة الثالوث للبث: يُعد التبشير التلفازي من رموز ظاهرة الصحوى الدينيَّة في العصر الحديث حيث يتم استخدام التلفاز على التبشير في الديانة المسيحية.

ازداد نفوذ الإنجيليين سياسيًا في الولايات المتحدة في الآونة الأخيرة مثلًا استطاع اليمين الإنجيلي منذ سبعينات القرن العشرين السيطرة على الحزب الجمهوري وكان مسؤولاً عن تحديد رئيس الجمهورية منذ جيمي كارتر عام 1976، حتى جورج بوش الابن سنة 2000. بدايات تأثير الانجيلية السياسي، يعود إلى أنّ الإنجيليين يمثلون نحو ربع سكان الولايات المتحدة وحوالي 40% من تعداد جميع البروتستانت الأمريكيين، وإلى أنهم لا يملكون ـ بخلاف الكاثوليكية ـ بنية تراتبية مركزية، ولكن لديهم مجموعة منظمات يجتمعون تحت مظلتها، مثل المجلس الأمريكي للكنائس المسيحية، والجمعية الوطنية للإنجيليين، والمجلس العالمي للكنائس المسيحية. دعم بيلي جراهام وجيري فالويل وبايلي سميث وبات روبرتسون انتخاب كارتر الذي أعلن أنه وُلد من جديد، وأسس الانجيليين مجموعة الضغط الأغلبية الأخلاقية في الكونغرس. وعزّز الإنجيليين انتماءَهم إلى الحزب الجمهوري، وبدأ شأنهم يقوى في الحياة السياسية الأميركية منذ تلك الفترة. وممّا ساعد في إعطائهم المزيد من القوة والتأثير في الحياة السياسية، بروز واعظين في صفوفهم ممَّن يتمتّعون بمواهب خطابيّة كبرى استطاعوا استعمال وسائل التواصل الحديثة نسبياً في ذلك الوقت، مثل الراديو والتلفزيون، لإلقاء عِظاتهم الدوريّة التي كانت تجذب ملايين المشاهدين والمستمعين، كما تملّكوا قنواتٍ تلفزيونيةً ومحطاتٍ إذاعيةً خاصة بهم، ومن أبرزهم جيري فالويل، وبات روبرتسون، وبيلي غراهام، والذي أصبح بمثابة المرشد الروحي لعدد من الرؤساء.
المذهب المعمداني الجنوبي هي أكبر الطوائف المعمدانية في العالم، وأكبر طائفة بروتستانتية في الولايات المتحدة، وثاني أكبر طائفة مسيحية في الولايات المتحدة، بعد الكنيسة الرومانية الكاثوليكية. وخلال القرن التاسع عشر ومعظم القرن العشرين، لعبت الكنيسة دورًا مركزيًا في ثقافة وتُراث وأخلاقيات جنوب الولايات المتحدة. وعلى أنها لم تزل متركزة في جنوبي الولايات المتحدة، فإن لها كنائس أعضاء في أرجاء الولايات المتحدة وحوالي 41 كنيسة ولائية تابعة لها. تكسب الطوائف البروتستانتية الإنجيلية في الولايات المتحدة أكثر مما تفقده من التحول الديني، فنحو 9.8% من إجمالي البالغين في الولايات المتحدة هم من المتحولين إلى المذهب الإنجيلي بينما نحو 8.4% قد تركوا المذهب. وبحسب دراسة تعود إلى عام 2015 حوالي 450,000 مُسلم أمريكي تحول إلى المسيحية خصوصًا على مذهب الإنجيلية. وكشف استطلاع من مركز بيو للدراسات وللرأي أجري بين يهود أمريكا في أكتوبر 2013 عن ارتفاع عدد المسيحيون من خلفية يهودية وبين الإستطلاع انه يقطن في الولايات المتحدة 1,600,000 يهودي تحول للمسيحية أو مسيحي من خلفية يهودية. كما وجد تقرير معهد بيو الذي نشر 12 مايو سنة 2015 حول «وضع الديانة في الولايات المتحدة» أنّ 36% من الملحدين واللادينيين الأمريكيين تحولوا إلى الديانة المسيحية خصوصًا إلى المذهب الإنجيلي البروتستانتي مقابل 10% لأديان أخرى. وفقًا لدراسة نشرت عام 2014 من قبل مركز بيو للأبحاث، فإن 19% ممن قالوا إنهم نشأوا يهودًا في الولايات المتحدة ، يعتبرون أنفسهم مسيحيين.
أكبر الكنائس الإنجيلية في الولايات المتحدة
- المذهب المعمداني الجنوبي: 16 مليون عضو (2010).[89]
- خمسينية: 13,673,149 عضو.
- الإنجيليين غير المنتمين إلى طائفة محددة.

#### البروتستانتية التقليدية

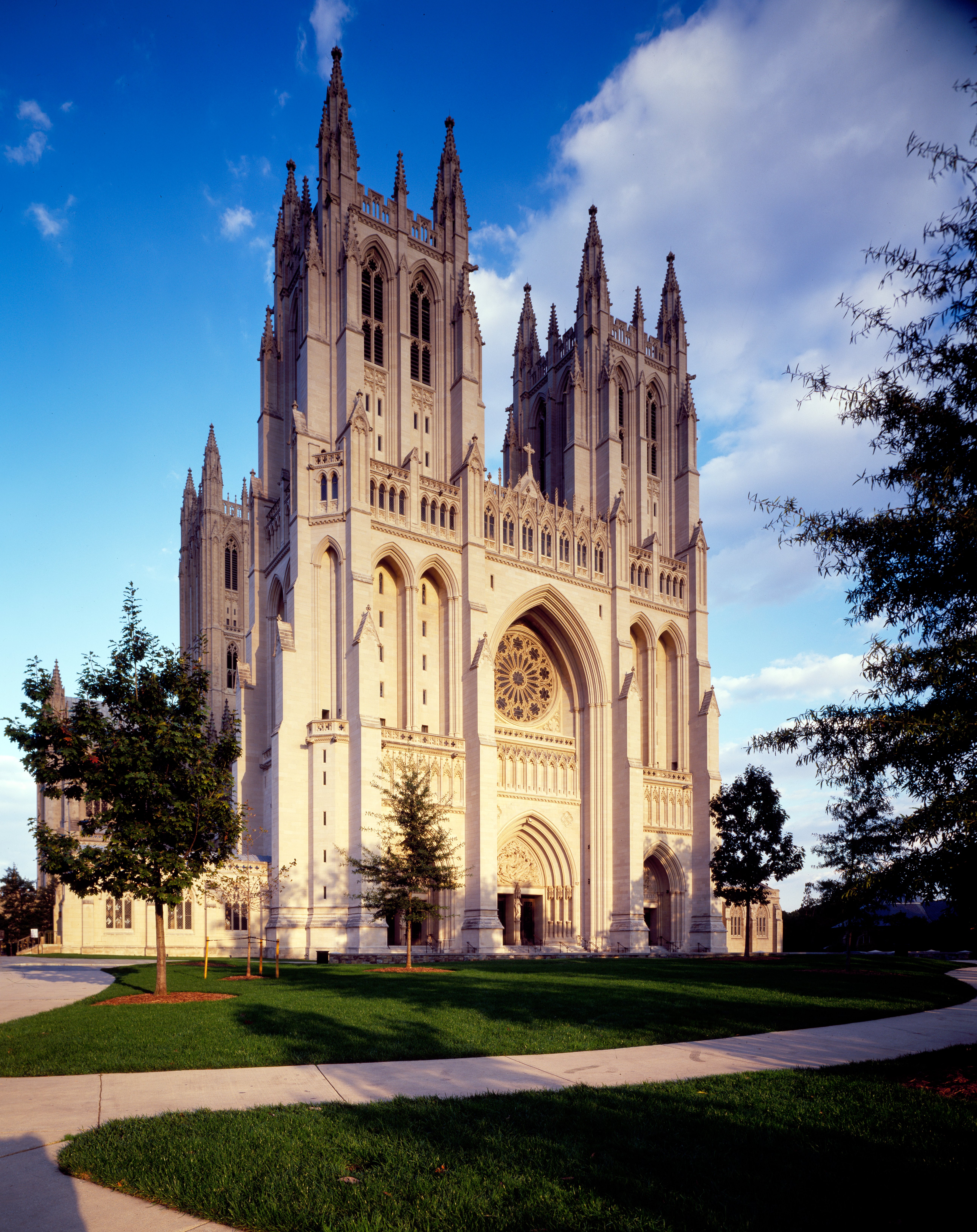
كاتدرائية واشنطن الوطنية، وهي من مراكز الكنيسة الاسقفية والتي لعبت دور هام في السياسة والاقتصاد والمجتمع الأمريكي.

البروتستانتية التقليدية أو البروتستانتية الخط الرئيسي دخلت الولايات المتحدة عن طريق الجماعات المهاجرة التاريخية وخاصًة الآباء المؤسسين للبلاد؛ ولهذا السبب يشار في بعض الأحيان لهذه الكنائس على أنها كنائس تراثية وكنائس وطنية. أكبرها الكنيسة الأسقفية الأمريكية (إنجليزية)، والكنيسة المشيخية في أمريكا (إسكتلندية)، والميثودية (إنجليزية وويلزية)، واللوثرية (ألمانية وإسكندنافية). وتميل الكنائس الخط رئيسي إلى الانتماء إلى منظمات مثل المجلس الوطني للكنائس والمجلس العالمي للكنائس، وتمثل أن تكون مسيحية ليبرالية.
يتفق المؤرخين على أن أعضاء الطوائف البروتستانتية الخط الرئيسي لعبوا أدوارًا قيادية في العديد من جوانب الحياة الأمريكية، بما في ذلك السياسة والأعمال، والعلوم، والفنون، والتعليم. كما أسسوا معظم المعاهد الرائدة في البلاد للتعليم العالي. وفقًا لمركز بيو للأبحاث، الكنيسة الأسقفية «غالبًا ما يُنظر إليها على أنها المؤسسة الدينية الأكثر ارتباطًا بالمؤسسة الأمريكية الحاكمة، وأنجبت العديد من أهم قادة البلاد في السياسة والأعمال».
| المسيحية في الولايات المتحدة | كان زعماء البروتستانتية الخط الرئيسي جزءًا من التيار الرئيسي الثقافي الليبرالي المعتدل، وكان يٌحترم المتحدثين الرائدين بإسم هذه الطوائف المشاركين في الحوار الوطني. | المسيحية في الولايات المتحدة |

الكنائس التقليدية مكونة من سبع مذاهب رئيسية مما دعا هوتشيسون وليام الإطلاق عليها «السبعة أخوات البروتستانت الأمريكية». وتشمل الكنائس البروتستانتية التقليدية سبع مذاهب وهي المشيخية، والأبرشانيّة، والاسقفية، والميثودية، واللوثرية، والمعمدانية ولهذه المذاهب قاعدة اجتماعية عريضة راسخة في الطبقات الوسطى والعليا ذات النفوذ الاقتصادي والسياسي والثقافي، ويتوزع أبناؤها على الولايات المتحدة الأمريكية المختلفة، وتعتنق اغلبها افكار دينية ليبرالية منفتحة على قيم الحداثة، وهي ذات حس اجتماعي قوي، ويتميز موقفها من القضايا العامة على فصل الدين عن الدولة، مثال على ذلك الكنيسة الأسقفية والتي تعتبر بحسب الاحصائيات الطائفة الأكثر تعلمًا وثراء في الولايات المتحدة. ويشكلون جزء من النخبة الثرية والمتعلمة والسياسية في الولايات المتحدة.
يميل البروتستانت الأسقفيين والمشيخيين إلى أن يكونوا أكثر ثراءً بكثير وأفضل تعليمًا من معظم الجماعات الدينية الأخرى في الولايات المتحدة، في عام 2011 كان لدى المنتمين إلى الكنيسة الكنيسة الأسقفية الأمريكية والكنيسة المشيخية في أمريكا أعلى نسبة حاصلين على شهادة جامعية 74% و64% على التوالي، ويحصّل 63% و60% كل من الأسقفيون والمشيخيون على التوالي دخل مالي بأكثر من 100,000 دولار سنويًا. وحوالي 12% من الأسر الأسقفية لديها ما يزيد على مليون دولار في القيمة الصافية ولا يسبقهم في ذلك سوى اليهود حيث النسبة لديهم 18%. يُذكر أنّ للأسقفيين نفوذ كبير في عالم الإقتصاد والسياسية حيث أنّ نسبهم تفوق نسبتهم السكانيّة وبشكل غير متناسب بين رجال الأعمال الأميركيين، وخريجي جامعات رابطة اللبلاب والقانون والسياسة، وخاصًة في الحزب الجمهوري. وخلصت دراسة أجرتها مجلة فورتشن أنّ واحد من كل خمسة أكبر الشركات في الولايات المتحدة تُدار من قبل الأسقفيين. واحدة من ثلاثة أكبر وأقوى البنوك في البلاد، يرأسُه أسقفيين. تاريخيًا إنتمت العديد من العائلات الأمريكية الثرية والغنية الشهيرة مثل عائلة روكفلر، ومورجان، وفورد، وروزفلت، وفاندربيلت، وكارنجي، ودو بونت، وآستور، وفوربس، وعائلة بوش إلى كنائس البروتستانتية الخط الرئيسي. وشكل أتباع الكنيسة الأسقفيَّة والمشيخيَّة والأبرشانيَّة حوالي 53% من نخب السلطة المجمعة (والتي تتضمن المصرفيين ورجال أعمال والسياسيين والدبلوماسيين والقضاة والمحامين والضباط العسكريين، والنخب الثقافيَّة والتي تتضمن المعلمين والعلماء والأطباء والمهندسين والمحررين والمؤلفين والفنانين والممثلين والعاملين الدينيين والاجتماعيين) في أوائل عقد 1930؛ وحوالي 35% في عام 1992، ويعود ذلك الانخفاض إلى ارتفاع المستوى التعليمي والاقتصادي للكاثوليك واليهود في المجتمع الأمريكي.
أسس البروتستانت الخط الرئيسي الكليات والجامعات الأولى في أمريكا، بما في ذلك جامعة هارفارد، جامعة ييل، جامعة برينستون، جامعة كولومبيا، كلية دارتموث وكلية ميدلبوري. دينيًا كان الأغلبيّة العظمى من قضاة المحكمة العليا للولايات المتحدة من البروتستانت، في القرن التاسع عشر كان جميع القضاة من أصول أوروبيّة بروتستانتيّة. من بين 112 قاضي ترأس المحكمة العليا للولايات المتحدة كان منهم 91 بروتستانتي؛ ومن بين القضاة البروتستانت كان خمسة وثلاثين أسقفي وتسعة عشر مشيخي وعشرة توحيديين وخمسة ميثوديين وثلاثة معمدانيين.
 الكنائس البروتستانتية التقليدية الرئيسية 
- الكنيسة الميثودية المتحدة: 7,931,733 عضو (2008).[111]
- الكنيسة اللوثرية الانجيلية في أمريكا: 4,709,956 عضو (2008).[111]
- الكنيسة المشيخية في أمريكا: 2,209,546 عضو (2007).[112]
- الكنيسة الأسقفية الأمريكية: (2008) 2,116,749 عضو.[111]
- كنيسة المسيح المتحدة: 1,145,281 عضو (2008).[111]
- الكنيسة المعمدانية الأمريكية: 1,358,351 عضو (2008).[111]
- الأبرشانيون: 691,160 (2008).
- جمعية الأصدقاء الدينية: 350,000 عضو.

#### الكنائس السوداء

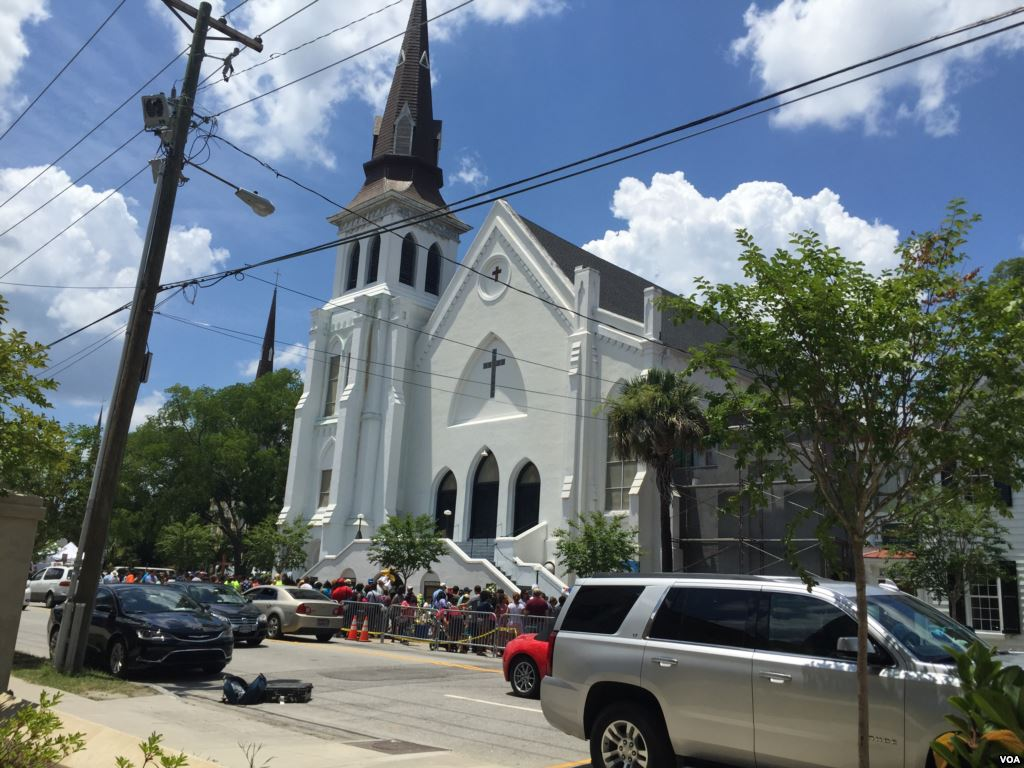
كنيسة إيمانويل الأسقفية الميثودية الأفريقية؛ من أقدم كنائس السود في الولايات المتحدة.

الكنيسة السوداء أو الكنيسة الأفريقية الأمريكية تشير إلى الكنائس البروتستانتية المسيحية التي تخدم في الوقت الراهن أو تاريخيًا التجمعات الدينية التي تقطنها أغلبية من أمريكيون من أصول أفريقية في الولايات المتحدة. في حين أن بعض كنائس السود ينتمون إلى طوائف ذات أغلبيّة من أصول أفريقية، مثل كنيسة الأسقفية الميثودية الأفريقية، العديد من الكنائس السوداء هي أعضاء في طوائف ذات غالبية بيضاء، مثل كنيسة المسيح المتحدة. ولا تعتبر «الكنيسة السوداء» كنيسة منفصلة من ناحية المعتقدات والممارسات؛ فهي تصنّف ضمن الكنائس البروتستانتية، ولكن انفصالها جاء على أساس عِرقي؛ إذ إنها الكنيسة التي خدمت ولا تزال في المناطق والأحياء التي تقطنها غالبية من الأمريكيين الأفارقة.
تأسست أكثر التجمعات والكنائس السوداء قبل عام 1800 من قبل السود الأحرار - على سبيل المثال، فيلادلفيا، بنسيلفانيا وسافانا، جورجيا وبطرسبرغ، فرجينيا. أقدم كنيسة معمدانية سوداء تتواجد في ولاية كنتاكي، وهي ثالث أقدم الكنائس في الولايات المتحدة، حيث تأسست في حوالي سنة 1790. بعد أن تم إلغاء العبودية، وبسبب سياسية التفرقة العنصرية في كل من الشمال والجنوب الأمريكي، منع الأمريكيين من أصل أفريقي من العبادة في نفس الكنائس البيضاء خاصًة في الجنوب. هذه الكنائس الجديدة خلقت مجتمعات وممارسات عبادة متميزة ثقافيًا عن الكنائس الأخرى، بما في ذلك شكلًا فريدًا من دمج الثقافة المسيحية مع التقاليد الروحية الأفريقية.
استمر هذا التقليد من العبادة خلال أواخر القرن التاسع عشر وما زال مستمر حتى يومنا هذا على الرغم من تراجع سياسية التفرقة العنصرية في الولايات المتحدة. أصبحت الكنيسة الأفريقية الأمريكية منذ فترة طويلة المركز الاجتماعي للأمريكيون الأفارقة، إذ أقامت شبكة من المدارس في السنوات الأولى بعد الحرب الأهلية، وقامت في وظائف متنوعة مثل الرعاية الاجتماعية، وتوفير الحاجة للمعوزين، وإنشاء المدارس ودور الأيتام. وفي القرن العشرين تصدرت الكنيسة السوداء القيادة الروحية والسياسية للأفارقة الأمريكيين، خصوصاً خلال «حركة الحقوق المدنية» بين عامَ 1955 وعام 1968. ونتيجة لذلك، أضحت كنائس السود منظمات قوية في المجتمع الأفريقي الأمريكي وتصدرت القيادة الروحية والسياسية، ويُعتبر المسيحيون السود من أكثر فئات المجتمع الأمريكي تديناً والتزاماً بحضور الصلوات والتردد على الكنيسة. وتمثل الكنائس السوداء مركزاً اجتماعياً يقوم بوظائف متنوعة، من رعاية اجتماعية، وتوفير الحاجة للفقراء، وإنشاء المدارس ودُور الأيتام، وهي اليوم إحدى أقوى المنظمات الأهلية في المجتمع الأمريكي.

### الكاثوليكية

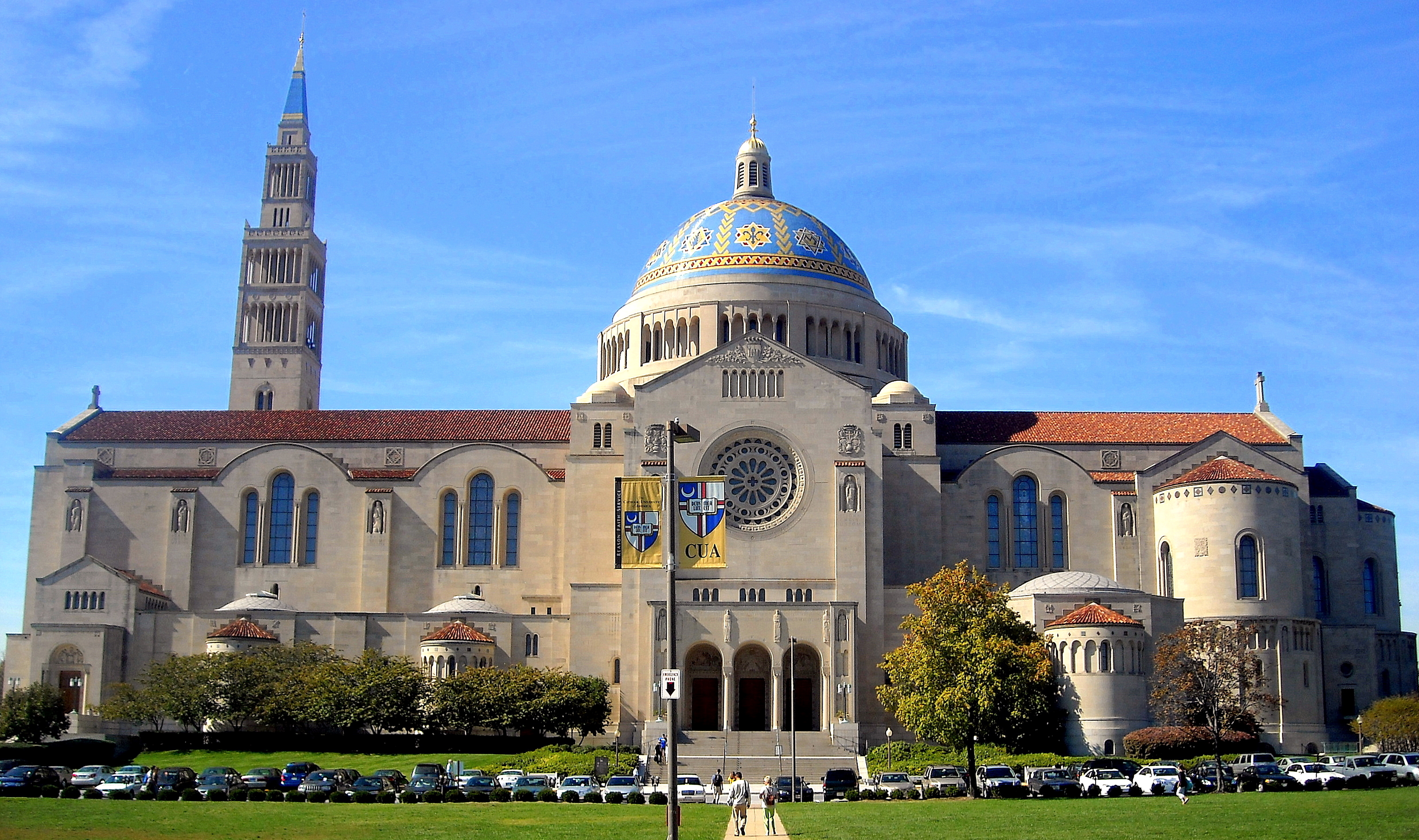
كاتدرائية الضريح الوطني لعيد الحبل بلا دنس؛ وهي أكبر كنيسة كاثوليكية في الولايات المتحدة.

الكنيسة الكاثوليكية الأمريكية هي جزء من الكنيسة الكاثوليكية العالمية في ظل القيادة الروحية للبابا في روما واتحاد المطارنة الكاثوليك في الولايات المتحدة، وتتبع الكنيسة الكاثوليكية الإيطالية 197 أبرشية. الكنيسة الكاثوليكية في الولايات المتحدة هي ثاني أكبر الطوائف المسيحية في البلاد، مع أكثر من 77 مليون كاثوليكي، وهي واحدة من أكبر الطوائف الدينية، والتي تضم 23.0% من السكان عام 2016 حسب مؤسسة غالوب. وتحوي الولايات المتحدة رابع أكبر وأضخم عدد من الكاثوليك في العالم، بعد البرازيل والمكسيك والفلبين. ويعد الكاثوليك الأمريكيين أكبر مجتمع كاثوليكي في الدول الناطقة باللغة الإنجليزية، وعلى الرغم من أن الكاثوليك يُشكلون ربع سكان الولايات المتحدة الا أنه خلال تاريخ الولايات المتحدة ترأس كاثوليكيان رئاسة الولايات المتحدة وهما جون كينيدي عام 1961 وجو بايدن عام 2020.
وصلت الكاثوليكية في ما يعرف الآن بالولايات المتحدة خلال الأيام الأولى من الإستعمار الأوروبي للأمريكتين. كانت أولى الإرساليات الكاثوليكية الإسبانية، أتت مع كريستوفر كولومبوس إلى العالم الجديد في رحلته الثانية في عام 1493. وأقامت بعثات في ما هي الآن ولاية فلوريدا وجورجيا وتكساس ونيو مكسيكو وكاليفورنيا وبورتوريكو. وعندما جاء الإستعمار الفرنسي في وقت لاحق، في القرن الثامن عشر وصلت البعثات التبشيرية إلى لويزيانا: سانت لويس، ونيو أورلينز، وإلينوي، وميشيغان، وتعتبر ولاية ماريلاند آولى الولايات الكاثوليكية. ارتفع عدد الكاثوليك خلال تاريخ البلاد، خاصًة في أوائل القرن التاسع عشر وذلك من خلال بعض الهجرة. في منتصف القرن التاسع عشر، تدفقت أعداد كبيرة من المهاجرين الكاثوليك الأيرلنديين، والألمان، والإيطاليين، والبولنديين، والفرنسيين، والبرتغاليين والمجريين. في الآونة الأخيرة هناك تدفق كبير وهجرة من المكسيك وبورتوريكو وكوبا خصوصًا وأميركا اللاتينية عمومًا بالإضافة إلى الفلبين ودول أخرى.
تملك الكنيسة الكاثوليكية شبكة كبيرة من المؤسسات التعليمية والصحية في الولايات المتحدة، تملك الكنيسة الكاثوليكية 230 جامعة وكلية منها جامعات نخبوية مثل جامعة جورجتاون وجامعة نوتردام، ويدرس في الجامعات الكاثوليكية مليون طالب ويعمل فيها 65,000 بروفسور. بالإضافة إلى 6,288 مدرسة ابتدائية و1,210 مدرسة اعدادية وثانوية ويدرس في هذه المدارس الكاثوليكية 2,320,651 طالب. بالإضافة إلى ذلك تملك الكنيسة 625 مستشفى وتعتبر بذلك أكبر مؤسسة خيرية غير حكومية في الولايات المتحدة. تملك أيضًا الكنيسة العديد من المشاريع الخيرية والاجتماعية وتصل أعدادها إلى أكثر من 400 مؤسسة خيرية كاثوليكية. وفقًا لدراسة قام بها مركز بيو للأبحاث عام 2014 حوالي 59% من مجمل الكاثوليك في الولايات المتحدة من البيض، وحوالي 34% من الهسبان اللاتينيين، وحوالي 3% من ذوي الأصول الآسيويَّة، وحوالي 3% من ذوي الأصول الأفريقيَّة، كما أنَّ حوالي 2% من مجمل الكاثوليك في الولايات المتحدة من ذوي أصول عرقيَّة مختلطة. ووفقًا لنفس الدراسة تضم كل من ولاية رود آيلاند (42%)، ونيوجيرسي (34%)، ونيومكسيكو (34%)، وماساتشوستس (34%)، وكونيتيكت (33%) وولاية نيويورك (31%) على أعلى نسب من السكان الكاثوليك في الولايات المتحدة. وفقاً لدراسة معهد بحوث الدين عام 2014 تضم كل من مدينة بوسطن (36%) ومدينة نيويورك (36) وبيتسبرغ (36%) على أعلى نسب من السكان الكاثوليك، وتليها كل من شيكاغو (33%) وفيلادلفيا (33%) ولوس أنجلوس (31%) وميامي (31%) ولاس فيغاس (27%) ومنيابولس (27%) وسان فرانسيسكو (26%). وبسبب حجمهم العددي، من حيث العدد بغض النظر عن النسب المئوية فإن الكاثوليك يحلّون في المرتبة الأولى من حيث عدد حملة الشهادات الجامعيَّة، حيث يحمل أكثر من 19 مليون كاثوليكي أمريكي شهادة جامعية. وتعد أبرشية لوس أنجلوس الرومانية الكاثوليكية أكبر أبرشية كاثوليكية من الناحية العددية في الولايات المتحدة.
وفقاً لدراسة معهد بحوث الدين العام عام 2017 وجدت أن هناك فروق في المستوى التعليمي والاقتصادي والبُنية الاجتماعية بين الكاثوليك من أصول بيضاء والكاثوليك من أصول هسبانيَّة لاتينيَّة في الولايات المتحدة؛ يعد الكاثوليك البيض أكثر تعليماً فحوالي 39% من الكاثوليك من أصول بيضاء حاصلين على شهادة جامعية بالمقارنة مع 12% من الكاثوليك من أصول هسبانيَّة لاتينيَّة، كما أنَّ الكاثوليك البيض أكثر ثراءاً حيث أنَّ 19% من الكاثوليك من أصول بيضاء يقل دخلهم السنوي يقل عن 30,000 دولار بالمقارنة مع 49% من الكاثوليك من أصول هسبانيَّة لاتينيَّة. حوالي 60% من الكاثوليك من أصول بيضاء من المتزوجين بالمقارنة مع 45% من الكاثوليك من أصول هسبانيَّة لاتينيَّة. ويُعد الكاثوليك من أصول هسبانيَّة لاتينيَّة أكثر شباباً بالمقارنة مع الكاثوليك البيض، حيث أنَّ 25% من الكاثوليك من أصول هسبانيَّة لاتينيَّة تقل أعمارهم عن الثلاثين عام بالمقارنة مع 11% من الكاثوليك البيض. كما أنَّ 28% من الكاثوليك البيض تزيد أعمارهم عن الخمسين عام بالمقارنة مع 10% من الكاثوليك الهسبان. وفقاً للعالم الاجتماعي أندرو غريلي لدى الكاثوليك الأيرلنديون أعلى دخل عائلي بالمقارنة مع باقي الجماعات الاثنية البيضاء في الولايات المتحدة، يليهم الكاثوليك الطليان، والكاثوليك الألمان.

#### الكنائس الكاثوليكية الشرقية

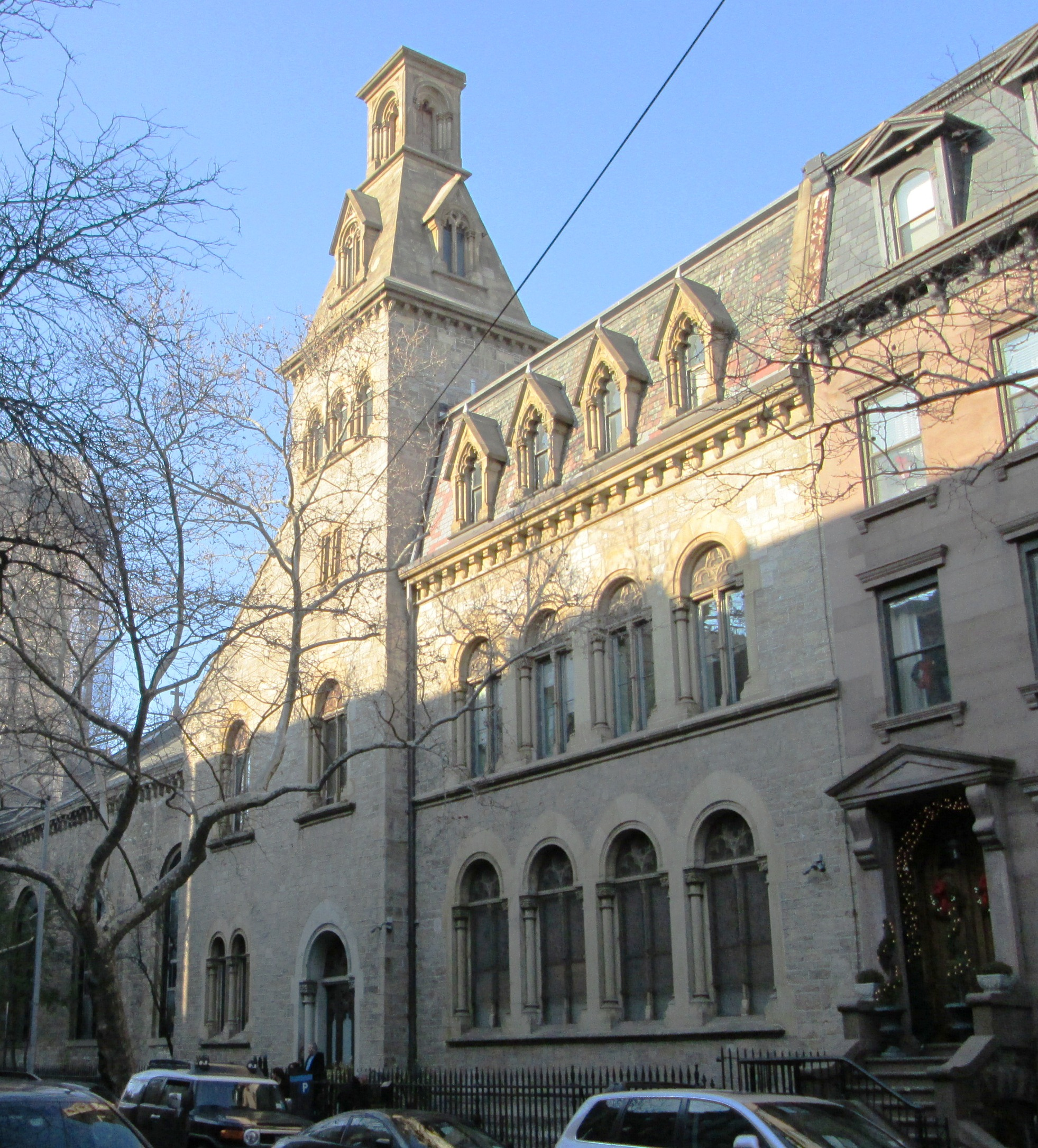
كنيسة سيدة لبنان المارونية في بروكلين.

بسبب الهجرة المسيحية واسعة النطاق من الشرق الأوسط ومن أوروبا الشرقية والبلقان هناك حضور لعدد من الكنائس الكاثوليكية الشرقية في الولايات المتحدة، منها الكنيسة الكلدانية الكاثوليكية والتي يقدر أتباعها عام 2016 بحوالي 240,000 شخص، تضم منطقة جنوب شرق ميشيغان على مجتمع كلداني يبلغ تعداده 113,000 شخص، وهي أكبر جالية كلدانية في العالم خارج العراق. ويقدر أعداد المورانة أتباع الكنيسة المارونية عام 2011 بحوالي 215,000 شخص، وقدر أعداد أتباع الكنيسة الأوكرانية الكاثوليكية بحوالي 51,212 عضو. ويقدر عدد أتباع كنيسة الروم الملكيين الكاثوليك عام 2017 بحوالي 24,000 شخص. تضم البلاد على أعضاء في الكنيسة الألبانية البيزنطية الكاثوليكية، والكنيسة المجرية الرومية الكاثوليكية، والكنيسة المقدونية الرومية الكاثوليكية، والكنيسة الرومانية الكاثوليكية المتحدة، والكنيسة الروسية الإغريقية الكاثوليكية، والكنيسة السلوفاكية الرومية الكاثوليكية، والكنيسة القبطية الكاثوليكية، وكنيسة الأرمن الكاثوليك، والكنيسة السريانية الكاثوليكية، وكنيسة الملنكار الكاثوليك وكنيسة الملنكار الكاثوليك.
تعتبر الكنيسة اليونانية الروثانية الكاثوليكية الكنيسة الكاثوليكية الشرقية الوحيدة والتي مقرها في الولايات المتحدة وتقع في كاتدرائية القديس يوحنا في مدينة بيتسبرغ بولاية بنسيلفانيا. ويقدر أتباع الكنيسة بالولايات المتحدة بحوالي 22,500 عضو. تكمن جذور الكنيسة اليونانية الروثانية الكاثوليكية في أوساط شعب روسين الذين عاشوا في روثينيا الكارباتية، وهي جزء من جبال الكاربات التي تقع على حدود الولايات الحالية للمجر وبولندا وسلوفاكيا ورومانيا وأوكرانيا. بغض النظر عن ذلك فإن هذه الكنيسة اليوم متعددة الأعراق. أعضاء الكنيسة من سكان بيتسبرغ الأمريكية الحضرية يتحدثون باللغة الإنجليزية بشكل أساسي، وغالبيتهم من نسل الروسينيين، مع ذلك يوجد أفراد من أصول أخرى مثل السلوفاك والمجريين والكروات وكذلك من غير السلافيين والأوروبيون الشرقيين. تستعمل الأبرشية الحديثة لموكاشيف في أوكرانيا اللغة الأوكرانية ولا تزال جزءاً رسمياً من «الكنيسة الروثانية الكبرى».

### كنيسة يسوع المسيح لقديسي الأيام الأخيرة

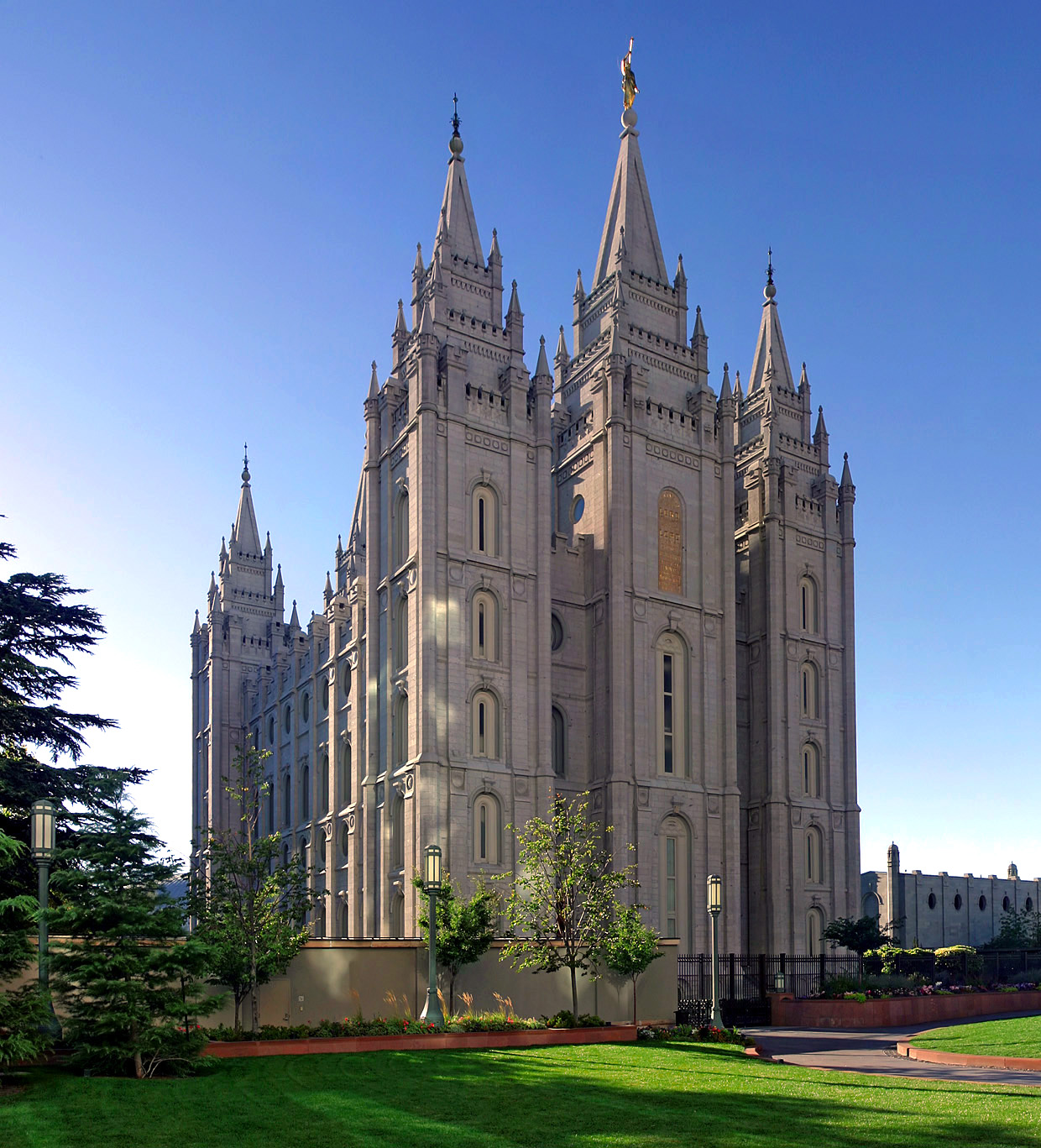
معبد سولت ليك سيتي؛ وهو المركز الديني والقيادي الرئيسي للمورمون.

كنيسة يسوع المسيح لقديسي الأيام الأخيرة أو المورمون، التي أُسست في ولاية نيويورك في عام 1830. قال مؤسس كنيسة يسوع المسيح لقديسي الأيام الأخيرة جوزيف سميث، أن الملاك موروني ترجم له ألواحاً ذهبية تضمنت تعاليم مورمون، تشكل إلى جانب الكتاب المقدس بعهديها القديم والجديد أساس الديانة المورمونية. وبعد أن اغتيال سميث في عام 1844، قاد بريغهام يونغ، أتباع الكنيسة عبر الولايات المتحدة إلى ولاية يوتا، التي ما زالت تشكل المكان الرئيسي الذي يقيم فيه أتباع الكنيسة المورمونية.
كانت بدايات نشوء المورمون مليئا بالجدل وتعرض اتباع العقيدة المورمونية للكثير من الاضطهاد بسبب الاعتقادات الفريدة التي تميزت بها الكنيسة المورمونية والتي لم تلق ترحيبا من أغلبية المسيحيين الذين حاربوهم بشدة وعنف. مؤسس العقيدة المورمونية هو جوزيف سميث الذي نشأ وترعرع في شمال ولاية نيويورك والذي يؤمن أتباعه بأنه شاهد الخالق الأعظم والمسيح وكذلك الملائكة مع مجموعة من الرؤى الأخرى التي جعلت جوزيف سميث حسب قناعته في مهمة لإستعادة العقيدة المسيحية التي تغيرت حسب تعبيره بعد مقتل رسل المسيح الاثنا عشر والعديد من أوائل المسيحيين. بعد جوزيف سميث أضاف العديد من أوائل قادة المورمون مساهمات وملاحظات مذهبية للكنيسة ومن الأسماء المهمة التي أتت بعد سميث هم أوليفر كوودري، وسيدني ريغدون، وبريغام يونغ. يُعتبر استمرار نزول الوحي لحد اليوم وبصورة مستمرة من الخالق إحدى الأركان المهمة في الكنيسة المورمونية.
وقد أصبح لهذه الكنيسة أتباع في جميع أنحاء الولايات المتحدة وخارجها نتيجة للجهود التبشيرية النشطة التي يبذلها أتباعها. في عام 2014 وجد مركز بيو للأبحاث المورمون يشكلون نحو 55% من سكان يوتا وحوالي 1.6% من سكان الولايات المتحدة. يتواجد المورمون أيضًا بكثافة في ولاية نيفادا وأريزونا ووايومنغ، بالإضافة إلى أعداد كبيرة في ولاية كولورادو ومونتانا وواشنطن وأوريغون، وألاسكا وهاواي وكاليفورنيا. وتُعتبر منطقة ممر المورمون المعقل الثقافي والديموغرافي للمجتمع المورموني الأميركي. وقد يشار أيضًا للمنطقة باسم «حزام كتاب المورمون» بسبب اعتبار كتاب المورمون كمرجع وجزءًا رئيسيًا من الثقافة المورمونية. يتضمن الممر كل من يوتا ووايومنغ وأيداهو وجزء من نيفادا وسان بيرناردينو، كاليفورنيا. الممارسات الشائعة لقديسي الأيام الأخيرة تشمل إتباع حكمة الكلمة، دفع العشور، الامتناع عن العلاقات الجنسية قبل الزواج، والمشاركة في قيادة الكنيسة، والامتناع عن العمل يوم الأحد عندما يكون ذلك ممكنًا، أمسيات الأسرة في المنزل والتبشير. تـُحرّمُ كنيسة قديسي الأيام الأخيرة شرب الخمر، وغالبية أتباعها لا يشربون الشاي والقهوة وكل ما يحتوي على الكافيين، كما أنهم لا يدخنون السجائر. وبعض المتشددين من المورمن يمنعون النساء من لبس التنانير القصيرة وسراويل. تشجّع المورمونية على الروابط الأسرية وصلة الرحم وتعطيها مكانة خاصة ويظهر ذلك في تخصيص أمسية السبت والإثنين لِلَم شمل العائلة وعلى أيضًا على إنجاب البنين والأسر الكبيرة. فضلًا عن تشجيع حسن الضيافة والكرم.

### الأرثوذكسية الشرقية والمشرقية

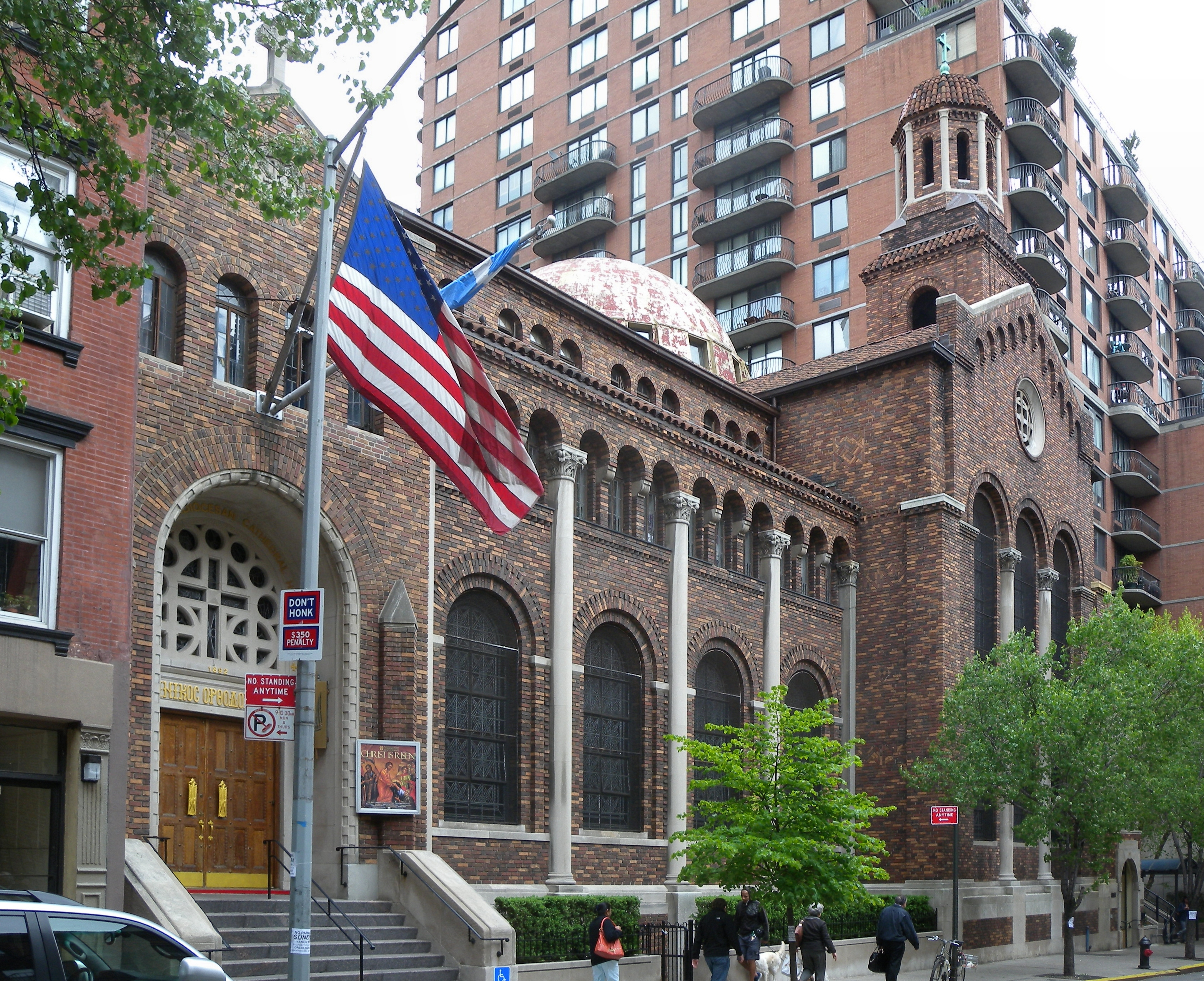
كاتدرائية أسقفية الثالوث الأقدس في مانهاتن، مدينة نيويورك وهي أكبر كنيسة يونانية أرثوذكسية في نصف الأرض الغربي.

يعود وجود الكنائس المسيحية الأرثوذكسية داخل الحدود الحالية للولايات المتحدة إلى عام 1794، عندما وصلت مجموعة صغيرة من المبشرين الروس إلى بلدة كودياك في ألاسكا، لتبشير سكانها بالمسيحيَّة على مذهب الأرثوذكسية. استمر عمل البعثات التبشيرية الروسيَّة خلال القرن التاسع عشر، ولكن معظم نمو الكنائس الأرثوذكسيَّة في الولايات المتحدة يعود إلى أواخر القرن التاسع عشر وأوائل القرن العشرين مع الهجرة من بلدان أوروبا الوسطى والشرقية والشرق الأوسط وشمال أفريقيا. وتعود هجرة مسيحيين الشرق الأوسط إلى فتح باب الهجرة مع الامتيازات القنصلية للمسيحيين في القرن التاسع عشر وهي في تلك المرحلة كانت هجرة بمعدلات طبيعية، لكنها تعمقت وتسارعت وتيرتها في أعقاب منتصف القرن التاسع عشر في بلاد الشام، تحديدًا في أعقاب مجازر 1860. ثلاثة أسباب يمكن وضعها ركائز رئيسية لأسباب هجرة المسيحيين، الأول ممثلة بالعامل الاقتصادي وتدهور الحالة المعيشية كما حصل خلال الحرب العالمية الأولى في جبل لبنان وهو بكل الأحوال يفتح مجالاً لهجرة عامة غير أنها أعلى في أوساط المسيحيين، العامل الثاني يتمثل «بالتفريق في المعاملة» بين المسيحيين وسواهم والثالث هو تصاعد الحركات الأصولية الإسلامية كما حصل أواخر السبعينات وأوائل الثمانينات في مصر وسوريا، وبعد غزو العراق عام 2003. ولا يزال المسيحيون الأرثوذكس يحتفظون بالطقوس الشرقية كاملة، وتنظم شؤونهم الكنيسة ما يُعرف في الكنائس الشرقية عامة باسم «أبرشيات المغترب».
ذكرت رابطة محفوظات البيانات الدينية (ARDA) أنه اعتبارًا من عام 2000 تواجد حوالي مليون شخص من أتباع الطوائف الأرثوذكسية الشرقية أو الأرثوذكسية المشرقية في الولايات المتحدة، أو 0.4% من مجموع السكان، ووجدت دراسة قام بها مركز بيو للأبحاث عام 2010 أنَّ لدى الطوائف المسيحية الشرقية معدلات عالية في التعليم والحاصلين على شهادات جامعية (68%) والثروة حيث يحصّل 57% من الأرثوذكس على دخل مالي بأكثر من 50,000 دولار سنويً. معظم المسيحيين الأرثوذكس الشرقيين في الولايات المتحدة هم من الأميركيين من أصول روسية، ويونانية، وعربية (روم أنطاكيون)، وبلغاريَّة، ومقدونيّة، وصربية، وألبانيَّة، وأوكرانيَّة وأمريكيين تعود أصولهم إلى بلدان أوروبا الشرقية الأخرى، إلى جانب أقليات متزايدة من الأميركيين الغربيين من أصول أوروبية، وأفريقية، وأمريكية لاتينية من المتحولين للمذهب الأرثوذكسي. وتعتبر الكنيسة الأرثوذكسية في أمريكا (تتبع الكنيسة الروسية الأرثوذكسية)، تليها الأسقفية اليونانية الأرثوذكسية (تتبع الكنيسة اليونانية الأرثوذكسية) والأسقفية الأنطاكية الأرثوذكسية (تتبع بطريركية أنطاكية وسائر المشرق للروم الأرثوذكس) أكبر التجمعات الأرثوذكسية الشرقية في الولايات المتحدة.
وجدت دراسة قامت بها مركز بيو للأبحاث عام 2017 أنَّ حوالي 97% من الأمريكيين الأرثوذكس يؤمنون في الله، وحوالي 52% منهم يعتبرون للدين أهميَّة في حياتهم، وقد وجدت الدراسة التي قامت بها مركز بيو للأبحاث عام 2017 أنَّ حوالي 31% من الأمريكيين الأرثوذكس يُداومون على على حضور القداس على الأقل مرة في الأسبوع، في حين أنَّ 57% من الأمريكيين الأرثوذكس يُداومون على الصلاة يوميًا. وقد وجدت الدراسة أيضًا أعداد الأرثوذكس في الولايات المتحد يصل إلى حوالي 1.8 مليون نسمة، وأن ما يقرب من 49% من أرثوذكس الولايات المتحدة يعتبرون أنفسهم يونانيين أرثوذكس، وحوالي 16% من روس أرثوذكس، وحوالي 3% أرمن أرثوذكس، وحوالي 3% إثيوبيين أرثوذكس، وحوالي 2% أقباط أرثوذكس. وبالإضافة إلى ذلك، فإن 10% ينضوون تحت سلطة الكنيسة الروسية الأرثوذكسية خارج روسيا، وهي طائفة ذات حكم ذاتي تمتد على الولايات المتحدة، على الرغم من جذورها الروسيَّة واليونانيَّة، الا أنَّ لديها العديد من الرعايا من ذوي الأصول الألبانية والبلغارية والرومانيَّة. في المجموع، ما يقرب من ثلثي الأرثوذكس في الولايات المتحدة هم إما مهاجرون (40%) أو أبناء لمهاجرين (23%)، وهي أعلى نسبة بالمقارنة مع أي طائفة مسيحية في الولايات المتحدة. حوالي 5% من الأرثوذكس في الولايات المتحدة هم من روسيا، وإثيوبيا (4%)، ورومانيا (4%) واليونان (3%).

### المسيحية السريانية

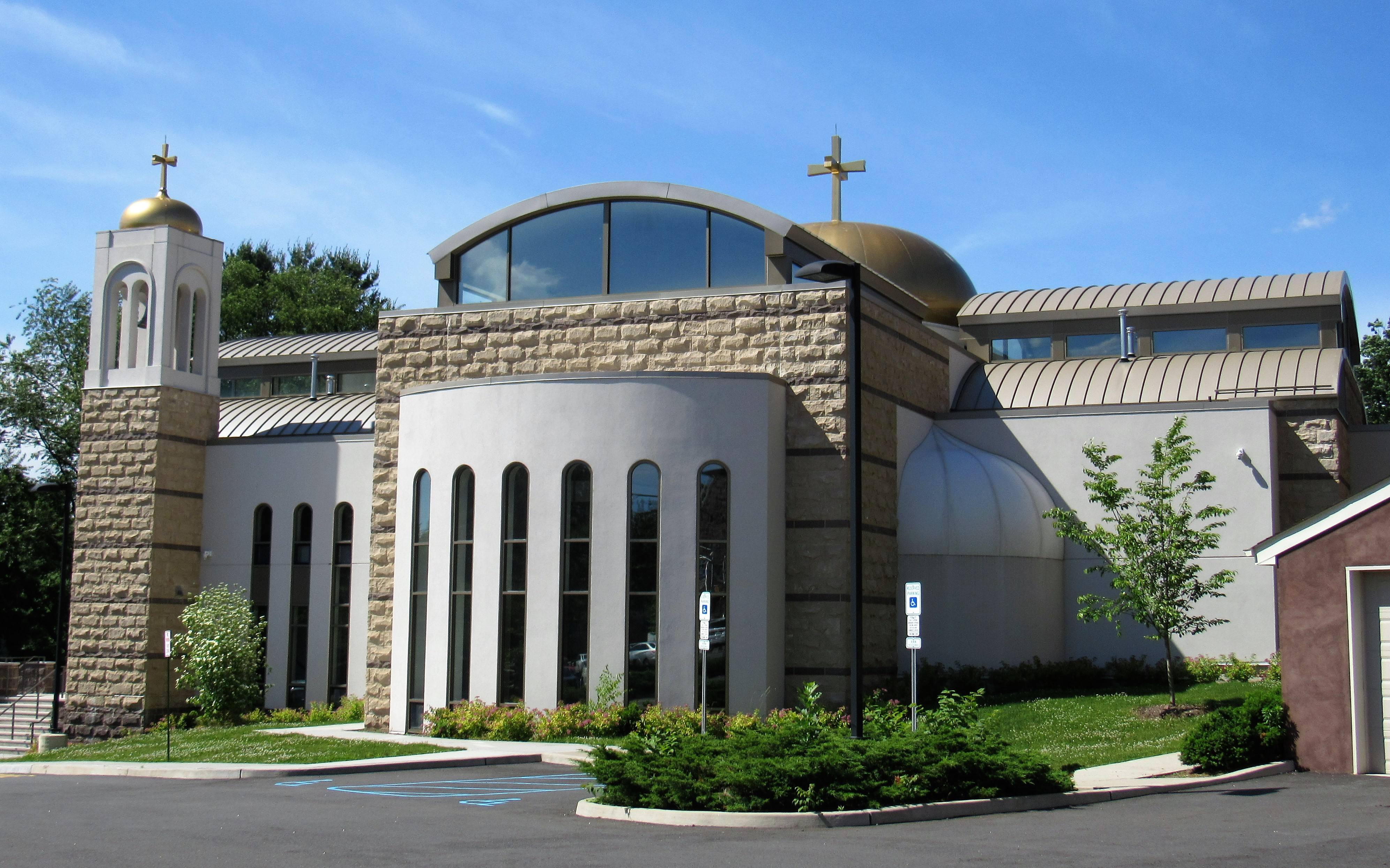
كنيسة القديس مرقص السريانية الأرثوذكسية في نيو جيرسي.

بدأت هجرة الآشوريون/الكلدان/السريان إلى الأمريكيتين منذ ثمانينات القرن التاسع عشر وذلك بسبب الظروف الاقتصادية وتوفر فرص العمل، كما أدى التمييز الديني ومذابح سيفو إلى تسريع الهجرة منذ ذلك الحين. وقد بدأ المهاجرون من المناطق الريفية بسهل أورميا وسهل نينوى وطور عبدين بالهجرة إلى المدن الصناعية بالولايات المتحدة حيث عملوا في المصانع وفي قطاع الخدمات. كما تبعتهم كذلك موجات ذهبت خصيصًا للدراسة وتلقي العلوم. وبحلول عام 1906 أصبح عدد الآشوريين من أورميا في الولايات المتحدة ما يزيد على الألف أغلبيتهم الساحقة من الرجال الذين قدموا للعمل، غير أن المجازر التي حدثت خلال الحرب العالمية الأولى دعت العديد من العوائل إلى الهجرة إلى الولايات المتحدة وخاصة من قبل المشارقة الذين بدأوا بالاستقرار في كل من شيكاغو ونيو إنغلاند ومدينة تورلوك. هاجر العديد من آشوريي وكلدان العراق خلال الستينات والسبعينات من القرن العشرين وفي فترة الحصار الاقتصادي على العراق وبدأوا بالاستقرار في مدينة ديترويت وخاصًة بما سمي لاحقًا بالحي الكلداني (بالإنجليزية: Chaldean town) بها، كما ازدادت الهجرة من قبل آشوريي إيران بعد الثورة الإسلامية الإيرانية بها واستقر هؤلاء غالبًا بولاية كاليفورنيا. بدأ سريان طور عابدين في تركيا بالهجرة إلى أوروبا والولايات المتحدة عام 1970 تحت ضغط المعارك الدائرة بين حزب العمال الكردستاني والجيش التركي. وكانت هجرة ملحوظة للمسيحيين الكلدان العراقيين بعد غزو العراق عام 2003، وللسريان السوريين خلال الحرب الأهلية السورية عام 2011. في عقد 1970 نُفي دنخا الرابع خننيا إلى الولايات المتحدة، وبالتالي انتقل مقر بطريركية كنيسة المشرق الآشورية إلى كاتدرائية القديس كوركيس الآشوريَّة في مدينة شيكاغو، وفي عام 2014 انتقل مقر بطريركية كنيسة المشرق الآشورية إلى كاتدرائية يوحنا المعمدان في عنكاوا بالعراق.
قدرت أعداد الآشوريون/السريان/الكلدان بين 320,000 إلى 400,000 نسمة، وينتمون إلى كنائس مسيحية سريانية متعددة. وتعود أصول أغلب الآشوريين المقيمين في ولاية كاليفورنيا إلى إيران ويتبعون كنيسة المشرق الآشورية، في حين أن الآشوريين المُقيمين في ديترويت وشيكاغو هم في الغالب من أصول عراقيَّة ويتبعون في الغالب الكنيسة الكلدانية الكاثوليكية وكنيسة المشرق الآشورية وكنيسة المشرق القديمة، وتعود أصول الآشوريين والسريان في نيو جيرسي وماساتشوستس إلى طور عبدين في تركيا ويتبعون في الغالب الكنيسة السريانية الأرثوذكسية، كما وتضم ديترويت على مجتمع سرياني أرثوذكسي تعود أصوله إلى سوريا. تضم الولايات المتحدة على مجتمع من مسيحيو مار توما وتعود أصولهم إلى لاية كيرالا في الهند، ويٌعتبر مسيحيون مار توما من أتباع عائلة الكنائس ذات التراث السرياني، وترتبط هذه الجماعة تقليديًا ببعض التراث اليهودي المسيحي الذي يعود إلى المسيحية المبكرة.

## الدور الثقافي والاجتماعي

### التأثير الحضاري

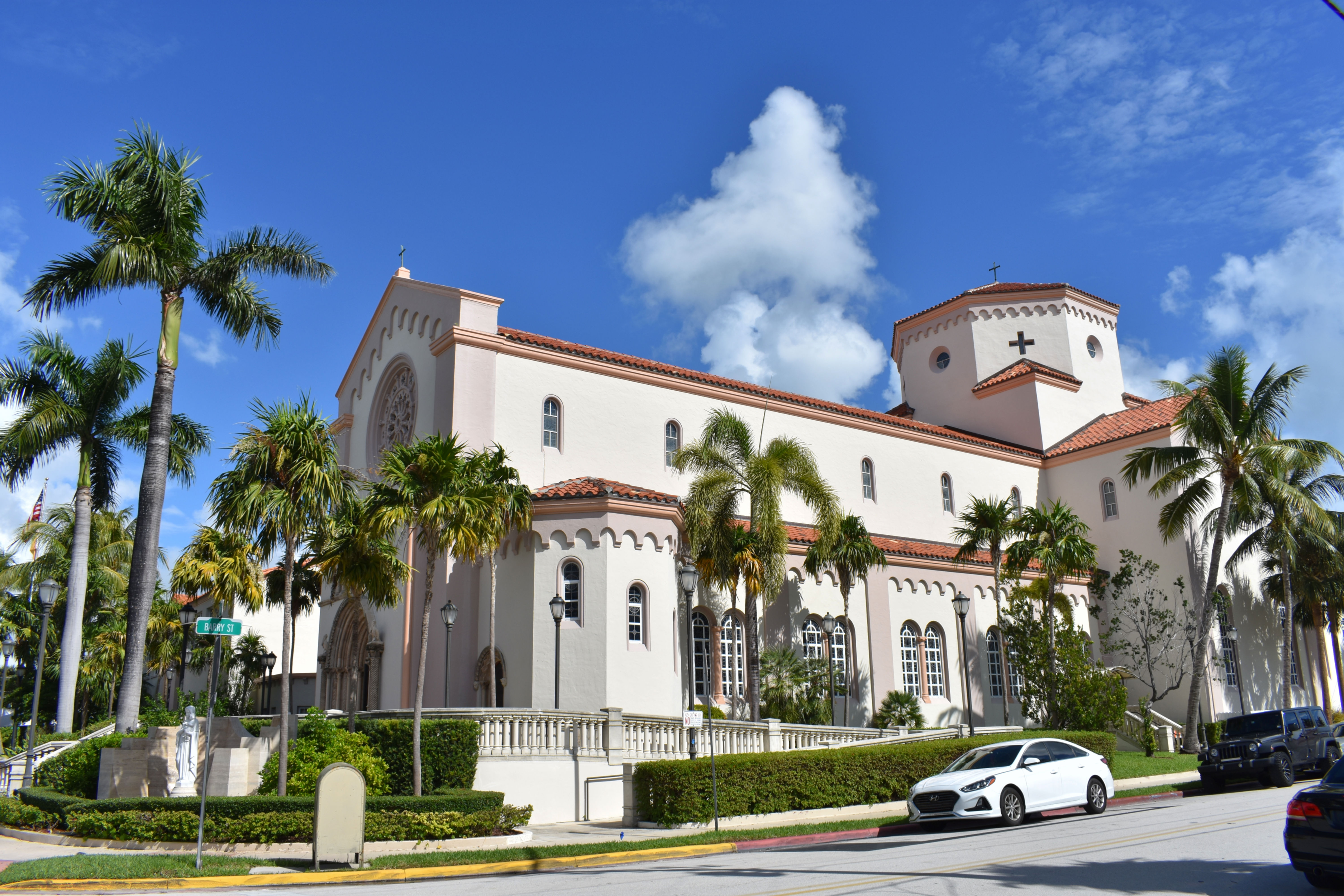
كنيسة القديس باتريك الكاثوليكية في ميامي بيتش.

تُمثل المسيحية في الولايات المتحدة جزءًا رئيسيًا من فسيفساء الثقافة الدينية في البلاد، دخلت المسيحيَّة إلى الأمريكتين لأول مرة مع المستوطنين الأوروبيين وذلك منذ بداية من القرن السادس عشر والسابع عشر، وغالبًا ما يعود تاريخ البروتستانتيَّة في البلاد إلى الآباء الحجاج الذين دفعتهم معتقداتهم الدينيَّة إلى الانتقال من إنجلترا إلى العالم الجديد. استقرَّ هؤلاء المنشقين التطهيريين الإنجليز فيما أصبح مستعمرة بليموث. غالبًا ما يتم تأكيد التراث الكالفيني للولايات المتحدة من قِبل العديد من الخبراء والباحثين والمؤلفين، مما دفع البعض إلى القول أن الولايات المتحدة «تأسست على المذهب الكالفينيّ»، مع التشديد أيضاً على أساسها الإستثنائي كدولة ذات غالبية بروتستانتية. كانت البروتستانتية الأمريكية متنوعة من البداية حيث كانت أعداد كبيرة من المهاجرين الأوائل من الأنجليكان والإصلاحيين واللوثريين والمعمدانيين وأيضاً من القائلين بتجديدية العماد. في القرون القادمة، تنوعت البروتستانتيَّة أكثر مع الصحوة الكبرى في جميع أنحاء البلاد. تتمتع البروتستانتية الأمريكية بحيويَّة خاصة، حيث تقدم مجموعة واسعة من الفروع والتي يُمكن القول أنها أكثر تنوعًا من أي بلد آخر. ويعود حضور المذهب الكاثوليكي في الولايات المتحدة إلى الإستعمار الأسباني والفرنسي للأمريكتين، وكذلك إلى مستعمرة ميريلاند الإنجليزية. ونمت في وقت لاحق بسبب الهجرة الأيرلندية والإيطالية والبولندية والألمانية والهسبانيَّة. وتُعد ولاية يوتا هي الولاية الوحيدة حيث المورمونية هي دين غالبية السكان، كما نشأت وتطورت مذاهب مسيحية مثل المورمونية وشهود يهوه والأدفنتست والعلم المسيحي في الولايات المتحدة.
على الرغم من إن المجتمع الأميركي يتكون من أقوام وأديان مختلفة، إلا أن الآنجلوساكسون البيض البروتستانت (الواسب) هم الذين أعطوا للولايات المتحدة الأميركية هويتها السياسيَّة والثقافيَّة والدينيَّة والاقتصادية. تاريخياً، لعب أعضاء الكنيسة الأسقفية الأمريكية أدوارًا قيادية في العديد من جوانب الحياة الأمريكية، بما في ذلك السياسة والأعمال والعلوم والفنون والتعليم، وإنتمت العديد من العائلات الأمريكية الثرية والغنية الشهيرة مثل مورجان، وفورد، وفورد، وروزفلت، وفاندربيلت، وكارنجي، ودو بونت، وآستور، وفوربس، وعائلة بوش إلى الكنيسة الأسقفية الأمريكية. في حين أن عائلة روكفلر هي في الغالب على مذهب الكنيسة المعمدانية، كان بعض أعضاء عائلة روكفلر في الكنيسة الأسقفية الأمريكية. كما ولعب أعضاء الكنائس البروتستانتية أدوراً هامة في مجال العلوم، حيث ذكرت دراسة نُشرت في كتاب النخبة العلميّة: الحائزين على جائزة نوبل في الولايات المتحدة أنّ 72% من الحائزين على جائزة نوبل في الولايات المتحدة بين عام 1901 وعام 1972.

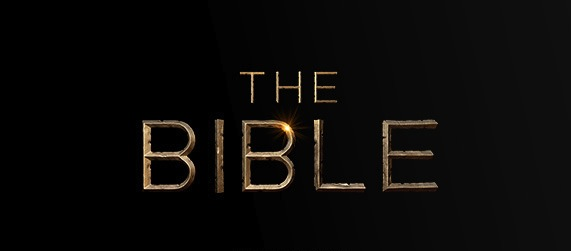
ملصق مسلسل ذا بايبل الأمريكي المبني على الكتاب المقدس.

تلعب الولايات المتحدة كقوة ناعمة في تصدير الثقافة المسيحية عالمياً، فعلى الرغم من نشأة عيد جميع القديسين (الهالووين) ويوم القديس فالنتين ويوم القديس باتريك في أوروبا، صدرَّت الولايات المتحدة هذه المناسبات عالمياً، ويتم تناول مواضيع الثقافة الشعبية الأمريكية لاحتفالات مقدسة في الثقافة المسيحية مثل عيد الميلاد ويوم القديس باتريك وعيد جميع القديسين ورأس السنة الميلادية كل عام في العديد من مجالات الثقافة والحياة الفنية. خاصةً في الأفلام والمسلسلات التلفزيونية التي تعرض حلقات عن عيد الميلاد، وتعرض العناصر الثقافية والرمزية للعيد. يُعتبر الإقبال على مسلسلات الأطفال الأمريكية المسيحية مثل حكايات الخضروات وموكب العصور ويحكى أن كأداة تستخدمها الشبكات المسيحية كأداة للقوة الناعمة. في الثقافة الشعبية تطرقت مسلسلات تلفزيونية أمريكية مبنية على الكتاب المقدس مثل ذا بايبل والمختار ويسوع الناصري وغيرها. كما لعب مفهوم المسيحية العضلية الأمريكي في التشديد على الذكور واللياقة البدنية في المؤسسات المسيحية الأمريكية مثل جمعية الشبان المسيحيين والتي كان لها دوراً في اختراع كرة السلة والكرة الطائرة. كما وتنشط الكنائس المسيحية في مجال التعليم والتي تضم على شبكة واسعة من المدارس والجامعات، يتصدر بعضها تصنيف أفضل جامعات العالم منها جامعة جورجتاون وجامعة نوتر دام وجامعة سيراكيوز وجامعة بوسطن وجامعة ديوك وجامعة ساوثرن ميثوديست وغيرها.

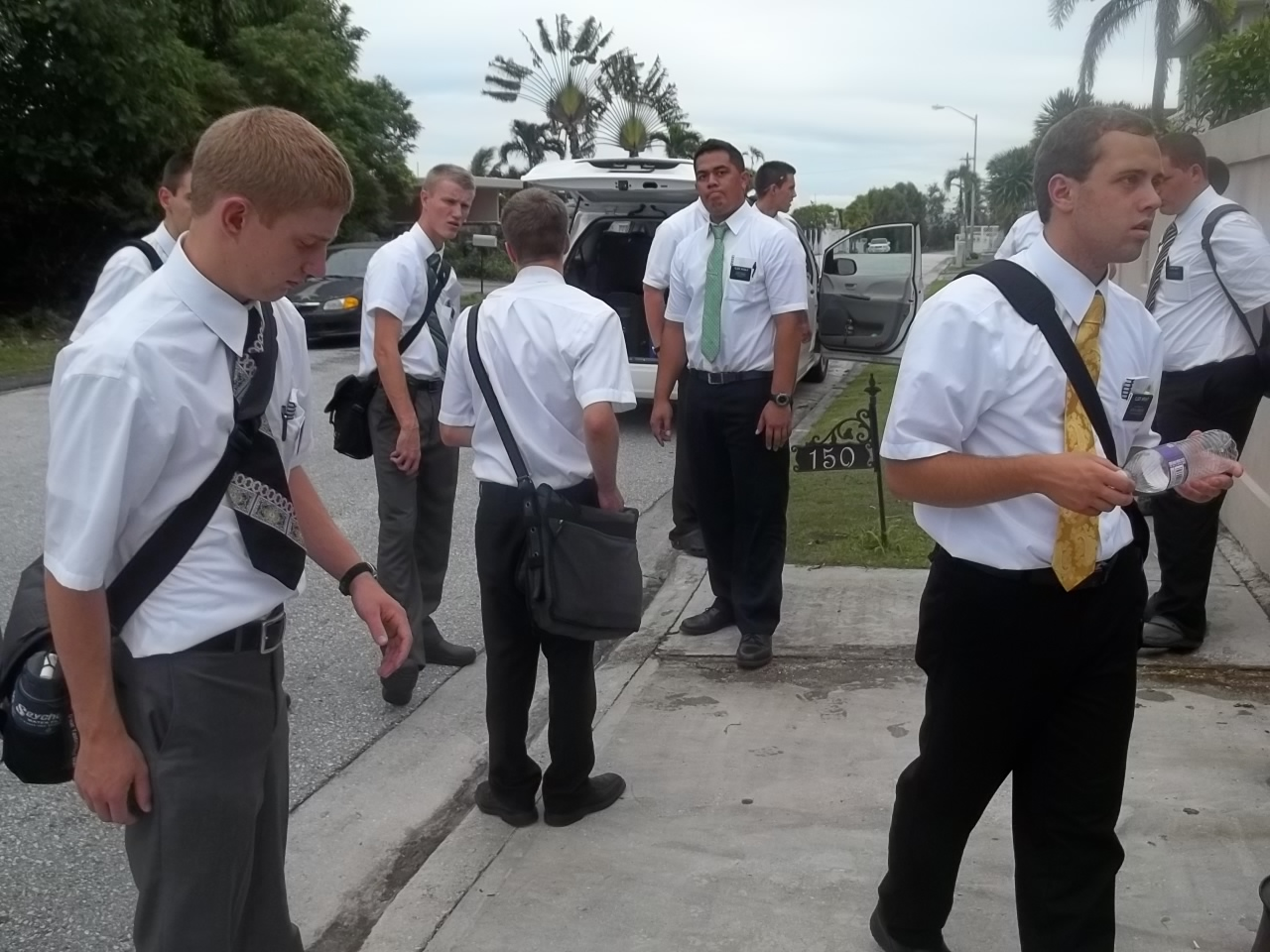
شباب مبشرين أمريكيين من المورمون.

تلعب الكنائس الأمريكية دوراً هاماً في البعثات التبشيرية المسيحية، حيث تحتل المرتبة الأولى في عدد المبشرين: في عام 2010 أرسلت الولايات المتحدة 127,000 مبشر، ولدى الكنيسة المعمدانية الجنوبية حوالي 4,800 مبشر، بالإضافة إلى 450 موظف دعم يعملون داخل الولايات المتحدة. وتعتمد عدد من هذه الكنائس على مفهوم نافذة 10/40. كما وينشط المبشرين الأمريكيين بالتبشير التلفازي وهي من رموز ظاهرة الصحوى الدينيَّة المسيحية الأمريكية في العصر الحديث حيث يتم استخدام التلفاز وغيرها من وسائل التكنولوجيا الحديثة للتبشير بالديانة المسيحية. حيث تملك الكنائس الإنجيلية في الولايات المتحدة شبكة واسعة من وسائل الإعلام المرئية والسمعية تبث حول العالم ومنها بين 250 إلى 300 محطة تلفزيون دينية وبين 1,200 إلى 1,600 إذاعة وحوالي 2,000 مكتبة. وتقوم غيديون الدولية، وهي جمعية مسيحية أمريكية، بتوزيع الكتاب المقدس في الفنادق والمستشفيات والمكاتب الطبية والمدارس والكليات وبيوت الطلبة وكذلك في المعتقلات والسجون.
أدخل المبشرين الأمريكيين المذهب الإنجيلي إلى دول العالم الإسلامي وأفريقيا جنوب الصحراء وآسيا وجزر المحيط الهادئ، وفقًا للمؤرخ جيفري بلايني من جامعة ملبورن، منذ الستينيات من القرن العشرين كانت هناك زيادة كبيرة في التحول إلى المسيحية في دول شرق آسيا وجنوب شرق آسيا وأفريقيا جنوب الصحراء وجزر المحيط الهادئ، كما كانت هناك زيادة ملحوظة في عدد التحولات من الإسلام إلى المسيحية، في الغالب إلى الأشكال الإنجيلية والعنصرية التي وصلت من خلال المبشرين الأمريكيين. ووفقًا لبليني، فإن هذا يرجع إلى عدة أسباب، من بينها عدم وجود روابط بين المسيحية الإنجيلية على النمط الأمريكي والقوى الاستعمارية على عكس الكنائس الرومانية الكاثوليكية والكنائس البروتستانتية الرئيسية. تُعد الولايات المتحدة حالياً أكبر أمة مسيحيَّة تمارس ختان الذكور على أطفالها على نطاق واسع، وكان لها دور في نشر ختان الذكور في المجتمعات المسيحية المتحولة حديثاً في أفريقيا وأوقيانوسيا وكوريا الجنوبية.

### الأعياد

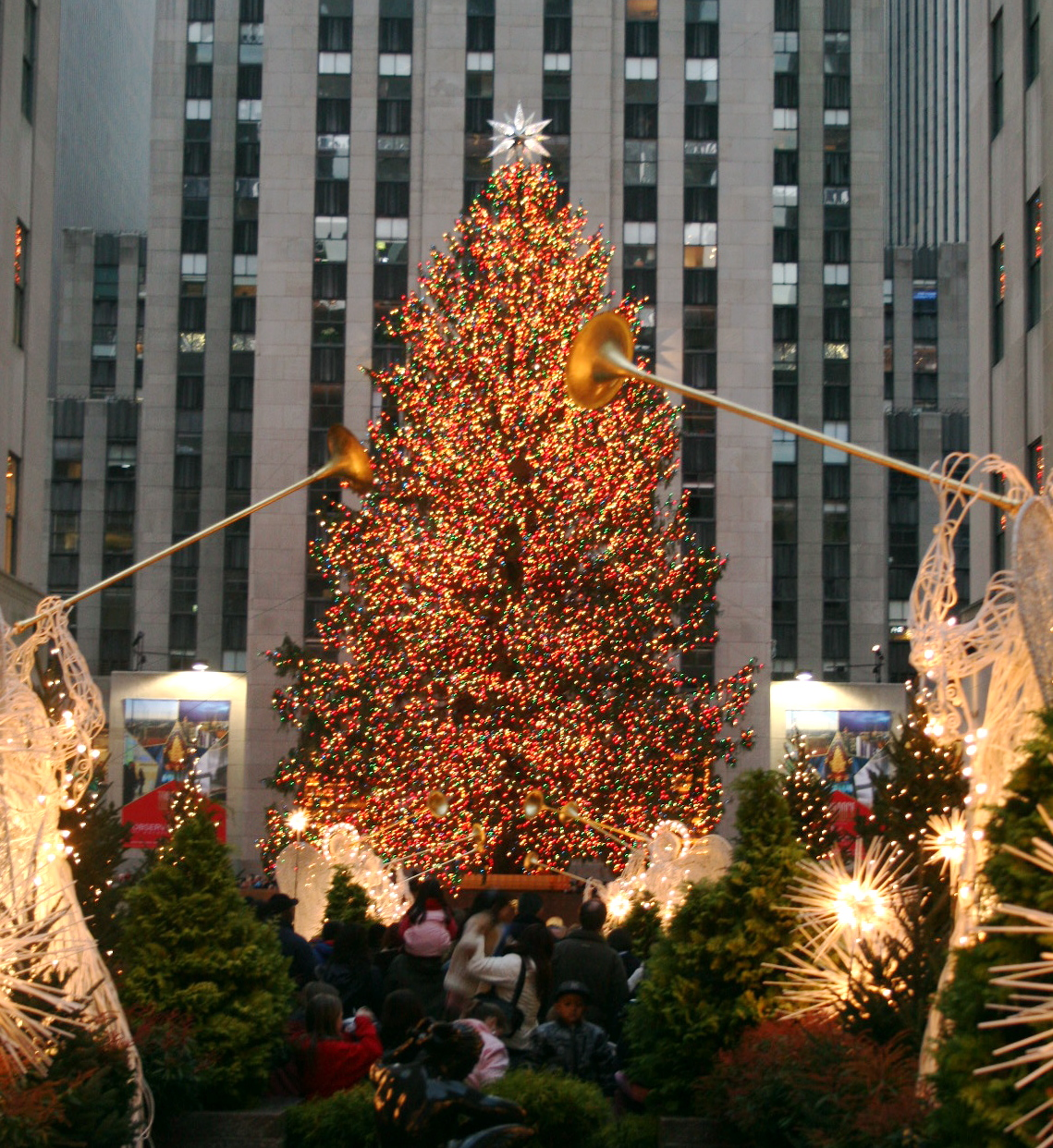
شجرة عيد الميلاد أمام مركز روكفلر في نيويورك.

مع نحو 73.7% من الأمريكيين عرفوا أنفسهم بأنهم مسيحيون حسب دراسة لمؤسسة غالوب في عام 2016، تتم اتخاذ العديد من أيام العطل الرسميَّة من التقويم الليتورجي من قبل هذه الشريحة السكانيَّة. ويتم إغلاق 94% من الشركات، بما في ذلك الحكومات الفيدرالية وحكومات الولايات والحكومات المحلية خلال عيد الميلاد، ثاني أهم الأعياد في الديانة المسيحية، ويتم إغلاق العديد من المتاجر أيضاً في في عيد الميلاد، لكن مع استثناء صغير نسبيًا. خلال ليلة عيد الميلاد تبقى المطاعم الصينيَّة المؤسسات الوحيدة المفتوحة في عيد الميلاد.
ويتم إغلاق بعض الشركات الخاصة وبعض المؤسسات الأخرى في يوم الجمعة العظيمة. ويتم إغلاق الأسواق الماليَّة وأسواق الأوراق الماليَّة يوم الجمعة العظيمة. وتظل معظم متاجر البيع بالتجزئة مفتوحة على الرغم من أن بعضها قد يغلق مبكراً. ويتم إغلاق المدارس العامة ومعظم الجامعات في يوم الجمعة العظيمة، إما كعطلة خاصة بها أو كجزء من عطلة الربيع. بالمقابل تعمل الخدمة البريدية والبنوك التي تنظمها الحكومة الفيدرالية يوم الجمعة العظيمة. ويتم إغلاق العديد من الشركات، بما في ذلك البنوك ومراكز التسوق ومعظم متاجر التجزئة الخاصة التي تفتح عادةً أيام الأحد في عيد القيامة.
وفقاً لدراسة قامت بها مركز بيو للأبحاث يحتفل تسعة من بين كل عشرة أميركيين، أي 90% وحوالي 95% من المسيحيين الأمريكيين بعيد الميلاد، وكشف الإستطلاع أنّ 46% من الأميركيين يقولون إنهم يحيون عيد الميلاد على أنه مناسبة دينية (وليس كعادة ثقافية في المجتمع) بالدرجة الأولى، في حين قال 33% إنهم يحيون عيد الميلاد على أنها مناسبة ثقافيَّة، وقال 9% إنهم يحيون عيد الميلاد على أنها مناسبة دينية وثقافية. ويرى معظم الأميركيين أن الجوانب المسيحية لقصة عيد الميلاد تعكس أحداثاً تاريخية. وقال 86% أنهم يعتزمون الاجتماع مع العائلة والأصدقاء في عيد الميلاد، وقال حوالي 86% أنهم يخططون لشراء الهدايا للأصدقاء والعائلة، وقال 79% أنهم يخططون لوضع شجرة عيد الميلاد، وقال 54% أنهم يعتزمون لحضور قداس عيد الميلاد، وقال 31% أنّهم سيقومون بإستقبال بابا نويل. ويترافق مع عيد الميلاد احتفالات دينية وصلوات خاصة للمناسبة عند أغلبية المسيحيين في الولايات المتحدة، واجتماعات عائلية واحتفالات اجتماعية أبرزها وضع شجرة عيد الميلاد ومغارة الميلاد وتبادل الهدايا واستقبال بابا نويل وانشاد الترانيم الميلاديَّة وتناول عشاء الميلاد، كما يوجد لهذه المناسبة أغاني وموسيقى وأفلام ومسرحيات ومسلسلات تلفازية عديدة تتناولها الثقافة الأمريكيَّة، بأبعادها المختلفة.
على الرغم من نشأة عيد جميع القديسين (الهالووين) ويوم القديس فالنتين ويوم القديس باتريك في أوروبا، صدرَّت الولايات المتحدة هذه المناسبات عالمياً، ويتم تناول مواضيع الثقافة الشعبية الأمريكية لاحتفالات مقدسة في الثقافة المسيحية مثل عيد الميلاد ويوم القديس باتريك وعيد جميع القديسين ورأس السنة الميلادية كل عام في العديد من مجالات الثقافة والحياة الفنية. خاصةً في الأفلام والمسلسلات التلفزيونية التي تعرض حلقات عن عيد الميلاد، وتعرض العناصر الثقافية والرمزية للعيد.

### الاقتصاد

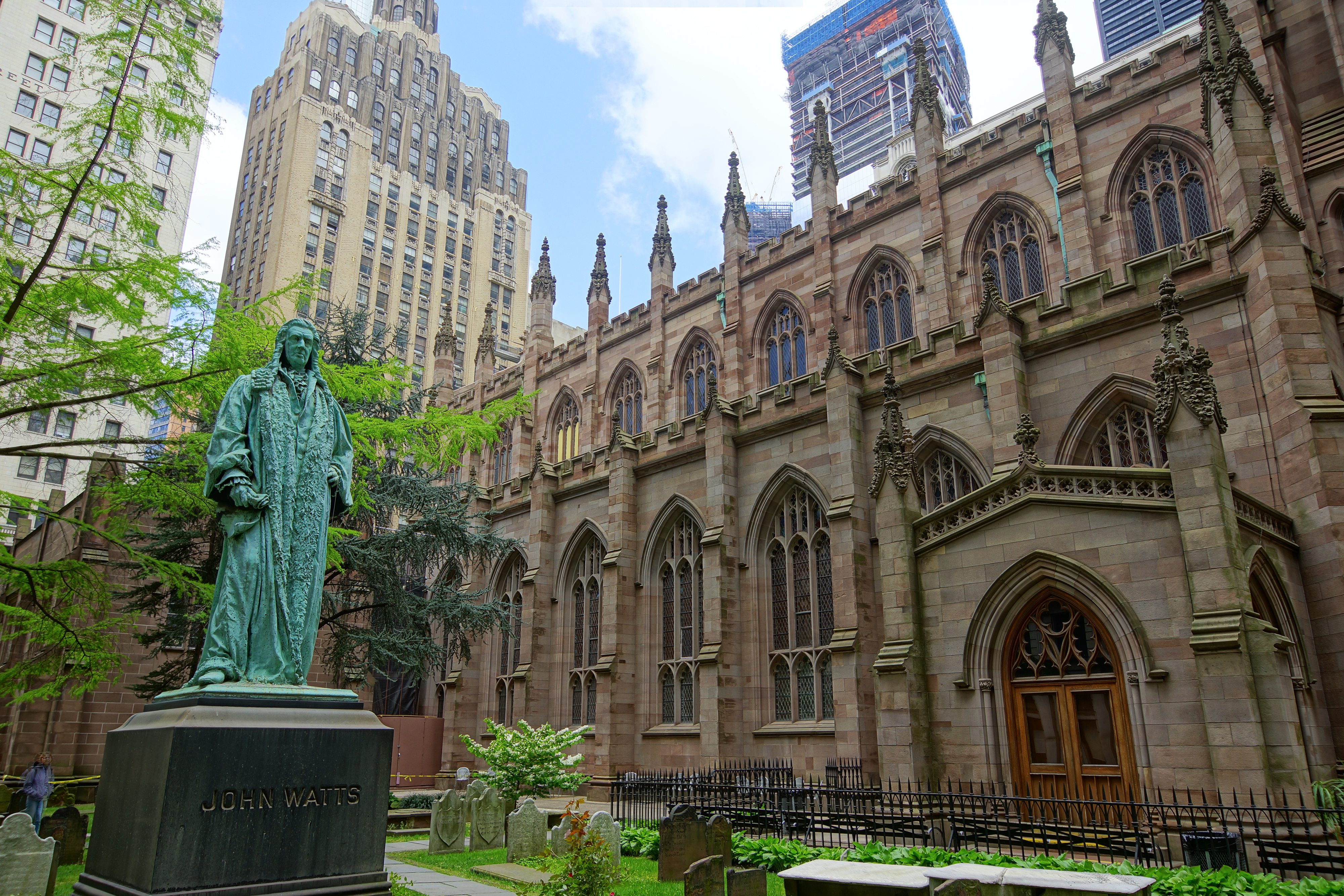
كنيسة الثالوث المقدس في مانهاتن، مدينة نيويورك، وهي من كنائس الواسب التاريخيَّة.

لعبت المسيحية دور هام في تشكيل ثقافة أمريكا الشمالية، في الولايات المتحدة على الرغم من إن المجتمع الأميركي يتكون من أقوام وأديان مختلفة إلآ أن الآنجلوساكسون البيض البروتستانت هم الذين أعطوا للولايات المتحدة الأمريكية هويتها السياسية والثقافية والدينية والاقتصادية. واليوم الواسب هم النخبة والطبقة الثرية والمتعلمة في الولايات المتحدة، وهم بمثابة النخبة الاجتماعية التي تتحكم في الاقتصاد والسياسة والمجتمع الأمريكي. وكان لأخلاق العمل البروتستانتية كقيم الموثوقية، والادخار، والتواضع، والصدق، والمثابرة والتسامح، أحد أسباب نشأة الثورة الصناعية. وسبب لتطور المجتمع اقتصاديًا ودافع لتطوير العلوم وواحدة من المحركات الدافعة لبنية المجتمع العلمي، كون البروتستانتية تركز على الاجتهاد وتعطي مكانة مميزة للدراسة والمعرفة والعقل. ومن المذاهب البروتستانتية في أمريكا الشمالية التي التي عُرفت بكثرة حضور العلماء، هي جمعية الأصدقاء الدينية أو الكويكرز، حيث حضور العلماء الكويكرز في الجمعية الملكية البريطانية وجوائز نوبل هو أعلى مقارنة مع طوائف وديانات أخرى وبنسبة تفوق نسبتهم السكانية.
ويشير بعض الباحثين إلى دور التطهريين وهم من الكالفينين في الاقتصاد والرأسمالية في الولايات المتحدة الاميركية. فقد حثت تعاليمهم بان يكونوا منتجين بدلاً من مستهلكين ويستثمروا أرباحهم لخلق المزيد من فرص العمل لمن يحتاج وبذلك تمكنهم في المساهمة في بناء مجتمع منتج وحيوي. ومن الآثار المهمة للحركة التطهرية، بسبب تأكيدها حرية الفرد، ظهور برجوازية جديدة، فالحرية الفردية وما رافقها من نجاح في مجال الصناعة، جعل أتباع البيوريتانية يهتمون بالثروة والمتعة وحب التملك بدلاً من البحث عن خيرات الأرض بالسعي والجد.

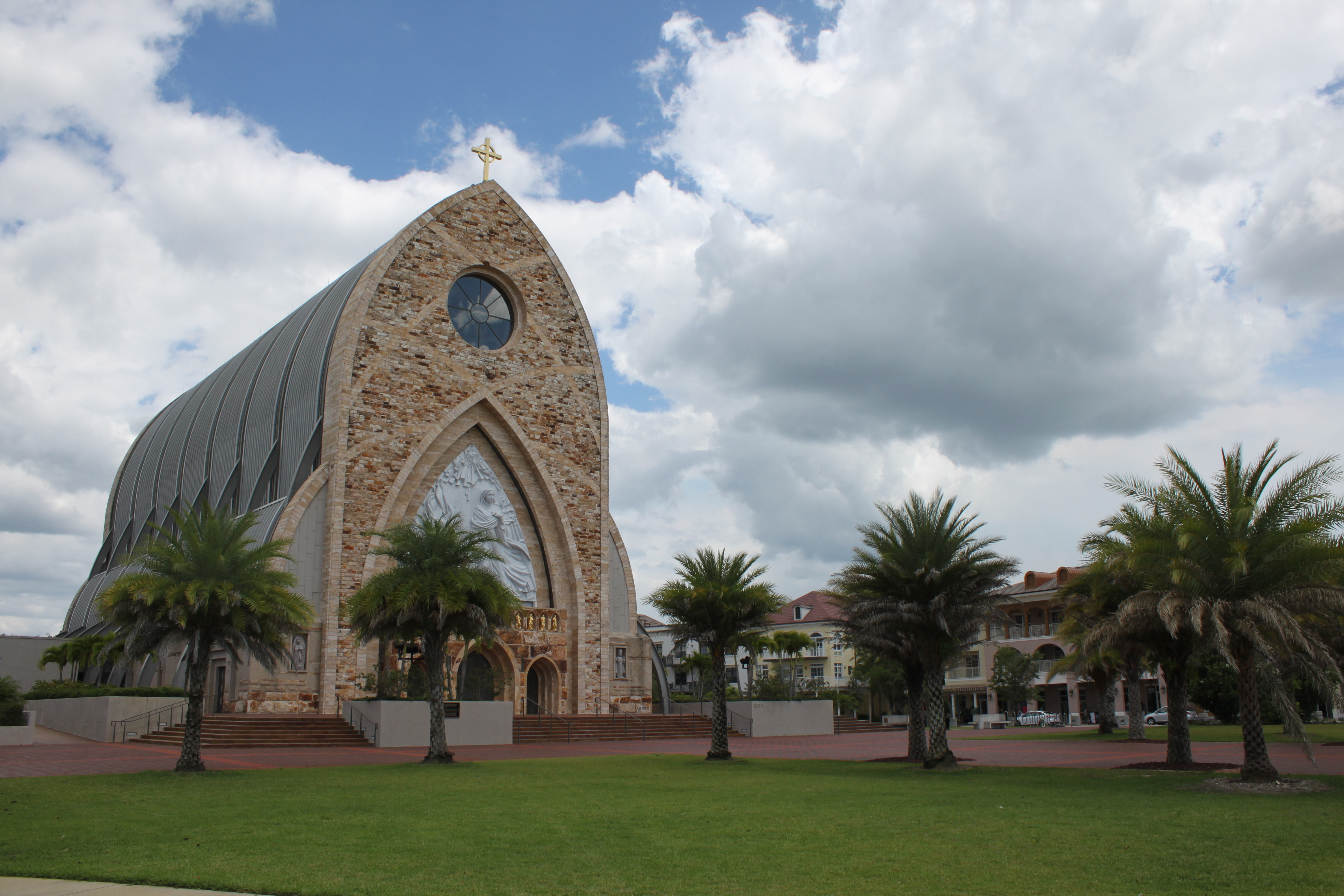
آفي ماريا: مدينة مخططة كاثوليكية مولها توم موناغان مؤسس شركة دومينوز بيتزا.

كان يُنظر إلى نخبة بوسطن، وهي فئة من الأثرياء والمتعلمين والنخبة من أعضاء مجتمع بوسطن في القرن التاسع عشر، على أنهم أبرز النخب الاجتماعية والثقافية في البلاد، وكان نخبة بوسطن مرتبطين غالبًا بالطبقة العليا الأمريكية، وجامعة هارفارد؛ والكنيسة الأسقفية. كانت طبقة المال القديمة في الولايات المتحدة مرتبطة بشكل نموذجي بوضع الواسب، والذين انتموا تقليدياً إلى الكنيسة الأسقفية والمشيخية.
خلصت دراسة أجرتها مجلة فورتشن أنّ واحد من كل خمسة أكبر الشركات في الولايات المتحدة تُدار من قبل الأسقفيين. واحدة من ثلاثة أكبر وأقوى البنوك في البلاد، يرأسُه أسقفيين. تاريخيًا إنتمت العديد من العائلات الأمريكية الثرية والغنية الشهيرة مثل مورجان، وفورد، وفورد، وروزفلت، وفاندربيلت، وكارنجي، ودو بونت، وآستور، وفوربس، وعائلة بوش إلى الكنيسة الأسقفية الأمريكية. في حين أن عائلة روكفلر هي في الغالب على مذهب الكنيسة المعمدانية، كان بعض أعضاء عائلة روكفلر في الكنيسة الأسقفية الأمريكية. كما وجدت دراسة أجرتها مجلة فورتشن عام 1976 حول أهم 500 رؤساء تنفيذيين لأهم الشركات والمؤسسات التجاريّة في وول ستريت وفي الولايات المتحدة حضور طاغ للبروتستانت من الكنيسة الأسقفية الأمريكية والكنيسة المشيخية في أمريكا والأبرشانيّة. ووفقًا لدراسة أجراها مركز بيو للأبحاث عام 2014، كان أتباع الكنيسة الأسقفية الأمريكية والكنيسة المشيخية في أمريكا ثالث ورابع أكثر المجموعات الدينية نجاحًا من الناحية المالية في الولايات المتحدة على التوالي، حيث يعيش 35% من الأسقفيين وحوالي 32% من المشيخيين في أسر مع دخل لا يقل عن 100,000 دولار.
لعبت المعتقدات المسيحية دور هام في حياة العديد من رواد رجال الأعمال الأمريكيين منهم جون دافيسون روكفلر مؤسس ستاندرد أويل، وجون بيربونت مورجان مؤسس مورغان ستانلي المصرفيَّة، وهنري فورد مؤسس شركة فورد، وكونراد هيلتون مؤسس فنادق ومنتجعات هيلتون، وجون ويلارد ماريوت مؤسس شركة ماريوت الدولية، وتوم موناغان مؤسس شركة دومينوز بيتزا، وسام والتون مؤسس وول مارت، وسيسيل بي. داي مؤسس سلسلة فنادق داي اندز، وديفيد غرين مؤسس سلسلة محلات هوبي لوبي، وتروت كاثي مؤسس سلسلة مطاعم تشيك فيل أي، وجاك دورسي المؤسس المشارك لتويتر، وإيفان شبيغل المؤسس المشارك لتطبيق سناب شات، وغيرهم.

### التعليم والعلوم

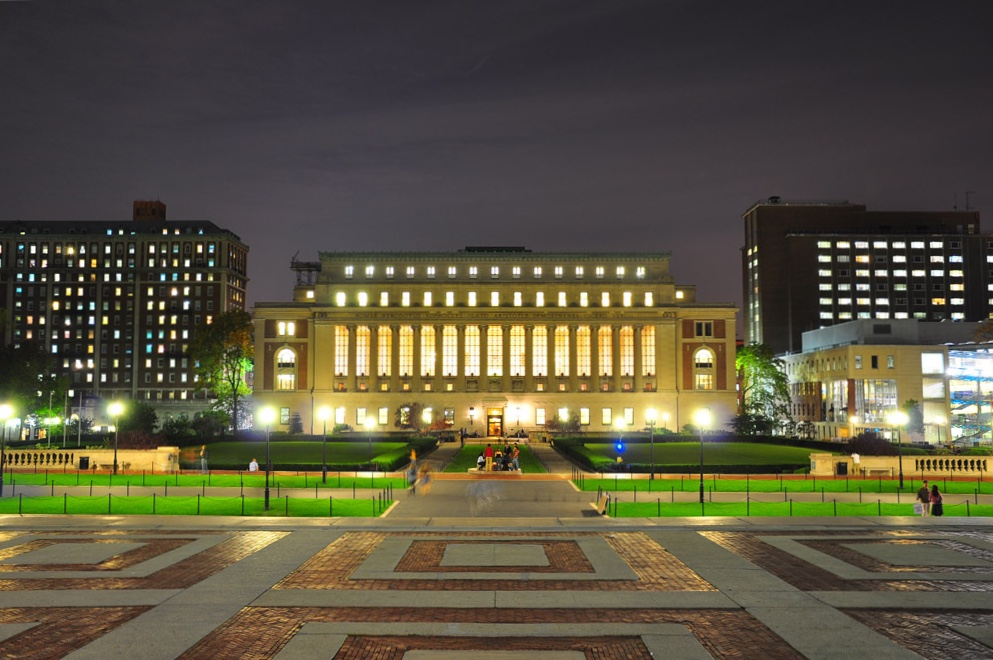
مكتبة جامعة كولومبيا، والتي كانت من معاقل البروتستانت، أثرت البروتستانتية على انتشار الأبحاث العلمية.

كان للكنائس المسيحية تأثير مهم على التاريخ الديني والسياسي والثقافي للولايات المتحدة. العديد من أقدم المؤسسات التعليمية في البلاد تأسست من قبل كنائس ورجال دين مسيحيين، كما أنَّ العديد من الجامعات الأمريكية المرموقة هي مؤسسات أكاديمية ذات خلفية مسيحية بروتستانتية، وبعضها من أشهر وأقدم جامعات الولايات المتحدة الأمريكية وأعضاء في رابطة اللبلاب؛ منها جامعة هارفارد التي تأسست على يد القس البروتستانتي جون هارفارد، وجامعة ييل التي تأسست على يد مجموعة من رجال الدين البروتستانت من الكنيسة الأبرشانية، وجامعة برنستون التي أرتبطت بالكنيسة المشيخية الأمريكية، وجامعة بنسلفانيا التي أسسها رجال دين من الكنيسة الأسقفية والميثودية، وجامعة كولومبيا التي أرتبطت بالكنيسة الأسقفية، وجامعة براون التي أسستها الكنيسة المعمدانية، أما كلية دارتموث فقد أسسها القس الأبرشاني إلياعازر ويلوك كجامعة تبشيرية، وتأسست جامعة ديوك من قبل رجل الأعمال واشنطن ديوك وأرتبطت تاريخيًا ورسميًا ورمزيًا بالكنيسة الميثودية. ترتبط أيضاً كل من جامعة بوسطن وجامعة سيراكيوز وجامعة إيموري وجامعة إيفانسفيل بالكنيسة الميثودية المتحدة.
ذكرت دراسة نُشرت في كتاب النخبة العلميّة: الحائزين على جائزة نوبل في الولايات المتحدة أنّ 60% من الحائزين على جائزة نوبل في الطب في الولايات المتحدة بين الأعوام 1901-1972 هم من خلفية بروتستانتية، خصوصاً من المذهب الأسقفي والمشيخي واللوثري. ويُشّكل العلماء من الخلفية البروتستانتية نسبة 84.2% من الأمريكيين الحائزين على جائزة نوبل في الكيمياء بين الأعوام 1901-1972، ويشكلون أيضًا نسبة 58.6% من الأمريكيين الحائزين على جائزة نوبل في الفيزياء. تشير الدراسة أيضًا إلى أنّ 70.3% من النخبة العلميّة في الولايات المتحدة من خلفية بروتستانتية مقابل 20% من خلفية كاثوليكية و9.3% من خلفية يهودية؛ يُذكر أنّ حوالي 60.9% من نخبة الأطباء في الولايات المتحدة هم من خلفية بروتستانتية، فضلًا عن 74.1% من نخبة علماء الكيمياء و68.2% من نخبة علماء الفيزياء هم من البروتستانت. ذكر عالم الاجتماع جيرهارد لنسكي في أوائل عقد 1960 أنَّ العلماء البروتستانت كانوا أكثر إنتاجية بست مرات من نظرائهم الكاثوليك، وهو اختلاف انعكس في حقيقة أن المجتمعات البروتستانتية ولدت الكثير من الحائزين على جائزة نوبل للعلوم أكثر من الكاثوليك. بين عام 1900 وعام 1977، جاء حوالي 60% من الحائزين الأمريكيين على جائزة نوبل في العلوم إما من مدينة نيويورك أو من الغرب الأوسط، ويرجع ذلك إلى حد كبير إلى الإنجازات غير المتناسبة للمجتمعات اليهودية والبروتستانتية.

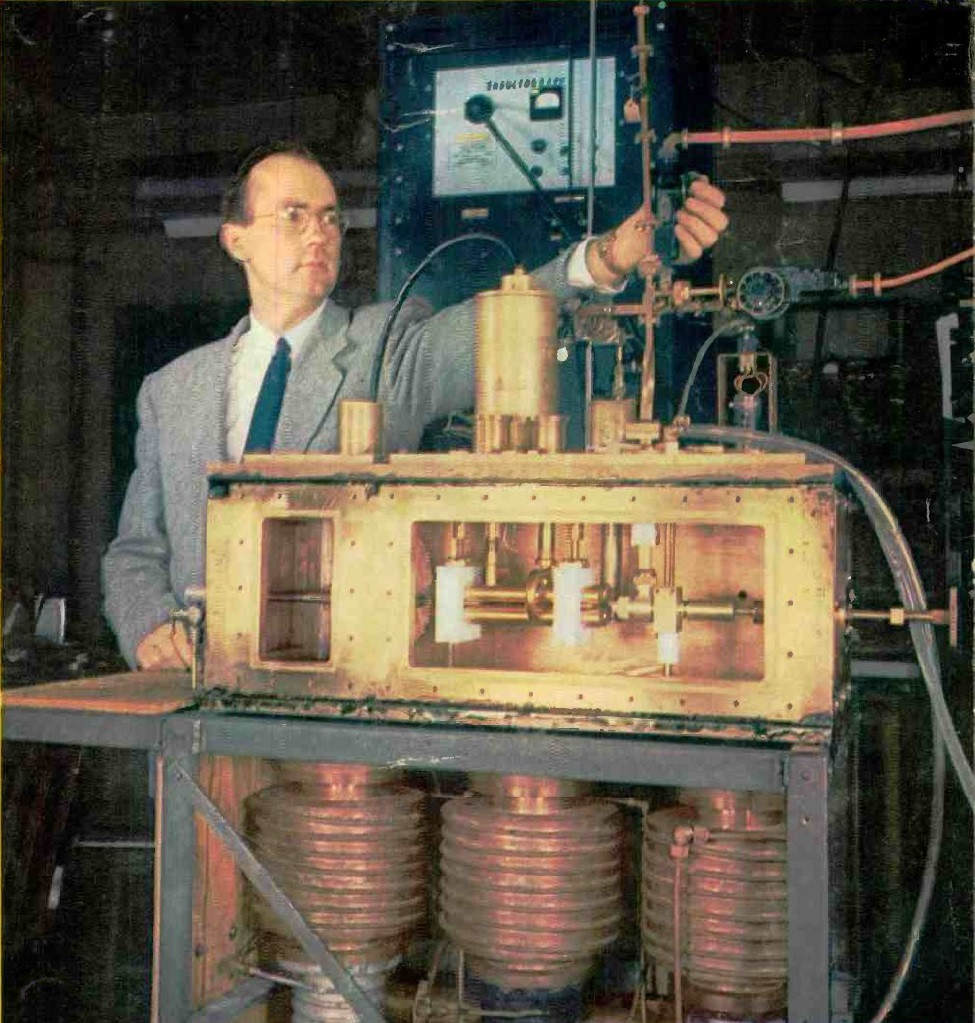
تشارلز تاونز، عالم وحائز على جائزة نوبل للفيزياء؛ وهو مسيحي الديانة ومن دعاة تطابق المسيحية مع العلم.

أظهر مسح اجتماعي قامت به جامعة شيكاغو علاقة إيجابية بين الكويكرز البيض وارتفاع معدل الذكاء، جنبًا إلى جنب الأسقفيين البيض والمشيخيين واللوثريين البيض واليهود الأشكناز. في دراسة أجريت عام 2009 حول اختلافات الذكاء للأميركيين البيض من خلال الطوائف، سجل الأسقفيين البيض أعلى متوسط معدل الذكاء قدره 113. في دراسة قام بها مركز بيو للأبحاث عام 2009 وجد أنَّ حوالي ثلث العلماء في الجمعية الأمريكية لتقدم العلوم كانوا من المسيحيين، وهي أكبر مجموعة دينيّة بين علماء الجمعية الأمريكية لتقدم العلوم يليها في ذلك بلا ديانة محددة (20%) والملحدين (17%) واليهود (8%). وبحسب دراسة قام بها مركز بيو للأبحاث عام 2014 تصدر أتباع كنيسة التوحيدية العالمية أكثر الطوائف المسيحية الأمريكية تعليماً إذ حصل 67% منهم على شهادة جامعية وشهادة في الدراسات العليا، يليهم أتباع الكنيسة الأنجليكانية (59%) والكنيسة الأسقفية الأمريكية (56%) والكنيسة المشيخية في أمريكا (47%) وكنيسة المسيح المتحدة (46%) والكنيسة الأرثوذكسية الشرقية (40%).
وفقًا لدراسة قامت بها مركز بيو للأبحاث عام 2016 تحت اسم الدين والتعليم حول العالم يُعتبر مسيحيي الولايات المتحدة واحدة من المجتمعات المسيحيَّة الأكثر تعليمًا حيث أن حوالي 36% من المسيحيين الأمريكيين حاصلين على تعليم عال ومن حملة الشهادات الجامعيَّة. ووفقاً لدراسة قامت بها مركز بيو للأبحاث عام 2014 حول العلاقة بين التدين ومستوى التعليم بين الجماعات الدينيَّة الأمريكيَّة، وجدت أن المسيحيين الأمريكيين الذين يتمتعون بمستويات من التعليم العالي يبدون متدينين تماماً مثل أولئك الذين يتلقون تعليماً أقل، في المتوسط. كما أنَّ المسيحيين الأمريكيين الحاصلين على تعليم عال هم أكثر عرضة من المسيحيين الأقل تعليماً أن يقولوا أنهم يترددون على الكنائس أسبوعياً، ممّا يشير إلى أنّ التعليم له نفوذٌ مميَّز على التديُّن في صلب عالَم المسيحيّة على الأقلّ.
في كتابهم الصادر عام 2014 حول صعود وسقوط المجموعات الثقافية الأمريكية، وجدت أساتذة كلية الحقوق بجامعة ييل آمي تشوا وجيد روبنفيلد نموذجاً مشتركاً وراء النجاح البروتستانتي واليهودي والآسيوي في الولايات المتحدة. تم تعريف المجموعات الثلاث من خلال «حزمة ثلاثية» من ثلاثة ميول: عقدة التفوق، وانعدام الأمن، والتحكم في الاندفاع. ووفقاً لهم قامت المؤسسة الأسقفية في الولايات المتحدة بإنشاء أمة «الحزم الثلاثية» في نهاية المطاف. وأصبحت أالولايات المتحدة بلدًا «مقتنعاً بمصيرها الإستثنائي، الذي يخلط مع أخلاقيات العمل الشاق الموروثة من البيوريتانيين، والتي تم الإستيلاء عليها من خلال شريحة سيئة السمعة على الكتف الجماعي في مواجهة أوروبا الأرستقراطية، وغرس نوع جديد من عدم الأمان في بلدها». وحتى مع ضعف «متلازمة إنجاز النخبة البروتستانتية» في أمريكا، تداخل تراثها التاريخي مع ثقافات «الحزم الثلاثية» الجديدة مثل اليهود والآسيويين.

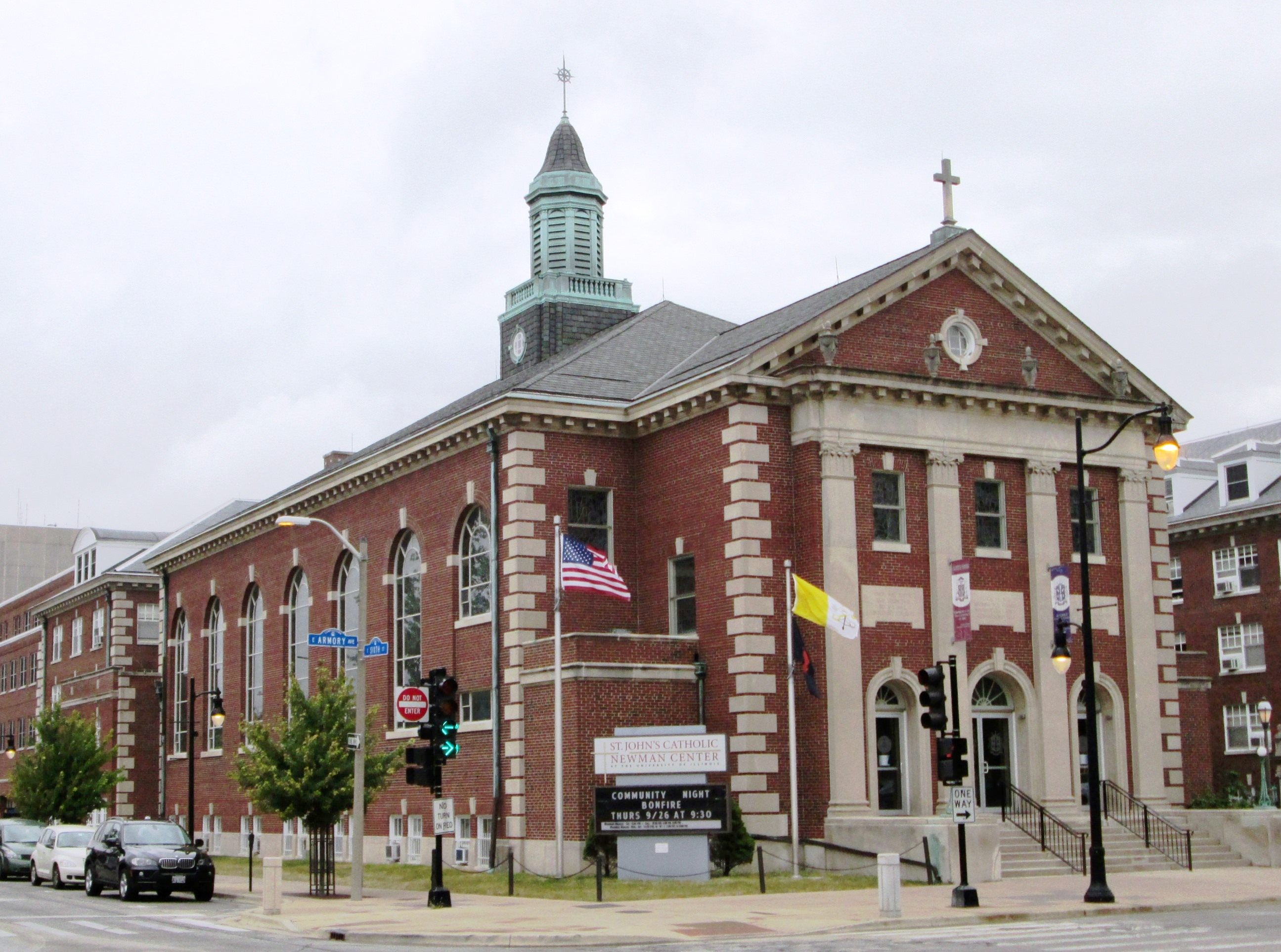
مركز نيومن الكاثوليكي للطلاب الجامعيين والتابع لجامعة إلينوي في إربانا-شامبين.

في عام 2017 وجدت دراسة أنَّ المسيحية المجموعة الدينية الأكبر بين طلاب جامعة هارفارد سنة أولى، مع حوالي 42.9% متوزعين بين 22.3% من الكاثوليك وحوالي 20.1% من البروتستانت، يليهم 18.3% من اللاأدريين وحوالي 14.1% من الملحدين وحوالي 9.5% من اليهود. كان 61% من طلاب سنة أولى من الهسبان من المسيحيين، يليهم حوالي 60% من الطلاب ذوي الأصول الأفريقية وحوالي 54% من الطلاب البيض وحوالي 53.3% من الأمريكيين الأصليين وحوالي 46% من الطلاب ذوي الأصول جزر المحيط الهادئ وحوالي 28.7% من الطلاب الآسيويين وحوالي 9% من الطلاب الهنود. وفي عام 2019 وجدت دراسة أنَّ حوالي 38% من طلاب جامعة ييل من المسيحيين، يليهم 23% غير متدينين وحوالي 21% من الملحدين واللاأدريين وحوالي 9% من اليهود. وبحسب الدراسة قال 68% من الطلاب البروتستانت سنة أولى أنهم يخططون للمشاركة في مجموعة طلابية مسيحية في حرم جامعة ييل.
تنشط العديد من الكنائس والجماعات المسيحية المختلفة في منطقة وادي السيليكون، ويُدير العديد من المسيحيين شركات في القطاعات الاقتصادية والتكنولوجية المتطورة المبنية على قيم مسيحية. يضم على عدد من الجامعات الكاثوليكية المرموقة والبحثية منها جامعة سانتا كلارا وجامعة سان فرانسيسكو وغيرها. وقامت جامعة سانتا كلارا اليسوعية ببناء حرم جامعي جديد للعلوم والتكنولوجيا والتقنية العالية والهندسة والرياضيات. وتضم جامعة ستانفورد أبرز جامعات وادي السيليكون على حياة دينية مسيحية نشطة، وتنشط فيها العديد منظمات الطلاب المسيحية مثل الاتحاد العالمي للطلاب المسيحيين ومركز نيومان وكرو والتي تهدف بخدمة الطلاب الأكاديميين المسيحيين روحياً في الجامعات والسكن الجامعي.

### السياسة

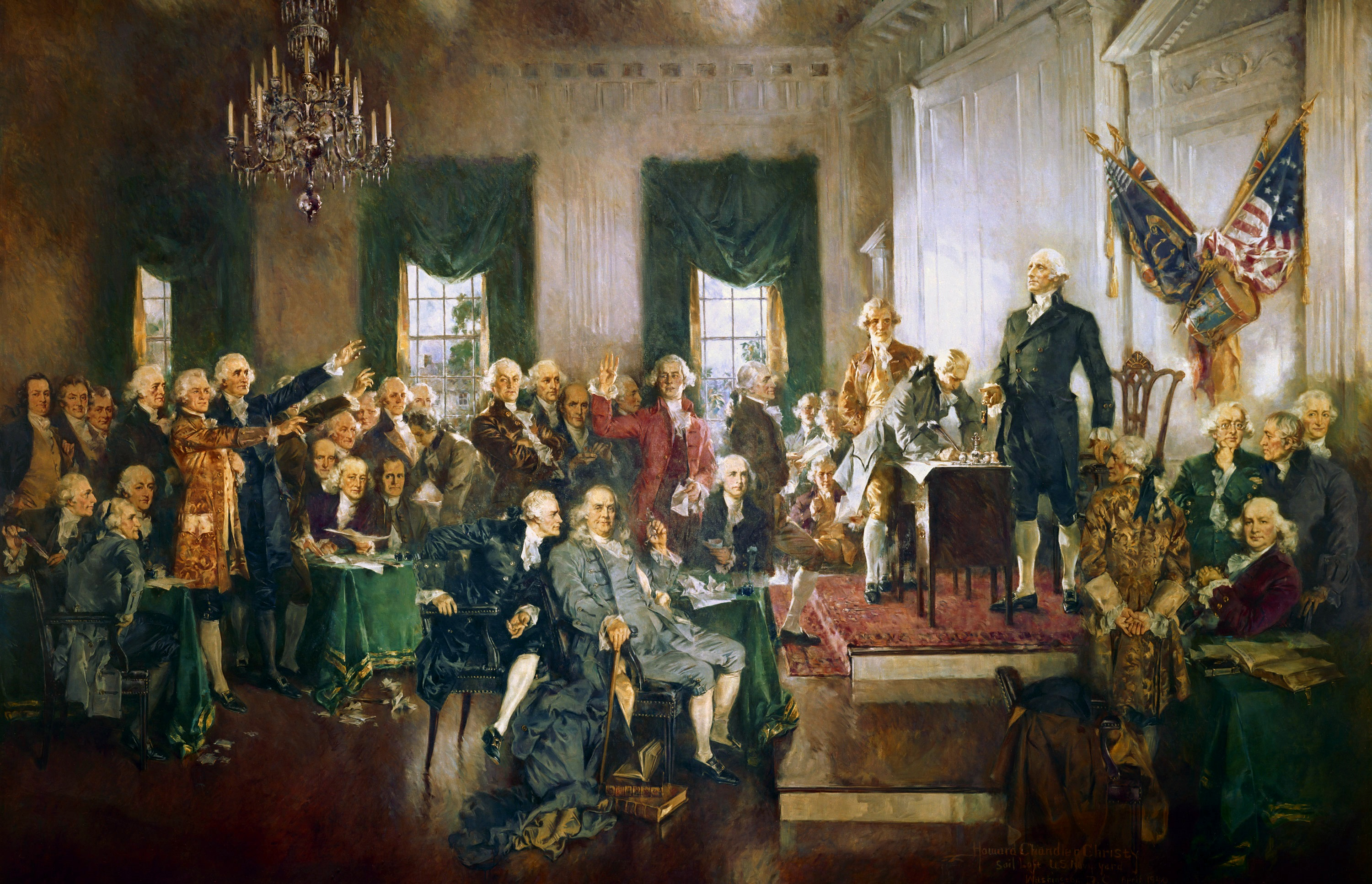
مشهد توقيع دستور الولايات المتحدة بريشة هوارد تشاندلر كريستي؛ دينيًا انتمى غالبية الآباء المؤسسين إلى المسيحية البروتستانتية.

ذكرت الموسوعة البريطانية أنّ الآباء المؤسسون للولايات المتحدة قد تأثروا عند كتابة دستور الولايات المتحدة من تعاليم الكتاب المقدس والقيم المسيحية. وحددت دراسة درست أمبيرت سنة 2003 الانتماءات والمعتقدات الدينية لكل من الآباء المؤسسون للولايات المتحدة. حيث كان من أصل خمسة وخمسين مندوب في المؤتمر الدستوري 1787، حوالي أربعة وتسعين بروتستاني، وأثنين من أتباع الكنيسة الرومانية الكاثوليكية (هما دانيال كارول وتوماس فيتزسيمونز). وتوزع المندوبين البروتستانت في المؤتمر الدستوري، بين حوالي ثمانية وعشرين من أتباع كنيسة إنجلترا (أو الكنيسة الأسقفية الأمريكية، بعد حرب الاستقلال الأمريكية)، بالمقابل أنتمى ثمانية من المندوبين البروتستانت إلى الكنيسة المشيخية، وسبعة إلى الكنيسة الأبرشيانيّة، وإثنين إلى الكنيسة اللوثرية والكنيسة المصلحة الهولندية والميثودية.
كما واستطاع اليمين الإنجيلي أو اليمين المسيحي منذ سبعينات القرن العشرين السيطرة على الحزب الجمهوري وكان مسؤولاً عن تحديد رئيس الجمهورية منذ جيمي كارتر عام 1976، حتى جورج بوش الابن سنة 2000. في الولايات المتحدة يعتبر اليمين المسيحي تحالف غير رسمي يتشكل حول نواة من البيض، البروتستانت الإنجيليين وبدعم متفاوت من الكاثوليك المحافظين. ويحظى اليمين المسيحي بدعم إضافي من البروتستانت التقليديين، واليهود والمورمون المحافظين سياسيًا. لدى اليمين المسيحي نشاط ملحوظ اليوم لتعزيز المواقف المحافظة اجتماعيًا في القضايا الاجتماعية بما في ذلك الصلاة في المدرسة، وتدريس التصميم الذكي، والنظرة المحافظة حول أبحاث الخلايا الجذعية، والموقف ضد المثلية الجنسية، وضد وسائل منع الحمل والإجهاض، وضد المواد الإباحية.
من أصل حوالي أربعة وأربعين رئيساً للولايات المتحدة كان منهم سبعة وثلاثين بروتستانتي وأربعة من أتباع المذهب المسيحي اللاثالوثي ورئيسيين من أتباع الكنيسة الرومانية الكاثوليكية وهما جون كينيدي وجو بايدن. على مستوى المذاهب المسيحيَّة تتصدر الكنيسة الأسقفية الأمريكية المرتبة الأولى حيث أنَّ إحدى عشرة رئيساً للولايات المتحدة (جورج واشنطن وجيمس ماديسون وجيمس مونرو وويليام هنري هاريسون وجون تايلر وزكاري تايلور وفرانكلين بيرس وتشستر آرثر وفرانكلين روزفلت وجيرالد فورد وجورج بوش الأب) من أتباع الكنيسة الأسقفيَّة، وتليها الكنيسة المشيخية مع تسعة رؤساء (أندرو جاكسون وجيمس بوك وجيمس بيوكانان وجروفر كليفلاند وبنجامين هاريسون ووودرو ويلسون ودوايت أيزنهاور ورونالد ريغان ودونالد ترامب)، والكنيسة المعمدانية (وارن هاردينغ وهاري ترومان وجيمي كارتر وبيل كلينتون) والذهب التوحيدي (جون آدامز وجون كوينسي آدامز وميلارد فيلمور وويليام هوارد تافت) مع أربعة رؤساء، والكنيسة الميثودية (يوليسيس جرانت وويليام ماكينلي وجورج دبليو بوش) والبروتستانت من دون طائفة (أندرو جونسون ورذرفورد هايز وباراك أوباما) مع ثلاثة رؤساء، وكان اثنين من الرؤساء الأمريكيين من أتباع الكنيسة الإصلاحية الهولنديَّة (مارتن فان بيورين وثيودور روزفلت) ومن أتباع جمعية الأصدقاء الدينية (هربرت هوفر وريتشارد نيكسون) ومن الكنيسة المسيحية (جيمس جارفيلد وليندون جونسون)، وكان كالفين كوليدج من أتباع الكنيسة الأبرشانيّة، في حين كان جون كينيدي من أتباع الكنيسة الرومانية الكاثوليكية. أمَّا توماس جفرسون تربى على تقاليد الكنيسة الأسقفية الأمريكية الأ أن معتقداته الدينية غير محددة حيث تشير بعض المصادر إلى كونه مسيحي ثالوثي، وأخرى على أنه مسيحي توحيدي وأخرى على أنه تنويري وربوبي. وتختلف المصادر حول معتقدات أبراهام لينكون والذي تربى على تقاليد الكنيسة المعمدانية، لكنه تردد للصلاة على كنائس بروتستانتية مختلفة، بعض المؤخرين يعتبرون لينكون مسيحياً، في حين أنَّ فريقاً آخر من المؤرخين يرفض هذه النظرية.

### الحياة الأسرية

أسرة مسيحية أمريكيَّة من بنسيلفانيا تُصلّي صلاة الشكر.

تُركز الثقافة المسيحية بشكل ملحوظ على الأسرة، وتاريخياً، كانت الأسرة الممتدة هي الوحدة الأسرية الأساسية في الثقافة والمجتمعات الكاثوليكية. كما وتُركز كنيسة يسوع المسيح لقديسي الأيام الأخيرة بشكل ملحوظ على الأسرة، ويتم تشجيع أعضاء الكنيسة على الزواج وإنجاب الأطفال، ونتيجة لذلك، تُميل العائلات المورمونيَّة إلى أن تكون أكبر من المتوسط. وكل النشاط الجنسي خارج إطار الزواج يُعتبر خطيئة. وتشجّع المورمونية على الروابط الأسرية وصلة الرحم وتعطيها مكانة خاصة ويظهر ذلك في تخصيص أمسية السبت والإثنين لِلَم شمل العائلة. أمسية العائلة في المنزل أو ليلة العائلة في سياق كنيسة يسوع المسيح لقديسي الأيام الأخيرة، يشير إلى ليلة واحدة في الأسبوع، وعادًة تكون ليلة يوم الاثنين، والتي فيها تُشّجع الأسر المورومونية على قضاء الوقت معًا في الدراسة والصلاة وغيرها من الأنشطة. وفقًا لكنيسة قديسي الأيام الأخيرة، فإن الغرض من ليلة العائلة هو مساعدة الأسر المورمونية على تعزيز أواصر الحب مع بعضها البعض وكذلك توفير مناخ حيث يُمّكن للوالدين تعليم الأطفال مبادئ من الإنجيل.
يسعى اليمين المسيحي الأمريكي لتطبيق فهمهم للتعاليم المسيحية والقيم العائلية في السياسة والسياسة العامة بإعلان قيمة تلك التعاليم أو من خلال السعي إلى استخدام تلك التعاليم لتطبيق القانون في السياسة العامة. ولدى اليمين المسيحي الأمريكي نشاط ملحوظ اليوم لتعزيز المواقف المحافظة اجتماعيًا في القضايا الاجتماعية والعائلية بما في ذلك الموقف ضد المثلية الجنسية وضد زواج المثليين، وضد وسائل منع الحمل والإجهاض، وضد المواد الإباحية والعلاقات الجنسية خارج إطار الزواج. وتنشط العديد من الجماعات اليمينية المسيحية في تعزيز الموافق المحافظة في القضايا الاجتماعية والعائلية أبرزها جماعة التركيز على الأسرة (بالإنجليزيَّة: Focus on the Family).
وفقاً لدراسة نشرت من قبل مركز بيو للأبحاث عام 2019 يعيش المسيحيون في الولايات المتحدة في أسر أكبر إلى حد ما، في المتوسط، بالمقارنة مع غير المسيحيين الأمريكيين (3.4 مقابل 3.1 من الأفراد). بحسب نفس الدراسة يعيش حوالي 34% من مجمل المسيحيين في الولايات المتحدة في منازل تضم شركاء متزوجون مع طفل بيولوجي على الأقل دون سن 18، في حين يعيش حوالي 10% من مجمل المسيحيين الأمريكيين في منازل تضم أفراد من الأسرة النواة والأسرة الممتدة. كما ويعيش 21% من المسيحيين الأمريكيين في منازل تضم أفراد متزوجين أو شركاء وهذا يشمل الأزواج الذين كبر أبنائهم وخرجوا للعيش خارج المنزل، ويعيش 14% في منازل تضم ضم شركاء متزوجون ويعيش معهم ابن بيولوجي بالغ على الأقل فوق سن 18، ويعيش 11% في منازل تضم فرداً واحداً، ويعيش 10% من المسيحيين الأمريكيين في منازل تضم شخص بالغ واحد وطفل بيولوجي واحد على الأقل دون سن 18 عامًا.

### برامج الشباب

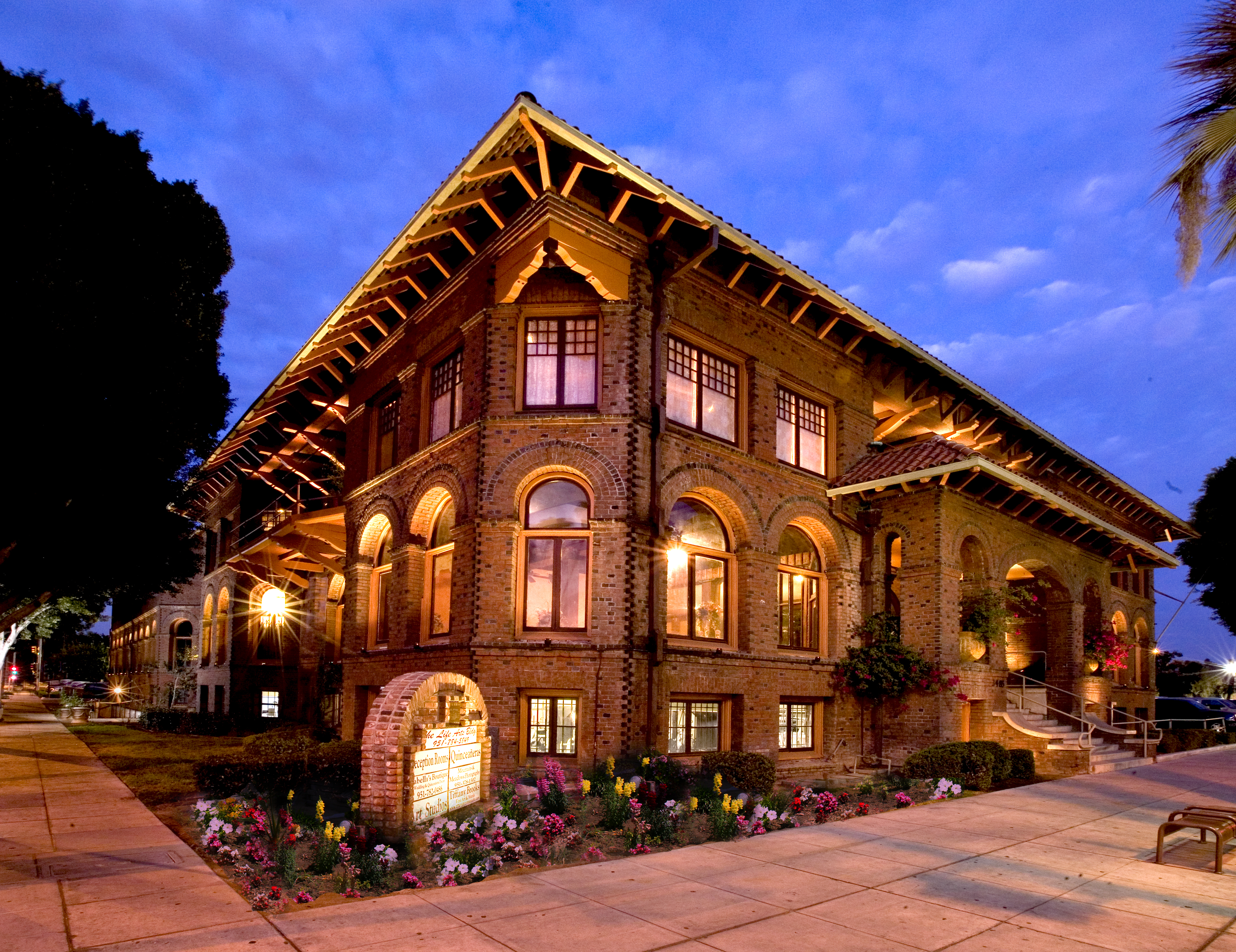
مبنى جمعية الشبان المسيحيين في ريفرسايد.

بينما كان الأطفال والشباب في الحقبة الاستعمارية يُعاملون على أنهم بالغين صغار، نما الوعي بوضعهم الخاص واحتياجاتهم في القرن التاسع عشر، حيث بدأت الطوائف المسيحية الكبيرة والصغيرة الواحدة تلو الأخرى برامج خاصة لشبابها. أكدَّ اللاهوتي البروتستانتي هوراس بوشنل في كتابه التنشئة المسيحية (1847) على ضرورة تعريف ودعم تدين الأطفال والشباب. ابتداءً من عقد 1780، أقامت الطوائف البروتستانتية برامج مدارس الأحد. وقدموا مصدرًا رئيسيًا للأعضاء الجدد. أنشأ رجال الكنيسة البروتستانت في المدن برامج جمعية الشبان المسيحيين (ولاحقاً جمعية الشابات المسيحيات) متعددة الطوائف في المدن خلال عقد 1850، والتي كانت تهدف لنشر الوعى والثقافة والأخلاق والقيم المسيحية في أوساط الشباب، وتُقيم برامج عدة منها الرياضيَّة والمعسكرات الصيفيَّه. نظر الميثوديون إلى شبابهم على أنهم نُشطاء سياسيون محتملون، مما أتاح لهم الفرص للانخراط في حركات العدالة الاجتماعية مثل الحظر. قام البروتستانت السود، خاصةً بعد أن تمكنوا من تشكيل كنائس منفصلة خاصة بهم، بدمج شبابهم مباشرة في المجتمع الديني الأكبر. لعب شبابهم دوراً رئيسياً في قيادة حركة الحقوق المدنية في عقد 1960 وعقد 1970. أنشأ الإنجيليون البيض في القرن العشرين نوادي الكتاب المقدس للمراهقين وقاموا باستخدام الموسيقى لجذب الشباب. أنشأ الكاثوليك شبكة كاملة من المدارس الرعوية، وبحلول أواخر القرن التاسع عشر، ربما كان أكثر من نصف أعضائها الشباب يرتادون المدارس الابتدائية التي تديرها الأبرشيات المحلية. كما أنشأت بعض الكنائس الألمانية اللوثرية والكنيسة الإصلاحية في ميزوري مدارس رعوية. في القرن العشرين، رعت جميع الطوائف المسيحية برامج مثل الكشافة. وفقاً لتقديرات مركز بيو للأبحاث يقول حوالي 63% من المراهقين الأمريكيين (من جيل 13 حتى 17) أنه مسيحي، وحوالي 72% من الأمريكيين بين سن 15 إلى 29 يُعرّف نفسه كمسيحي.

### التبشير

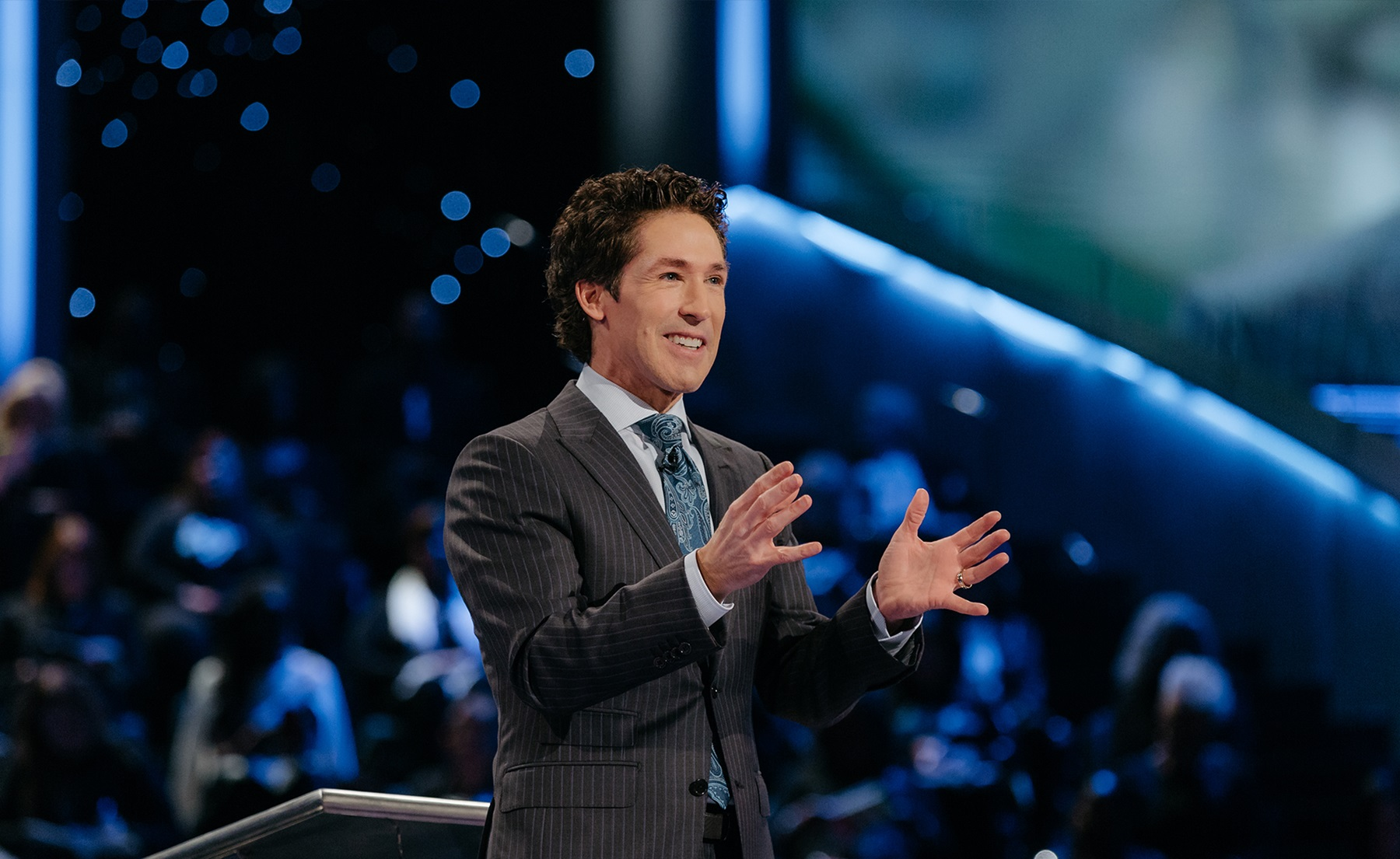
الواعظ التلفازي جويل أوستين.

في عام 2010 حلّت الولايات المتحدة المرتبة الأولى في أعداد المبشرين المسيحيين حيث أرسلت الولايات المتحدة 127,000 مبشر حول العالم، بينما جاء 32,400 مُبشر إلى الولايات المتحدة. تقع كانت أكبر وكالة تبشيرية في العالم في الولايات المتحدة وهي مؤتمر الكنيسة المعمدانية الجنوبية، والتي تضم مع 4,800 مبشر، بالإضافة إلى 450 موظف يعملون داخل الولايات المتحدة. وتبلغ الميزانية السنوية حوالي 50,000 دولار في السنة لكل مبشر. كما وينشط المبشرين الأمريكيين بالتبشير التلفازي وهي من رموز ظاهرة الصحوى الدينيَّة المسيحية الأمريكية في العصر الحديث حيث يتم استخدام التلفاز وغيرها من وسائل التكنولوجيا الحديثة للتبشير بالديانة المسيحية.
تضم الولايات المتحدة على العديد من الجمعيات التبشيرية لمختلف الطوائف وأبرزها جمعية غيديون الدولية المسيحية الإنجيلية التي تأسست عام 1899 في جاينسفيل الأمريكيَّة والتي تقوم بتوزيع نسخ من الكتاب المقدس مجانًا. وزعت الجمعية نسخ من الكتاب المقدس في 200 دولة ومنطقة. يُركز أعضاء الجمعية على توزيع الكتاب المقدس كامل، والتي تتضمن العهد الجديد، أو أجزاء منها. طبعت هذه النسخ في أكثر من 100 لغة. ومن المعروف على نطاق واسع أن الجمعية تقوم بتوزيع الكتاب المقدس في غرف الفنادق والموتيلات. كما وتقوم جمعية غيديون أيضًا في توزيع الكتاب المقدس في المستشفيات والمكاتب الطبية والمدارس والكليات وبيوت الطلبة وكذلك في المعتقلات والسجون. تأخذ الجمعية اسمها من جدعون وهو شخصية توراتية وردَت أخباره في سِفر القضاة.

### الرياضة

دروس الدفاع عن النفس في جمعية الشبان المسيحيين في بويسي، ايداهو، عام 1936.

تعني حركة العضلات المسيحية الالتزام المسيحي في التقوى واللياقة البدنيَّة والرجولة المسيحية، والمستندة على العهد الجديد، التي نادت إلى التقوى والصحة البدنية. ظهرت هذه الحركة في الولايات المتحدة أولاً في المدارس الخاصة ثم في جمعية الشبان المسيحيين وفي عظات الإنجيليين مثل دوايت إل. مودي. ربط الباحث إيرين أنوس نمو العضلات المسيحية في الولايات المتحدة بالتغيرات المجتمعية الأوسع التي كانت تحدث في جميع أنحاء البلاد، بما في ذلك الموجة النسوية الأولى وتدفق المهاجرين الذين عملوا في وظائف الياقات الزرقاء بينما أصبح الرجال الأنجلو ساكسونيون البروتستانت البيض عمال في عمال الياقات البيضاء بشكل متزايد. ساهمت هذه العوامل في زيادة القلق بشأن الذكورة بين الذكور البيض في الولايات المتحدة. سُخر من الحركة من قبل سنكلير لويس في إلمر جانتري (على الرغم من أنه أشاد بكلية أوبرلين التابعة لجمعية الشبان المسيحيين «لمسيحيتها العضلية الإيجابية الجادة») وبعيدًا عن اللاهوتيين مثل رينهولد نيبوهر، تراجع تأثيرها في البروتستانتية الرئيسية الأمريكية. في الولايات المتحدة استخدم هذا الشكل المبكر للمسيحية العضلية الرياضة كقيم أخلاقية مثل الرجولة والانضباط، واليوم تستخدم الرياضة في الغالب كوسيلة للتبشير. يُجادل مايكل كيميل في كتابه الرجولة في أمريكا، أن جامعة نوتردام تعرض المسيحية العضلية لأن الجامعة تمارس الكاثوليكية. ويُعتقد أن الرياضيين الذكور في فرق الجامعة يمارسون معايير توماس هيوز الستة للمسيحية العضلية. فريق كرة القدم في جامعة نوتردام، على سبيل المثال، رجال كاثوليك يعتقدون أن أجسادهم هبة من الله. لذلك، يقومون بتدريب أجسادهم باسم الله.

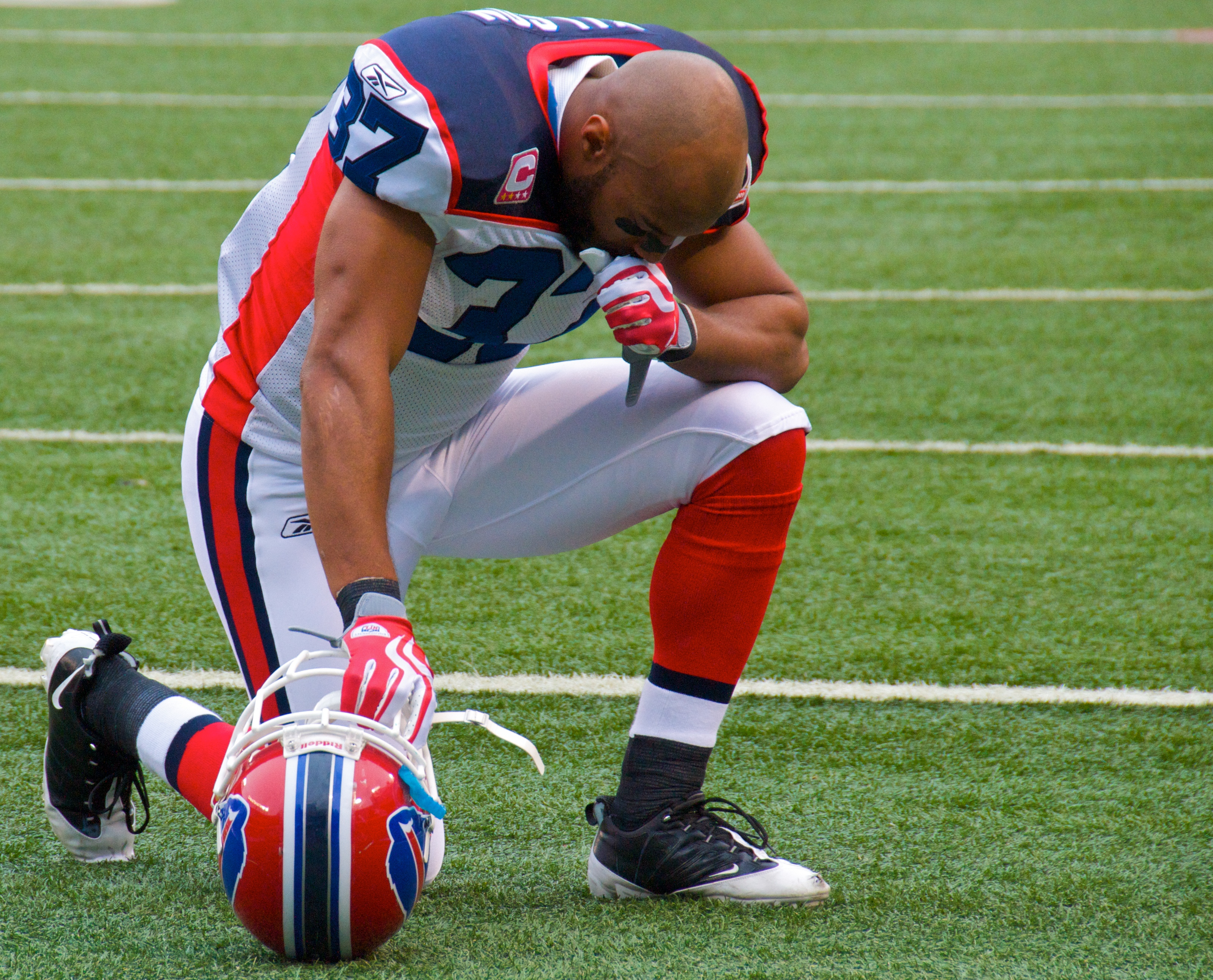
لاعب كرة القدم الأمريكي جورج ويلسون يُصلي قبل المباراة. يقول ويلسون «أنه يحمل دائمًا إيمانه المسيحي معه»، وقد حصل على جوائز لخدمة المجتمع.

في الوقت نفسه، كان لها تأثير كبير على الإنجيلية في الولايات المتحدة، وتم الترويج لها من قبل منظمات مثل زمالة الرياضيين المسيحيين، والرياضيين النشطين، والحافظون العهد. كان ثيودور روزفلت أحد أبرز معتنقي المسيحية العضلية في الولايات المتحدة. اعتقد روزفلت أن «هناك فقط مجال محدود للغاية من الفائدة للرجل الطيب الخجول»، وهو شعور ردده الكثيرون في ذلك الوقت. وجد أتباع المسيحية العضلية في النهاية أن الحل الوحيد لذلك هو ربط الإيمان بجسدية الجسم.
من الأمثلة التي تُعطى أحيانًا للمسيحية العضلية الأمريكية، حركة الرجال والدين إلى الأمام، التي نظمها فريد سميث، أحد قادة جمعية الشبان المسيحيين في عام 1910. احتوت الحركة على مزيج من الحساسيات العضلية والإحيائية والإنجيلية الاجتماعية، مع العمل الموجه إلى الكرازة ودراسة الكتاب المقدس والخدمة الاجتماعية. جمعية الشبان المسيحيين في الولايات المتحدة هي واحدة من العديد من المنظمات التي تتبنى المسيحية العضلية. كانت جمعية الشبان المسيحيين مؤثرة للغاية خلال عقد 1870 وعقد 1930، وخلال هذه الأوقات روجت بنجاح «المسيحية الإنجيلية في خدمات أيام الأسبوع والأحد، مع تعزيز الروح الرياضية الجيدة في المسابقات الرياضية في الصالات الرياضية التابعة لها (حيث تم اختراع كرة السلة والكرة الطائرة) وحمامات السباحة». يُذكر أنَّ القس جيمس نايسميث مخترع كرة السلة عمل في التعليم البدني في مدرسة تدريب جمعية الشبان المسيحيين في سبرينغفيلد، في حين كان ويليام جورج مورغان العامل في مجال التربية البدنية في جمعية الشبان المسيحيين مخترع الكرة الطائرة.
أدى انتشار المسيحية العضلية إلى العديد من التغييرات داخل الكنيسة الكاثوليكية في الولايات المتحدة، وكان من المطلوب أن يكون الكهنة من مكانة «رجولية» معينة. كان يعتقد أن الكهنة الذين يبدون مثل هذا يجتذبون المزيد من الرجال مثلهم. جادل القساوسة البروتستانت في إنجلترا وأمريكا بأن الرجال ليسوا مسيحيين حقًا إلا إذا كانوا مسيحيين عضليين. تراجعت المسيحية العضلية لاحقًا في بعض الكنائس البروتستانتية الأمريكية، لكنها لم تختف أبدًا من المشهد الديني الأمريكي.

### الإنجيل الاجتماعي

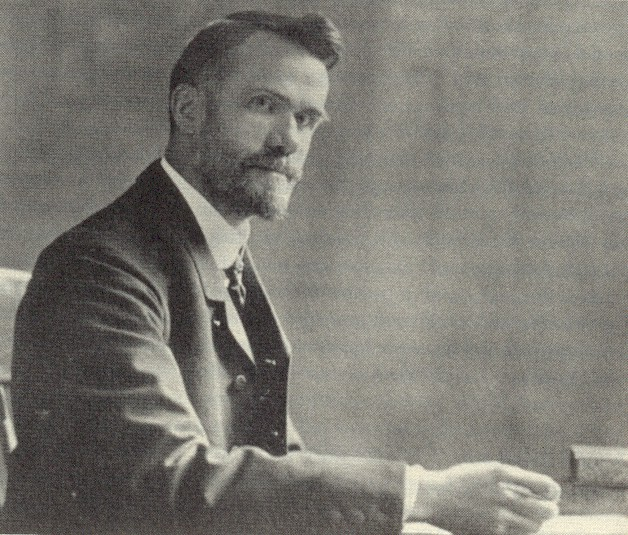
القس والتر راوشينبوش شخصية رئيسية الجورجية التي ازدهرت في الولايات المتحدة خلال أواخر القرن التاسع عشر وأوائل القرن العشرين.

كان الإنجيل الاجتماعي حركة اجتماعية داخل البروتستانتية طبقت الأخلاق المسيحية على المشاكل الاجتماعية، وخاصة قضايا العدالة الاجتماعية مثل عدم المساواة الاقتصادية، والفقر، وإدمان الكحول، والجريمة، والتوترات العرقية، والأحياء الفقيرة، والبيئة غير النظيفة، وعمالة الأطفال، وعدم وجود نقابات، والمدارس الفقيرة، وأخطار الحرب. كان عمل الحركة الأبرز في أوائل القرن العشرين في الولايات المتحدة وكندا. من الناحية اللاهوتية، سعى الإنجيليون الاجتماعيون إلى ممارسة الصلاة الربانية «ليأت ملكوتك، ولتكن مشيئتك كما في السماء على الأرض». كانوا عادة ما بعد الألفية؛ أي أنهم اعتقدوا أن المجيء الثاني لا يُمكن أن يحدث حتى تتخلص البشرية من الشرور الاجتماعية بالجهود البشرية. كان الإنجيل الاجتماعي أكثر شيوعًا بين رجال الدين منه للعلمانيين. وكان قادتها في الغالب مرتبطين بالجناح الليبرالي للحركة التقدمية، وكان معظمهم ليبراليًا لاهوتيًا، على الرغم من أن القليل منهم كانوا أيضًا محافظين عندما يتعلق الأمر بآرائهم حول القضايا الاجتماعية. ومن بين القادة المهمين ريتشارد تي إلي، وجوزيه سترونج، وواشنطن غلادن، ووالتر راوشينبوش.
تبنت حركة جيش الخلاص المسيحية نشر النظافة الشخصية، وتقديم منتجات النظافة الشخصية مثل فرشاة الأسنان ومعجون الأسنان والصابون.
بلغت حركة الإنجيل الاجتماعي ذروتها في أوائل القرن العشرين، لكن العلماء جادلوا حول الوقت الذي بدأت فيه الحركة في التراجع، حيث أكد البعض أن الدمار والصدمة التي تسببت فيها الحرب العالمية الأولى قد تركت الكثيرين بخيبة أمل من مُثُل الإنجيل الاجتماعي. بينما يُجادل آخرون أن الحرب حفزت جهود الإصلاح الاجتماعي الإنجيلي. غالبًا ما تستشهد النظريات المتعلقة بتراجع الإنجيل الاجتماعي بعد الحرب العالمية الأولى بظهور الأرثوذكسية الجديدة كعامل مساهم في تراجع الحركة.
بينما كان الإنجيل الاجتماعي قصير العمر من الناحية التاريخية، الا أن كان له تأثير دائم على سياسات معظم الطوائف الرئيسية في الولايات المتحدة. بدأ معظمهم برامج الإصلاح الاجتماعي، مما أدى إلى التعاون المسكوني في عام 1910 أثناء تشكيل مجلس الكنائس الفيدرالي. على الرغم من أن هذا التعاون كان حول القضايا الاجتماعية التي غالبًا ما أدت إلى اتهامات بالاشتراكية. من المحتمل أن الشعور القوي للقيادة في الإنجيل الاجتماعي من قبل الناس أدى إلى حق المرأة في التصويت، وأن التركيز الذي وضعه على الأخلاق أدى إلى قانون الحظر. يُجادل كاتب السيرة الذاتية راندال وودز بأن موضوعات الإنجيل الاجتماعي المستفادة منذ الطفولة سمحت لليندون جونسون بتحويل المشكلات الاجتماعية إلى مشاكل أخلاقية. يساعد هذا في تفسير التزامه الطويل بالعدالة الاجتماعي ، كما يتضح من المجتمع العظيم والتزامه بالمساواة العرقية. ألهم الإنجيل الاجتماعي بوضوح مقاربته في السياسة الخارجية لنوع من الأممية المسيحية وبناء الأمة.
وُصفت حركة الإنجيل الاجتماعي بأنها «المساهمة الأمريكية الأكثر تميزًا في المسيحية العالمية». عادت العديد من أفكار الإنجيل الاجتماعي إلى الظهور أيضًا في حركة الحقوق المدنية في الستينيات من القرن العشرين. وتستمر مبادئ «الإنجيل الاجتماعي» في إلهام حركات جديدة مثل «مسيحيون ضد الفقر». 

### الثقافة الشعبية

ملصق فيلم آلام المسيح.

سعت هوليوود، عاصمة السينما الأمريكية، إلى اجتذاب طائفة جديدة من المشاهدين إلى الشاشة الفضية من خلال إنتاج أفلام متعاطفة مع المسيحية، في حين أنَّ صناعة السينما المسيحية هي مصطلح شامل للأفلام التي تحتوي على رسالة أو أخلاقية ذات طابع مسيحي، ينتجها صانعو أفلام مسيحيون لجمهور مسيحي، والأفلام التي أنتجها غير المسيحيين مع أخذ الجمهور المسيحي في الاعتبار. تعتبر صناعة السينما المسيحية أحد أدوات القوة الناعمة للمؤسسات المسيحية. غالبًا ما تكون أفلامًا متعددة الطوائف، ولكن يمكن أيضًا أن تكون أفلامًا تستهدف طائفة معينة من المسيحية. إنتاجات الاستوديوهات الشعبية السائدة للأفلام ذات الرسائل المسيحية القوية أو القصص التوراتية تشمل فيلم بن هور، والوصايا العشر، والمهمة، وروميرو، وآلام المسيح، وسجلات نارنيا: الأسد، الساحرة وخزانة الملابس، وكتاب إيلاي، ورشاش الواعظ، والنجمة، ونوح، وخروج: الآلهة والملوك، والصمت، ليسوا على وجه التحديد جزءًا من صناعة السينما المسيحية، لكونهم أكثر حيادية بشأن المعتقدات الدينية لجمهورهم. تتمتع هذه الأفلام عمومًا بميزانية أعلى بكثير، وقيم إنتاج، ونجوم سينما معروفين بشكل أفضل، ويتم استقبالها بشكل أفضل مع نقاد السينما. يعد فيلم الله ليس ميتا لعام 2014 أحد أكثر الأفلام المسيحية المستقلة نجاحًا على الإطلاق، وأصبح فيلم غرفة الحرب لعام 2015 هو الفيلم الأول في قائمة الأفلام المتصدرة شباك التذاكر الأمريكي عام 2015.
في عام 2006 تم إنتاج ما يقرب من 50 فيلماً مسيحياً في الولايات المتحدة، وبلغ متوسط الأفلام في ذاك العام 39 مليون دولار. وقد أنشأت كل من الخمس استوديوهات هوليوود الكبرى إدارات تسويقية لاستهداف الطلب المتزايد على الأديان والأسرة.
يتم تناول مواضيع لاحتفالات مقدسة في الثقافة المسيحية مثل عيد الميلاد ويوم القديس باتريك وعيد جميع القديسين ورأس السنة الميلادية كل عام في العديد من مجالات الثقافة والحياة الفنية. خاصةً في الأفلام والمسلسلات التلفزيونية التي تعرض حلقات عن عيد الميلاد، وتعرض العناصر الثقافية والرمزية للعيد.
يُعتبر الإقبال على مسلسلات الأطفال المسيحية مثل حكايات الخضروات والمنزل الطائر وموكب العصور ويحكى أن كأداة تستخدمها الشبكات المسيحية كأداة للقوة المسيحية الناعمة. في الثقافة الشعبية تطرقت مسلسلات تلفزيونية أمريكية مبنية على الكتاب المقدس مثل ذا بايبل والمختار ويسوع الناصري وغيرها. وقد شوهدت الحلقة الأولى من مسلسل ذا بايبل من قبل 13.1 مليون مشاهد، وهو أكبر جمهور للتلفزيون الكبلي لعام 2013 حتى الآن. إجمالاً، مع البث التلفزيوني اللاحق، تلقى مسلسل ذا بايبل أكثر من 100 مليون مشاهدة تراكمية.في الثقافة الشعبية تطرقت مسلسلات أمريكية درامية مثل البابا يوحنا بولس الثاني والبورجياس والبابا اليافع وأفلام مثل الباباوان مواضيع من تاريخ وعالم البابوية الكاثوليكية.

## القضايا الأخلاقية

### الأخلاق الجنسية

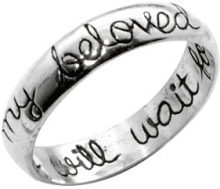
الخاتم الذي يضعه الملتزمون بمبادئ الحب الحقيقي ينتظر.

وفقاً لدراسة نشرتها مركز بيو للأبحاث عام 2020 ترفض التقاليد المسيحية ممارسة الجنس قبل الزواج. وعلى الرغم من أن المسيحيين في الولايات المتحدة لديهم آراء أقل تساهلاً من الأمريكيين غير المنتمين لدينًا حول المواعدة والجنس، يقول معظمهم إنه من المقبول في بعض الظروف على الأقل أن يمارس البالغون المتراضيون الجنس خارج إطار الزواج. وبحسب الدراسة يقول نصف المسيحيين الأمريكيين إن الجنس العرضي - الذي تم تعريفه في الاستطلاع على أنه ممارسة الجنس بين البالغين المتراضين الذين ليسوا في علاقة عاطفية ملتزمة - مقبول أحيانًا (32%) أو دائمًا (18%). يتبنى 83% من غير المنتمين إلى ديانة هذا الرأي وكذلك ستة من كل عشرة كاثوليك (62%)، وحوالي 56% من البروتستانت التابعين لتقليد الكنيسة السوداء، وحوالي 54% من البروتستانت الرئيسيين وحوالي 36% من البروتستانت الإنجيليين. ويقول 81% من المسيحيين الأمريكيين أن العلاقة الجنسية قبل الزواج في المواعدة الأولى غير مقبول تماماً بالمقارنة مع 49% من غير المنتمين دينياً يقولون ذلك، كما يقول 94% المسيحيين الأمريكيين أن العلاقة المفتوحة غير مقبولة بالمقارنة مع 46% من غير المنتمين دينياً يقولون ذلك. وفقاً لدراسة نشرت عام 2014 كان أتباع كنيسة يسوع المسيح لقديسي الأيام الأخيرة (المورمون) أقل الجماعات الدينية الأمريكية في الانخراط بالعلاقات الجنسية قبل الزواج، حيث وفقاً للدراسة قال 21% من المورمون الأمريكيين أنهم انخرطوا في علاقة جنسية قبل الزواج (وحوالي 14% من المورمون المترددين على الكنائس) وذلك بالمقارنة مع حوالي 98% من اليهود الأمريكيون وحوالي 43% من المسلمون الأمريكيون.
الحب الحقيقي ينتظر هو الاسم الذي تحمله جميعة مسيحية عالمية تدعو الشباب والمراهقين إلى الارتقاء بالرغبات الجنسية عن كونها شهوة حيوانية وإلى العفة والنقاء والإخلاص للزوج أو الزوجة حتى قبل الزواج وعدم الانغماس في العلاقات السريعة غير المستقرة. ولا يتمثل هذا في عدم ممارسة الجنس إلا في إطار الزواج فحسب ولكن أيضاً عدم القيام بأي عمل يثير الشهوات أو الرغبات الجنسية. وقد بدأت الجمعية بالترويج لأفكارها في المدارس والجامعات. وتؤكد أنه لا يمثل الطريقة الوحيدة للوقاية ضد الأمراض الجنسية والحمل غير المرغوب لكنه ببساطة الطريقة الأمثل والأضمن. ويقوم أعضاء هذه الجمعية بالتعهد بالوفاء بمبادئ الجمعية وإمضاء العقد المنشور على موقع الجمعية. وبحسب قولهم لا يمثل هذا العقد إلزاماً للعضو بإثبات إخلاصه وإنما يمثل ترويج وتشجيع للفكرة من خلال تعارف والتقاء أعضاء الجمعية، وتشجيع الآخرين على الإيمان بأن «الحب الحقيقي ينتظر» واختياره كسلوك وأسلوب حياة.

### المثلية الجنسية

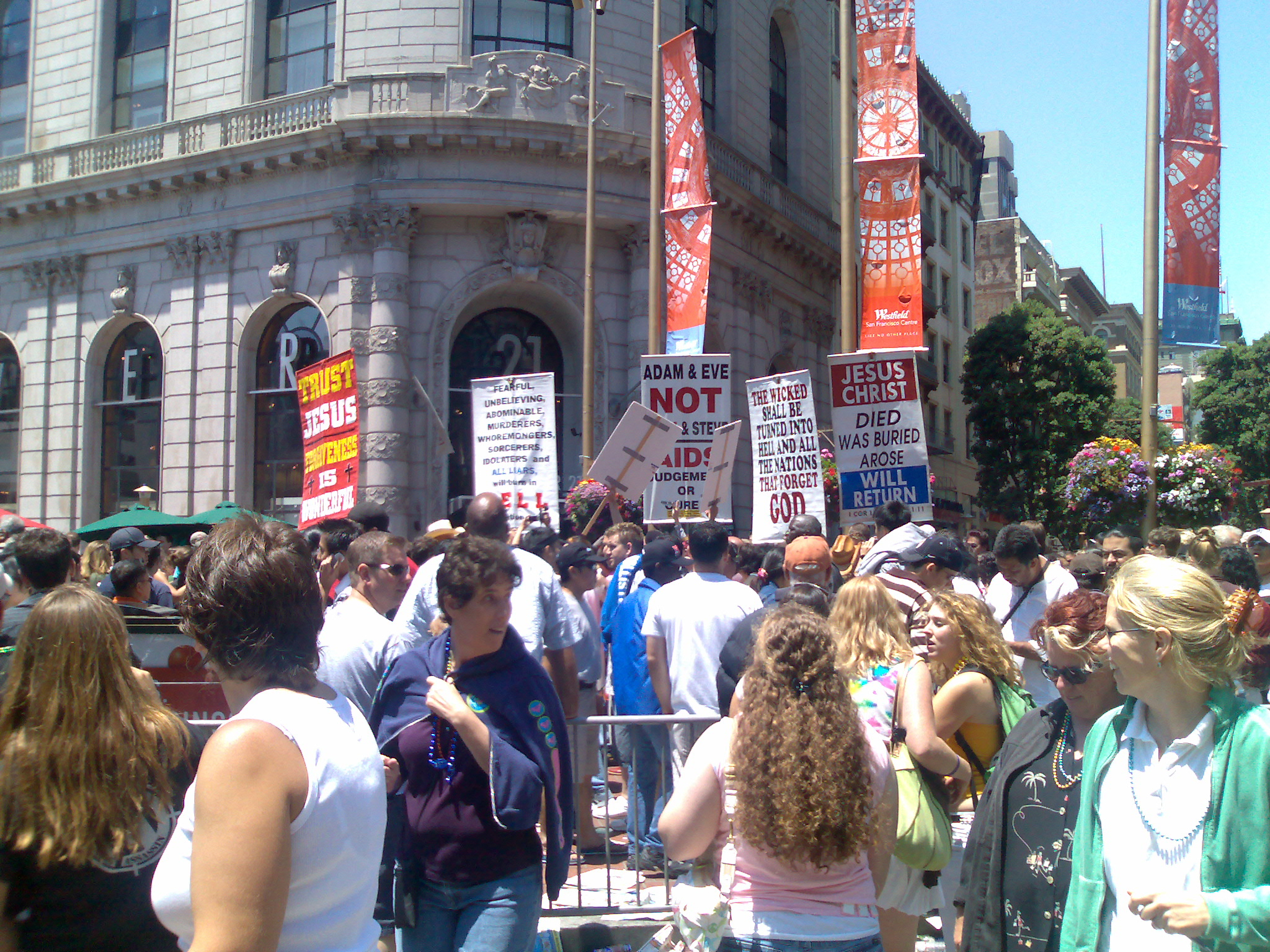
مسيحيين محافظين في مظاهرة ضد المثلية الجنسية خلال مهرجان فخر المثليين في مدينة سان فرانسيسكو.

وجد تقرير عام 2011 وذلك استنادًا إلى دراسات استقصائية أجراها معهد البحوث العامة حول آراء المجتمعات المسيحية في الولايات المتحدة في الزواج المثلي، أنّ 54% من الكاثوليك و55% من البروتستانت الخط الرئيسي البيض دعم الزواج المثلي، في المقابل عارض 68% من البروتستانت الأمريكيين من أصل أفريقي وعارض 77% من الإنجيليين البيض الزواج المثلي. ورفضت الأغلبية الساحقة من المورمون وشهود يهوه استنادًا إلى الدراسة الإستقصائية الزواج من نفس الجنس.
وجدت دراسة قامت بها مركز بيو للأبحاث عام 2014 وذلك استنادًا إلى دراسات استقصائية أجراها معهد البحوث العامة حول آراء المجتمعات المسيحية في الولايات المتحدة في الزواج المثلي، قال 66% من البروتستانت الخط الرئيسي البيض أنه ينبغي على المجتمع تقبل المثلية الجنسية، في حين وافق 51% من أتباع الكنيسة السوداء وحوالي 36% من أتباع الكنائس الإنجيلية على ذلك. ومن بين المذاهب البروتستانتية كان أتباع الكنيسة الأسقفية الأمريكية الأكثر تقبلاً للمثلية الجنسيَّة، حيث قال 83% منهم أنه ينبغي على المجتمع تقبل المثلية الجنسية، يليهم أتباع كنيسة المسيح المتحدة (82%)، والكنيسة اللوثرية الإنجيلية في أمريكا (73%)، والكنيسة المشيخية (65%)، والكنيسة الميثودية المتحدة (60%) والكنيسة المشيخية في أمريكا (49%). بالمقابل قال فقط 35% من أتباع الكنائس المتحدة وحوالي 27% من الأدفنتست وحوالي 26% من أتباع الكنائس الخمسينية أن على المجتمع تقبل المثليين جنسياً.
وفقاً للدراسة فإن غالبية المسيحيين الأمريكيين (54%) يقولون أنه يجب تقبل المثلية الجنسية في المجتمع عام 2014 بالمقارنة مع 44% في عام 2007، وعلى الرغم من زيادة التقبل الاّ أن هذه النسبة لا تزال أقل بكثير من الأشخاص غير المنتمين دينياً (83%) والأعضاء في الديانات غير المسيحية (76%) الذين يقولون نفس الشيء. ووفقاً لذات دراسة وعلى الرغم من كونهم لا يزالون محافظين، فإن الإنجيليين الشباب أكثر ليبرالية من كبار السن في النظرة للمثلية الجنسية، حيث يؤيد حوالي 45% من الإنجيليين الشباب (مواليد بين عام 1981-1996) الزواج المثلي بالمقابل يؤيد فقط 23% من البالغين الإنجيليين (مواليد 1981 وما قبل) ذلك، كما يقول 51% من الإنجيليين الشباب أنه يجب تقبل المثلية الجنسية في المجتمع بالمقابل يؤيد فقط 32% من البالغين الإنجيليين ذلك. وعلى الرغم من ذلك يبقى الإنجيليين الشباب محافظين في نظرتهم للمثلية الجنسية بالمقارنة مع نظرائهم الشباب الأمريكيين من باقي القطاعات الدينية، حيث يرفض 49% من الإنجيليين الشباب الزواج المثلي بالمقابل يرفض 20% مجمل الشباب الأمريكي ذلك.

## ديموغرافيا
التعداد السكاني الأمريكي لا يسأل عن الدين، وبالتالي أجرت مجموعات مختلفة من الدراسات الإستقصائيَّة لتحديد النسب المئوية التقريبيَّة لمن ينتمون إلى كل جماعة دينية.

### مؤسسة غالوب

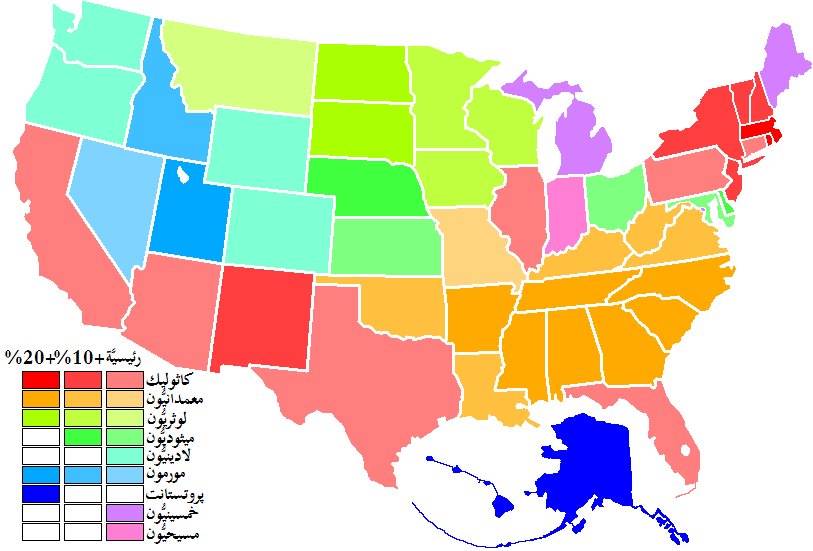
مُختارات لِأعلى نسب الطوائف الدينيَّة المسيحيَّة في الولايات المُتحدة الأمريكيَّة عام 2006 مُقارنةً بِالمُعدَّل الوطني؛ من قبل مؤسسة مسح الهوية الدينية الأمريكية.

| الانتماء الديني                 | % من مجمل سكان الولايات المتحدة | % من مجمل سكان الولايات المتحدة |
| ------------------------------- | ------------------------------- | ------------------------------- |
| المسيحية                        | 73.7                            | 73.7                            |
| البروتستانتية/طوائف مسيحيَّة أخرى | 48.9                            | 48.9                            |
| الكاثوليكية                     | 23.0                            | 23                              |
| المورمونيَّة                      | 1.8                             | 1.8                             |

### مركز بيو للأبحاث
| الانتماء الديني            | % من سكان الولايات المتحدة | % من سكان الولايات المتحدة |
| -------------------------- | -------------------------- | -------------------------- |
| المسيحيَّة                   | 70.6                       | 70.6                       |
| البروتستانتيَّة              | 46.5                       | 46.5                       |
| البروتستانتية الإنجيلية    | 25.4                       | 25.4                       |
| البروتستانتية الخط الرئيسي | 14.7                       | 14.7                       |
| الكنيسة السوداء            | 6.5                        | 6.5                        |
| الكاثوليكية                | 20.8                       | 20.8                       |
| المورمونية                 | 1.6                        | 1.6                        |
| شهود يهوه                  | 0.8                        | 0.8                        |
| الأرثوذكسية الشرقية        | 0.5                        | 0.5                        |
| طوائف مسيحية أخرى          | 0.4                        | 0.4                        |

### دراسات استقصائية

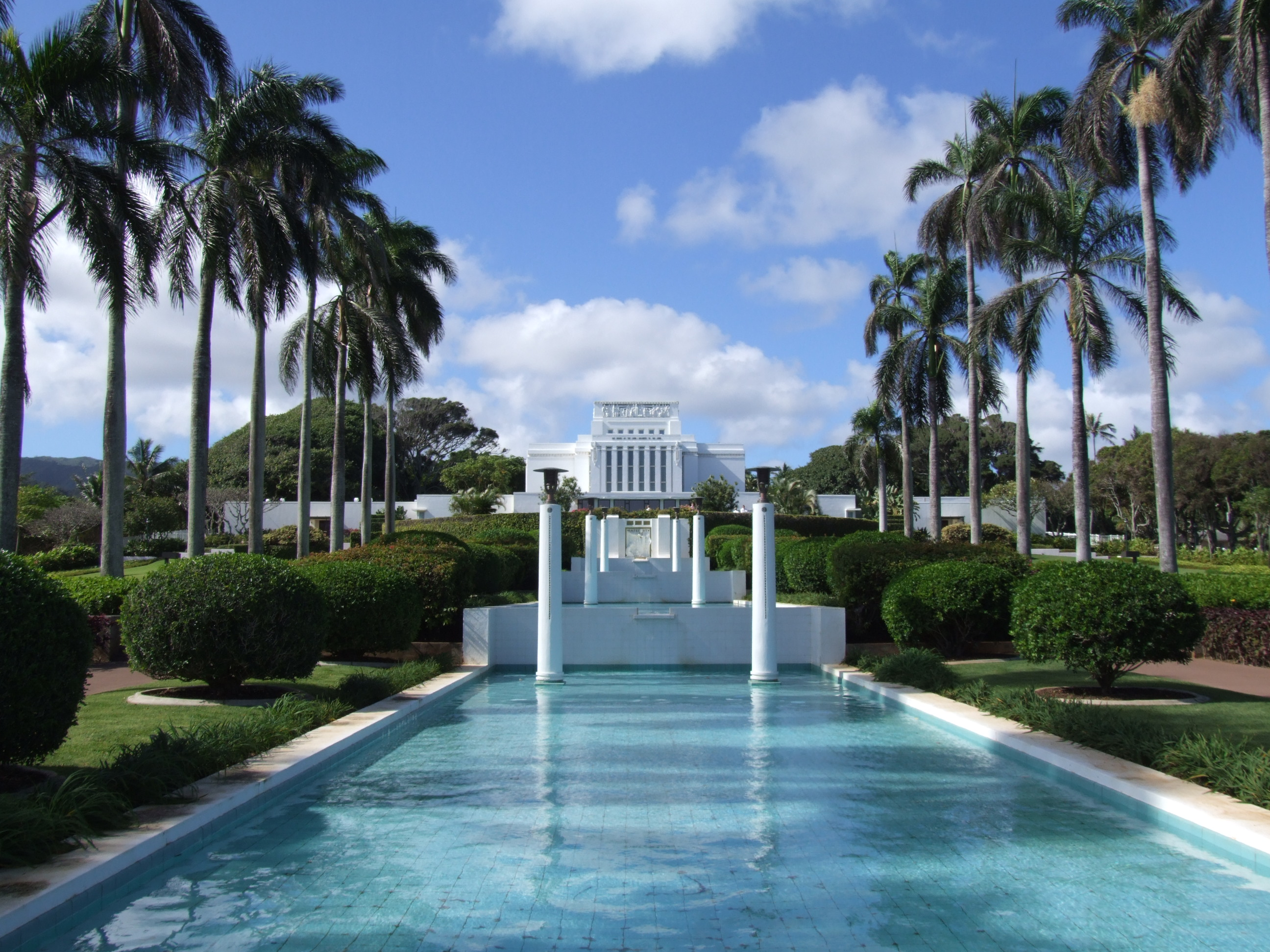
معبد لاي المورموني في هاواي؛ المورمون هم من أكثر الجماعات المسيحية حفاظاً على التابعين الذين نشأوا على دينهم في الولايات المتحدة.

وفقاً لتقرير، كانت نسبة المسيحيين في الولايات المتحدة نحو 83% من السكان في 2003، وأصبحت نسبة المسيحيين نحو 72% في 2017. وبحسب التقرير شهدت الكنائس البروتستانتية انخفاضاً في النسب، أما الكنيسة الكاثوليكية فقد حافظت على نسب ثابتة خلال هذه الفترة، في حين شهدت الطوائف المسيحية الأخرى نمواً وارتفاعاً في النسب. فقا لتقرير مركز بيو سنة 2018، بالمجمل حوالي 78% من الأمريكيين ممن تربوا على المسيحية يعرفون عن أنفسهم كمسيحيين اليوم، ونحو 22% ممن تربوا كمسيحيين تركوا المسيحية وأصبح معظمهم غير منتسب لأي دين، بينما كان 6% من المسيحيين من المتحولين للمسيحية.
وفقاً لبحث نشر في أواخر عام 2017 من قبل علماء وباحثين في جامعة هارفارد وجامعة إنديانا في بلومنغتون تزداد المسيحية في الولايات المتحدة قوةً ونمواً، وأنه على الرغم من التناقض في أعداد أتباع الكنائس البروتستانتية الخط الرئيسي، ولكن العديد من أتباعها لا يتركون المسيحية، بل يتحولون إلى مذهب مسيحي آخر، وخصوصاً إلى الكنائس الإنجيلية المحافظة والتي تتمسك بأساسيات الإيمان المسيحي. وشكك هذا البحث في «أطروحة العلمنة»، والتي ترى أن الولايات المتحدة تتبع معظم الدول الصناعية المتقدمة في موت ثقافتها الدينية. كما أشار البحث إلى أن أعداد المترددين على الكنائس في ارتفاع، ووجد كريستوفر سميث، عالم الاجتماع في مجال الدين، من خلال أبحاثه أن معظم البالغين من الشباب «أبلغوا عن تغير طفيف في كيفية تعاملهم الديني في السنوات الخمس السابقة». كما وجد أيضًا أن أولئك الذين أبلغوا عن تغيير يقولون إنهم كانوا أكثر تديناً وليس أقل. وتشير دراسة جامعة هارفارد وجامعة إنديانا في عام 2017 بتفصيل كبير ومع الرسوم البيانية، أن النسبة المئوية للمسيحيين الذين يذهبون إلى الكنيسة غالباً ما كانت ثابتة أو في تزايد منذ عقود. بالمقابل فإن المسيحيين السابقين هم في الغالب من المسيحيين الإسميين الذين لم يعودوا يشعرون بضغوط اجتماعية للبقاء في الكنيسة أو بالتعريف كمسيحيين. وأشار البروفيسور إريك كوفمان من جامعة لندن أنه سيكون للمسيحيين المحافظين ككل حضور أقوى في أمريكا البيضاء عام 2050 أكثر من وجودهم اليوم.
بحسب دراسة مركز بيو للأبحاث الكنيسة السوداء إلى جانب الإنجيلية وكنيسة يسوع المسيح لقديسي الأيام الأخيرة هم أعلى الطوائف المسيحية حفاظاً على التابعين الذين نشأوا على دينهم في الولايات المتحدة. بينما تعد الكنيسة المعمدانية وتجديدية العماد واللوثرية هم أعلى الكنائس البروتستانتية حفاظاً على التابعين الذين نشأوا على دينهم في الولايات المتحدة. وعلى المستوى المذهبي تكسب الطوائف البروتستانتية الإنجيلية في الولايات المتحدة أكثر مما تفقده من التحول الديني. وبحسب دراسة لمركز بيو نشرت عام 2016 يبقي أربعة من أصل خمسة أطفال من أبوين بروتستانت على المذهب البروتستانتي عند بلوغ سن الرشد ويبقى ما لا يقل عن 82% مسيحياً عند بلوغ سن الرشد. وبالنسبة لأولئك الذين تربوا حيث كان الدين مهمًا جدًا أو كثيرًا ما تمت مناقشته، يرتفع معدل الحفاظ على التابعين إلى نسب أعلى (حوالي 85% وحوالي 80% على التوالي). وتكتسب البروتستانتية أيضاً نسبة أكبر من أتباع الكاثوليكية وغير المنتسبين لأي دين مما تخسره كلا المجموعتين. بالمقابل يبقى ما لا يقل عن 79% من الكاثوليك من أبوين كاثوليك على الديانة المسيحية عند بلوغ سن الرشد. وبقي ما لا يقل عن 75% من الأشخاص القادمين من عائلة مختلطة بين المذهب الكاثوليكي والبروتستانتي مسيحياً عند بلوغ سن الرشد. في حين يقول 66% من الأشخاص من أبوين بروتستانتي وغير منتسب لأي ديانة أنه مسيحياً عند بلوغ سن الرشد، ويقول 57% من الأشخاص من أبوين كاثوليكي وغير منتسب لأي ديانة أنه مسيحياً عند بلوغ سن الرشد.

### ديموغرافيا حسب الولاية

أكبر مجموعة دينية حسب الولاية عام 2001 من قبل المسح الأمريكي لتحديد الهوية الدينية.

| الولاية            | مجمل المسيحيون | مجمل البروتستانت | إنجيلية بروتستانتية | البروتستانتية الخط الرئيسي | كنيسة سوداء | الكاثوليك | المورمون | شهود يهوه | أرثوذكس شرقيون | مسيحيون آخرون |
| ------------------ | -------------- | ---------------- | ------------------- | -------------------------- | ----------- | --------- | -------- | --------- | -------------- | ------------- |
| ألاباما            | 86%            | 78%              | 49%                 | 13%                        | 16%         | 7%        | 1%       | 0.1%      | 0.1%           | 0.1%          |
| ألاسكا             | 62%            | 37%              | 22%                 | 12%                        | 3%          | 16%       | 5%       | 0.5%      | 5%             | 0.5%          |
| أريزونا            | 67%            | 39%              | 26%                 | 12%                        | 1%          | 21%       | 5%       | 1%        | 1%>            | 1%>           |
| أركنساس            | 79%            | 70%              | 46%                 | 16%                        | 8%          | 8%        | 1%       | 1%>       | 1%>            | 1%>           |
| كاليفورنيا         | 63%            | 32%              | 20%                 | 10%                        | 2%          | 28%       | 1%       | 1%        | 1%             | 1%            |
| كولورادو           | 64%            | 43%              | 26%                 | 15%                        | 2%          | 16%       | 2%       | 1%>       | 1%             | 1%            |
| كونيتيكت           | 70%            | 35%              | 13%                 | 17%                        | 5%          | 33%       | 1%       | 1%>       | 1%             | 1%            |
| ديلاوير            | 69%            | 46%              | 15%                 | 21%                        | 10%         | 22%       | 1%>      | 1%>       | 1%             | 1%>           |
| فلوريدا            | 70%            | 46%              | 24%                 | 14%                        | 8%          | 21%       | 1%       | 1%        | 1%>            | 1%            |
| جورجيا             | 79%            | 67%              | 38%                 | 12%                        | 17%         | 9%        | 1%       | 2%        | 1%>            | 1%>           |
| هاواي              | 63%            | 38%              | 25%                 | 11%                        | 2%          | 20%       | 3%       | 1%        | 0.5%           | 1%            |
| أيداهو             | 67%            | 37.5%            | 21%                 | 16%                        | 0.5%        | 10%       | 19%      | 1%>       | 1%>            | 1%>           |
| إلينوي             | 71%            | 43%              | 20%                 | 16%                        | 7%          | 28%       | 1%>      | 1%        | 1%             | 1%>           |
| إنديانا            | 72%            | 52%              | 31%                 | 16%                        | 5%          | 18%       | 1%       | 0.5%      | 0.5%           | 0.5%          |
| آيوا               | 77%            | 57%              | 25%                 | 30%                        | 2%          | 18%       | 1%>      | 1%>       | 1%>            | 1%>           |
| كانساس             | 76%            | 57%              | 31%                 | 24%                        | 2%          | 18%       | 1%       | 1%        | 1%>            | 1%>           |
| كنتاكي             | 76%            | 65%              | 49%                 | 11%                        | 5%          | 10%       | 1%>      | 1%>       | 1%>            | 1%>           |
| لويزيانا           | 84%            | 57%              | 27%                 | 8%                         | 22%         | 26%       | 1%>      | 1%        | 1%>            | 1%>           |
| مين                | 60%            | 37%              | 14%                 | 21%                        | 2%          | 21%       | 2%       | 1%>       | 1%>            | 1%            |
| ماريلاند           | 69%            | 52%              | 18%                 | 18%                        | 16%         | 15%       | 1%       | 1%>       | 1%             | 1%            |
| ماساتشوستس         | 58%            | 21%              | 9%                  | 10%                        | 2%          | 34%       | 1%       | 1%>       | 1%             | 1%>           |
| ميشيغان            | 79%            | 53%              | 26%                 | 19%                        | 8%          | 23%       | 1%       | 1%        | 0.5%           | 0.5%          |
| مينيسوتا           | 74%            | 50%              | 19%                 | 29%                        | 2%          | 22%       | 1%       | 1%>       | 1%>            | 1%>           |
| مسيسيبي            | 83%            | 77%              | 41%                 | 12%                        | 24%         | 4%        | 1%       | 1%>       | 1%>            | 1%>           |
| ميزوري             | 77%            | 57%              | 36%                 | 16%                        | 5%          | 16%       | 1%       | 1%>       | 1%>            | 1%>           |
| مونتانا            | 65%            | 43%              | 28%                 | 14%                        | 1%          | 17%       | 4%       | 1%        | 1%             | 1%>           |
| نبراسكا            | 75%            | 51%              | 25%                 | 24%                        | 2%          | 23%       | 1%       | 1%>       | 1%>            | 1%>           |
| نيفادا             | 66%            | 35%              | 20%                 | 10%                        | 5%          | 25%       | 4%       | 1%        | 1%             | 1%>           |
| نيوهامبشير         | 59%            | 30%              | 13%                 | 16%                        | 1%          | 26%       | 1%       | 2%        | 1%>            | 1%>           |
| نيو جيرسي          | 67%            | 31%              | 13%                 | 12%                        | 6%          | 34%       | 1%       | 1%        | 1%             | 1%>           |
| نيومكسيكو          | 75%            | 38%              | 23%                 | 14%                        | 1%          | 34%       | 2%       | 1%        | 1%>            | 1%>           |
| نيويورك            | 60%            | 26%              | 10%                 | 11%                        | 5%          | 31%       | 1%>      | 1%        | 1%             | 1%>           |
| كارولاينا الشمالية | 77%            | 66%              | 35%                 | 19%                        | 12%         | 9%        | 1%       | 1%        | 1%             | 1%>           |
| داكوتا الشمالية    | 77%            | 51%              | 22%                 | 28%                        | 1%          | 26%       | 1%>      | 1%>       | 1%>            | 1%>           |
| أوهايو             | 73%            | 53%              | 29%                 | 17%                        | 7%          | 18%       | 1%       | 1%        | 1%>            | 1%>           |
| أوكلاهوما          | 79%            | 69%              | 49%                 | 18%                        | 4%          | 8%        | 1%       | 1%>       | 1%>            | 1%>           |
| أوريغون            | 61%            | 43%              | 29%                 | 13%                        | 1%          | 12%       | 4%       | 0.5%      | 1%             | 1%            |
| بنسيلفانيا         | 73%            | 47%              | 19%                 | 23%                        | 5%          | 24%       | 1%>      | 1%        | 1%>            | 1%>           |
| رود آيلاند         | 75%            | 30%              | 14%                 | 14%                        | 2%          | 42%       | 1%       | 2%        | 1%>            | 1%>           |
| كارولاينا الجنوبية | 78%            | 66%              | 35%                 | 16%                        | 15%         | 10%       | 1%       | 1%        | 1%             | 1%>           |
| داكوتا الجنوبية    | 79%            | 58%              | 25%                 | 32%                        | 1%>         | 22%       | 1%>      | 1%>       | 1%>            | 1%>           |
| تينيسي             | 81%            | 73%              | 52%                 | 13%                        | 8%          | 6%        | 1%       | 1%>       | 1%>            | 1%>           |
| تكساس              | 77%            | 50%              | 31%                 | 13%                        | 6%          | 23%       | 1%       | 1%        | 1%>            | 1%            |
| يوتا               | 73%            | 13%              | 7%                  | 6%                         | 1%>         | 5%        | 55%      | 1%>       | 1%>            | 1%>           |
| فيرمونت            | 54%            | 30%              | 11%                 | 19%                        | 1%>         | 22%       | 1%>      | 1%>       | 1%             | 1%>           |
| فرجينيا            | 73%            | 58%              | 30%                 | 16%                        | 12%         | 12%       | 2%       | 1%>       | 1%             | 1%>           |
| واشنطن             | 61%            | 40%              | 25%                 | 13%                        | 2%          | 17%       | 3%       | 2%        | 1%>            | 1%            |
| واشنطن العاصمة     | 65%            | 41%              | 14%                 | 15%                        | 12%         | 19%       | 1%       | 1%>       | 2%             | 1%            |
| فيرجينيا الغربية   | 78%            | 70%              | 39%                 | 29%                        | 2%          | 6%        | 2%       | 1%>       | 1%>            | 1%>           |
| ويسكونسن           | 71%            | 44%              | 22%                 | 18%                        | 4%          | 25%       | 1%>      | 1%        | 1%             | 1%>           |
| وايومنغ            | 71%            | 43%              | 27%                 | 16%                        | 1%>         | 14%       | 9%       | 3%        | 1%>            | 1%            |

### ديموغرافيا حسب المدن الكبرى

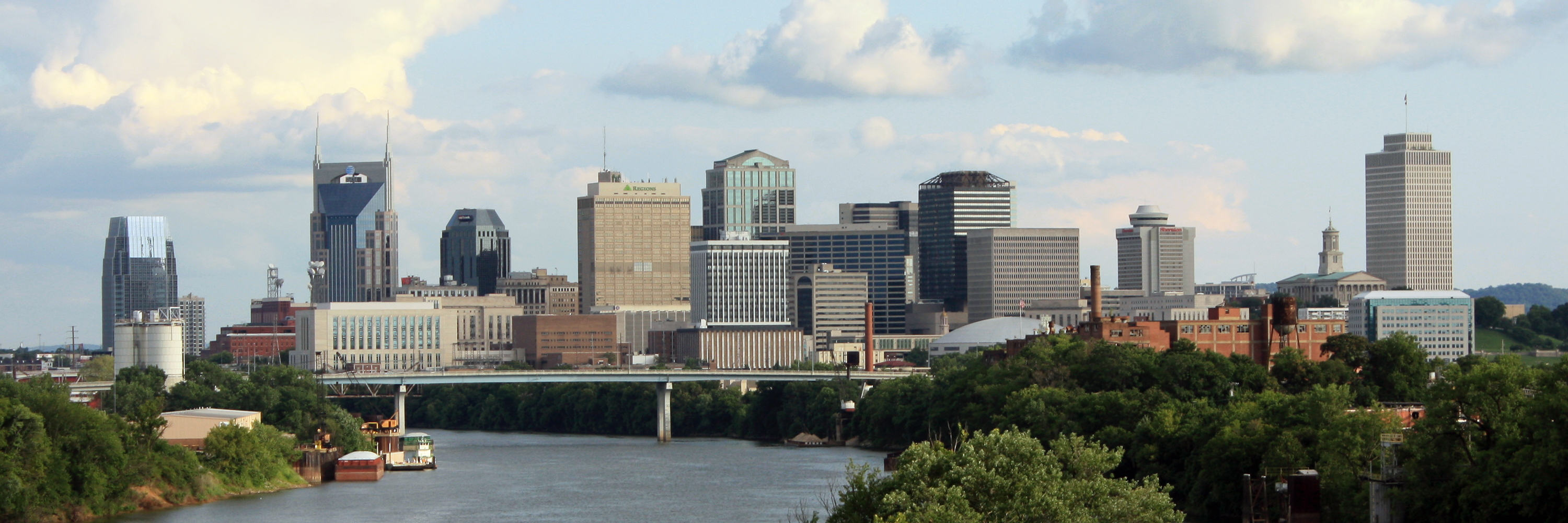
مدينة ناشفيل، واحدة من أكثر المدن مسيحية ومحافظة في الولايات المتحدة.

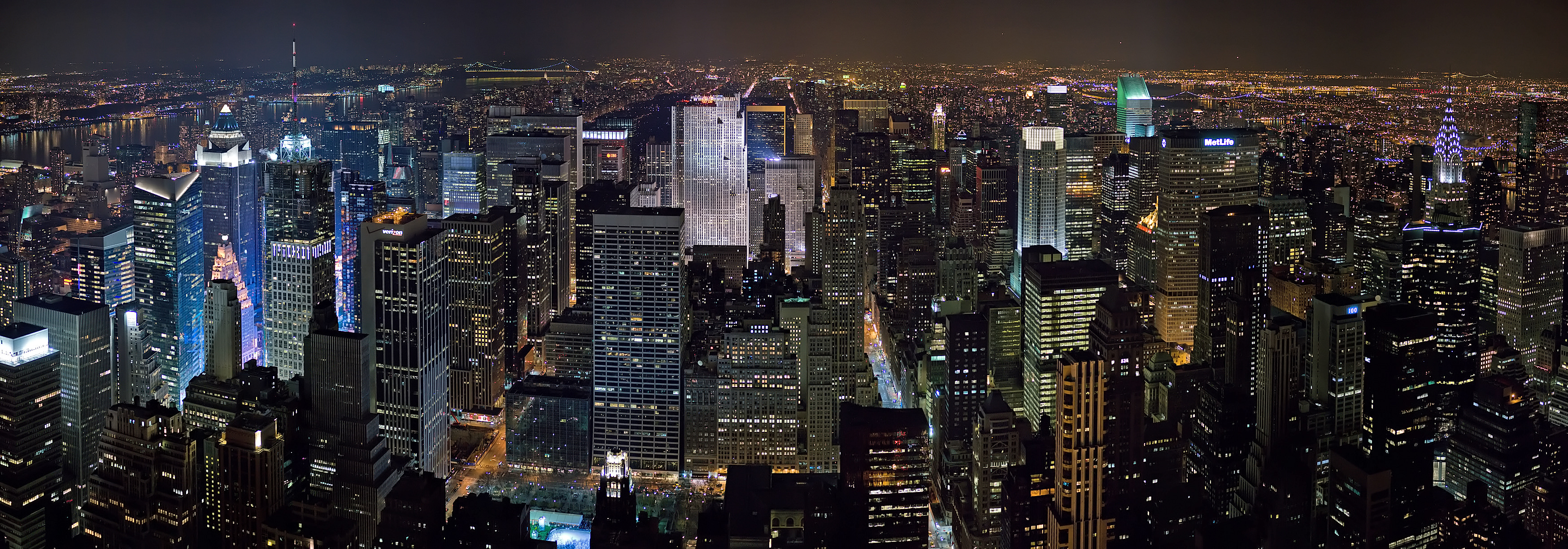
مدينة نيويورك، تضم إحدى أكبر التجمعات الحضرية المسيحية في العالم.

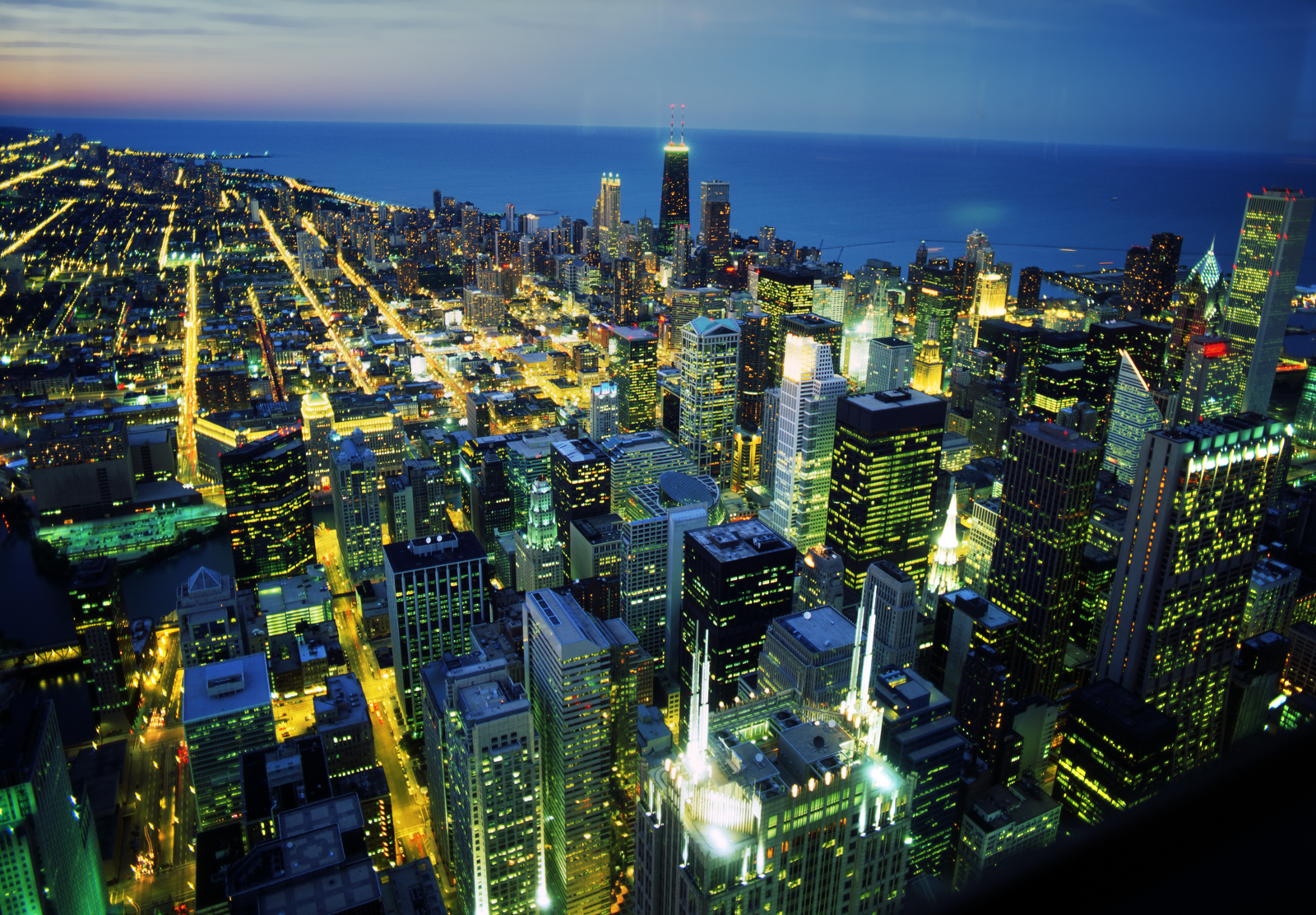
مدينة شيكاغو، حوالي ثلث سكان المدينة من الكاثوليك خصوصًا من أصول إيرلنديّة.

| مرتبة | المدينة        | نسبة البروتستانت | نسبة الكاثوليك | نسبة المسيحيين |
| ----- | -------------- | ---------------- | -------------- | -------------- |
| 1     | ناشفيل         | 69%              | 10%            | 81%            |
| 2     | تشارلوت        | 64%              | 14%            | 78%            |
| 3     | أتلانتا        | 62%              | 11%            | 77%            |
| 4     | كانساس سيتي    | 57%              | 14%            | 76%            |
| 5     | دالاس          | 53%              | 19%            | 75%            |
| 6     | هيوستن         | 50%              | 23%            | 75%            |
| 7     | سانت لويس      | 46%              | 25%            | 73%            |
| 8     | لاس فيغاس      | 37%              | 27%            | 71%            |
| 9     | كولومبس        | 45%              | 22%            | 70%            |
| 10    | ميامي          | 36%              | 30%            | 69%            |
| 11    | فيلادلفيا      | 34%              | 33%            | 69%            |
| 12    | ديترويت        | 43%              | 23%            | 68%            |
| 13    | لوس أنجلوس     | 32%              | 31%            | 66%            |
| 14    | أورلاندو       | 53%              | 9%             | 65%            |
| 15    | نيويورك        | 26%              | 36%            | 64%            |
| 16    | شيكاغو         | 26%              | 36%            | 64%            |
| 17    | واشنطن العاصمة | 42%              | 19%            | 63%            |
| 18    | بوسطن          | 23%              | 36%            | 61%            |
| 19    | دنفر           | 39%              | 20%            | 61%            |
| 20    | سياتل          | 35%              | 17%            | 55%            |
| 21    | سان فرانسيسكو  | 23%              | 27%            | 52%            |

## التركيبة السكانية

### الجنس
القائمة التالية تستعرض معطيات حول التوزيع الديني حسب الجنس من دراسة لمركز بيو للأبحاث من عام 2014:

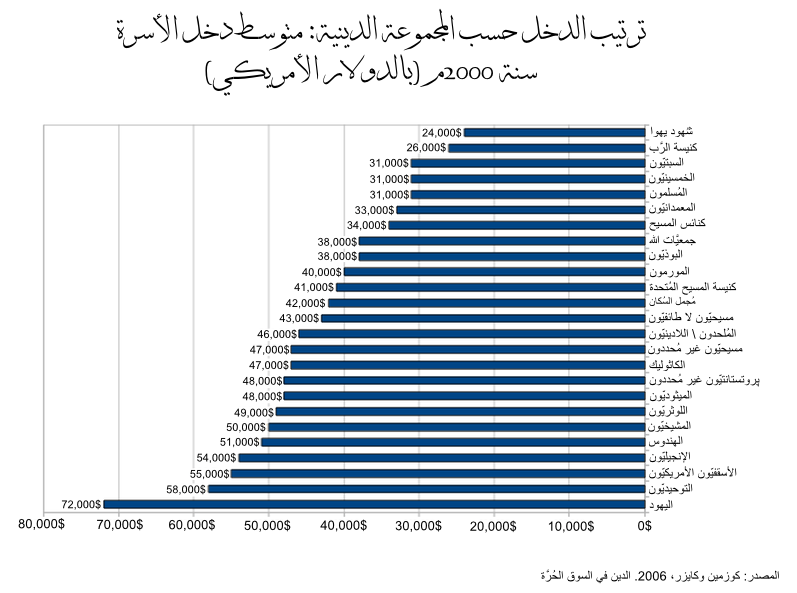
رسمٌ بيانيٌّ يُظهرُ دخل المجموعات الدينيَّة في الولايات المُتحدة الأمريكيَّة استنادًا إلى إحصاء ARIS سنة 2001.

| الديانة                   | رجال | نساء |
| ------------------------- | ---- | ---- |
| مسيحيون                   | 66%  | 75%  |
| بروتستانت                 | 43%  | 50%  |
| بروتستانت إنجيليين        | 24%  | 27%  |
| بروتستانت خط رئيسي        | 14%  | 16%  |
| بروتستانت الكنيسة السوداء | 5%   | 7%   |
| كاثوليك                   | 20%  | 22%  |
| مورمون                    | 2%   | 2%   |
| شهود يهوه                 | 1%   | 1%   |
| أرثوذكس                   | 1%   | *    |

القائمة التالية تستعرض معطيات حول التوزيع الجنسي حسب الجماعات الدينية من دراسة لمركز بيو للأبحاث من عام 2014:
| الديانة                   | رجال | نساء |
| ------------------------- | ---- | ---- |
| مسيحيون                   | 45%  | 55%  |
| بروتستانت                 | 45%  | 55%  |
| بروتستانت إنجيليين        | 45%  | 55%  |
| بروتستانت خط رئيسي        | 45%  | 55%  |
| بروتستانت الكنيسة السوداء | 41%  | 59%  |
| كاثوليك                   | 46%  | 54%  |
| مورمون                    | 46%  | 54%  |
| شهود يهوه                 | 35%  | 65%  |
| أرثوذكس                   | 56%  | 44%  |

القائمة التالية تستعرض معطيات حول التوزيع الجنسي حسب الجماعات العرقية من دراسة لمركز بيو للأبحاث:
| مجموعة عرقية            | رجال | نساء |
| ----------------------- | ---- | ---- |
| مسيحيون بيض             | 46%  | 54%  |
| مسيحيون أفارقة          | 41%  | 59%  |
| مسيحيون آسيويون         | 51%  | 49%  |
| مسيحيون هسبان ولاتينيون | 46%  | 54%  |
| مسيحيون من أعراق مختلطة | 53%  | 57%  |

### العمر
القائمة التالية تستعرض معطيات من دراسة لمركز بيو للأبحاث من عام 2014:
| الديانة                   | 18-29 | 30-49 | 50-64 | 65+ | متوسط العمر |
| ------------------------- | ----- | ----- | ----- | --- | ----------- |
| مسيحيون                   | 17%   | 33%   | 29%   | 21% | 49          |
| بروتستانت                 | 17%   | 32%   | 29%   | 21% | 50          |
| بروتستانت إنجيليين        | 17%   | 33%   | 29%   | 20% | 49          |
| بروتستانت خط رئيسي        | 16%   | 29%   | 29%   | 26% | 52          |
| بروتستانت الكنيسة السوداء | 20%   | 36%   | 29%   | 15% | 46          |
| كاثوليك                   | 17%   | 33%   | 29%   | 20% | 46          |
| مورمون                    | 22%   | 40%   | 22%   | 16% | 43          |
| شهود يهوه                 | 15%   | 34%   | 29%   | 23% | 50          |
| أرثوذكس                   | 26%   | 40%   | 21%   | 13% | 40          |

القائمة التالية تستعرض معطيات حول التوزيع العمري حسب الجماعات العرقية من دراسة لمركز بيو للأبحاث:
| الديانة                   | 18-29 | 30-39 | 40-49 | 50-59 | 60-69 | 70+ |
| ------------------------- | ----- | ----- | ----- | ----- | ----- | --- |
| مسيحيون                   | 68%   | 76%   | 80%   | 80%   | 84%   | 88% |
| بروتستانت                 | 43%   | 47%   | 52%   | 54%   | 57%   | 62% |
| بروتستانت إنجيليين        | 22%   | 26%   | 28%   | 27%   | 29%   | 30% |
| بروتستانت خط رئيسي        | 12%   | 16%   | 17%   | 20%   | 21%   | 26% |
| بروتستانت الكنيسة السوداء | 8%    | 6%    | 7%    | 7%    | 7%    | 6%  |
| كاثوليك                   | 22%   | 25%   | 25%   | 23%   | 24%   | 23% |
| مورمون                    | 2%    | 2%    | 2%    | 1%    | 2%    | 1%  |
| شهود يهوه                 | 1%    | 1%    | 1%    | 1%    | 1%    | 1%  |
| أرثوذكس                   | 1%    | 1%    | 1%    | 1%    | 0.5%> | 1%  |

القائمة التالية تستعرض معطيات حول التوزيع العرقي حسب الفئة العمرية من دراسة لمركز بيو للأبحاث:
| مجموعة عرقية            | 18-29 | 30-49 | 50-64 | 65+ |
| ----------------------- | ----- | ----- | ----- | --- |
| مسيحيون بيض             | 14%   | 30%   | 31%   | 26% |
| مسيحيون أفارقة          | 22%   | 35%   | 28%   | 15% |
| مسيحيون آسيويون         | 32%   | 34%   | 22%   | 12% |
| مسيحيون هسبان ولاتينيون | 25%   | 44%   | 22%   | 9%  |
| مسيحيون من أعراق مختلطة | 25%   | 35%   | 28%   | 12% |

### التعليم
القائمة التالية تستعرض معطيات من دراسة لمركز بيو للأبحاث من عام 2014:

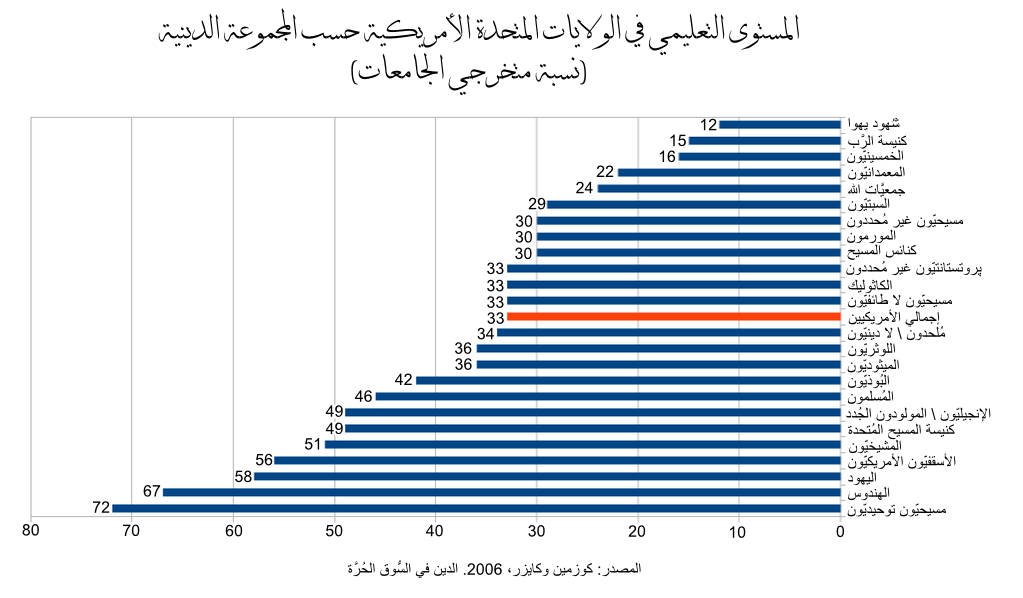
رسمٌ بيانيٌّ يُظهرُ الاختلاف في المُستوى التعليمي عند المجموعات الدينيَّة المُختلفة بالولايات المُتحدة الأمريكيَّة، استنادًا إلى بيانات ARIS من سنة 2001.

| الديانة           | شهادة ثانوية أو أقل | بعض درجات الجامعيَّة | درجة بكالوريوس | درجة دراسات عليا | مجمل الحاصلين على شهادة أكاديميَّة |
| ----------------- | ------------------- | ------------------ | -------------- | ---------------- | -------------------------------- |
| مسيحيون           | 43%                 | 32%                | 16%            | 9%               | 25%                              |
| بروتستانت         | 42%                 | 34%                | 16%            | 9%               | 22%                              |
| معمدانية          | 51%                 | 32%                | 11%            | 5%               | 16%                              |
| ميثودية           | 36%                 | 31%                | 22%            | 14%              | 36%                              |
| لا طائفيَّة         | 28%                 | 39%                | 23%            | 11%              | 34%                              |
| لوثرية            | 36%                 | 32%                | 19%            | 13%              | 32%                              |
| مشيخية            | 27%                 | 25%                | 24%            | 23%              | 47%                              |
| خمسينية           | 52%                 | 36%                | 9%             | 4%               | 13%                              |
| أنجليكانيَّة أسقفية | 16%                 | 28%                | 31%            | 25%              | 56%                              |
| أبرشانيَّة          | 35%                 | 20%                | 22%            | 24%              | 46%                              |
| تجديدية العماد    | 37%                 | 36%                | 18%            | 9%               | 27%                              |
| أدفنتست           | 63%                 | 17%                | 11%            | 9%               | 20%                              |
| كاثوليك           | 47%                 | 27%                | 16%            | 10%              | 26%                              |
| مورمون            | 27%                 | 40%                | 23%            | 10%              | 33%                              |
| شهود يهوه         | 63%                 | 25%                | 9%             | 4%               | 13%                              |
| أرثوذكس           | 26%                 | 34%                | 21%            | 19%              | 40%                              |
| مسيحيون آخرون     | 26%                 | 43%                | 19%            | 12%              | 31%                              |

#### مستوى التدين
القائمة التالية تستعرض معطيات من دراسة لمركز بيو للأبحاث من عام 2014:
| الديانة                   | التردد على الكنائس | الصلاة يومياً | أهمية الديانة في حياتهم | يؤمون بالله بشكل مطلق | مجمل الملتزمون دينياً |
| ------------------------- | ------------------ | ------------ | ----------------------- | --------------------- | -------------------- |
| بروتستانت إنجيليون        | 58%                | 79%          | 79%                     | 88%                   | 84%                  |
| الحاصلين على شهادة جامعية | 68%                | 83%          | 81%                     | 90%                   | 87%                  |
| بعض درجات الجامعيَّة        | 55%                | 79%          | 78%                     | 88%                   | 83%                  |
| شهادة ثانوية أو أقل       | 55%                | 77%          | 79%                     | 87%                   | 82%                  |
| بروتستانت خط رئيسي        | 33%                | 54%          | 53%                     | 66%                   | 55%                  |
| الحاصلين على شهادة جامعية | 36%                | 52%          | 50%                     | 61%                   | 54%                  |
| بعض درجات الجامعيَّة        | 31%                | 57%          | 55%                     | 68%                   | 57%                  |
| شهادة ثانوية أو أقل       | 31%                | 53%          | 55%                     | 69%                   | 55%                  |
| بروتستانت الكنيسة السوداء | 53%                | 80%          | 85%                     | 89%                   | 88%                  |
| الحاصلين على شهادة جامعية | 59%                | 85%          | 85%                     | 89%                   | 88%                  |
| بعض درجات الجامعيَّة        | 53%                | 79%          | 84%                     | 90%                   | 89%                  |
| شهادة ثانوية أو أقل       | 52%                | 80%          | 88%                     | 88%                   | 88%                  |
| كاثوليك                   | 39%                | 59%          | 58%                     | 64%                   | 61%                  |
| الحاصلين على شهادة جامعية | 45%                | 58%          | 55%                     | 66%                   | 62%                  |
| بعض درجات الجامعيَّة        | 35%                | 60%          | 56%                     | 69%                   | 61%                  |
| شهادة ثانوية أو أقل       | 39%                | 59%          | 60%                     | 61%                   | 60%                  |
| مورمون                    | 77%                | 85%          | 84%                     | 86%                   | 88%                  |
| الحاصلين على شهادة جامعية | 85%                | 92%          | 89%                     | 88%                   | 92%                  |
| بعض درجات الجامعيَّة        | 76%                | 88%          | 84%                     | 88%                   | 91%                  |
| شهادة ثانوية أو أقل       | 66%                | 72%          | 76%                     | 82%                   | 78%                  |

### الاقتصاد
القائمة التالية تستعرض معطيات حول الدخل المالي من دراسة لمركز بيو للأبحاث من عام 2014:
| الديانة           | أقل من 30,000$ | 30,000$-49,999$ | 50,000$-74,999$ | 75,000$-99,000$ | أكثر من 100,000$ |
| ----------------- | -------------- | --------------- | --------------- | --------------- | ---------------- |
| مسيحيون           | 36%            | 21%             | 12%             | 15%             | 17%              |
| بروتستانت         | 36%            | 21%             | 15%             | 12%             | 16%              |
| معمدانية          | 42%            | 22%             | 14%             | 10%             | 12%              |
| ميثودية           | 24%            | 20%             | 16%             | 15%             | 25%              |
| لا طائفيَّة         | 22%            | 21%             | 16%             | 15%             | 26%              |
| لوثرية            | 23%            | 21%             | 15%             | 16%             | 25%              |
| مشيخية            | 21%            | 16%             | 20%             | 13%             | 31%              |
| خمسينية           | 49%            | 23%             | 12%             | 8%              | 8%               |
| أنجليكانيَّة أسقفية | 19%            | 14%             | 12%             | 19%             | 36%              |
| أبرشانيَّة          | 28%            | 16%             | 14%             | 11%             | 31%              |
| تجديدية العماد    | 37%            | 24%             | 14%             | 10%             | 15%              |
| كاثوليك           | 36%            | 19%             | 14%             | 12%             | 19%              |
| مورمون            | 27%            | 20%             | 18%             | 16%             | 20%              |
| شهود يهوه         | 48%            | 25%             | 14%             | 8%              | 4%               |
| أرثوذكس           | 18%            | 17%             | 19%             | 18%             | 29%              |
| مسيحيون آخرون     | 28%            | 25%             | 14%             | 11%             | 22%              |

### العرق
يُبين الجدول أدناه الانتماءات الدينية بين الأعراق في الولايات المتحدة وذلك حسب معطيات مركز بيو للأبحاث لعام 2014، كما ووجدت دراسة مركز بيو للأبحاث لعام 2012 أنَّ 42% من الأمريكيين الآسيويين يعرفون أنفسهم كمسيحيين.

#### التوزيع حسب العرقية
القائمة التالية تستعرض معطيات من دراسة لمركز بيو للأبحاث من عام 2014:
| الديانة       | بيض   | أصول أفريقية | هسبان لاتينيون | أخرون |
| ------------- | ----- | ------------ | -------------- | ----- |
| مسيحيون       | 70%   | 79%          | 77%            | 49%   |
| بروتستانت     | 48%   | 71%          | 26%            | 33%   |
| كاثوليك       | 19%   | 5%           | 48%            | 13%   |
| مورمون        | 2%    | <0.5%        | 1%             | 1%    |
| شهود يهوه     | <0.5% | 2%           | 1%             | 1%    |
| أرثوذكس       | 1%    | <0.5%        | <0.5%          | 1%    |
| مسيحيون أخرون | <0.5% | 1%           | <0.5%          | 1%    |

القائمة التالية تستعرض معطيات دراسة معهد بحوث الدين العام عام 2017:
| الطائفة       | بيض | أصول أفريقية | هسبان لاتينيون | أخرون | سكان الولايات المتحدة |
| ------------- | --- | ------------ | -------------- | ----- | --------------------- |
| مسيحيون       | 43% | 8%           | 11%            | 8%    | 70%                   |
| بروتستانت     | 30% | 8%           | 4%             | 3%    | 45%                   |
| كاثوليك       | 11% | -            | 7%             | 2%    | 20%                   |
| مورمون        | 2%  | -            | -              | -     | 2%                    |
| شهود يهوه     | -   | -            | -              | -     | 1%                    |
| أرثوذكس       | 1%  | -            | -              | -     | 1%                    |
| مسيحيون آخرون | -   | -            | -              | -     | 1%                    |

#### الأصول العرقية

##### الأصول الأوروبية والشرق أوسيطة

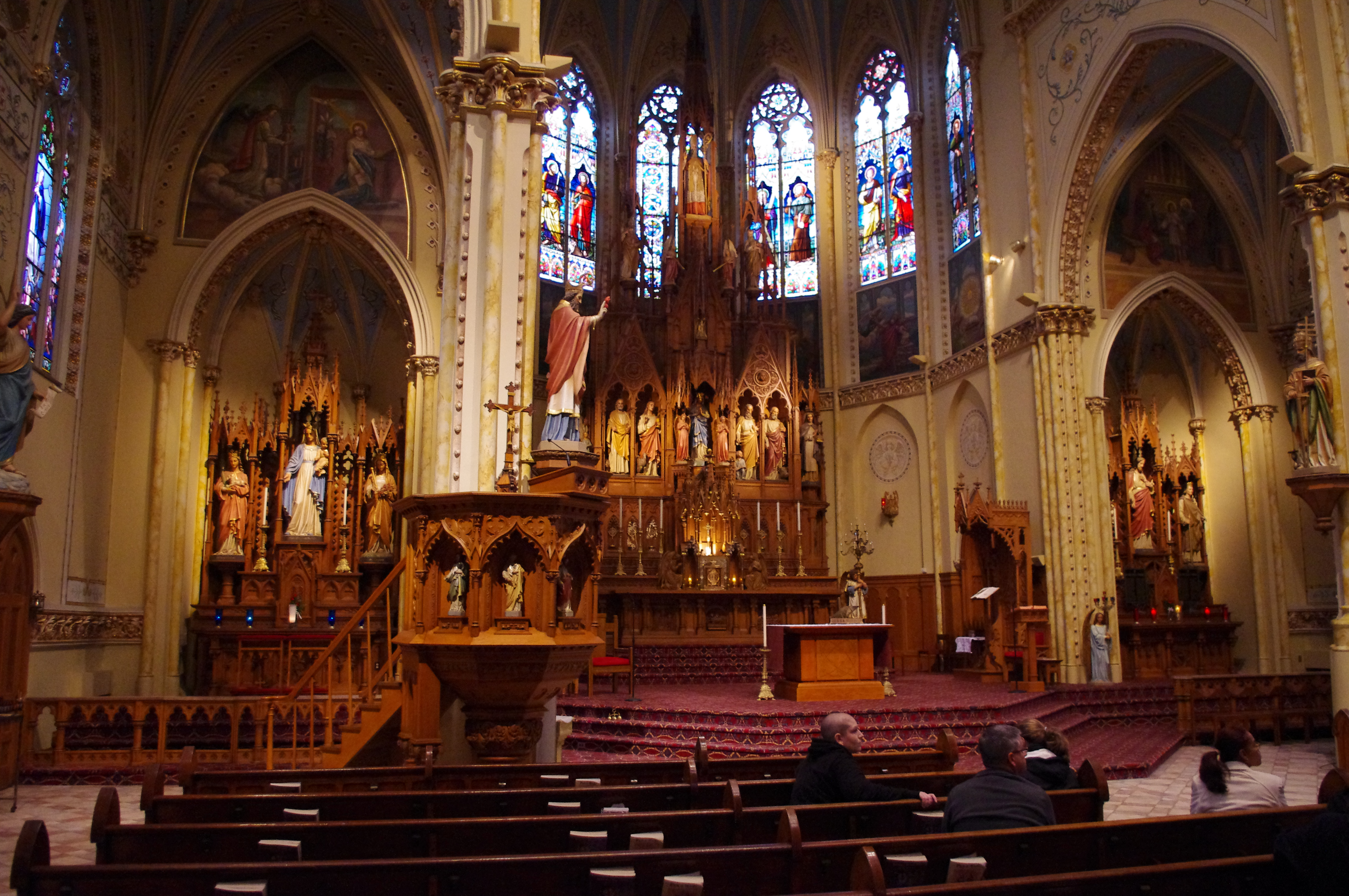
كنيسة القديس ستانيسلاوس كليفلاند في أوهايو؛ وهي من الكنائس الخاصة بالجالية البولندية.

منذ حوالي عام 1600 بدأ المستوطنون الأوروبيون بالقدوم إلى الأراضي الأمريكيَّة وجلبوا معهم التقاليد المسيحية الغربية والتي من ضمنها الكنيسة الأنجليكانية، والكنيسة المعمدانية، والمشيخية، واللوثرية، وجمعية الأصدقاء الدينية والكنيسة المورافية. على الرغم من إن المجتمع الأميركي يتكون من أقوام وأديان مختلفة، إلا أن الآنجلوساكسون البيض البروتستانت هم الذين أعطوا للولايات المتحدة الأميركية هويتها السياسيَّة والثقافيَّة والدينيَّة والاقتصادية. ووفقًا لعالم الاجتماع ستيفن سايدمان «تشكل الثقافة البروتستانتية البيضاء التيار الثقافي العام في الولايات المتحدة. علاوة على ذلك، يميل البروتستانت البيض إلى أن يكونوا ممثلين بشكل غير متناسبين في المناصب القوية، ويسيطرون على جميع المؤسسات السياسية والاقتصادية والثقافية تقريبًا».
في بداية القرن السادس عشر، جلب الإسبان (ولاحقًا الفرنسيون والإنجليز) التقاليد الكاثوليكية للبلاد. ومنذ القرن التاسع عشر وحتى الوقت الحاضر، تدفقت أعداد كبيرة من المهاجرين الكاثوليك الأيرلنديين، والإسكتلنديين، والألمان، والإيطاليين، والبولنديين، والفرنسيين، والبرتغاليين، والفلمنك، واللبنانيين (الموارنة) والمجريين والتشيكيين والنمساويين والكروات. في الآونة الأخيرة هناك تدفق كبير وهجرة من المكسيك وبورتوريكو وكوبا وأميركا اللاتينية عموماً والفلبين بالإضافة إلى هجرة ملحوظة للمسيحيين الكلدان العراقيين بعد غزو العراق عام 2003. وفي عام 2006 كان حوالي 63% من عرب أمريكا من المسيحيين، وكان ثلثهم من الكاثوليك. وصل الأيرلنديون الكاثوليك إلى مناصب سياسية واقتصادية وأكاديمية بارزة في الولايات المتحدة، وتضم الولايات المتحدة على حوالي 12 مليون كاثوليكي من أصول أيرلنديَّة. ويُعتبر الكاثوليك ذوي الأصول الأيرلنديَّة أكبر الجماعات البيضاء الكاثوليكيَّة، ويليهم كل من الكاثوليك من أصول ألمانيَّة والكاثوليك من أصول إيطاليَّة والكاثوليك من أصول بولنديَّة والكاثوليك من أصول فرنسيَّة.

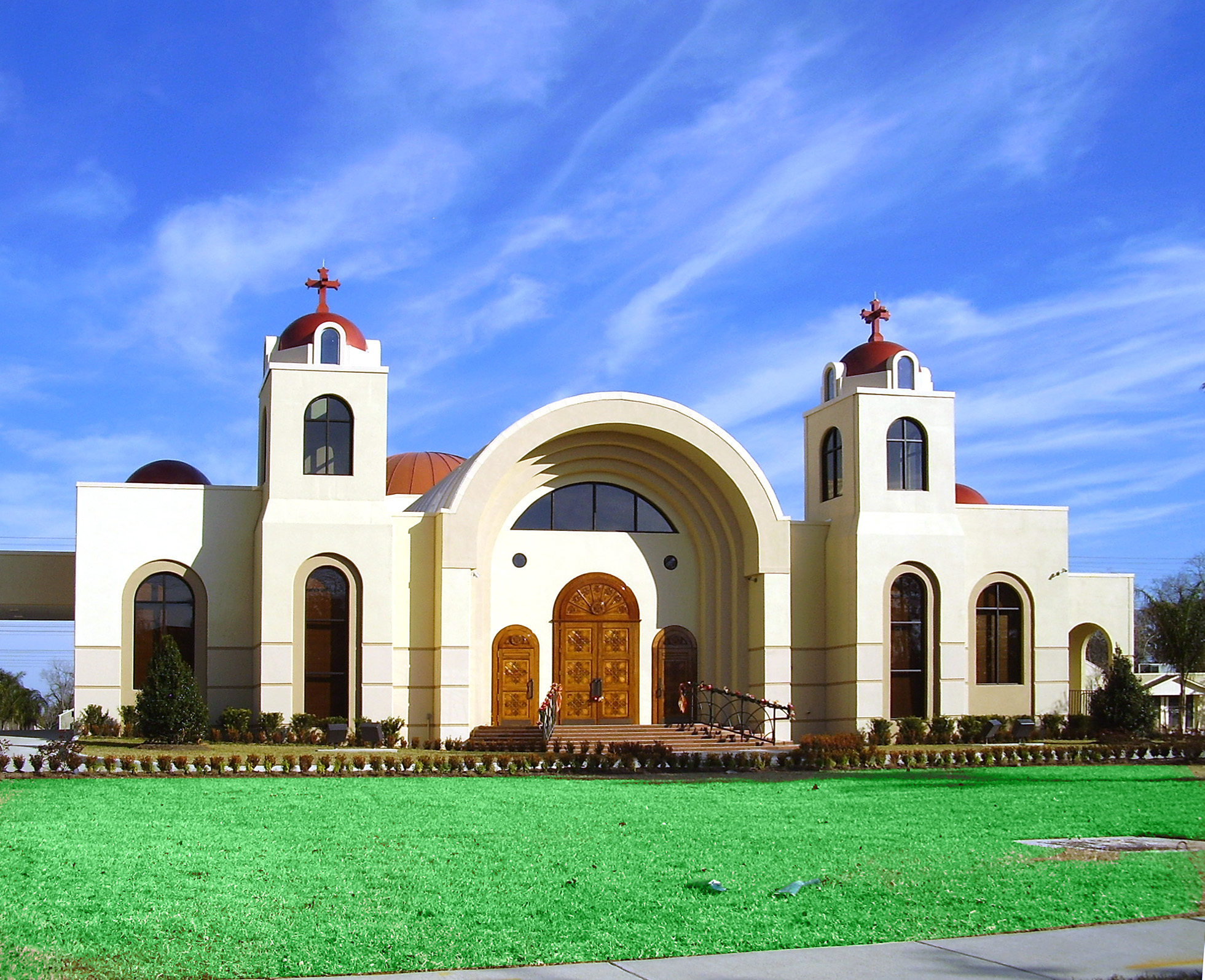
كنيسة القديس مرقص القبطيَّة في تكساس.

ينحدر معظم أتباع الأرثوذكسية الشرقية في الولايات المتحدة إلى مهاجرين من خلفيات شرقيَّة أوروبيَّة أو شرق أوسطيَّة، وخاصةً من ذوي الأصول أو الخلفيات العرقيَّة اليونانيَّة، والروسيَّة، والأوكرانيَّة، والعربيَّة (روم أنطاكيون)، والبلغارية، والرومانيَّة والصربيَّة وغيرها. وينتمي معظم أتباع الكنائس الأرثوذكسية المشرقية في الولايات المتحدة إلى خلفيات إثنية إثيوبية، وأرمنيَّة، وقبطيَّة أو آشوريَّة. تقدر أعداد أرمن الولايات المتحدة بين 800 ألف إلى 1.5 مليون ويتركون في منطقة لوس أنجلوس الكبرى، ويتبع معظمهم الكنيسة الأرمنية الرسوليَّة، ويتوزعون على أربعة جماعات فرعية تعود أصولها إلى إيران وتركيا (إسطنبول) ولبنان والاتحاد السوفياتي السابق، وتؤكد الدراسات الأميركية إن الأرمن هم الأكثر تأثيرًا من أية جالية أخرى بعد الجالية اليهودية على السياسة الأميركية، فهم يملكون رؤوس أموال ضخمة ويسيطرون على مشاريع مهمة واستراتيجية عدا عن أن ديانتهم سمحت للكثير منهم الدخول في عصب السياسة الأميركية.
في عام 2018 قدرت أعداد الأقباط بالولايات المتحدة بحوالي 500,000 نسمة. وكانت المراكز التاريخية للحياة القبطية الأمريكية في نيوجيرسي ونيويورك بالإضافة إلى كاليفورنيا الجنوبية.
وفقاً لمركز بيو للأبحاث حوالي 70% من مجمل البيض في الولايات المتحدة يعتنقون المسيحية ديناً، ووفقاً لدراسة معهد بحوث الدين العام عام 2017 أكثر من 43% من مجمل سكان الولايات المتحدة هم مسيحيين من ًأصول بيضاء، ويشكلون أكبر جماعة عرقية دينية في البلاد. وحوالي 17% من مجمل الأمريكيين هم بيض بروتستانت إنجيليين، وحوالي 13% هم بيض بروتستانت من أتباع الكنائس البروتستانتية الخط الرئيسي، وحوالي 11% هم بيض كاثوليك، وحوالي 2% مورمون. وبحسب دراسة لمركز بيو من عام 2014 حوالي 30% من المسيحيين البيض من حملة الشهادات الجامعيَّة وحوالي 21% منهم يزيد دخله عن حوالي 100,000 دولار أمريكي. ويقول 64% من المسيحيين البيض أن للدين أهميَّة قصوى في حياتهم، ويُداوم حوالي 45% منهم على التردد على الكنائس على الأقل مرة في الأسبوع.

##### الأصول الهسبانية واللاتينية

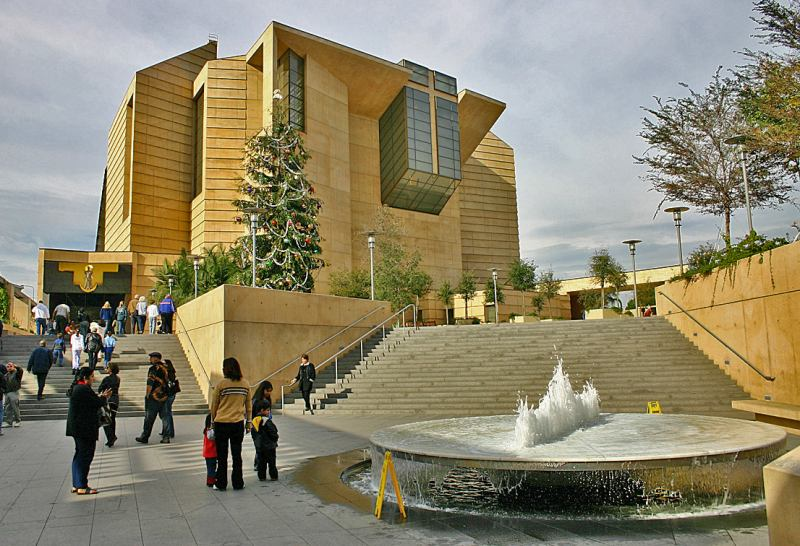
كاتدرائية سيدة الملائكة في لوس أنجلوس؛ الكاتدرائية هي مقر أكبر أبرشية ناطقة في الإسبانية في الولايات المتحدة.

معظم الهسبان والأمريكيون اللاتينيون في الولايات المتحدة هم من أتباع الديانة المسيحية، وينتمي معظمهم إلى الكنيسة الرومانية الكاثوليكية. وفقاً لدراسة قامت بها مركز بيو للأبحاث عام 2014 فإن حوالي 80% من الهسبان والأمريكيون اللاتينيون من المسيحيين، وفي السنوات الأخيرة ازدادت أعداد ونسب البروتستانت بين الهسبان والأمريكيين اللاتينيين بشكل ملحوظ. وفقاً لدراسة معهد بحوث الدين العام عام 2017 حوالي 11% من مجمل سكان الولايات المتحدة هم مسيحيين هسبان وأمريكيين لاتينيين، ويشكلون ثاني أكبر جماعة عرقية دينية بعد المسيحيين من أصول بيضاء (43%). ويقول 69% من المسيحيين الهسبان والأمريكيون اللاتينيون أن للدين أهميَّة قصوى في حياتهم، ويُداوم حوالي 48% منهم على التردد على الكنائس على الأقل مرة في الأسبوع.
وفقاً لدراسة قامت بها مركز بيو للأبحاث عام 2014 حوالي 55% من الهسبان والأمريكيين اللاتينيين في الولايات المتحدة قالوا أنهم رومان كاثوليك، وكان حوالي 22% من الهسبان والأمريكيين اللاتينيين في الولايات المتحدة قالوا أنهم بروتستانت، وتوزع البروتستانت بين 18% من أتباع الكنائس الإنجيلية وحوالي 5% من أتباع الكنائس البروتستانتية الخط الرئيسي. على المستوى المذهبي وجدت الدراسة أنَّ البروتستانت الهسبان والأمريكيين اللاتينيين هي المجموعات الدينية التي تملك أعلى معدلات حضور وانتظام للطقوس الدينية مع وجود أغلبية من الملتزمين دينيًا بالمقارنة مع باقي الهسبان والأمريكيين اللاتينيين. بين المجموعات الخمسة الكبرى بين الهسبان والأمريكيين اللاتينيين؛ يُشكل المسيحيين حوالي 81% بين الأمريكيين من أصول دومينيكانيّة، يليهم الأمريكيين من أصول مكسيكية (79%)، والأمريكيين من أصول سلفادوريّة (79%)، والأمريكيين من أصول بورتوريكية (75%)، والأمريكيين من أصول كوبية (65%).
تضع الثقافة الهسبانيّة واللاتينيَّة الكاثوليكية قيمة عالية للأسرة، وتحبذ الثقافة الكاثوليكية اللاتينية على إنجاب الأطفال باعتبارهم من أهم القيم في الحياة الأسرية. غالبَا ما تميل الأسر المسيحيَّة اللاتينية إلى أن تكون متماسكة ولديها علاقات متينة مع الأسرة الموسعة والتي تشمل الأقرباء، تٌرّكز الثقافة المسيحية اللاتينية على دور الأجداد في تنشئة الأطفال. وتلعب الأسرة الممتدة دورًا هامًا للعديد من العائلات المسيحية اللاتينية، وتعتبر لبّ وقلب التجمعات العائليّة الطقوس الدينية التي تُقام في الكنيسة الرومانية الكاثوليكية على وجه الخصوص. مثل التعميد، وأعياد الميلاد، وأول قربانة، والتثبيت، وحفلات الزفاف. ويلعب العرّاب دورًا هامًا في هذه الطقوس. تبدو العلاقة بين الوالدين والعرابين أو المعاونين لهم مهمة ومميزة بطريقة خاصة، حيث يترتب على تلك العلاقات التزامات ومسؤوليات متبادلة قد تكون مفيدة اجتماعيًا للمشاركين.

##### الأصول الأفريقية

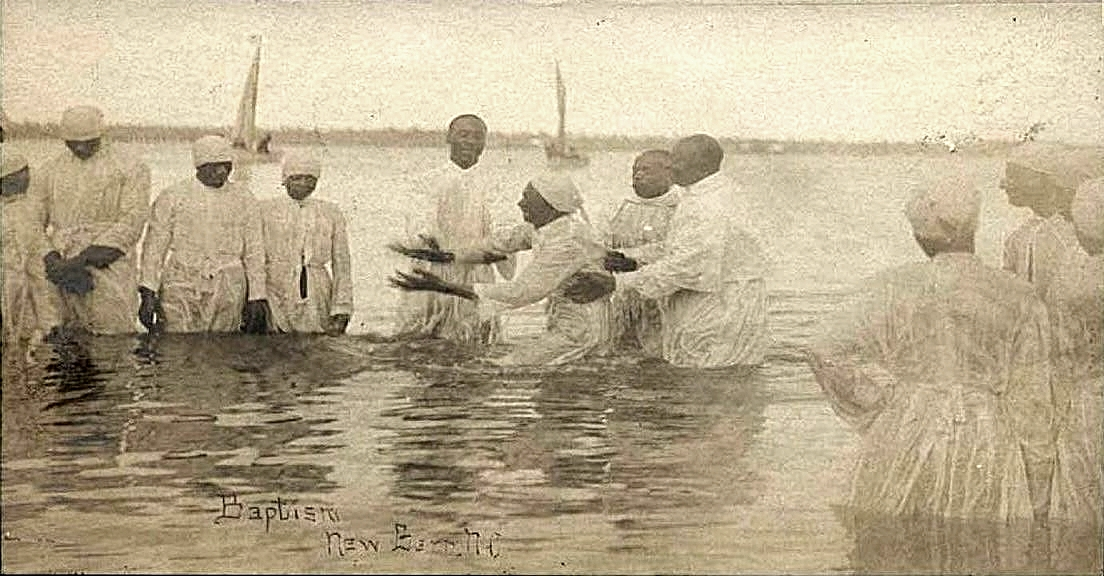
أمريكيون أفارقة يُمارسون طقس المعمودية في كارولاينا الشمالية، مطلع القرن العشرين.

وفقاً لمركز بيو للأبحاث في عام 2014 اعتبر حوالي 79% الأميركيين الأفارقة أنفسهم مسيحيين، وتعد البروتستانتية المذهب المسيحي السائد بين الأميركيين الأفارقة حيث أنَّ حوالي 70% منهم هم من البروتستانت، ويتم تصنيف أكثر من نصف جميع البالغين الأمريكيين الأفارقة (53%) كأعضاء في تقليد الكنائس السوداء. وفقاً لدراسة معهد بحوث الدين العام عام 2017 حوالي 8% من مجمل سكان الولايات المتحدة هم بروتستانت من أصول أفريقية، يُعتبر المسيحيين ذوي الأصول الأفريقية، واحدة من الجماعات المسيحية الأكثر تديناً في الولايات المتحدة، حيث يقول 84% من المسيحيين ذوي الأصول الأفريقية أن للدين أهميَّة قصوى في حياتهم، ويُداوم حوالي 54% منهم على التردد على الكنائس على الأقل مرة في الأسبوع. كما يعتبر جيل الألفية والجيل زد من المسيحيين ذوي الأصول الأفريقية، واحدة من جماعات الشباب المسيحية الأكثر تديناً في الولايات المتحدة. وفقاً لدراسة مركز بيو للأبحاث عام 2021 حوالي 75% من الأميركيين الأفارقة المولودين في الولايات المتحدة مسيحيون؛ منهم حوالي 67% بروتستانت وحوالي 5% كاثوليك وحوالي 3% أتباع في طوائف مسيحية أخرى، وحوالي 84% من الأمريكيين السود المولودين في أفريقيا مسيحيون؛ منهم 56% بروتستانت وحوالي 20% كاثوليك وحوالي 8% أتباع في طوائف مسيحية أخرى، وحوالي 74% من الأمريكيين السود المولودين في الكاريبي مسيحيون؛ منهم 57% بروتستانت وحوالي 15% كاثوليك وحوالي 2% أتباع في طوائف مسيحية أخرى. وترتفع نسبة من يقول أنه مسيحي بين السود الحاصلين على شهادة جامعية (80%) بالمقارنة مع السود الأقل تعليماً (75%).
يُشير مصطلح "الكنائس السوداء" إلى الكنائس التي تخدم التجمعات التي تقطنها أغلبية من أصول إفريقية. تم تأسيس "الكنائس السوداء لأول مرة من قبل العبيد المحررين في نهاية القرن السابع عشر، وفي وقت لاحق عندما تم إلغاء العبودية، سُمح لمزيد من الأميركيين الأفارقة بإنشاء شكل فريد من أشكال المسيحية المُتأثر ثقافياً بالتقاليد الروحانية الإفريقية. أكبر طائفة بروتستانتية بين الأميركيين الأفارقة هي الكنيسة المعمدانية، المُوزعة بشكل رئيسي على أربع طوائف، وأكبرها هي المؤتمر المعمداني الوطني والمؤتمر الوطني المعمداني الأمريكي. أمّا ثاني أكبر الطوائف البروتستانتية فهي الميثودية، المُوزعة بين الكنيسة الأسقفية الميثودية الأفريقية والكنيسة الأسقفية الميثودية صهيون. وفقاً لدراسة قامت بها مركز بيو للأبحاث عام 2021 ينتمي العديد من الأمريكيين الأفارقة إلى كنائس متعددة الأعراق مثل كنيسة المسيح المتحدة والكنيسة الرومانية الكاثوليكية وشهود يهوه. لا تزال أماكن العبادة ذات الغالبية السوداء تتمتع بحضور كبير في حياة الأمريكيين السود: 60% من البالغين السود الذين يترددون على الكنائس - سواء كل أسبوع أو بضع مرات في السنة - يقولون إنهم يحضرون الشعائر الدينية في الكنائس حيث معظم أو جميع أبناء الرعية، بالإضافة إلى رجال الدين، هم أيضًا من السود. يحضر عدد أقل بكثير كنائس مع تجمعات متعددة الأعراق (25%) أو كنائس التي يغلب عليها الطابع الأبيض أو عرق آخر، مثل الهسباني أو الآسيوي (13%).
عملت الكنائس الأمريكية الإفريقية على تزويد المواطنين الأميركيين من أصل أفريقي بمناصب قيادية وفرص للتنظيم تم رفضها في المجتمع الأمريكي السائد. وبسبب هذا، أصبح القساوسة الأمريكيين من أصل أفريقي الجسر بين مجتمعات الأمريكيين من أصول إفريقية والمجتمعات الأمريكيَّة من أصول أوروبية، وبالتالي لعبوا دوراً حاسماً في حركة الحقوق المدنية. ولا تزال الكنيسة السوداء تُشكل مصدر دعم لأعضاء الجالية الأمريكية من أصول أفريقية. بالمقارنة مع الكنائس الأمريكية ككل، تميل الكنائس السوداء إلى التركيز أكثر على القضايا الاجتماعية مثل محاربة الفقر وعنف العصابات وتعاطي المخدرات والعنصرية.
وفقاً لباحثين لعبت الكنائس ذات الغالبية السوداء في القرنين التاسع عشر والعشرين أدوارًا مهمة في المجتمع الأميركي الأفريقي خارج نطاق الدين. في فترة منع التمييز فيها السود من الوصول إلى مختلف المرافق العامة، قدمت العديد من الكنائس السوداء برامج تدريب وظيفي، وتعاونيات تأمين، ومكتبات متداولة، ونوادي رياضية. كانت من بين الأماكن الوحيدة التي يُمكن للسود أن يتولوا فيها القيادة العامة أو شبه العامة. اكتسب الرجال مكانة بارزة كقساوسة، في حين أن النساء غالبًا ما يترأسن لجانًا كنسية ومنظمات تقدم خدمات اجتماعية محليًا أو تدافع عن قضايا. وكانت الكنائس السوداء المنفصلة مكانًا إيجابيًا للتنظيم المجتمعي للحقوق المدنية وغيرها من القضايا، وكذلك تقديم ملجأ للأفراد السود من العنصرية التي واجهوها في المجتمع الكبير.

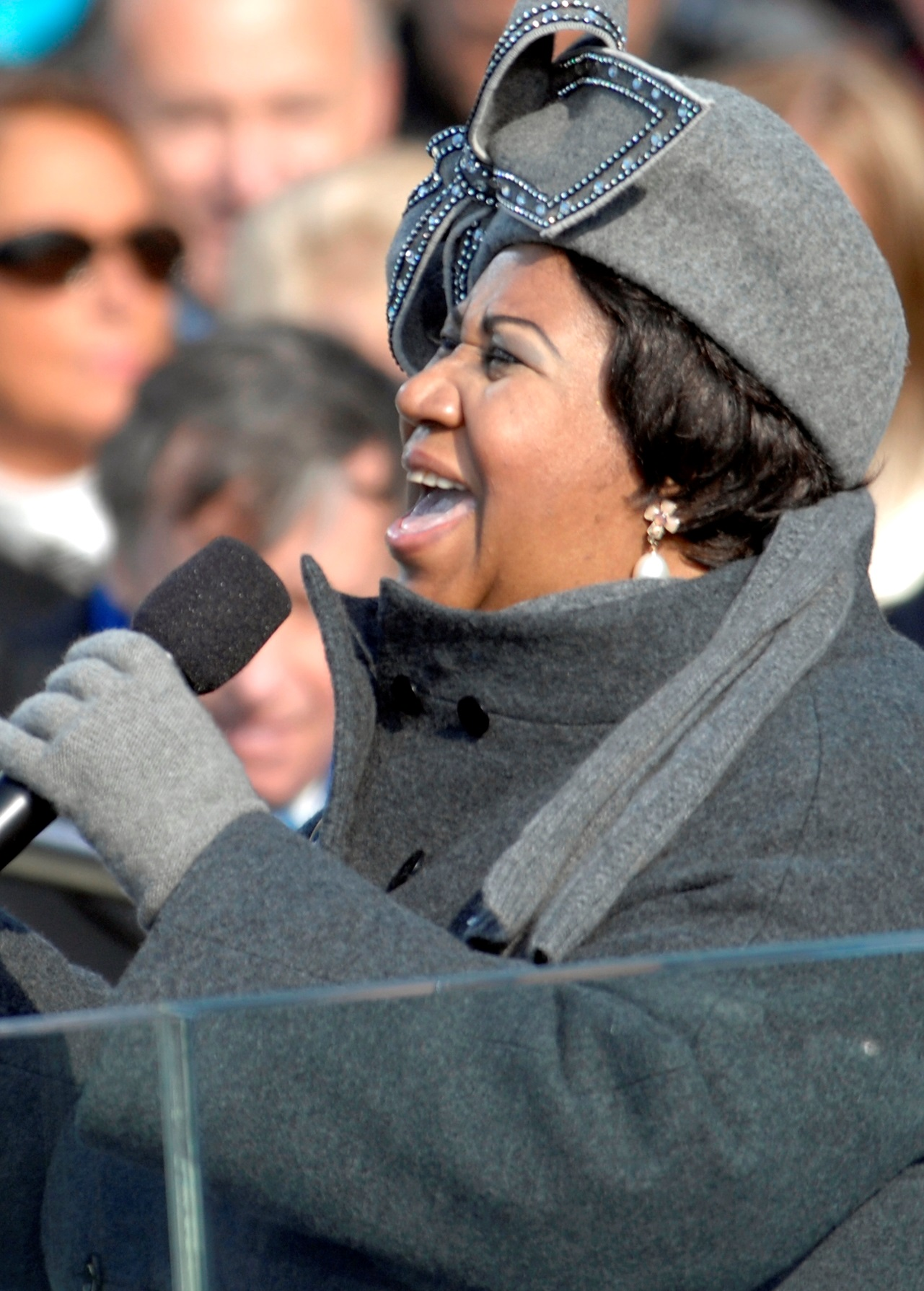
تاج الكنيسة: هو قبعة مزخرفة ترتديها النساء الأميركيات من أصل أفريقي أثناء خدمات الكنيسة.
أمريكيون أفارقة يؤدون الصلاة الجماعيَّة في الكنيسة المعمدانية.
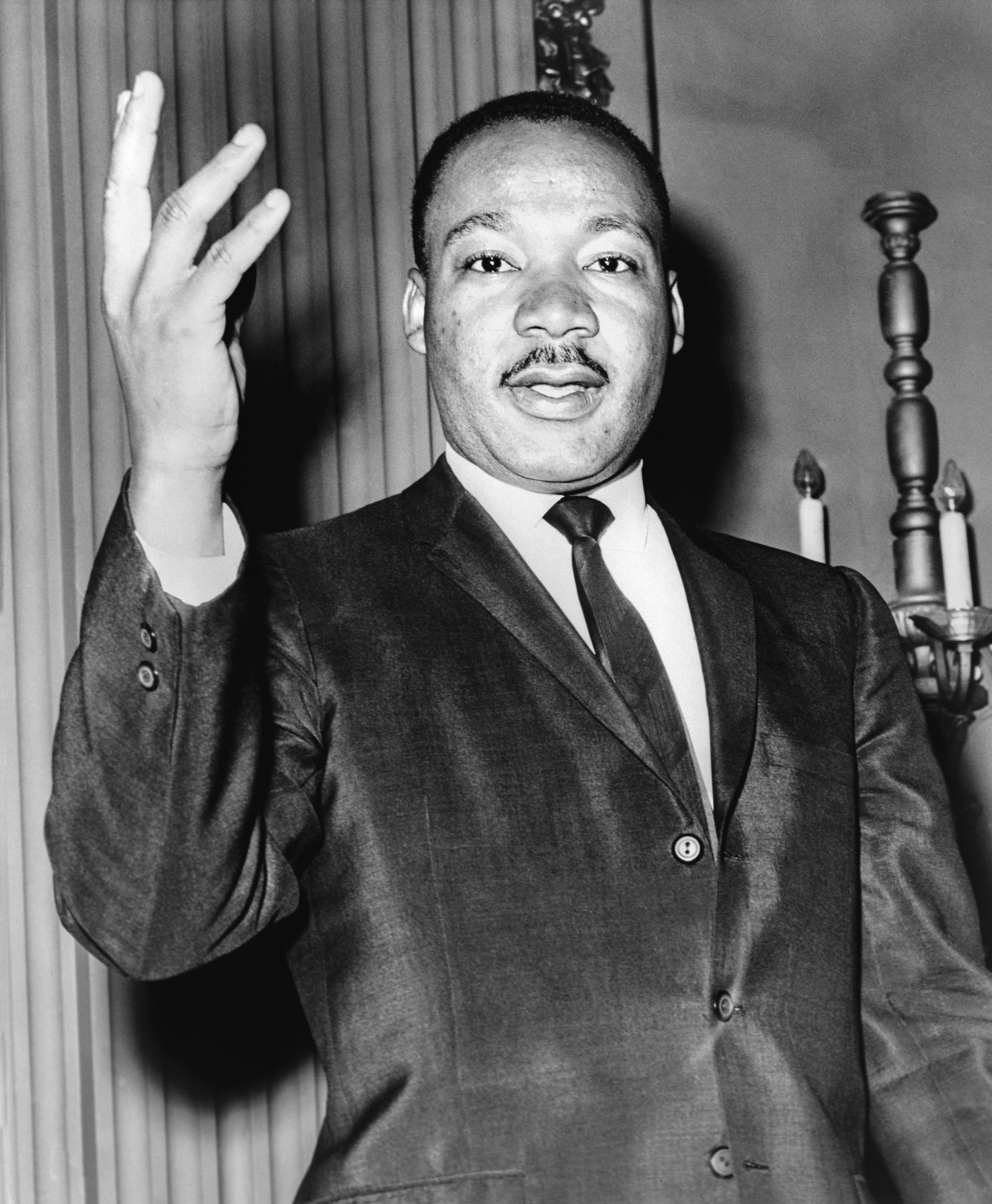
القس مارتن لوثر كينغ الابن؛ من أبرز المطالبين بإنهاء التمييز العنصري ضد السّود في عام 1964.
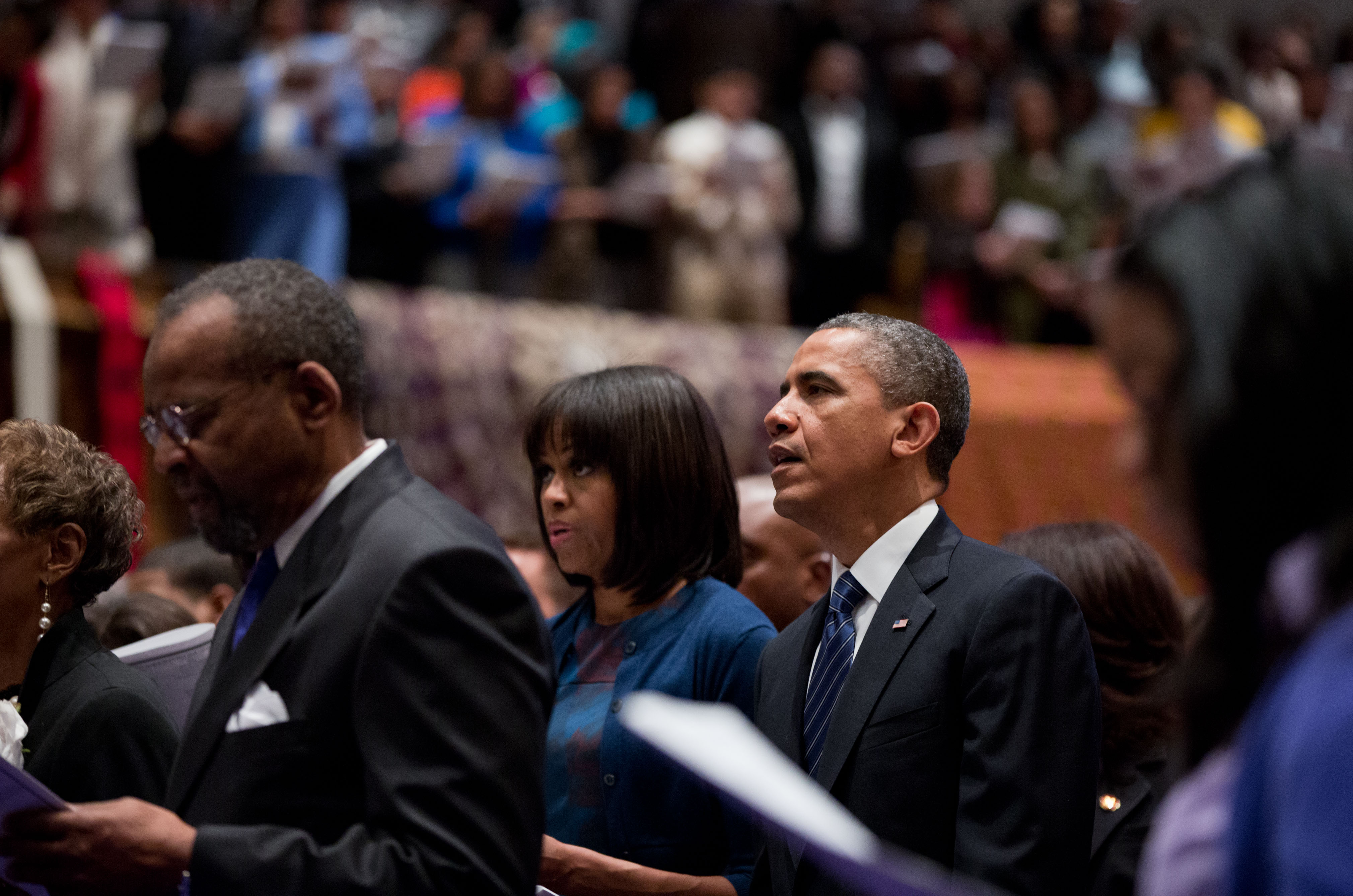
باراك أوباما وزوجته ميشيل أوباما خلال صلاة في الكنيسة السوداء.
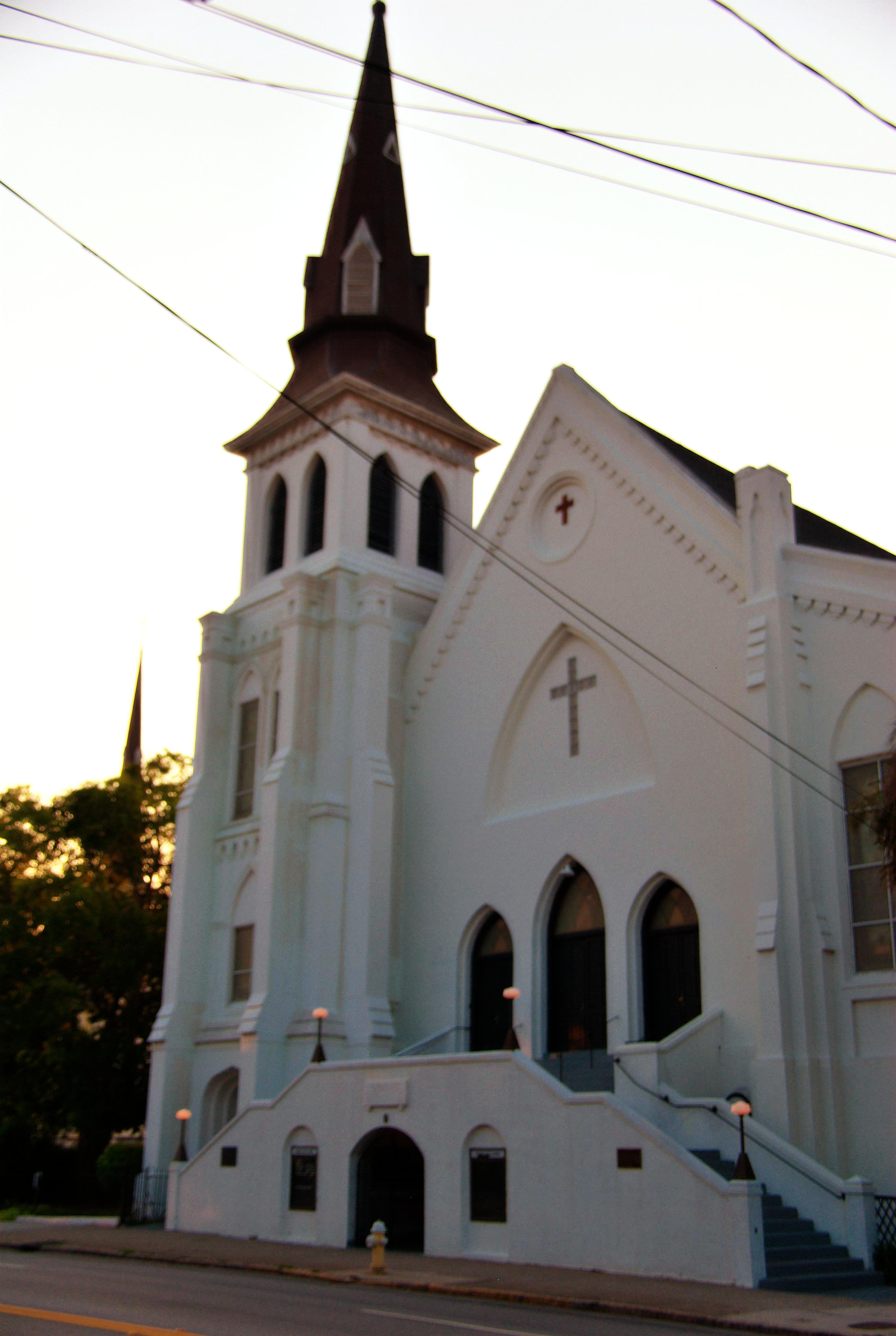
كنيسة إيمانويل الأسقفية الميثودية الأفريقية؛ من أقدم كنائس السود في الولايات المتحدة.

##### الأصول الآسيوية

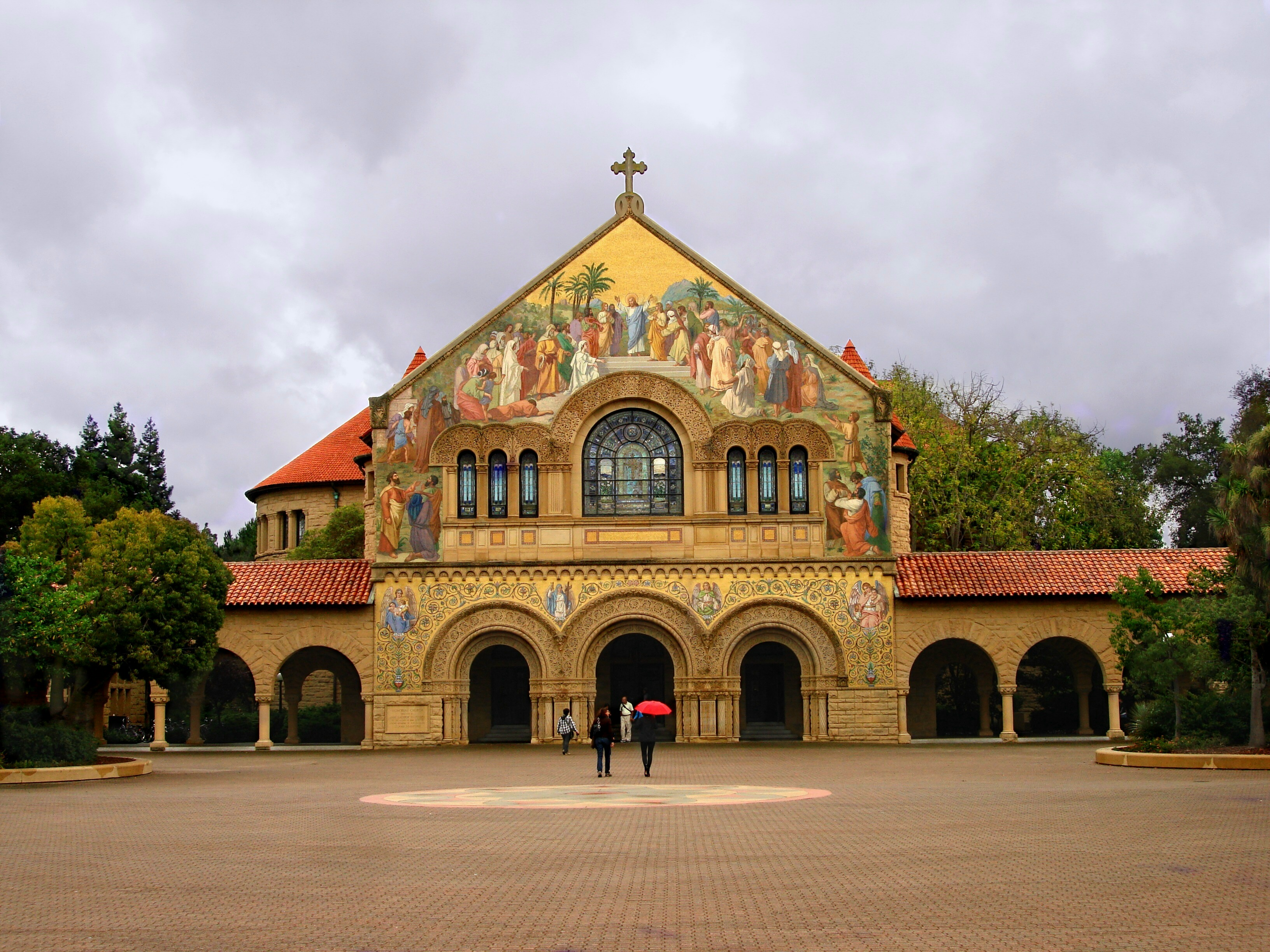
كنيسة ستانفورد التذكارية.

وجدت دراسة قام بها مركز بيو للأبحاث سنة 2012 أنَّ حوالي 42% من الأمريكيين الآسيويين يعتنق المسيحية ديناً؛ ويتبع حوالي 22% منهم المذهب البروتستانتي ويتبع حوالي 19% المذهب الروماني الكاثوليكي. يعتنق حوالي 89% من الأمريكيين الفلبينيين المسيحية، يليهم الأمريكيين الكوريين مع حوالي 71%، ومن ثم الأمريكيين اليابانيين مع حوالي 38%، والأمريكيين الفيتناميين مع حوالي 36%، والأمريكيون من أصول صينية مع حوالي 31% بالمقابل يعتنق حوالي 18% من الهنود في الولايات المتحدة المسيحيَّة ديناً. ويُعتبر الكاثوليك الأمريكيون من ذوي الأصول الآسيوية الجماعة الكاثوليكية الأمريكية الأكثر تدينًا يليهم الهسبان الكاثوليك والكاثوليك البيض. في حين يعتبر الأمريكيين الآسيويين من أتباع المذهب البروتستانتي الإنجيلي المجموعة الآسيوية الأكثر تديناً حيث يتردد حوالي 76% منهم على الكنائس على الأقل مرة في الأسبوع.
تشهد المجموعات الآسيوية في الولايات المتحدة ظاهرة تحول للمذهب البروتستانتي حيث أنَّ نسبة معتنقي البروتستانتيَّة تصل إلى 11%. وجدت دراسة قام بها مركز بيو للأبحاث سنة 2012 أنَّ حوالي 23% من الأمريكيين الآسيويين الذين نشأوا من دون ديانة وحوالي 17% من الأمريكيين الآسيويين الذين نشأوا على البوذية، يعتبرون اليوم أنفسهم مسيحيين، بالمقارنة مع 1% من الأمريكيين الآسيويين الذين نشأوا على الهندوسية.
يُعد الأمريكيين الآسيويين من أتباع الديانة المسيحيَّة واحدة من المجموعات الإثنيَّة الدينيَّة الأكثر تعليماً في الولايات المتحدة حيث أنَّ 49% منهم من حملة الشهادات الجامعيَّة وفقاً لدراسة قام بها مركز بيو للأبحاث سنة 2012؛ وتزيد النسبة بين الأمريكيين الآسيويين الإنجيليين حيث أنَّ حوالي 51% منهم من حملة الشهادات الجامعيَّة. كما أنَّ الأمريكيين الآسيويين من أتباع الديانة المسيحيَّة واحدة من المجموعات الإثنيَّة الدينيَّة الأكثر ثراءاً حيث أنَّ حوالي 23% منهم يزيد دخله عن حوالي 100,000 دولار أمريكي؛ وتزيد النسبة بين الأمريكيين الآسيويين البروتستانت حيث أنَّ حوالي 26% منهم يزيد دخله عن حوالي 100,000 دولار أمريكي.
يُعد الأمريكيين الآسيويين من أتباع الديانة المسيحيَّة واحدة من المجموعات الإثنيَّة الدينيَّة الأكثر تديناً في الولايات المتحدة، حيث وجدت دراسة قام بها مركز بيو للأبحاث سنة 2012 أنًّ 76% من الإنجيليين الآسيويين وحوالي 60% من الكاثوليك الآسيويين و42% من الآسيويين أتباع البروتستانتية الخط الرئيسي يترددون على الكنائس لحضور الطقوس الدينية أسبوعياً على الأقل، وهي نسبة أعلى من الأمريكيين الآسيويين الهندوس (19%) والأمريكيين الآسيويين البوذيين (12%). كما وجدت الدراسة أنًّ 72% من الإنجيليين الآسيويين وحوالي 61% من الكاثوليك الآسيويين وحوالي 46% من الآسيويين أتباع البروتستانتية الخط الرئيسي يواظبون على الصلاة يومياً، بالمقارنة مع 48% من الآسيويين الهندوس وحوالي 29% من الأمريكيين الآسيويين البوذيين.

### الزواج
بحسب دراسة حول الدين في الولايات المتحدة والتي قامت بها مركز بيو للأبحاث لعام 2014، وجدت أن المورمون هم أقل الجماعات المسيحية في الولايات المتحدة ممن يتزوجون زيجات مختلطة، حوالي 82% من المورمون متزوجين من مورمون مقابل 9% متزوجين من مسيحيين من طوائف مسيحية أخرى و7% من لادينيين و1% من زيجات المورمون هي من أشخاص من أديان أخرى. في المقابل حوالي 4% من البروتستانت الخط الرئيسي، و3% من الكاثوليك، و2% من الإنجيليين و2% من بروتستانت الكنيسة الأفريقية الأمريكية متزوجين من أشخاص من أديان أخرى. بحسب الدراسة نفسها حوالي 19% من اليهود الأمريكيين 9% من المسلمين الأمريكيين متزوجين من مسيحيين.
القائمة التالية تستعرض معطيات من دراسة لمركز بيو للأبحاث من عام 2014:
| الديانة                   | متزوج من نفس المذهب | متزوج من مذهب البروتستانتية الإنجيلية | متزوج من مذهب البروتستانتية الخط رئيسي | متزوج من مذهب البروتستانتية الكنيسة السوداء | متزوج من مذهب الكاثوليكية | متزوج من دين آخر | متزوج من شريك\ة لاديني\ة |
| ------------------------- | ------------------- | ------------------------------------- | -------------------------------------- | ------------------------------------------- | ------------------------- | ---------------- | ------------------------ |
| بروتستانت إنجيليين        | 75%                 |                                       | 7%                                     | 2%                                          | 6%                        | 2%               | 7%                       |
| بروتستانت خط رئيسي        | 59%                 | 12%                                   |                                        | 1%                                          | 12%                       | 4%               | 13%                      |
| بروتستانت الكنيسة السوداء | 65%                 | 10%                                   | 4%                                     |                                             | 6%                        | 2%               | 12%                      |
| كاثوليك                   | 75%                 | 5%                                    | 8%                                     | 1%                                          |                           | 3%               | 9%                       |
| مورمون                    | 82%                 | 3%                                    | 3%                                     | *                                           | 3%                        | 1%               | 7%                       |
| شهود يهوه                 | 64%                 | *                                     | 6%                                     | *                                           | 7%                        | 1%               | 21%                      |
| أرثوذكس                   | 53%                 | 5%                                    | 9%                                     | 0%                                          | 19%                       | 7%               | 7%                       |

### الميول الجنسي
القائمة التالية تستعرض معطيات حول التعريف الذاتي للميول الجنسي حسب الجماعات الدينية من دراسة لمركز بيو للأبحاث من عام 2014:
| الديانة                   | مغايرون جنسيًا | مثليون ومزدوجون جنسيًا |
| ------------------------- | ------------- | --------------------- |
| مسيحيون                   | 72%           | 48%                   |
| بروتستانت                 | 48%           | 29%                   |
| بروتستانت إنجيليين        | 26%           | 13%                   |
| بروتستانت خط رئيسي        | 15%           | 11%                   |
| بروتستانت الكنيسة السوداء | 7%            | 5%                    |
| كاثوليك                   | 21%           | 17%                   |
| مورمون                    | 2%            | 1%                    |
| شهود يهوه                 | 1%            | *                     |
| مسيحيون آخرون             | *             | 1%                    |

القائمة التالية تستعرض معطيات حول التعريف الذاتي للميول الجنسي لأفراد الجماعات الدينية من دراسة لمركز بيو للأبحاث من عام 2014:
| الديانة                   | مغايرون جنسيًا | مثليون | مزدوجون جنسيًا | لا يعرف | رفض الإجابة عن السؤال |
| ------------------------- | ------------- | ------ | ------------- | ------- | --------------------- |
| بروتستانت إنجيليين        | 95%           | 1%     | 3%            | 1%      | 2%                    |
| بروتستانت خط رئيسي        | 94%           | 2%     | 2%            | 1%      | 1%                    |
| بروتستانت الكنيسة السوداء | 93%           | 2%     | 2%            | *       | 3%                    |
| كاثوليك                   | 90%           | 2%     | 2%            | 2%      | 3%                    |
| مورمون                    | 96%           | 1%     | 1%            | 1%      | 1%                    |
| شهود يهوه                 | 89%           | *      | 3%            | 5%      | 3%                    |
| أرثوذكس                   | 91%           | 4%     | 1%            | *       | 4%                    |

### التحول إلى المسيحية

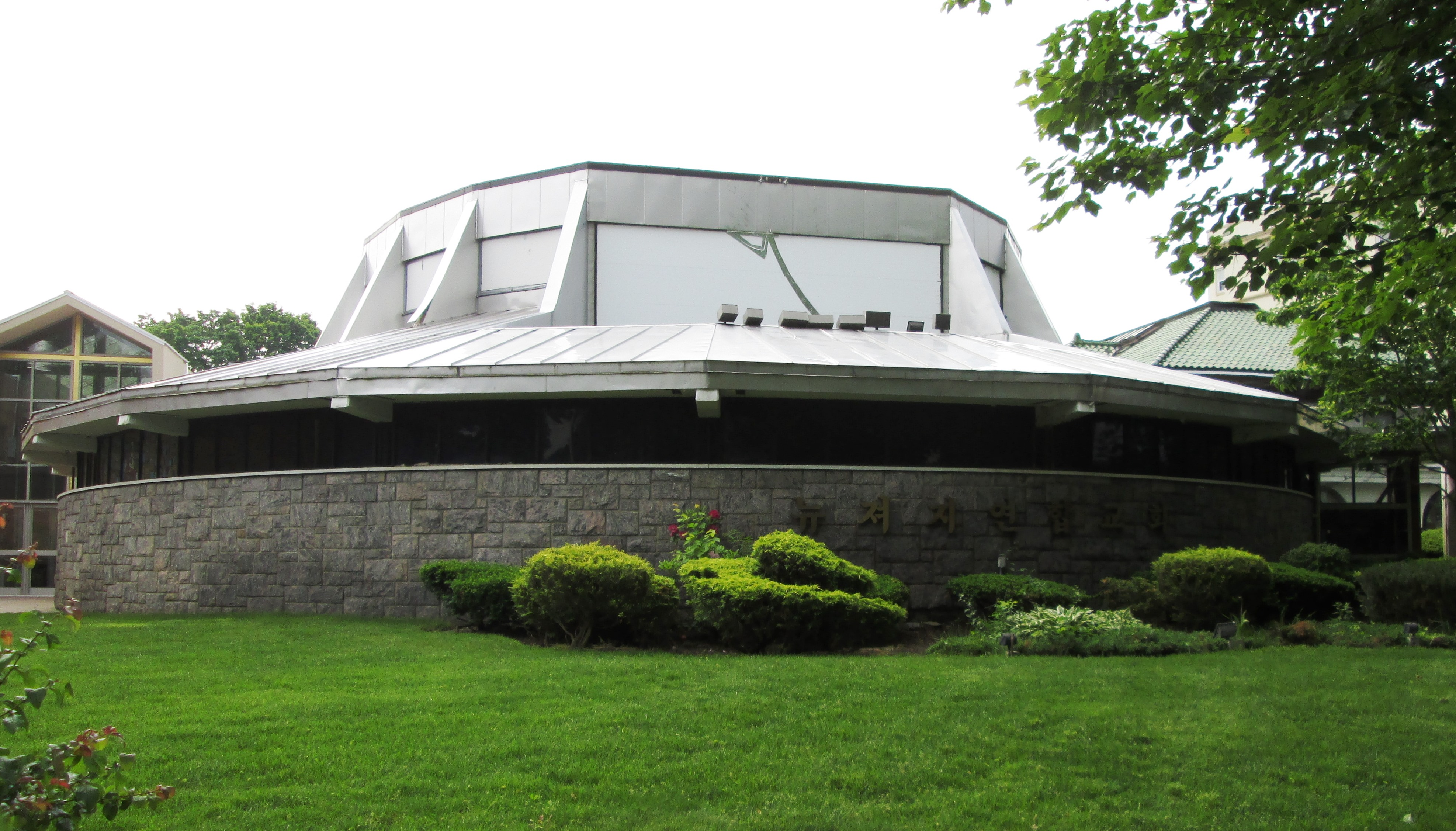
كنيسة المجتمع الكوري في نيوجيرسي.

تُشير بيانات من مركز بيو للأبحاث أنه اعتبارًا من عام 2013، هناك نحو 1.6 مليون يهودي يعرفون أنفسهم كمسيحيين، معظمهم بروتستانت. وفقَا لنفس البيانات معظم اليهود الذين يعتبرون أنفسهم مسيحيين (1.6 مليون)، نشأووا كيهود. إلى جانب المذاهب المسيحية الرئيسية، تحول بين 170,000-250,000 يهودي إلى الحركة المسيحية التوفيقية اليهودية الميسانيّة حسب تقديرات عام 2012. وفقاً لدراسة نشرها مركز بيو للأبحاث عام 2021 حوالي 52% من الأمريكيين من خلفية يهودية (إما نشأوا يهوديًا أو كان لديهم والد يهودي واحد على الأقل) يعتبرون أنفسهم مسيحيون (حوالي 32% يعتبرون أنفسهم بروتستانت وحوالي 15% يعتبرون أنفسهم رومان كاثوليك)، وحوالي 4% يعتبرون أنفسهم يهود مسيانيون وحوالي 1% يعتبرون أنفسهم مسيحيون يهود. بشكل عام وفقاً لنفس الدراسة، حوالي 68% من مجمل الأمريكيين الذين قالوا إنهم نشأوا يهودًا أو الذين لديهم والد يهودي واحد على الأقل يُعرّفون الآن على أنهم يهود، وحوالي 19% من مجمل الأمريكيين الذين نشأوا يهودًا أو الذين لديهم والد يهودي واحد على الأقل يُعرّفون الآن أنفسهم كمسيحيين، وفقاً للدراسة حوالي 4% ممن نشأوا على الديانة اليهودية وحوالي 7% من اليهود الذين نشأوا من دون ديانة وحوالي 46% من الذين لم ينشأوا حصراً على اليهودية لكن لديهم والد يهودي على الأقل يعتبرون الآن أنفسهم مسيحيون.
قدرت دراسة تعود لعام 2015 حوالي 450,000 مسلمين أميركيين اعتنقو المسيحية، ومعظمهم ينتمون إلى الطائفة الإنجيلية أو الخمسينية. من بينهم حوالي 180,000 معتنق من أصول عربيَّة و130,000 من أصول إيرانيَّة. ويقدر دادلي دبري الباحث في الإسلام، أنّ حوالي 20,000 مسلم في الولايات المتحدة يصبح مسيحيًا سنويًا. وفقاً لدراسة قامت بها مركز بيو للأبحاث للأبحاث عام 2017 حوالي 22% ممن نَشَأُوا كمسلمين في الولايات المتحدة وارتدوا عن الإسلام لاحقاً يعتبرون أنفسهم مسيحيين. مع هجرة الموحدون الدروز إلى الولايات المتحدة، تحوّل الكثير منهم إلى الديانة المسيحية إسمياً، خصوصاً إلى الكنيسة المشيخية والميثودية.
ذكرت تقارير إلى تزايد أعداد المتحولين للمسيحية بشكل كبير بين الأمريكيين الكوريين، والأمريكيين من أصول صينية، والأمريكيين اليابانيين. وبحلول عام 2012 وصلت نسبة المسيحيين في المجتمعات المذكورة 71%، أكثر من 30% وحوالي 37% على التوالي. حوالي 40% من المهاجرين الكوريين لم يكونوا مسيحيين وقت وصولهم إلى الولايات المتحدة، وتحولوا لاحقاً إلى المسيحية وقاموا بإنشاء كنائس كورية، وتُقدر عدد الكنائس الكورية بحوالي 4,000 كنيسة. وأعتنق العديد من الأمريكيين اليابانيين المذهب المشيخي.

## الاحتفاظ بالعضوية

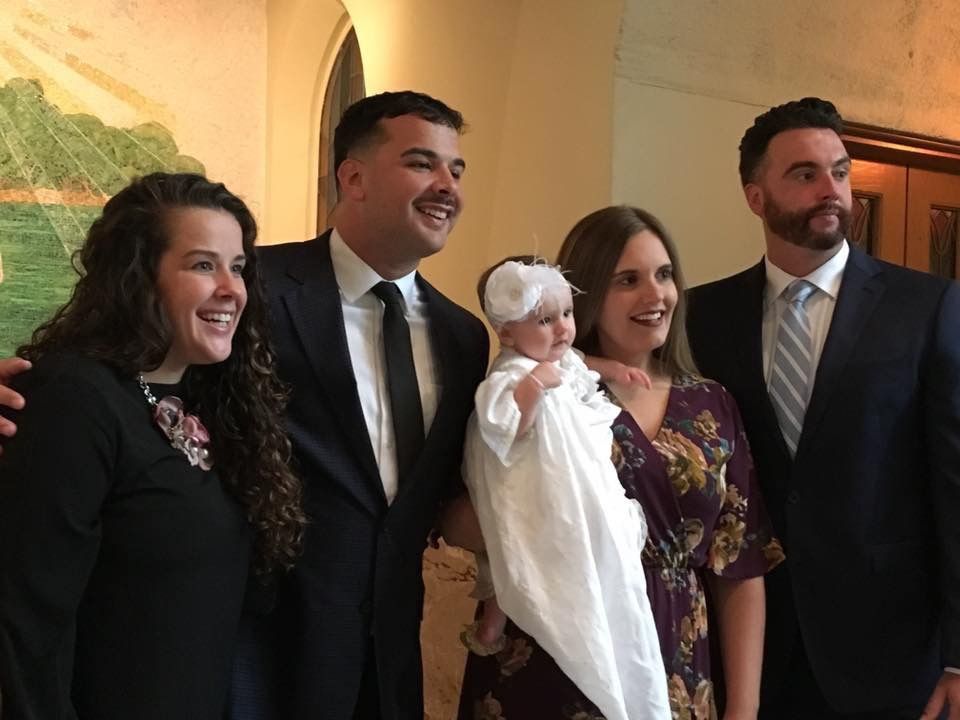
معمودية طفل في بيتسبرغ: وجدت دراسة مركز بيو للأبحاث عام 2014 أنَّ الغالبية العظمى (87.6%) ممن نشأوا كمسيحيين في الولايات المتحدة لا يزالون يُعرفون أنفسهم على هذا النحو.

وجدت دراسة المشهد الديني عام 2014 من قبل مركز بيو للأبحاث أنَّ الغالبية العظمى (87.6%) ممن نشأوا كمسيحيين في الولايات المتحدة لا يزالون يُعرفون أنفسهم على هذا النحو، في حين أن البقية الذين لم يعودوا يعتبرون أنفسهم مسيحيين يعتبرون أنفسهم الآن في الغالب غير منتسبين لديانة. وجدت الدراسة أن 84% من البالغين الذين نشأوا على أنهم بروتستانت في الكنيسة السوداء يستمرون في اعتبار أنفسهم على هذا النحو أو تحولوا إلى طوائف مسيحية أخرى، البروتستانت الإنجيليين (81%)، والمورمون (76%)، والكاثوليك (75%)، والمسيحيون الأرثوذكس (73%)، والبروتستانت الأعضاء في الكنائس الخط الرئيسي (70%)، وشهود يهوه (62%) يواصلون اعتبار أنفسهم هذا النحو أو التعرف الآن أو قاموا بالتحول إلى طائفة مسيحية أخرى.
تقول أقليات مهمة من أولئك الذين نشأوا في جميع الطوائف المسيحية تقريبًا الآن إنهم غير منتسبين لديانة، وتتراوح من 13% بين أولئك الذين نشأوا كبروتستانت في الكنيسة السوداء إلى 35% ممن نشأوا كشهود يهوه. أقليات صغيرة من أولئك الذين نشأوا في جميع الطوائف المسيحية تقريبًا تحولت الآن إلى ديانة أخرى، وتتراوح النسب من 3% بين أولئك الذين نشأوا بروتستانت في الكنيسة السوداء والبروتستانت الإنجيليين والمورمون والمسيحيين الأرثوذكس وشهود يهوه إلى 4% من أولئك الذين نشأوا كاثوليك وبروتستانت الأعضاء في الكنائس الخط الرئيسي.

### الاحتفاظ بالعضوية بين المذاهب البروتستانتية
تُعد الكنيسة المعمدانية وتجديدية العماد واللوثرية والسبتية والخمسينية أعلى الكنائس البروتستانتية حفاظاً على التابعين الذين نشأوا على دينهم في الولايات المتحدة. وعلى المستوى المذهبي تكسب الطوائف البروتستانتية الإنجيلية في الولايات المتحدة أكثر مما تفقده من التحول الديني. وجدت دراسة المشهد الديني عام 2014 من قبل مركز بيو للأبحاث أنَّ حوالي 93% ممن نشأوا في كنائس تجديدية العماد يستمرون في اعتبار أنفسهم على هذا النحو أو تحولوا إلى طوائف مسيحية أخرى، ويقول ممن نشأ في الكنيسة الخمسينية (83%)، والكنيسة المعمدانية (82%)، وكنائس حركة الاستعادة (81%) والكنيسة الإصلاحية (80%)، وكنائس حركة القداسة (79%) والكنيسة اللوثرية (76%)، والكنيسة الميثودية (76%)، وكنيسة الأدفنتست (73%)، والبروتستانتية غير الطائفية (72%)، والكنيسة المشيخية (70%)، والكنيسة الأبرشانيّة (67%) والكنيسة الأسقفية الأمريكية (65%) أنهم يستمرون في اعتبار أنفسهم على هذا النحو أو تحولوا إلى طوائف مسيحية أخرى. في حين أن البقية الذين لم يعودوا يعتبرون أنفسهم مسيحيين يعتبرون أنفسهم الآن في الغالب غير منتسبين لديانة، وتتراوح من 5% بين أولئك الذين نشأوا في كنائس تجديدية العماد إلى 28% ممن نشأوا في الكنيسة الأبرشانيّة. تتراوح نسبة الذين تحولوا إلى ديانة أخرى بين 2% ممن نشأوا في كنائس تجديدية العماد وحركة القداسة إلى 8% ممن نشأوا في الكنيسة الأسقفية الأمريكية.

### الاحتفاظ بالعضوية حسب النشأة
بحسب دراسة لمركز بيو نشرت عام 2016 يبقي أربعة من أصل خمسة أطفال من أبوين بروتستانت على المذهب البروتستانتي عند بلوغ سن الرشد ويبقى ما لا يقل عن 82% مسيحياً عند بلوغ سن الرشد. وبالنسبة لأولئك الذين تربوا حيث كان الدين مهمًا جدًا أو كثيرًا ما تمت مناقشته، يرتفع معدل الحفاظ على التابعين إلى نسب أعلى (حوالي 85% وحوالي 80% على التوالي). وتكتسب البروتستانتية أيضاً نسبة أكبر من أتباع الكاثوليكية وغير المنتسبين لأي دين مما تخسره كلا المجموعتين. بالمقابل يبقى ما لا يقل عن 79% من الكاثوليك من أبوين كاثوليك على الديانة المسيحية عند بلوغ سن الرشد. وبقي ما لا يقل عن 75% من الأشخاص القادمين من عائلة مختلطة بين المذهب الكاثوليكي والبروتستانتي مسيحياً عند بلوغ سن الرشد. في حين يقول 66% من الأشخاص من أبوين بروتستانتي وغير منتسب لأي ديانة أنه مسيحياً عند بلوغ سن الرشد، ويقول 57% من الأشخاص من أبوين كاثوليكي وغير منتسب لأي ديانة أنه مسيحياً عند بلوغ سن الرشد.

### الكنائس المحافظة مقابل الكنائس الليبرالية

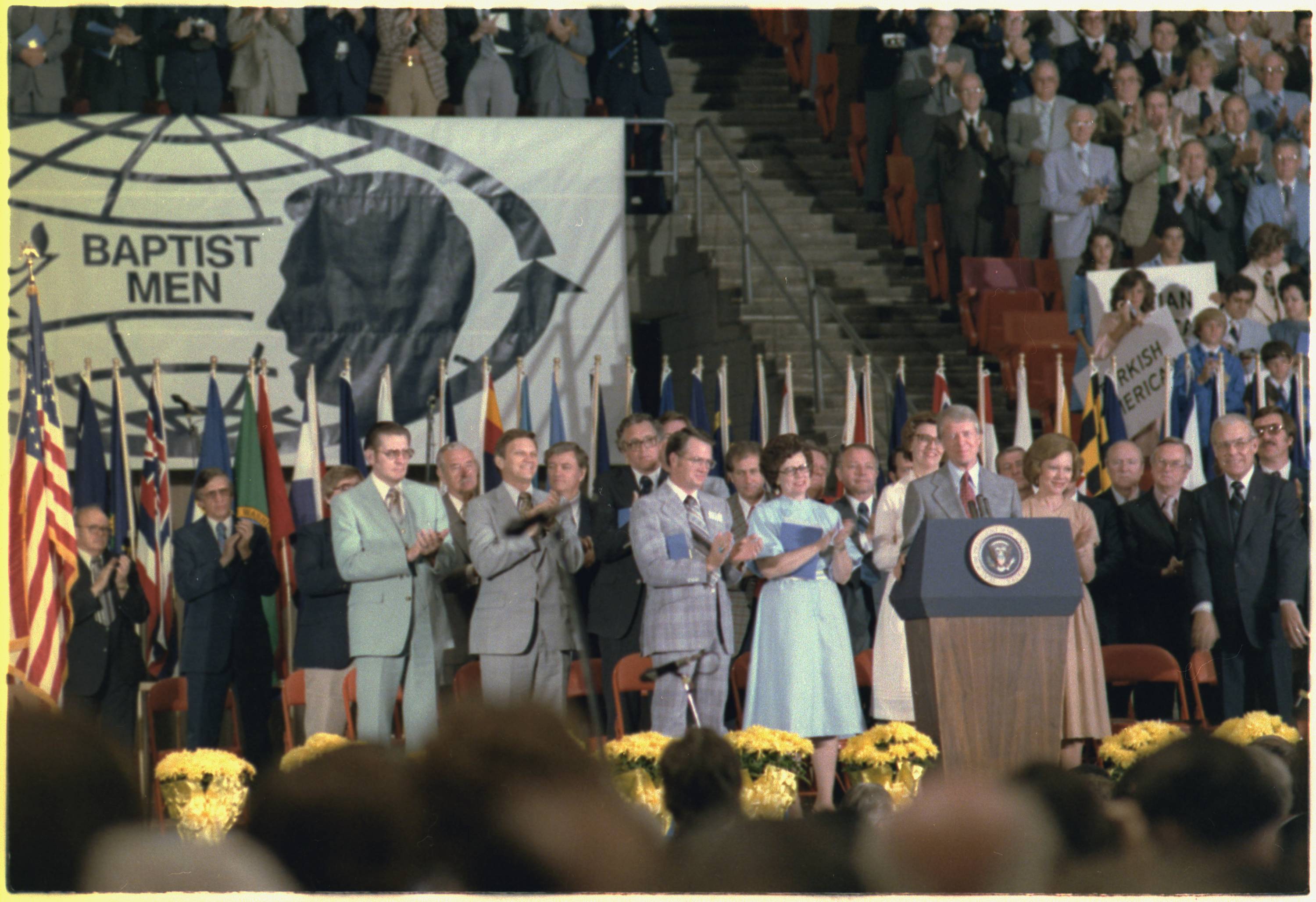
جادل باحثون من جامعة هارفارد وجامعة إنديانا عام 2017 أنَّ الطوائف المسيحية المحافظة في نمو مستمر في حين تتراجع عضوية الطوائف المسيحية الليبرالية.

في عام 2017، قال جادل الباحثان لاندون شنابل وشون بوك أنه في حين أن «الدين المعتدل» قد تراجع في الولايات المتحدة منذ أواخر الثمانينيات من القرن العشرين، استمر «الدين المتشدد» في النمو بما في ذلك التبشير. جادل الباحثان لاندون شنابل وشون بوك من جامعة هارفارد وجامعة إنديانا بأنه بينما تراجعت الكنائس «البروتستانتية الخط الرئيسي» في الولايات المتحدة منذ أواخر عقد 1980، فإن العديد من أعضاء الكنائس «البروتستانتية الخط الرئيسي» لا يتركون المسيحية، بل يتحولون إلى طائفة مسيحية أخرى، على وجه الخصوص إلى الطوائف الإنجيلية المحافظة والتي تتمسك بأساسيات الإيمان المسيحي. وشكك هذا البحث في «أطروحة العلمنة»، والتي ترى أن الولايات المتحدة تتبع معظم الدول الصناعية المتقدمة في موت ثقافتها الدينية.
كما أشار البحث إلى أن أعداد المترددين على الكنائس في ارتفاع، ووجد كريستوفر سميث، عالم الاجتماع في مجال الدين، من خلال أبحاثه أن معظم البالغين من الشباب «أبلغوا عن تغير طفيف في كيفية تعاملهم الديني في السنوات الخمس السابقة». كما وجد أيضًا أن أولئك الذين أبلغوا عن تغيير يقولون إنهم كانوا أكثر تديناً وليس أقل. وتٌشير دراسة جامعة هارفارد وجامعة إنديانا في عام 2017 بتفصيل كبير ومع الرسوم البيانية، أن النسبة المئوية للمسيحيين الذين يذهبون إلى الكنيسة غالباً ما كانت ثابتة أو في تزايد منذ عقود. بالمقابل فإن المسيحيين السابقين هم في الغالب من المسيحيين الإسميين الذين لم يعودوا يشعرون بضغوط اجتماعية للبقاء في الكنيسة أو بالتعريف كمسيحيين. وأشار البروفيسور إريك كوفمان من جامعة لندن أنه سيكون للمسيحيين المحافظين ككل حضور أقوى في أمريكا البيضاء عام 2050 أكثر من وجودهم اليوم.

## المعتقدات والميول الدينية

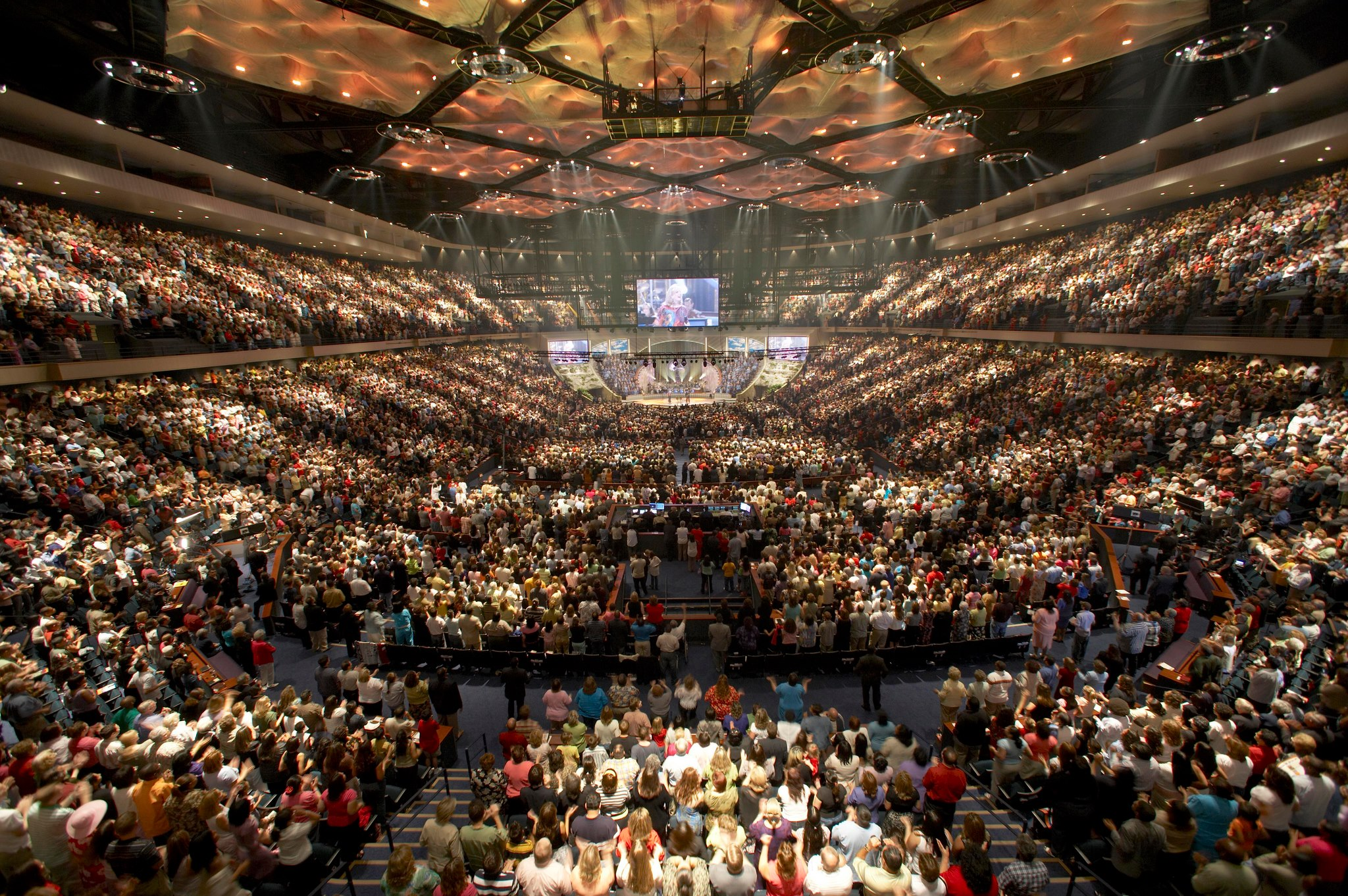
مسيحيون إنجيليين يُصلون في كنيسة ليكوود في هيوستن، تكساس.

أجرى معهد جامعة بايلور للدراسات الدينية دراسة استقصائية شملت مختلف جوانب الحياة الدينية الأمريكية. وجدت الدراسة تنوّع التقاليد الدينية، إذ وجد الاستطلاع أنّ 33.6% من أفراد العينة هم من البروتستانت الإنجيليين، بينما 10.8% ليس لديهم انتماء ديني على الإطلاق. وأشار 62.9% من مجموعة غير المنتمين إلى انتماء ديني أنهم لا زالوا «يؤمنوا بالله أوبسلطة وقوة عليا».
حاولت دراسة استقصائية ووطنية أخرى، أجرتها مجلة المسيحية اليوم، فهم نطاق الاختلافات بين المسيحيين الأمريكيين. من خلال المواقف والسلوك وقد وجدت أن معتقداتهم والممارسات عنقودية في خمسة قطاعات متميزة. فقد قاد النمو الروحي لظهور قطاعات كبيرة من المسيحيين في طرق غير تقليدية. بدلًا من حضور الكنيسة صباح يوم الأحد، يختار العديد من المسيحيين خصوصًا الشباب طرقًا شخصية وفردية لتمتد أنفسهم روحيًا.
وجدت الدراسة تقسيمات المسيحيين الاميريكيين:
- 19% من المسيحيين الأميركيين هم مسيحيين فعالين وملتزمين، يؤمن هؤلاء أن الخلاص يأتي من خلال يسوع المسيح، وحضور الكنيسة بانتظام، وقراء الكتاب المقدس، والإستمرار في التنمية الروحية من خلال الإيمان الشخصي في كنيستهم، وقبول مناصب قيادية في الكنيسة، ويعتقد هؤلاء أنهم ملزمون في نشر «حصة الإيمان»، أي التبشير بين الآخرين.
- 20% من المسيحيين هم مسيحيين من دون طائفة، هم ملتزمون في «قبول المسيح كمخلص ورب» كمفتاح لكونه مسيحيًا، ولكن التركيز أكثر على العلاقات الشخصية مع الله ويسوع أكثر مما هو على الكنيسة، أو قراءة الكتاب المقدس أو التبشير.
- 16% هم مسيحيين طقسيًا أو ليتورجيًا، هم في الغالب أتباع اللوثرية، الكنيسة الرومانية الكاثوليكية، الأسقفيه، أو الأرثوذكسية. هم من الملتزمين في الذهاب إلى الكنيسة، ولديهم مستوى عال من النشاط الروحي والاعتراف بسلطة الكنيسة.
- 24% هم مسيحيين خاصيين، يملك هؤلاء الكتاب المقدس ولكن لا يميلوا إلى قراءتة. فقط الثلث منهم ملتزمون في حضور الطقوس الكنسيَّة. يؤمن أتباع هذه المجموعة بالله والقيام بأشياء جيدة، ولكن ليس بالضرورة في سياق العبادات الكنسية التقليديَّة. هذه الفئة بشكل عام فيها تواجد ملحوظ للشباب.
- 21% مسيحيين ثقافيًا، هم أشخاص ذوي خلفية تراثية وحضارية مسيحية من ناحية عرقية أو ثقافية أو دينية أو تعليمية والروابط العائلية وقد لا يؤمنون بالمعتقدات الدينية المسيحية، ولكن يعرفون أنفسهم كمسيحيين لارتباطهم بالمسيحية وراثيًا وحضاريًا، وبسبب البيئة الاجتماعية والثقافية التي نشأوا فيها.

### حضور الكنيسة

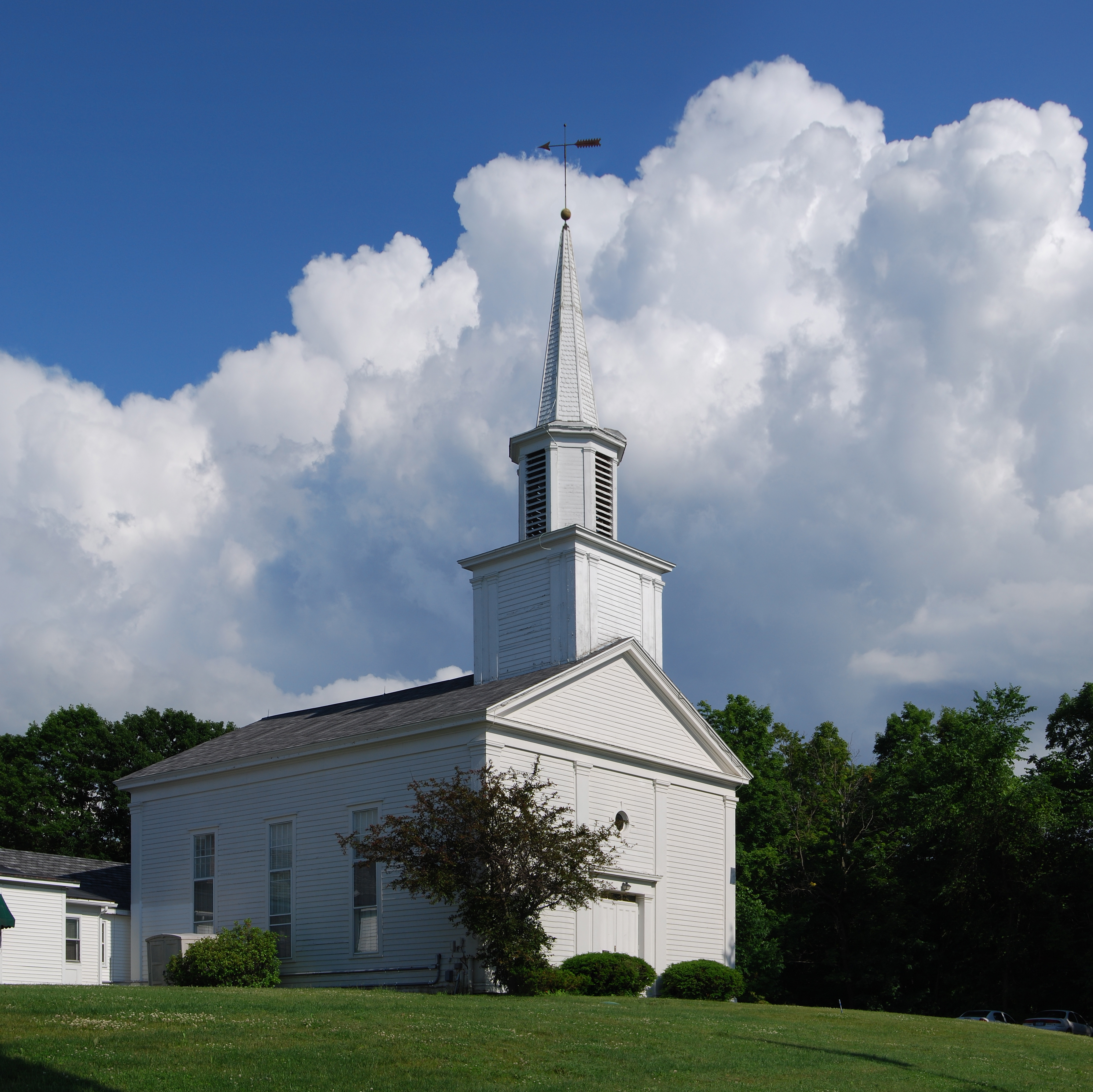
الكنيسة المشيخية؛ تكثر الكنائس والتردد عليها في مناطق الحزام الإنجيلي.

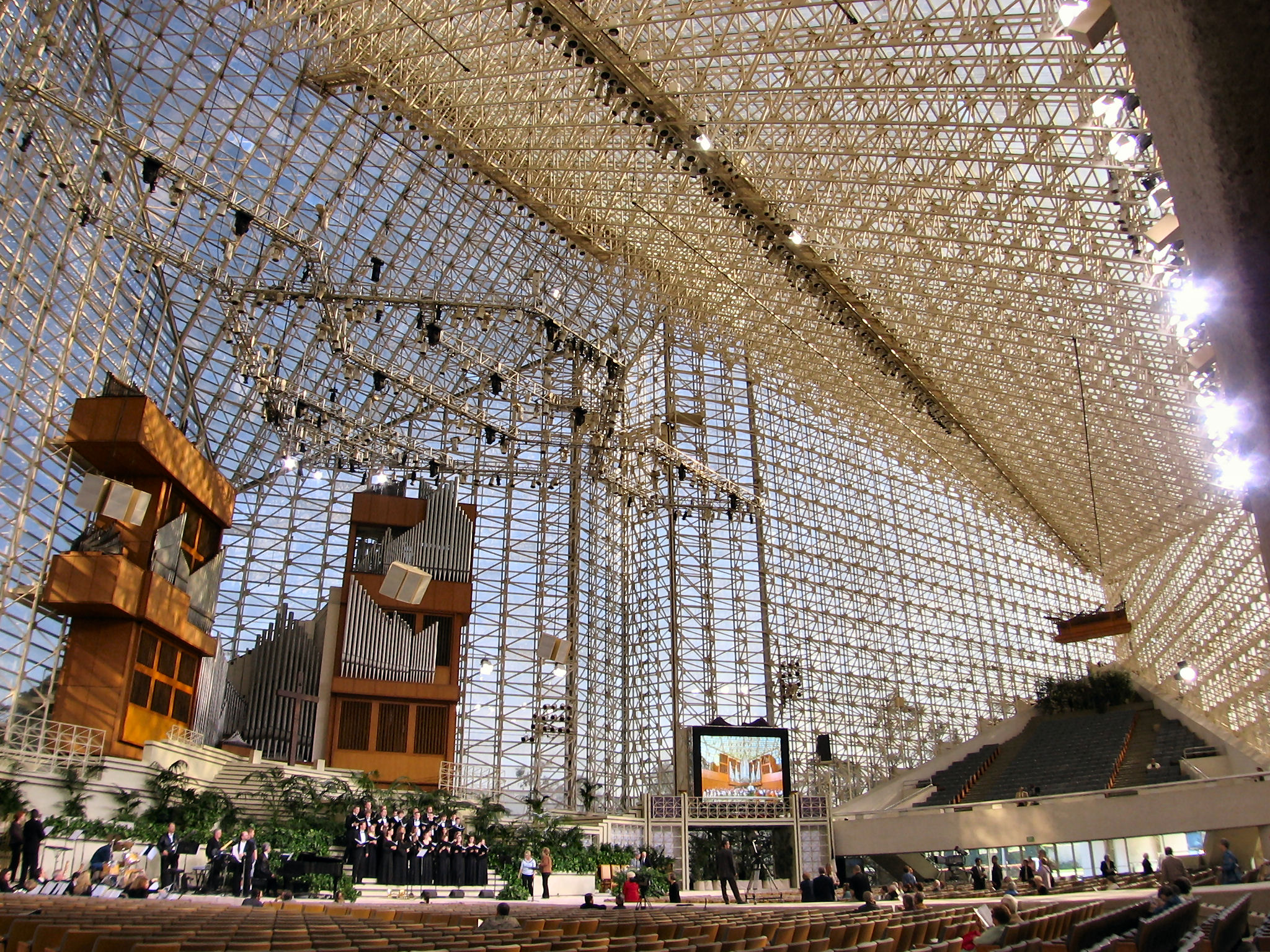
كنيسة الكريستال في مقاطعة أورانج، كاليفورنيا.

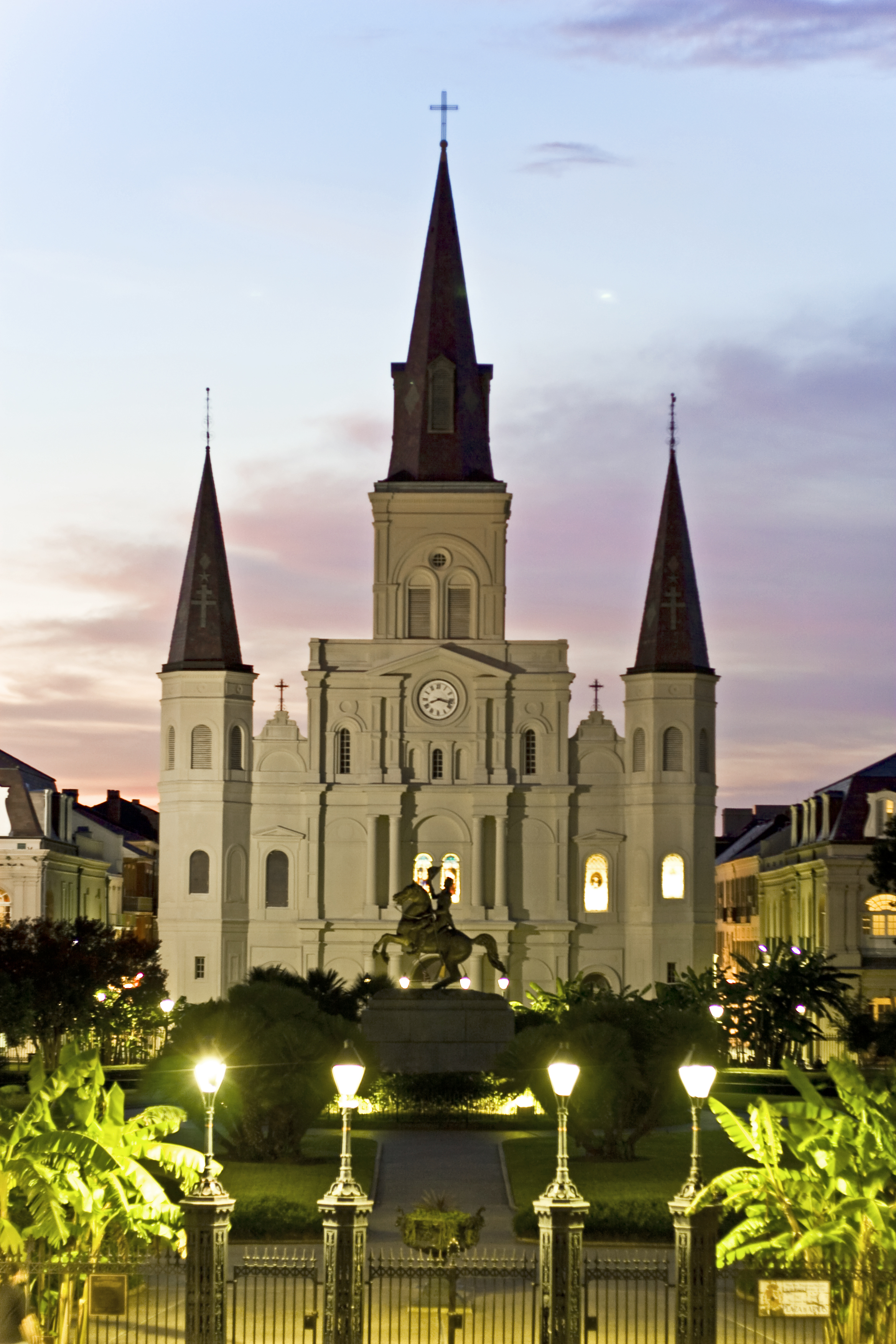
كاتدرائية القديس لويس الكاثوليكيَّة في نيو اورليانز.

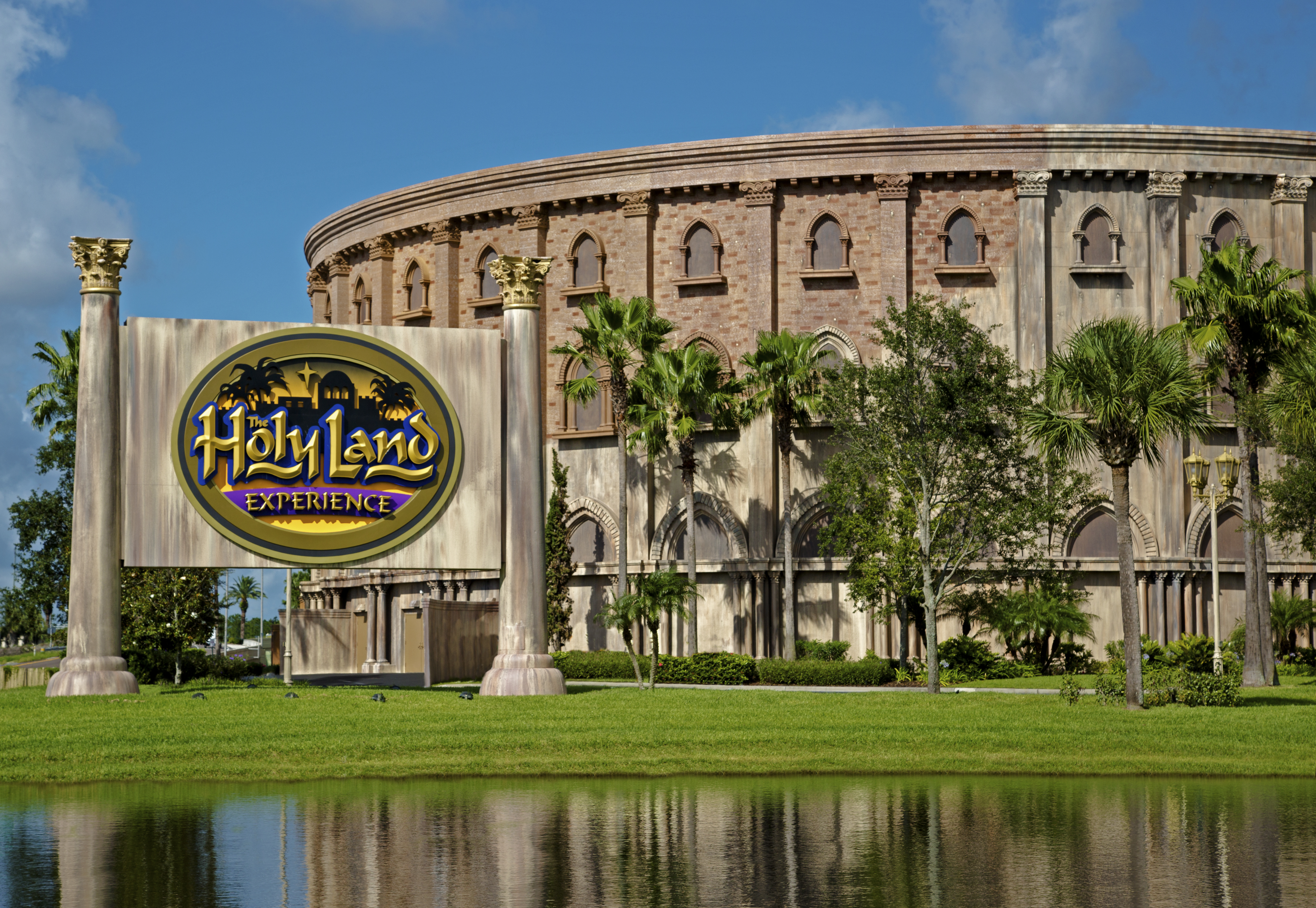
مدينة هولي لاند الترفيهية.

وجدت مؤسسة غالوب إلى كون 41% من سكان الولايات المتحدة هم ممارسين بشكل دائم للشعائر الدينية، مقارنة ب15% من الفرنسيين، 10% من البريطانيين و7.5% من الأستراليين.
في حين تشهد الأقاليم جنوب شرق إلى وسط جنوب الولايات المتحدة الأمريكية والتي تُشكِل فيه البروتستانتية الإنجيلية المحافظة اجتماعيًا جزءًا رئيسيًا من الثقافة السائدة، حيث أن التردد على طقوس الكنيسة فيه أعلى منه في بقية الولايات المتحدة. ويطلق على هذه الأقاليم الحزام الانجيلي وهي تشمل معظم الولايات المتحدة الجنوبية ممتدة إلى تكساس وأوكلاهوما.
حضور القداس والكنيسة يتفاوت كثيرًا من ولاية إلى ولاية. في استطلاع أجرته مؤسسة غالوب عام 2006، قال 42% من الأمريكيين أنهم ترددوا على الكنيسة أو المعبد مرة واحدة في الأسبوع أو كل الأسبوع تقريبًا. تراوحت الأرقام بين 58% في ولاية لويزيانا وألاباما وكارولينا الجنوبية إلى 24% في ولاية فيرمونت ونيوهامبشير.
| مرتبة | ولاية              | نسبة  |
| ----- | ------------------ | ----- |
| —     | المعدل الوطني      | 47.0% |
| 1     | يوتا               | 70%   |
| 2     | تينيسي             | 59%   |
| 3     | كارولاينا الجنوبية | 57%   |
| 3     | فرجينيا            | 57%   |
| 5     | ألاباما            | 55%   |
| 6     | مسيسيبي            | 54%   |
| 6     | فيرجينيا الغربية   | 54%   |
| 8     | كارولاينا الشمالية | 53%   |
| 8     | لويزيانا           | 53%   |
| 8     | أوكلاهوما          | 53%   |
| 11    | وايومنغ            | 52%   |
| 12    | جورجيا             | 51%   |
| 12    | نبراسكا            | 51%   |
| 12    | تكساس              | 51%   |
| 15    | أركنساس            | 50%   |
| 15    | كنتاكي             | 50%   |
| 15    | كارولاينا الشمالية | 50%   |
| 18    | أيداهو             | 49%   |
| 18    | إنديانا            | 49%   |
| 18    | أوهايو             | 49%   |
| 21    | أريزونا            | 48%   |
| 22    | آيوا               | 47%   |
| 22    | كانساس             | 47%   |
| 22    | ميزوري             | 47%   |
| 25    | فلوريدا            | 46%   |
| 25    | مونتانا            | 46%   |
| 25    | رود آيلاند         | 46%   |
| 28    | كاليفورنيا         | 45%   |
| 28    | ديلاوير            | 45%   |
| 28    | ميشيغان            | 45%   |
| 28    | نيفادا             | 45%   |
| 32    | إلينوي             | 44%   |
| 32    | نيومكسيكو          | 44%   |
| 32    | أوريغن             | 44%   |
| 32    | بنسيلفانيا         | 44%   |
| 32    | داكوتا الجنوبية    | 44%   |
| 37    | ألاسكا             | 43%   |
| 37    | مينيسوتا           | 43%   |
| 37    | كولورادو           | 43%   |
| 37    | نيويورك            | 43%   |
| 41    | ماريلند            | 42%   |
| 41    | نيوجيرسي           | 42%   |
| 43    | داكوتا الشمالية    | 41%   |
| 44    | هاواي              | 40%   |
| 45    | واشنطن             | 39%   |
| 46    | ويسكونسن           | 38%   |
| 47    | كونيتيكت           | 36%   |
| 48    | ماساتشوستس         | 34%   |
| 48    | نيوهامبشير         | 34%   |
| 48    | فيرمونت            | 34%   |
| 51    | مين                | 31%   |

## معرض الصور

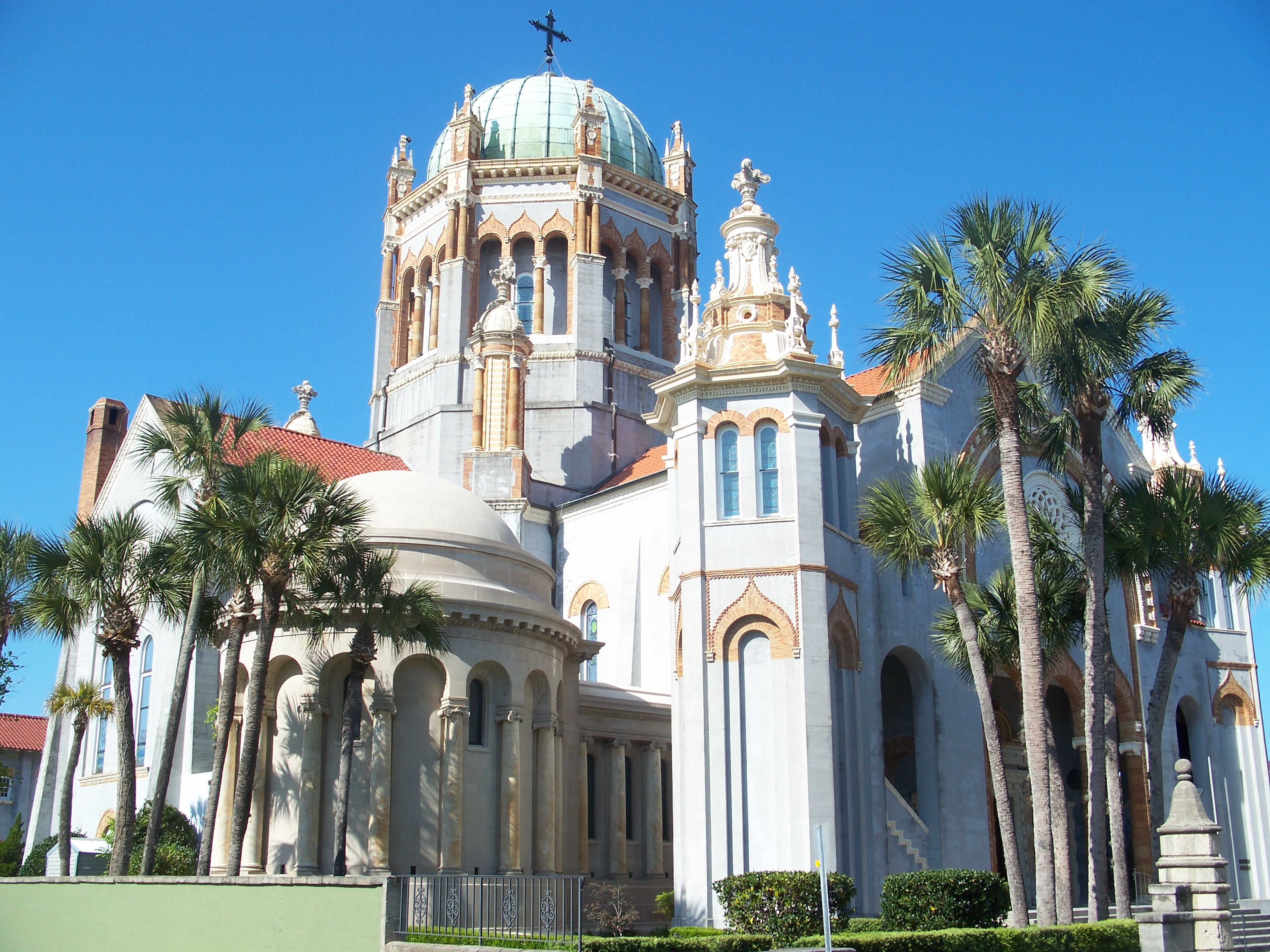
الكنيسة المشيخية التذكارية في سانت أوغسطين
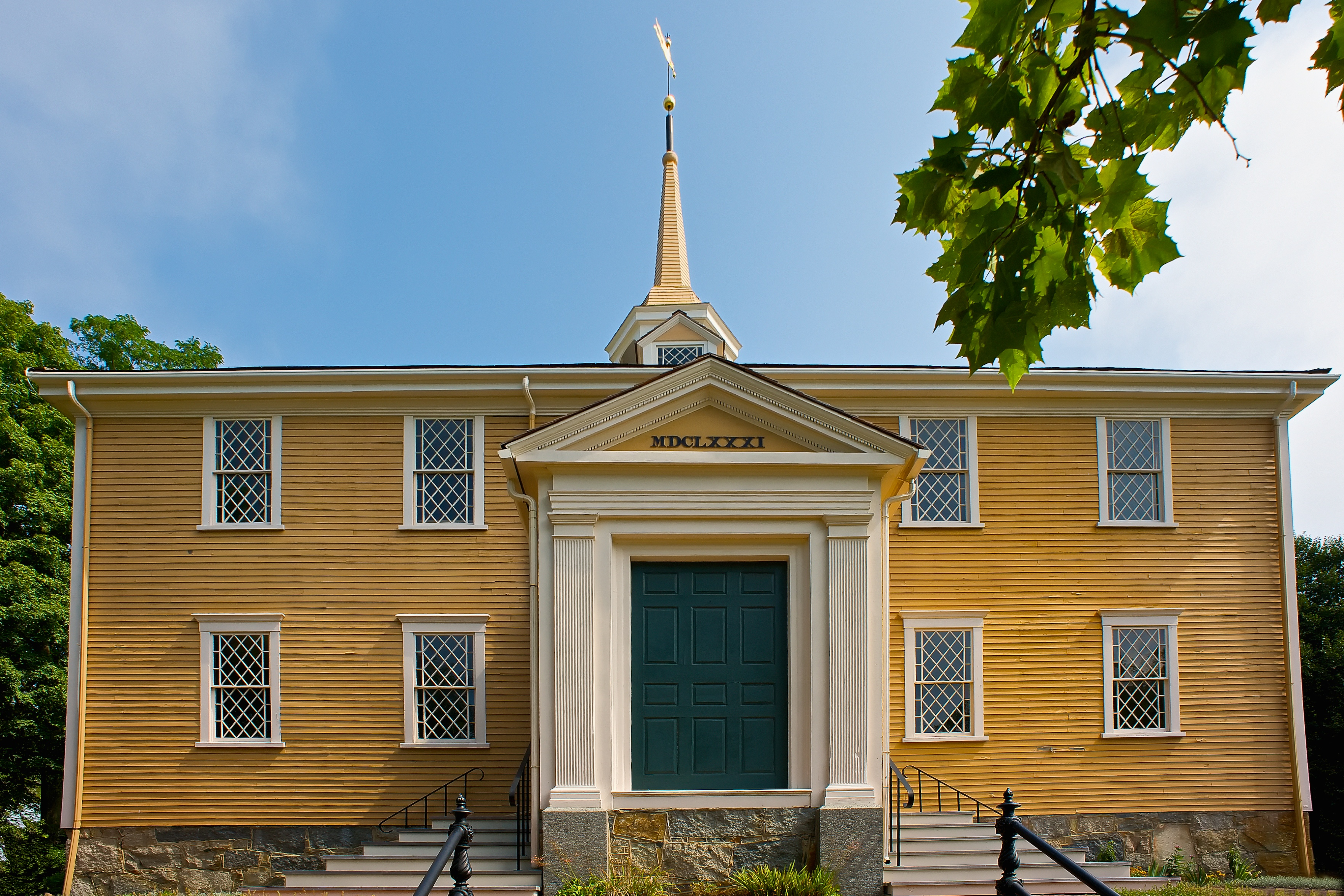
الكنيسة التطهيرية في هينغهام
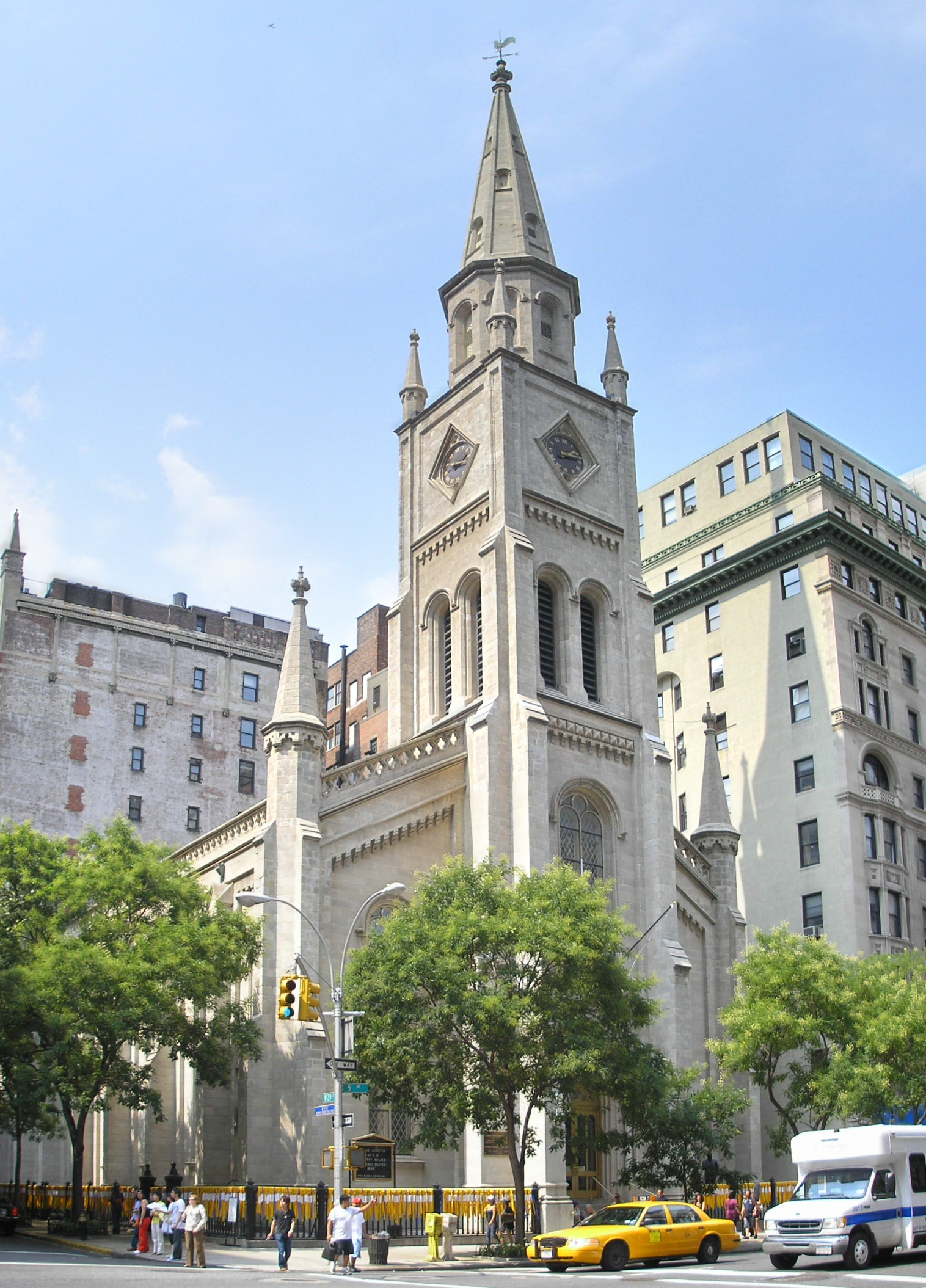
الكنيسة الرخامية الإصلاحيَّة في مانهاتن، مدينة نيويورك
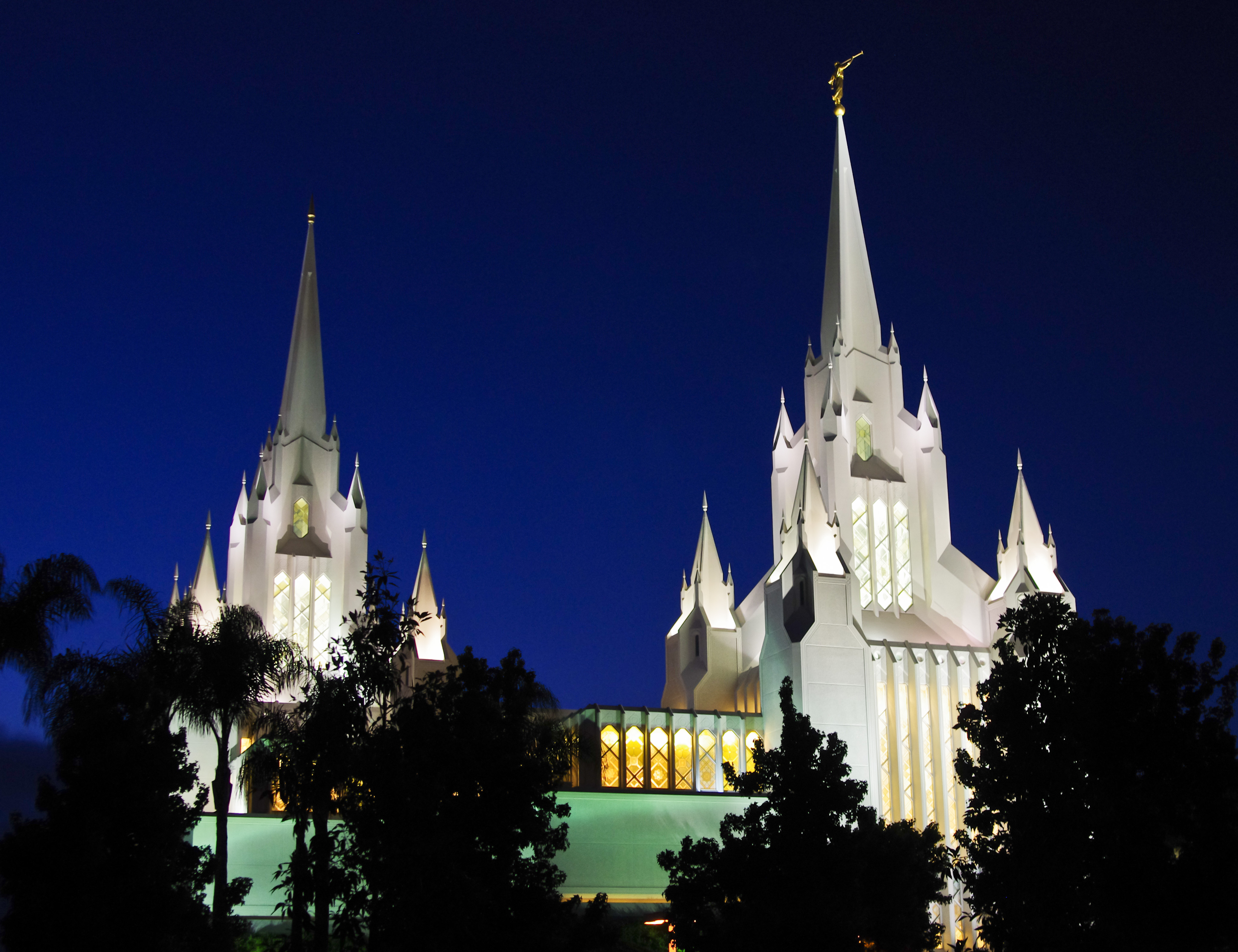
المعبد المورموني في سان دييغو
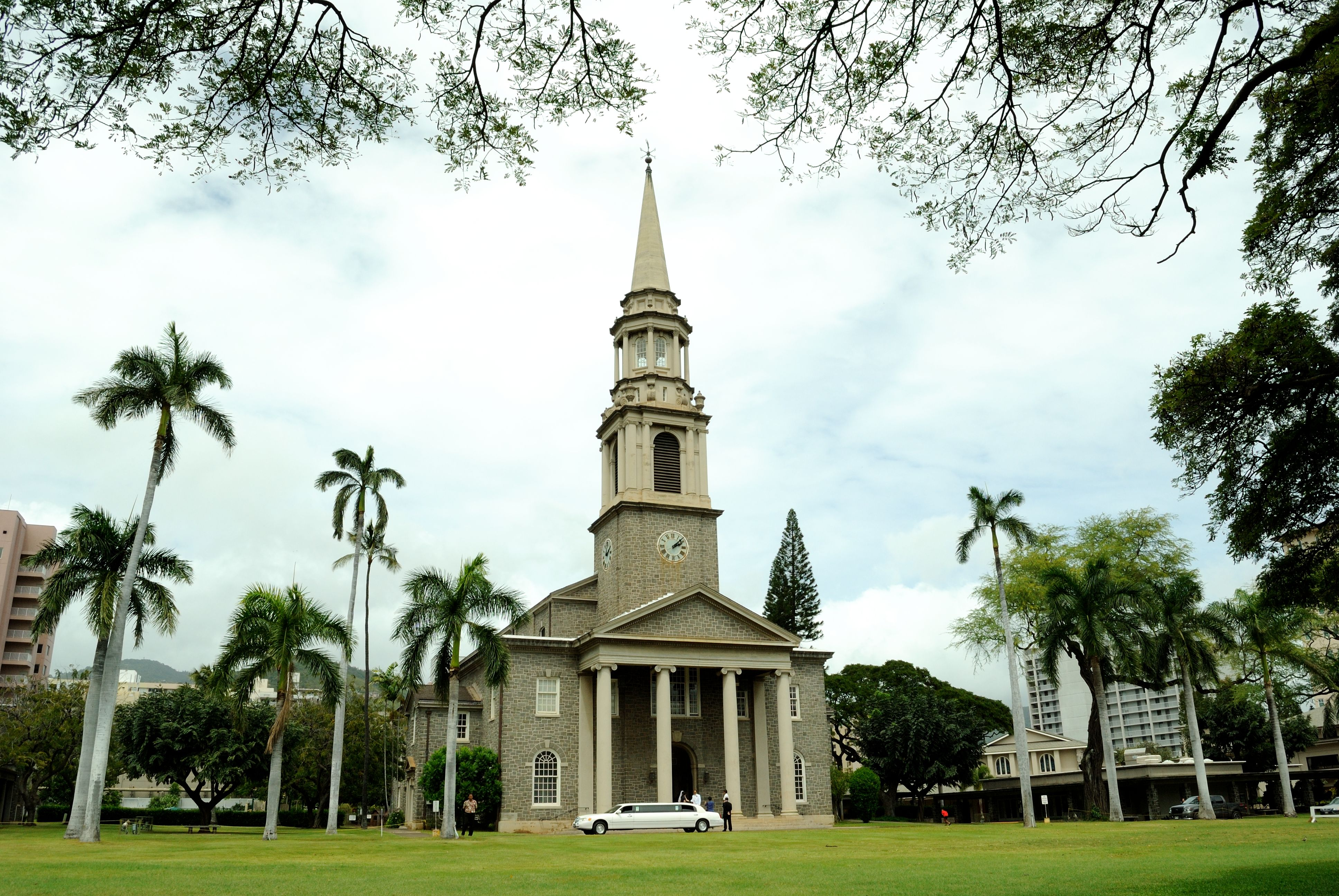
الكنيسة الإتحادية المركزية في هونولولو
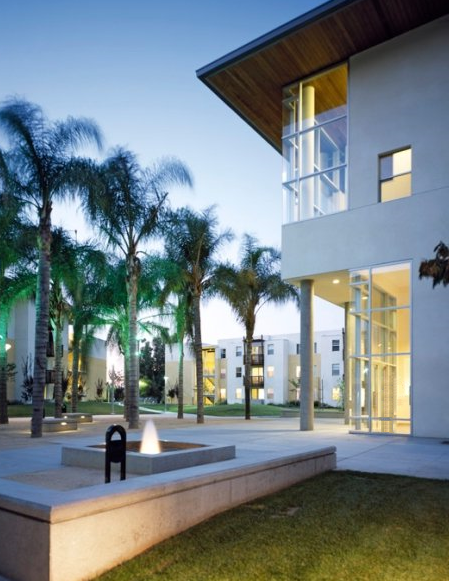
بيوت للطلبة الجامعيين، في كاليفورنيا، تملكها منظمة أوبوس داي
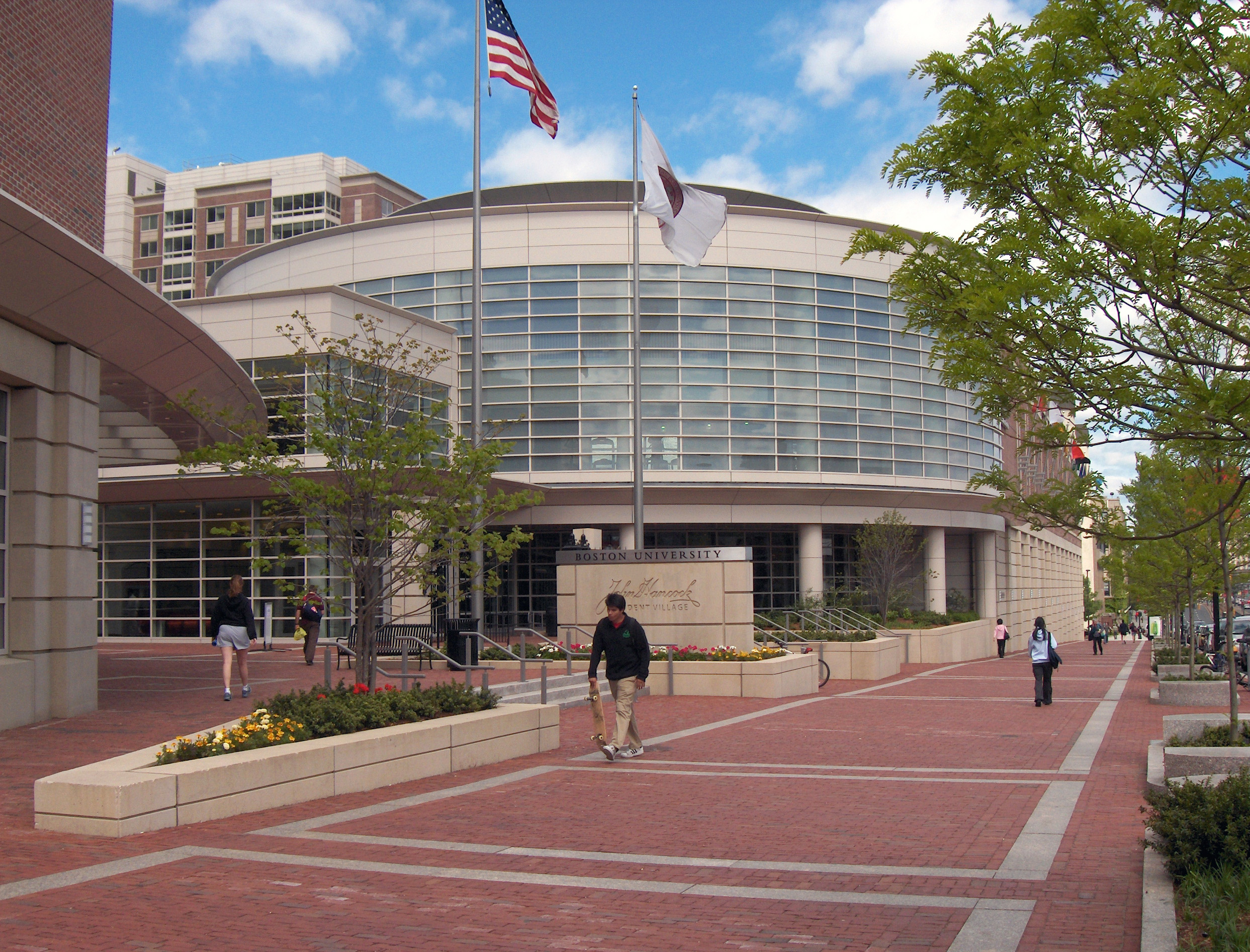
جامعة بوسطن المرتبطة بالكنيسة الميثودية
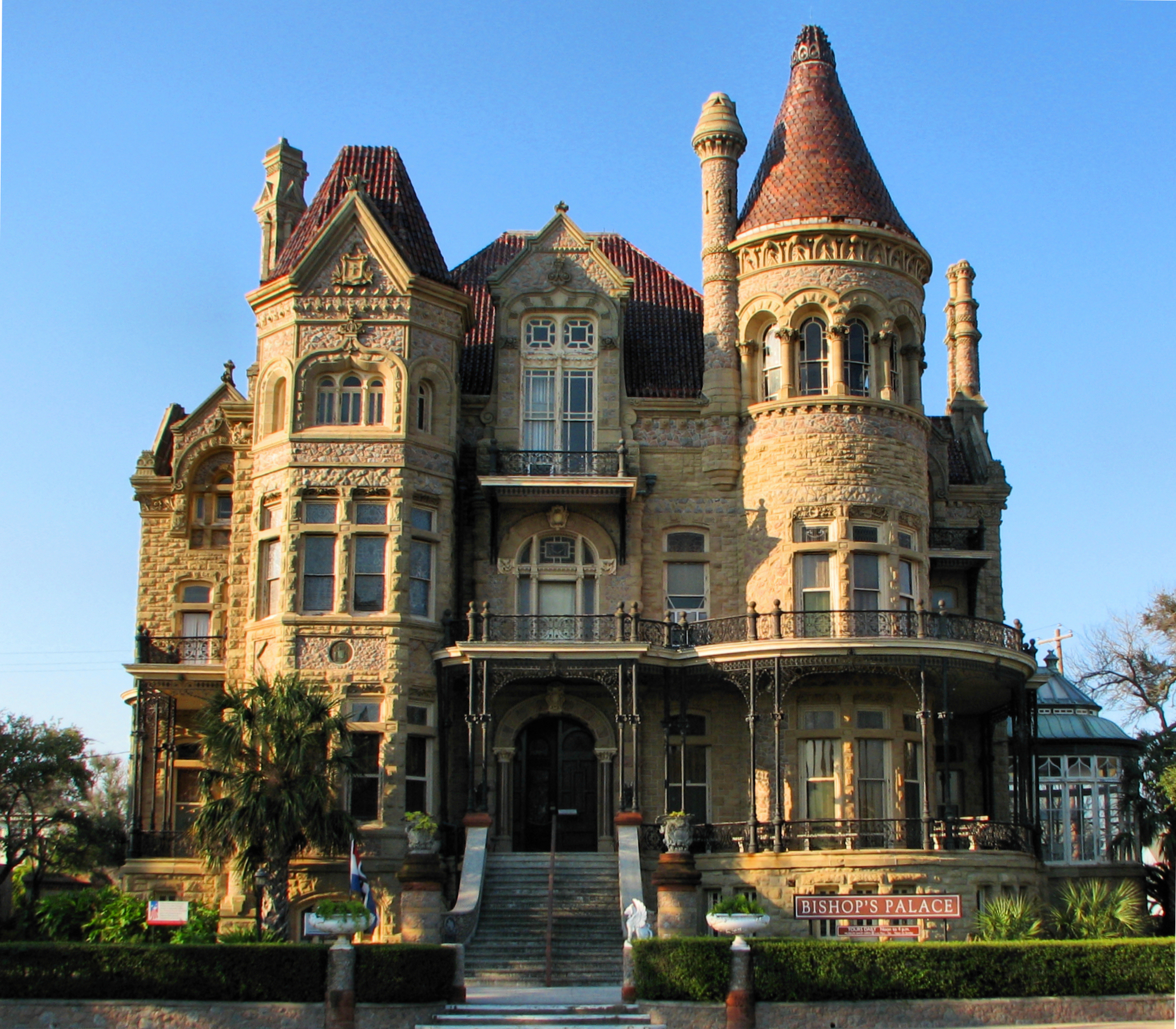
قصر الأسقف الكاثوليكي في غالفستون
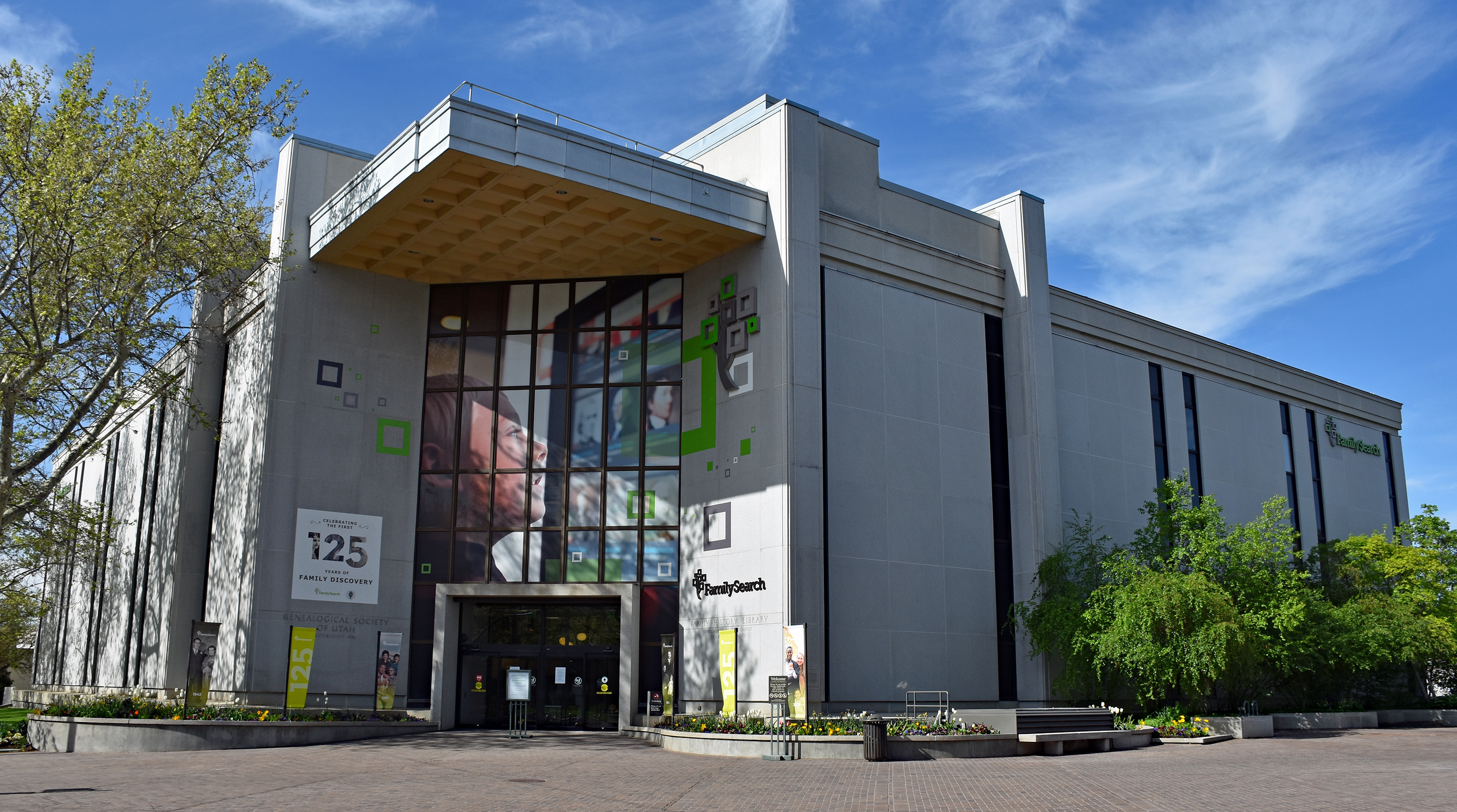
مكتبة تاريخ العائلة المورموني في سولت ليك
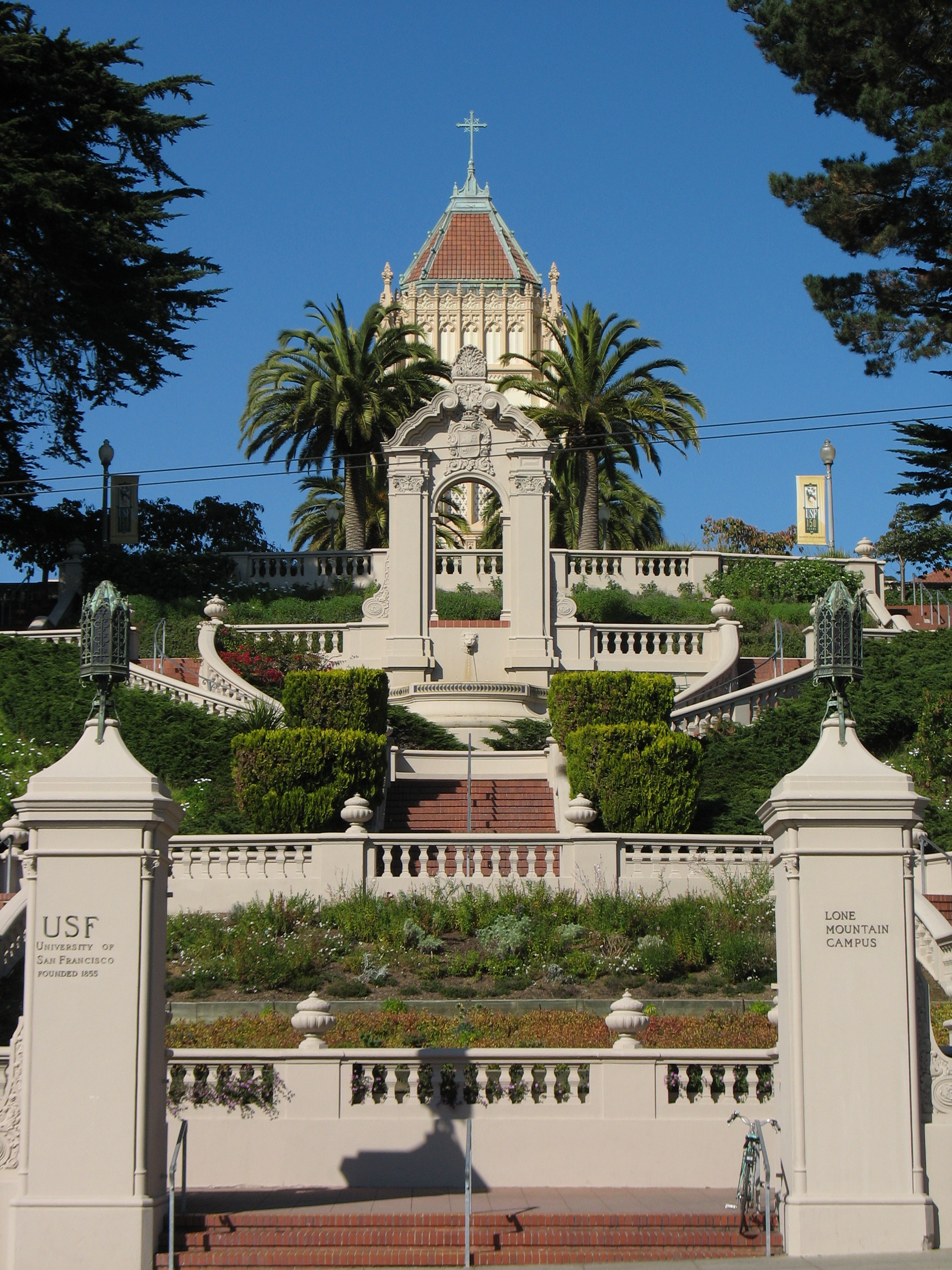
جامعة سان فرانسيسكو اليسوعيَّة
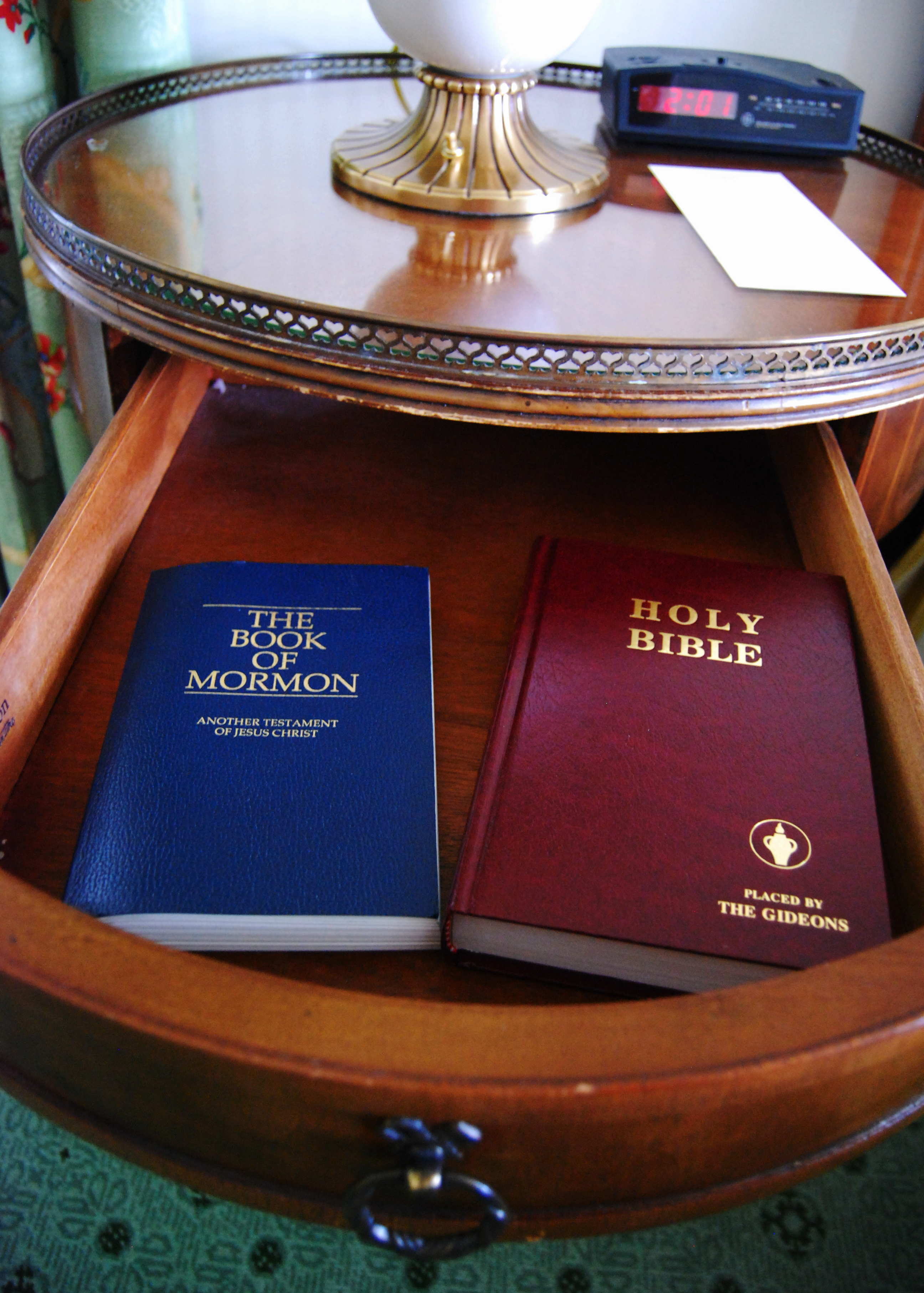
الكتاب المقدس وكتاب مورمون في غرفة فندق، طبعت ووزعت من قبل غيديون الدولية.
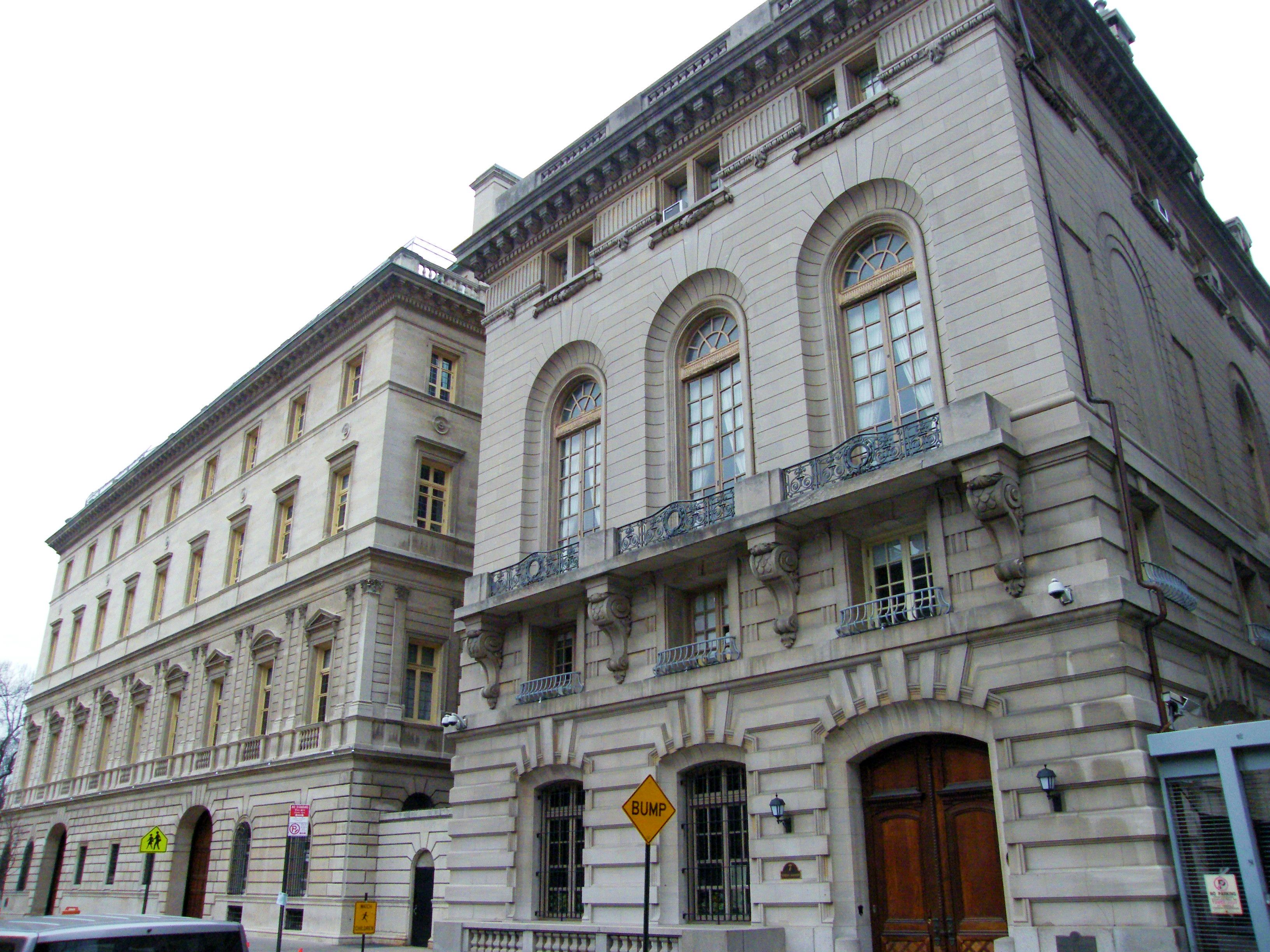
مدرسة القلب المقدس الكاثوليكية في نيويورك
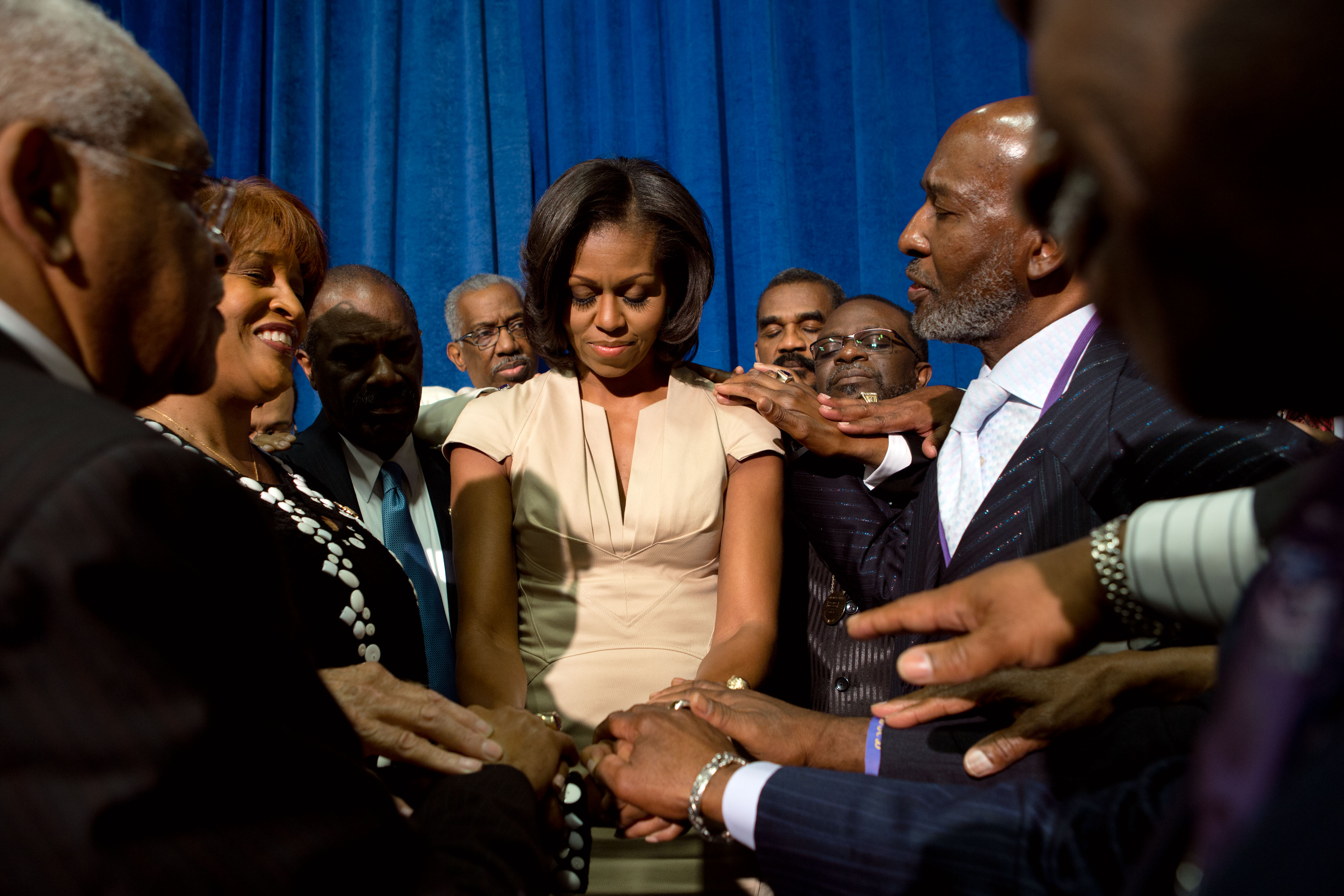
أساقفة من الكنيسة الميثودية يصلون إلى جانب ميشيل أوباما
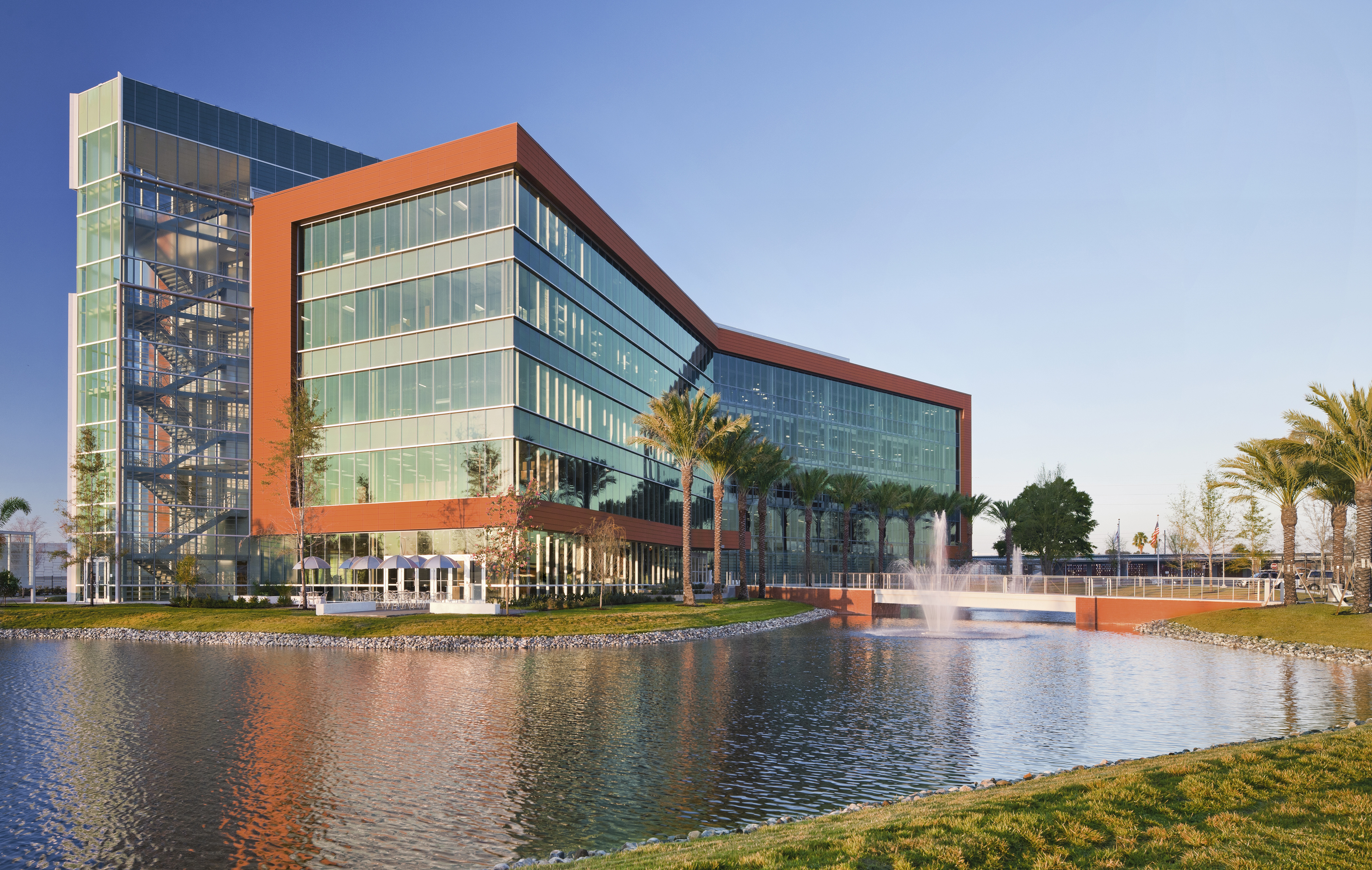
مقر نظام الرعاية الصحية السبتية في ألتامونت سبرنغز
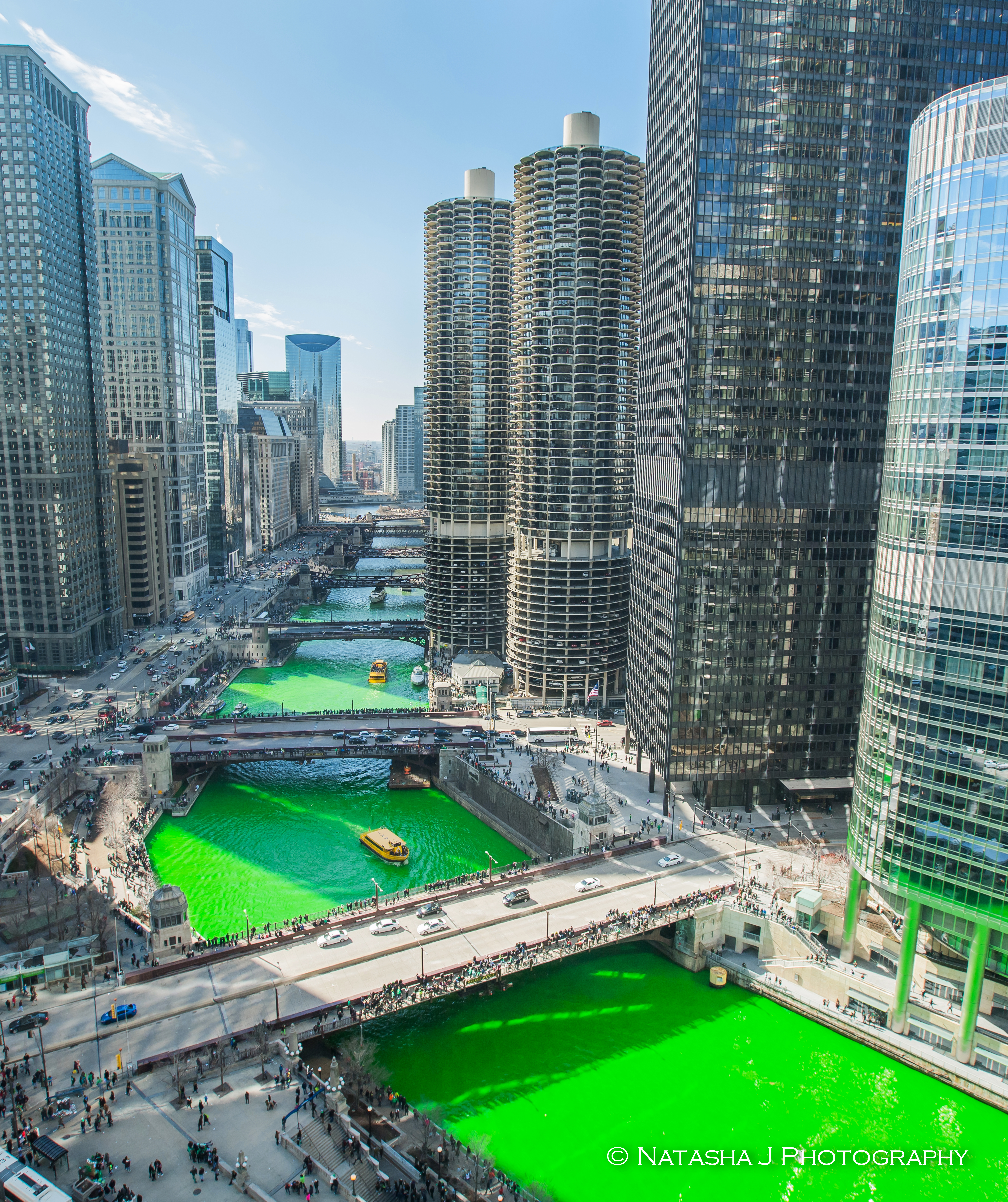
احتفالات يوم القديس باتريك في مدينة شيكاغو

## مواقع خارجية
- Map Gallery of Religion in the United States